# Llista d'arnes de la península Ibèrica

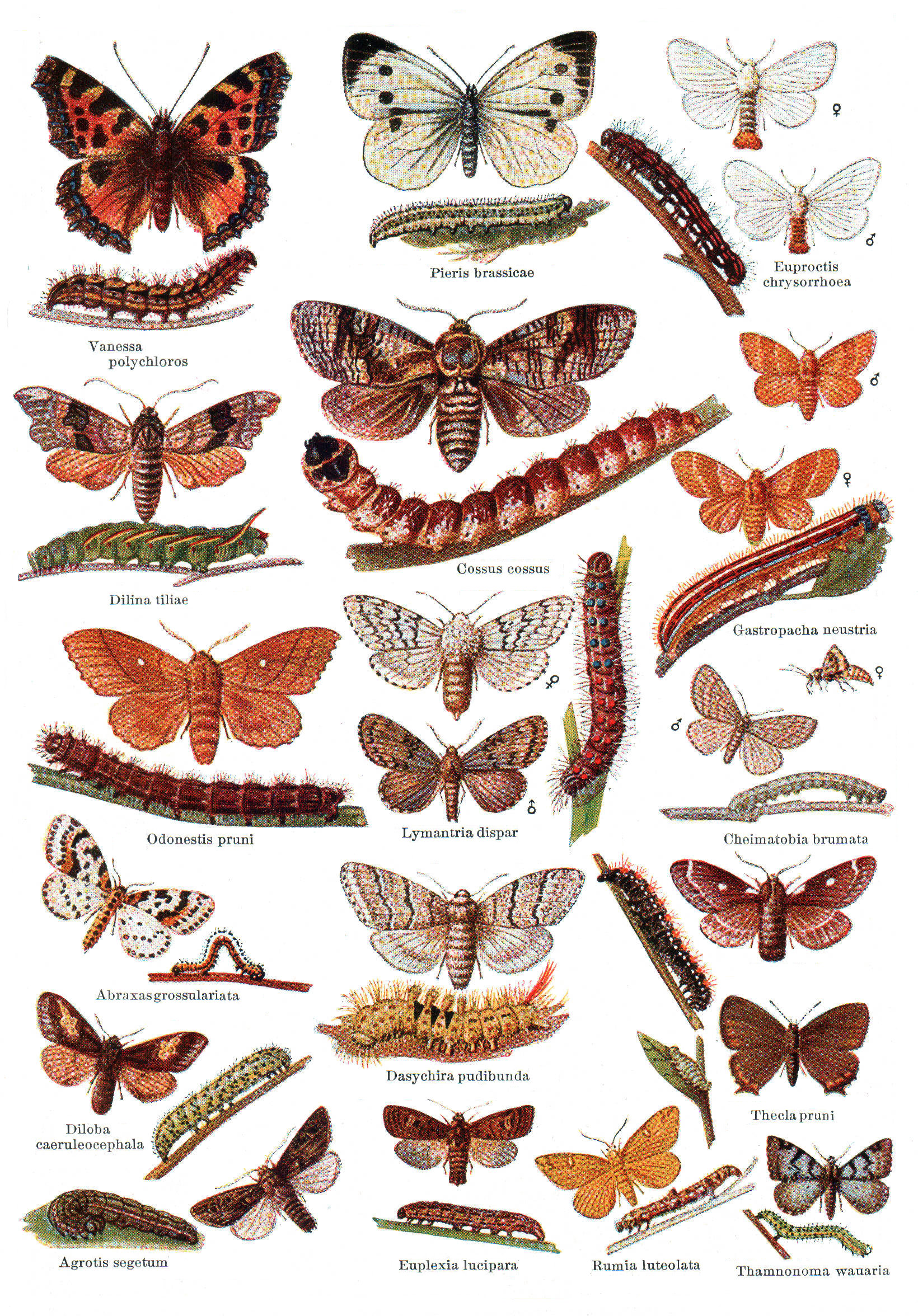
Diverses papallones i larves

Aquesta llista inclou les espècies de papallones nocturnes (heteròcers) presents a la península Ibèrica i les illes Balears.
Dins el món dels insectes, l'ordre dels lepidòpters es troba entre els grups més recents evolutivament i amb major nombre d’espècies, tan sols superat pels coleòpters. Només a la península ibèrica estan catalogades més de 2.000 espècies de papallones diurnes i nocturnes.

## Adelidae

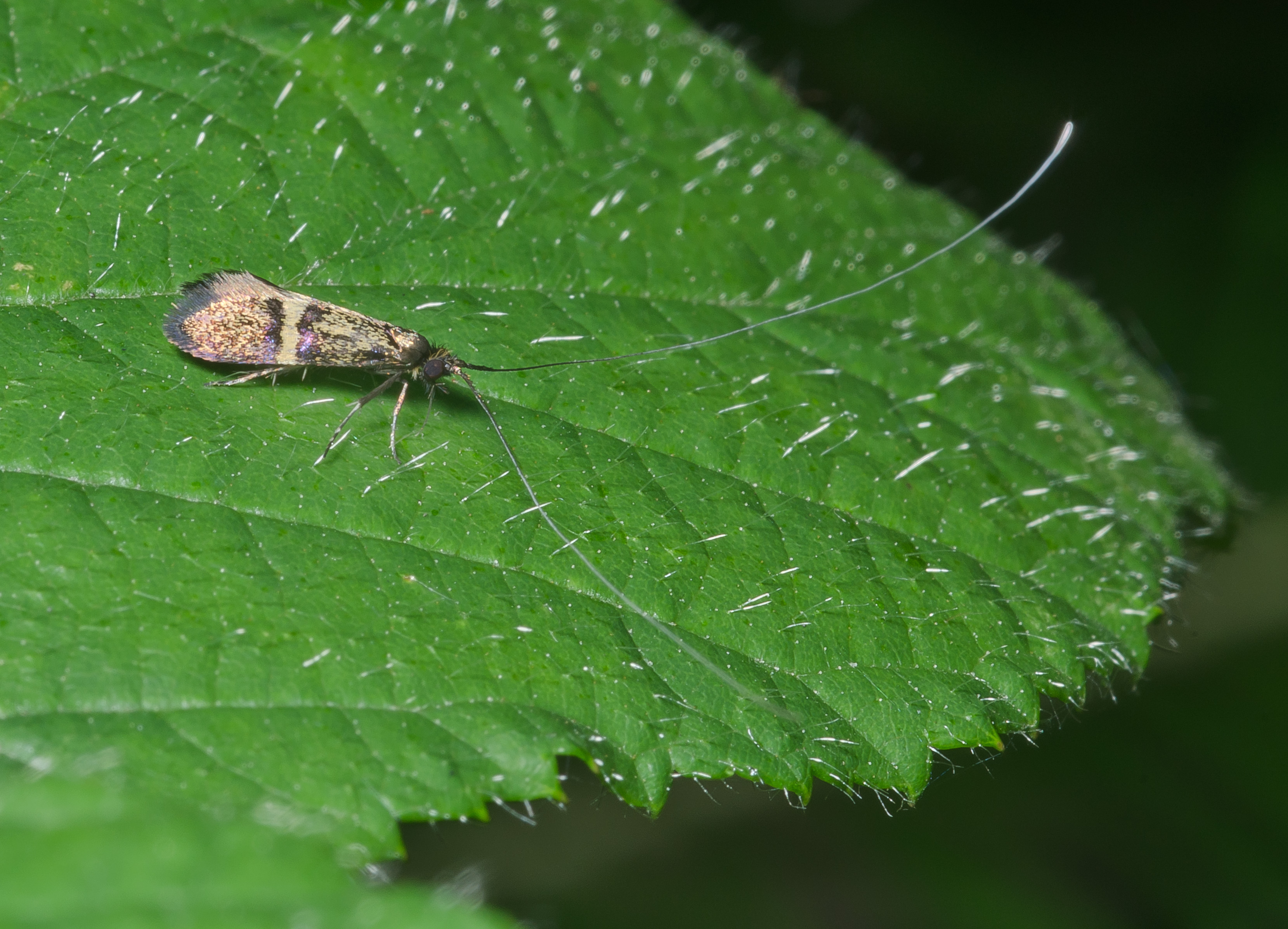
Nemophora degeerella

La majoria de les espècies tenen, almenys parcialment, patrons de coloració metàl·lica i són diürnes, de vegades pul·lulen al voltant de les puntes de les branques amb un vol ondulant. Unes altres són crepusculars i tenen una coloració grisa. Tenen una envergadura d'uns 4.28 mil·límetres i els mascles solen tenir unes llargues antenes.
Les Adelidae solen estar estretament restringides a determinades plantes hoste.
Es reconeixen les següents:
- Adela australis (Heydenreich, 1851)
- Adela collicolella Walsingham, 1904
- Adela croesella (Scopoli, 1763)
- Adela cuprella (Denis & Schiffermuller, 1775)
- Adela homalella Staudinger, 1859
- Adela mazzolella (Hübner, 1801)
- Adela pantherellus (Guenee, 1848)
- Adela reaumurella (Linnaeus, 1758)
- Adela violella (Denis & Schiffermuller, 1775)
- Cauchas fibulella (Denis & Schiffermuller, 1775)
- Cauchas rufimitrella (Scopoli, 1763)
- Nematopogon adansoniella (Villers, 1789)
- Nematopogon metaxella (Hübner, 1813)
- Nematopogon robertella (Clerck, 1759)
- Nematopogon schwarziellus Zeller, 1839
- Nematopogon swammerdamella (Linnaeus, 1758)
- Nemophora albiciliellus (Staudinger, 1859)
- Nemophora barbatellus (Zeller, 1847)
- Nemophora cupriacella (Hübner, 1819)
- Nemophora degeerella (Linnaeus, 1758)
- Nemophora dumerilella (Duponchel, 1839)
- Nemophora fasciella (Fabricius, 1775)
- Nemophora istrianellus (Heydenreich, 1851)
- Nemophora metallica (Poda, 1761)
- Nemophora minimella (Denis & Schiffermuller, 1775)
- Nemophora prodigellus (Zeller, 1853)
- Nemophora raddaella (Hübner, 1793)
- Nemophora violellus (Herrich-Schäffer in Stainton, 1851)

## Alucitidae

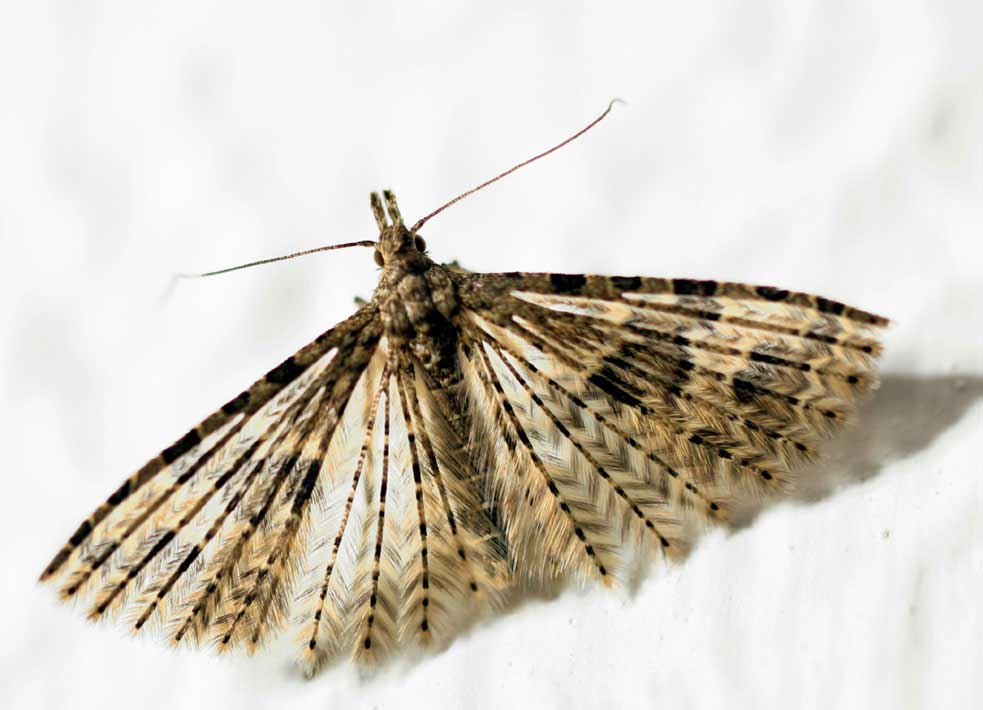
Alucita hexadactyla

Els alucítids són una família d'arnes amb unes ales modificades d'una manera poc comuna. Les ales tenen unes sis espines rígides, amb uns radis flexibles, que venen a tenir una estructura similar a la de les plomes dels ocells. Les larves s'alimenten de plantes del gènere Lonicera.
A vegades són agrupades amb les 20 espècies de tineodids per formar la superfamília monotípica dels alucitoïdeus (Alucitoidea).
- Alucita cancellata (Meyrick, 1908)
- Alucita cymatodactyla Zeller, 1852
- Alucita debilella Scholz & Jackh, 1994
- Alucita desmodactyla Zeller, 1847
- Alucita grammodactyla Zeller, 1841
- Alucita hexadactyla Linnaeus, 1758
- Alucita huebneri Wallengren, 1859
- Alucita iberica Scholz & Jackh, 1994
- Alucita palodactyla Zeller, 1847
- Alucita zonodactyla Zeller, 1847

## Argyresthiidae

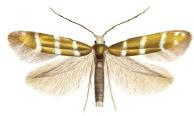
Argyresthia trifasciata

És una subfamília de lepidòpters pertanyent a la família Yponomeutidae. En altres classificacions, és tractada com la família Argyresthiinae.
Es reconeixen les següents:
- Argyresthia abdominalis Zeller, 1839
- Argyresthia albistria (Haworth, 1828)
- Argyresthia bonnetella (Linnaeus, 1758)
- Argyresthia brockeella (Hübner, 1813)
- Argyresthia conjugella Zeller, 1839
- Argyresthia dilectella Zeller, 1847
- Argyresthia fundella (Fischer von Röslerstamm, 1835)
- Argyresthia glaucinella Zeller, 1839
- Argyresthia goedartella (Linnaeus, 1758)
- Argyresthia kulfani Bengtsson & Johansson, 2012
- Argyresthia pruniella (Clerck, 1759)
- Argyresthia pygmaeella (Denis & Schiffermuller, 1775)
- Argyresthia retinella Zeller, 1839
- Argyresthia semifusca (Haworth, 1828)
- Argyresthia spinosella Stainton, 1849
- Argyresthia arceuthina Zeller, 1839
- Argyresthia illuminatella Zeller, 1839
- Argyresthia perezi Vives, 2001 (EN)
- Argyresthia praecocella Zeller, 1839
- Argyresthia trifasciata Staudinger, 1871

## Autostichidae

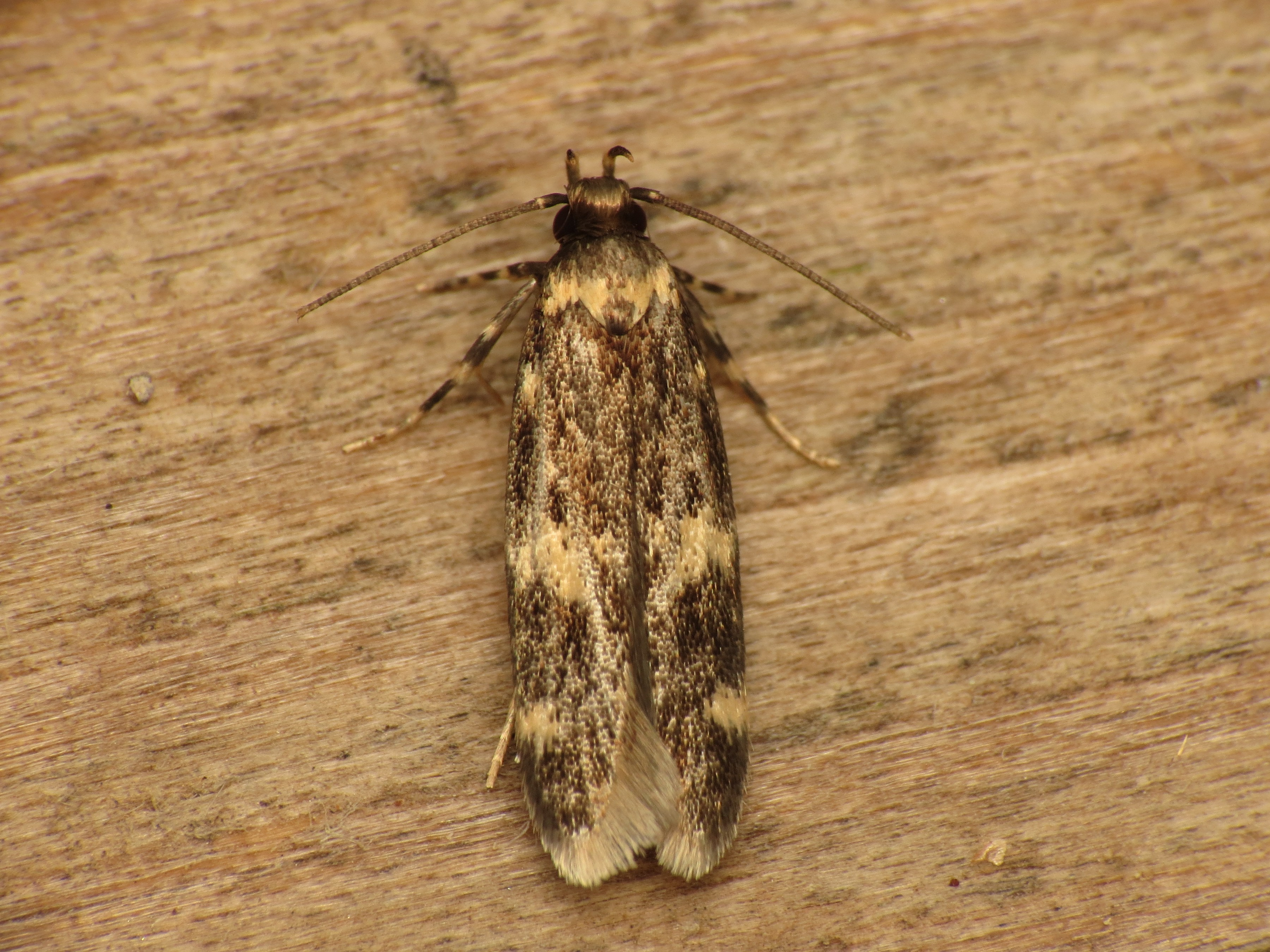
Oegoconia sp.

Autostichidae és una família d'arnes dins de la superfamília Gelechioidea.
- Apatema baixerasi Vives, 2001
- Apatema mediopallidum Walsingham, 1900
- Apatema parodia (Gozmany, 1988)
- Apateona hispanicum Gozmany, 1985
- Aprominta cryptogamarum (Milliere, 1872)
- Arragonia kautzi (Rebel, 1928)
- Arragonia punctivitella (Zerny, 1927)
- Catasphalma kautziella (Rebel, 1935)
- Donaspastus digitatus Gozmany, 1985
- Dysspastus fallax (Gozmany, 1961)
- Heringita heringi Agenjo, 1953
- Hesperesta alicantella Derra, 2008
- Hesperesta geminella (Chretien, 1915)
- Holcopogon bubulcellus (Staudinger, 1859)
- Holcopogon glaserorum Gozmany, 1985
- Metaxitagma connivens Gozmany, 1985
- Metaxitagma monotona Gozmany, 2008
- Oegoconia caradjai Popescu-Gorj & Capuse, 1965
- Oegoconia deauratella (Herrich-Schäffer, 1854)
- Oegoconia huemeri Sutter, 2007
- Oegoconia novimundi (Busck, 1915)
- Oegoconia quadripuncta (Haworth, 1828)
- Orpecacantha burmanni (Gozmany, 1962)
- Orpecovalva diadema Gozmany, 1977
- Orpecovalva glaseri Gozmany, 1977
- Orpecovalva mallorcae Gozmany, 1975
- Stibaromacha ratella (Herrich-Schäffer, 1854)
- Symmoca alhambrella Walsingham, 1911
- Symmoca degregorioi Requena, 2007
- Symmoca dodecatella Staudinger, 1859
- Symmoca hendrikseni Gozmany, 1996
- Symmoca mimetica Gozmany, 2008
- Symmoca nigromaculella Ragonot, 1875
- Symmoca oenophila Staudinger, 1871
- Symmoca orphnella Rebel, 1893
- Symmoca perobscurata Gozmany, 1957
- Symmoca petrogenes Walsingham, 1907
- Symmoca ponerias Walsingham, 1905
- Symmoca pyrenaica Gozmany, 1985
- Symmoca revoluta Gozmany, 1985
- Symmoca sattleri Gozmany, 1962
- Symmoca senora Gozmany, 1977
- Symmoca serrata Gozmany, 1985
- Symmoca signatella Herrich-Schäffer, 1854
- Symmoca signella (Hübner, 1796)
- Symmoca simulans Gozmany, 1985
- Symmoca sorrisa Gozmany, 1975
- Symmoca suffumata Gozmany, 1996
- Symmoca sultan Gozmany, 1962
- Symmoca tofosella Rebel, 1893
- Symmoca uniformella Rebel, 1900
- Symmocoides don (Gozmany, 1963)
- Symmocoides ferreirae Gozmany, 2000
- Symmocoides gozmanyi (Amsel, 1959)
- Symmocoides marthae (Gozmany, 1957)
- Symmocoides oxybiella (Milliere, 1872)

## Batrachedridae

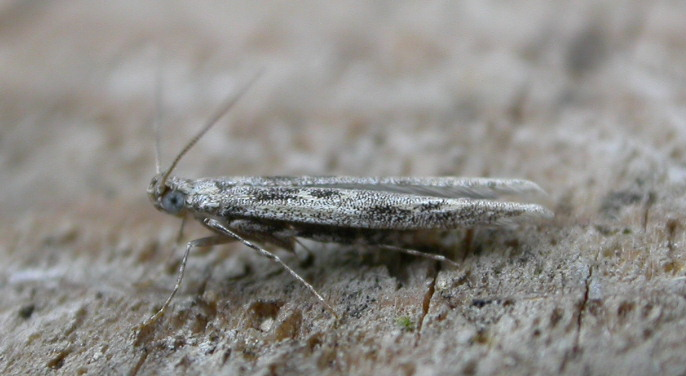
Batrachedra praeangusta

Les Batrachedridae són una petita família de lepidòpters ditrisis Són arnes petites i primes que descansen amb les ales ben embolicades al voltant del cos.
- Batrachedra parvulipunctella Chretien, 1915
- Batrachedra pinicolella (Zeller, 1839)
- Batrachedra praeangusta (Haworth, 1828)

## Bedelliidae

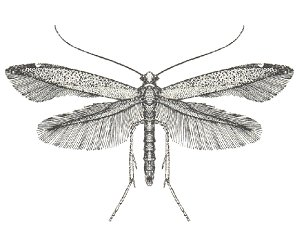
Bedellia somnulentella

Els Bedelliidae són una petita família de lepidòpters petits d'ales estretes, amb un únic gènere, Bedellia, anteriorment inclòs en la família Lyonetiidae. La família encara està inclosa per alguns autors a Lyonetiidae com la subfamília Bedelliinae.
A la península Ibèrica podem trobar exemplars de:
- Bedellia ehikella Szocs, 1967
- Bedellia somnulentella (Zeller, 1847)

## Blastobasidae

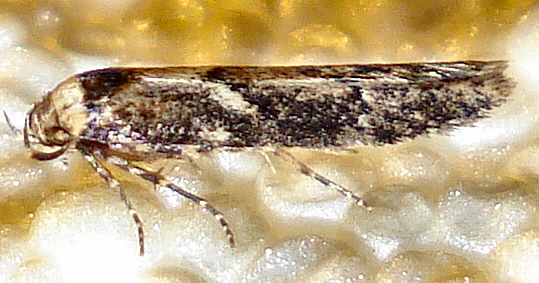
Blastobasis adustella

Els blastobàsids (Blastobasidae) són una família de lepidòpters pertanyents a la superfamilia Gelechioidea. Les seves espècies es poden trobar gairebé en qualsevol part del món.
Els adults són generalment petits i prims que, amb una mirada ocasional, manquen de característiques conspícues i evidents. La seva coloració sol ser de color marró vermellós, sense ratlles nítides ni taques grans.
A la Península Ibèrica podem trobar:
- Blastobasis decolorella (Wollaston, 1858)
- Blastobasis lavernella Walsingham, 1894
- Blastobasis magna Amsel, 1952
- Blastobasis marmorosella (Wollaston, 1858)
- Blastobasis maroccanella Amsel, 1952
- Blastobasis phycidella (Zeller, 1839)
- Hypatopa ibericella Sinev, 2007
- Hypatopa inunctella Zeller, 1839
- Tecmerium anthophaga (Staudinger, 1870)
- Tecmerium spermophagia Walsingham, 1907
- Zenodochium monopetali Walsingham, 1908
- Zenodochium xylophagum Walsingham, 1908

## Brachodidae

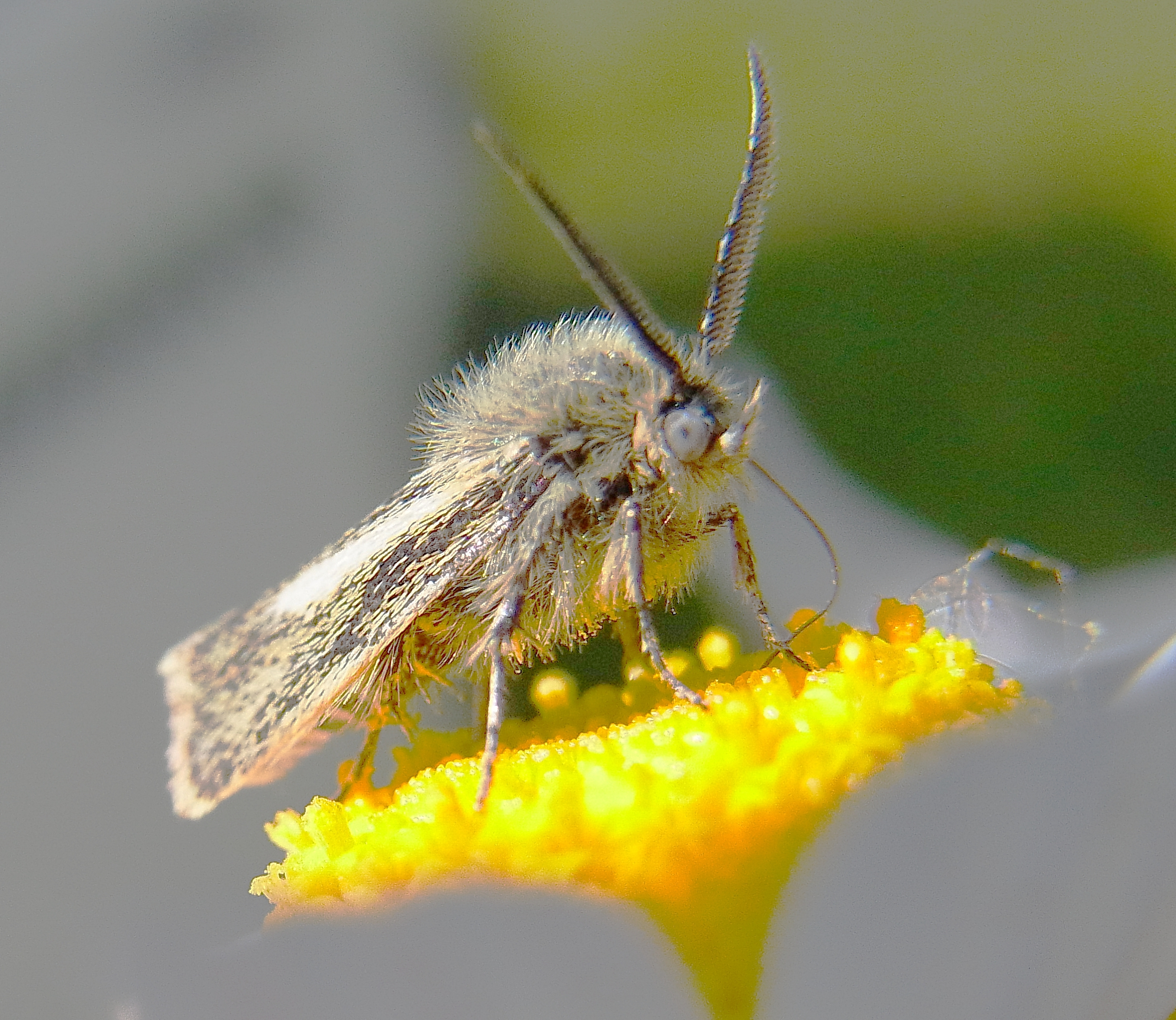
Brachodes appendiculata

Els bracòdids són una família de lepidòpters ditrisis que conté unes 130 espècies distribuïdes per tot el món (Edwards et al. 1999). Les relacions i l'estat dels gèneres actualment inclosos no estan ben definits encara.
Es reconeixen a la Península Ibèrica les següents:
- Brachodes funebris (Feisthamel, 1833)
- Brachodes laeta (Staudinger, 1863)
- Brachodes nanetta (Oberthur, 1922)
- Brachodes powelli (Oberthur, 1922)

## Brahmaeidae

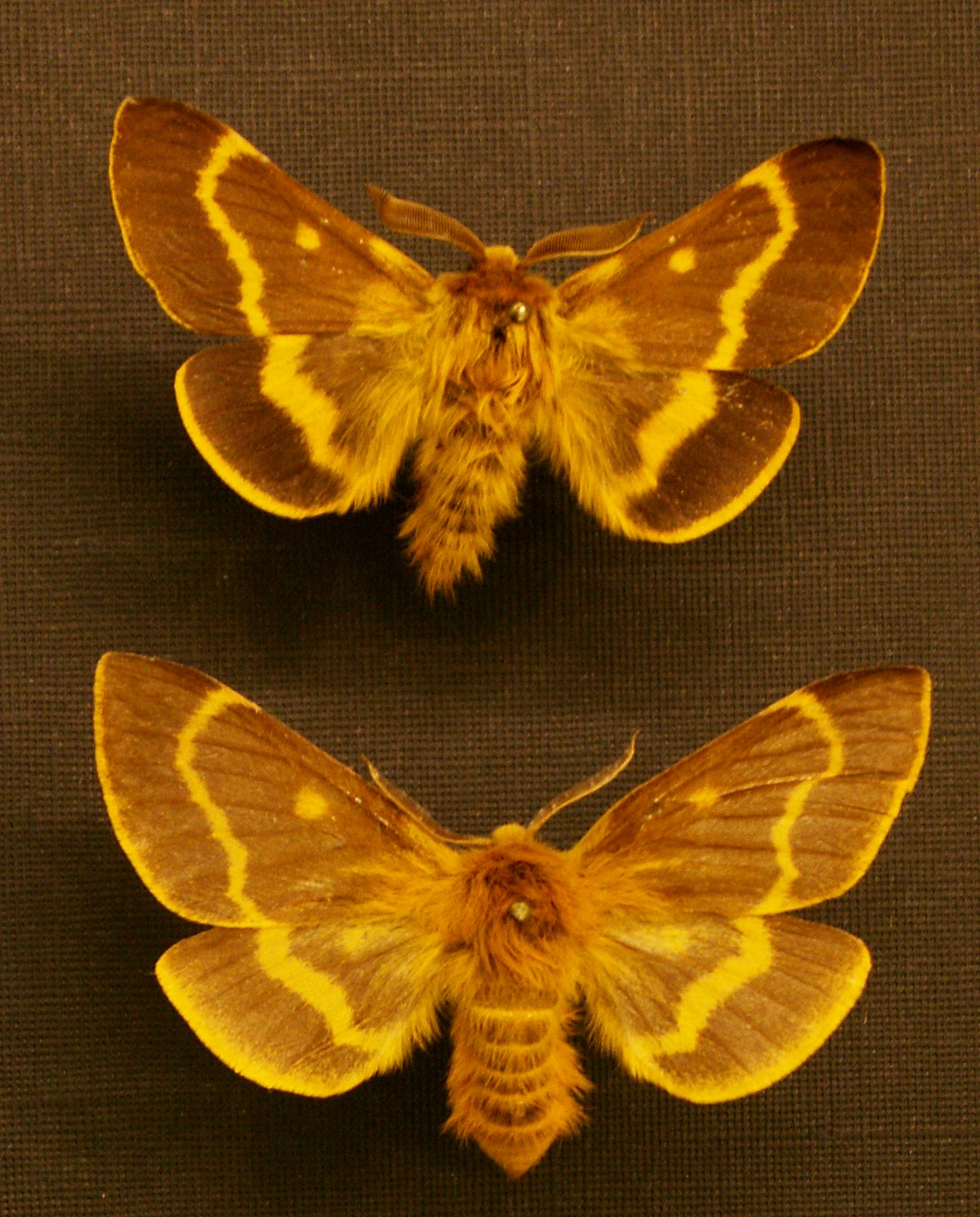
Mascle i femella de Lemonia dumi

Els brahmeids (Brahmaeidae) són una família de lepidòpters glossats del clade Ditrysia.
- Lemonia dumi (Linnaeus, 1761)
- Lemonia philopalus (Donzel, 1842)

## Bucculatricidae

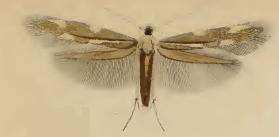
Bucculatrix_nigricomella

Els buculatrícids (Bucculatricidae) són una família de lepidòpters del subordre Glossata. Aquesta petita família té representants en totes les parts del món.
Els adults d'aquesta família són fàcilment identificables, sent petits amb ales estretes amb les quals s'emboliquen el cos quan descansen. Les larves en els seus estadis primerencs són minadors de fulles, formant unes taques de color marró característics. Quan són més grans normalment s'alimenten de les fulles en la superfície. Moltes espècies tenen una planta hoste específica. Els capolls de la pupa tenen unes arestes longitudinals característiques.
La major part dels autors reconeixen solament un gènere, Bucculatrix.
Es reconeixen les següents:
- Bucculatrix alaternella Constant, 1890
- Bucculatrix andalusica Deschka, 1980 (EN)
- Bucculatrix artemisiella Herrich-Schäffer, 1855
- Bucculatrix bechsteinella (Bechstein & Scharfenberg, 1805)
- Bucculatrix cantabricella Chretien, 1898
- Bucculatrix frangutella (Goeze, 1783)
- Bucculatrix helichrysella Constant, 1889
- Bucculatrix herbalbella Chretien, 1915
- Bucculatrix maritima Stainton, 1851
- Bucculatrix myricae Ragonot, 1879
- Bucculatrix nigricomella (Zeller, 1839)
- Bucculatrix phagnalella Walsingham, 1908
- Bucculatrix pseudosylvella Rebel, 1941
- Bucculatrix santolinella Walsingham, 1898
- Bucculatrix thoracella (Thunberg, 1794)

## Carposinidae

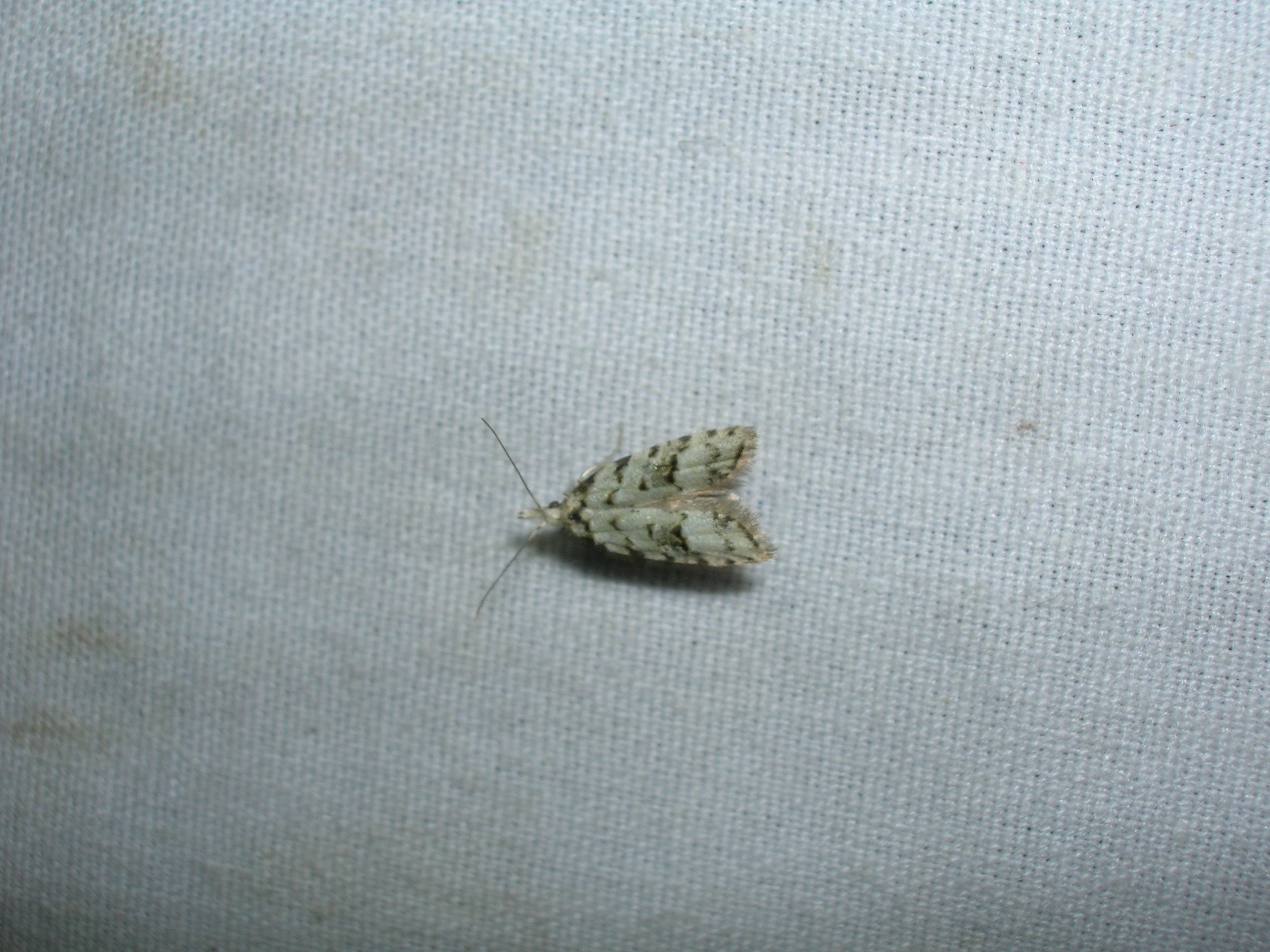
Carposina sp.

La Carposinidae és una família de lepidòpters glossats. Es poden trobar a tot el món excepte el NW de la zona paleàrtica.
Els adults són de color verdós o grisenc, amb patrons de camuflatge, vol nocturn i atret per les llums. Les erugues viuen en les fulles, flors, fruits o brots, o també en les agalles en el teixit de la planta. Les larves poden descendir al sòl i fer un capoll cobert de detritus.
A la Península hi podem trobar:
- Carposina berberidella Herrich-Schäffer, 1854

## Castniidae

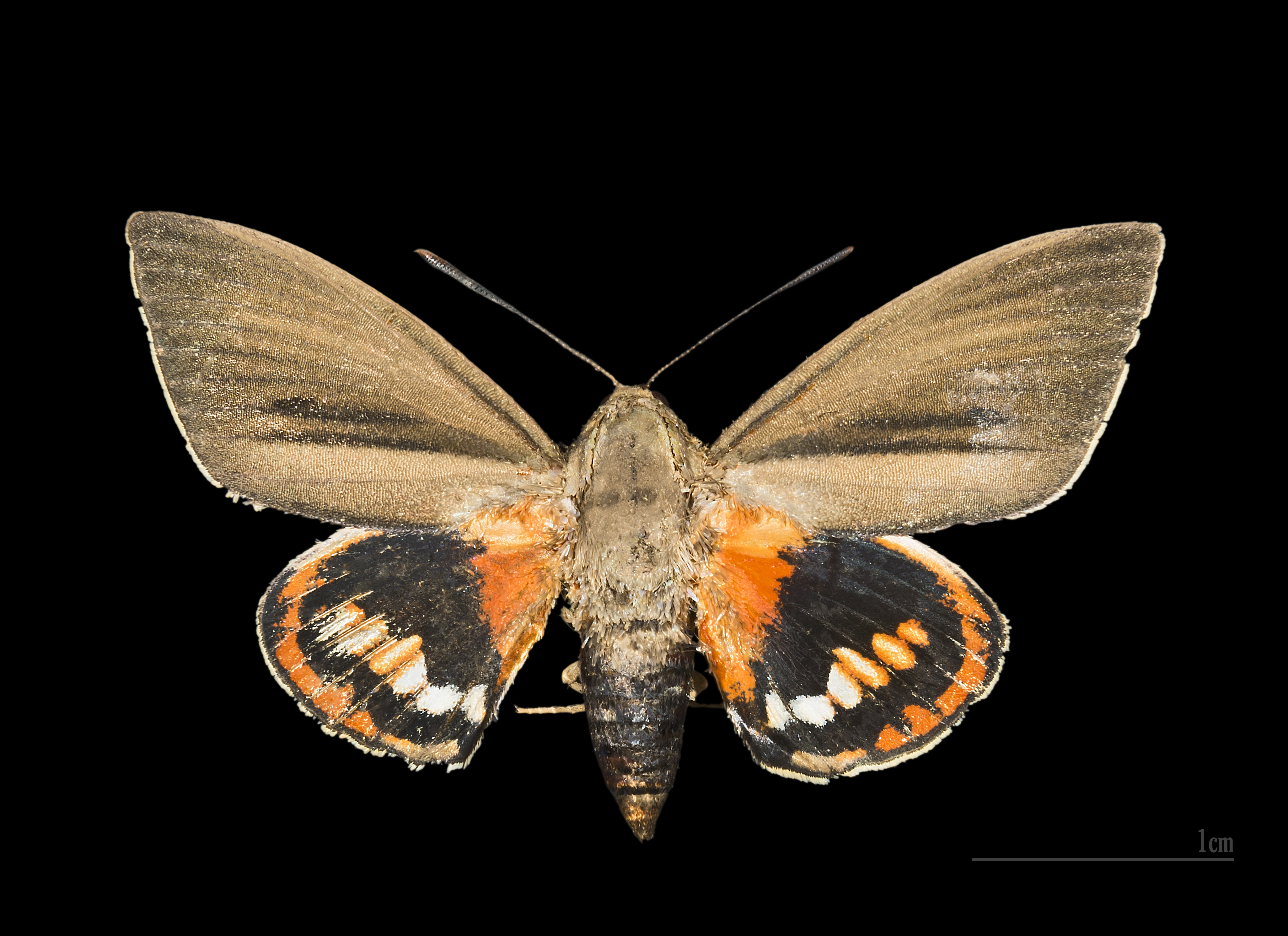
Paysandisia archon

Els càstnids (Castniidae) conformen una petita família de lepidòpters heteròcers glossats amb unes 200 espècies arreu del món. La majoria es troba a la ecozona Neotropical. A la península Ibèrica només hi viu un representant, Paysandisia archon, introduïda recentment.
Són de grandària entre mitjana i gran. Les ales anteriors solen tenir coloracions críptiques, mentre que a les posteriors llueixen tonalitats brillants. Tenen antenes en forma de maça i volen durant el dia, cosa que a vegades fa que es confonguin amb papallones. Les erugues s'alimenten de parts internes de vegetals, sovint en arrels en epífites o en monocotiledònees.
A la península Ibèrica: 
- Paysandisia archon (Burmeister, 1880)

## Chimabachidae

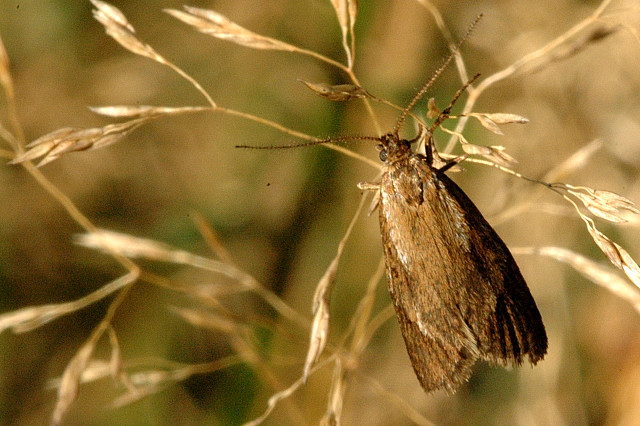
Diurnea lipsiella

Els chimabàcids, són una subfamília de lepidòpters dins de la família Lypusidae. La subfamília es distribueix a l'ecozona Paleàrtica, que va des d'Europa fins al Japó.
Les ales són àmplies i arrodonides i els ocels estan molt lluny dels ulls si estan presents. Les part superior dels segments abdominals no tenen espines sèptiques, que és el cas de la majoria de les famílies relacionades.
Les larves s'alimenten de les especies Betulaceae, Rosaceae i Ericaceae. Mengen les fulles en desenvolupament, les flors i les fruites. També retallen i lliguen les fulles per fer refugis.
Podem trobar:
- Dasystoma salicella (Hübner, 1796)
- Diurnea fagella (Denis & Schiffermuller, 1775)
- Diurnea lipsiella (Denis & Schiffermuller, 1775)

## Choreutidae

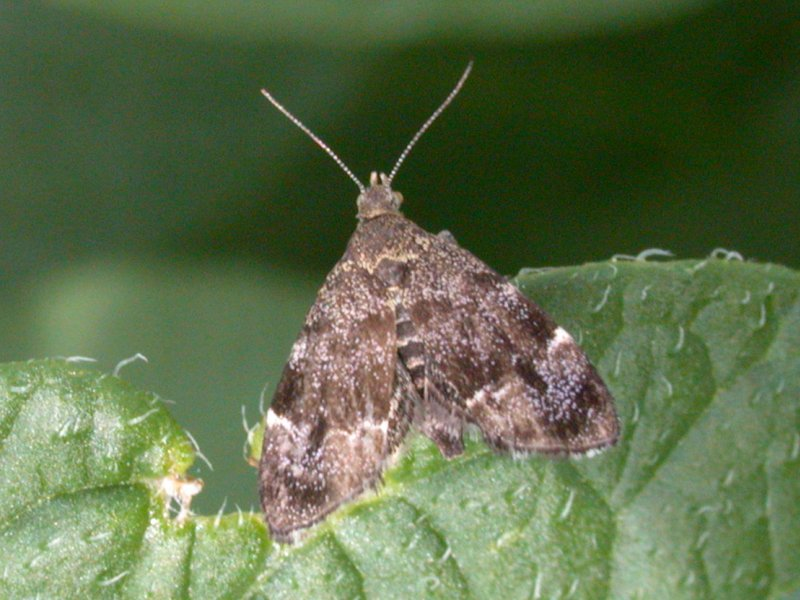
Anthophila fabriciana

La Choreutidae, és una família de lepidòpters ditrisis. Es poden trobar a tot el món, amb 19 gèneres en tres subfamílies definits per les característiques estructurals dels estadis immadurs (larves i pupes), en lloc dels caràcters dels adults (Heppner i Duckworth, 1981; Rota, 2005).
Aquestes arnes petites solen tenir tons metàl·lics i la majoria de vol diürn (alguns també nocturn).
Podem trobar:
- Anthophila fabriciana (Linnaeus, 1767)
- Choreutis nemorana (Hübner, 1799)
- Choreutis pariana (Clerck, 1759)
- Prochoreutis myllerana (Fabricius, 1794)
- Prochoreutis sehestediana (Fabricius, 1776)
- Tebenna bjerkandrella (Thunberg, 1784)
- Tebenna micalis (Mann, 1857)
- Tebenna pretiosana (Duponchel, 1842)

## Cimeliidae

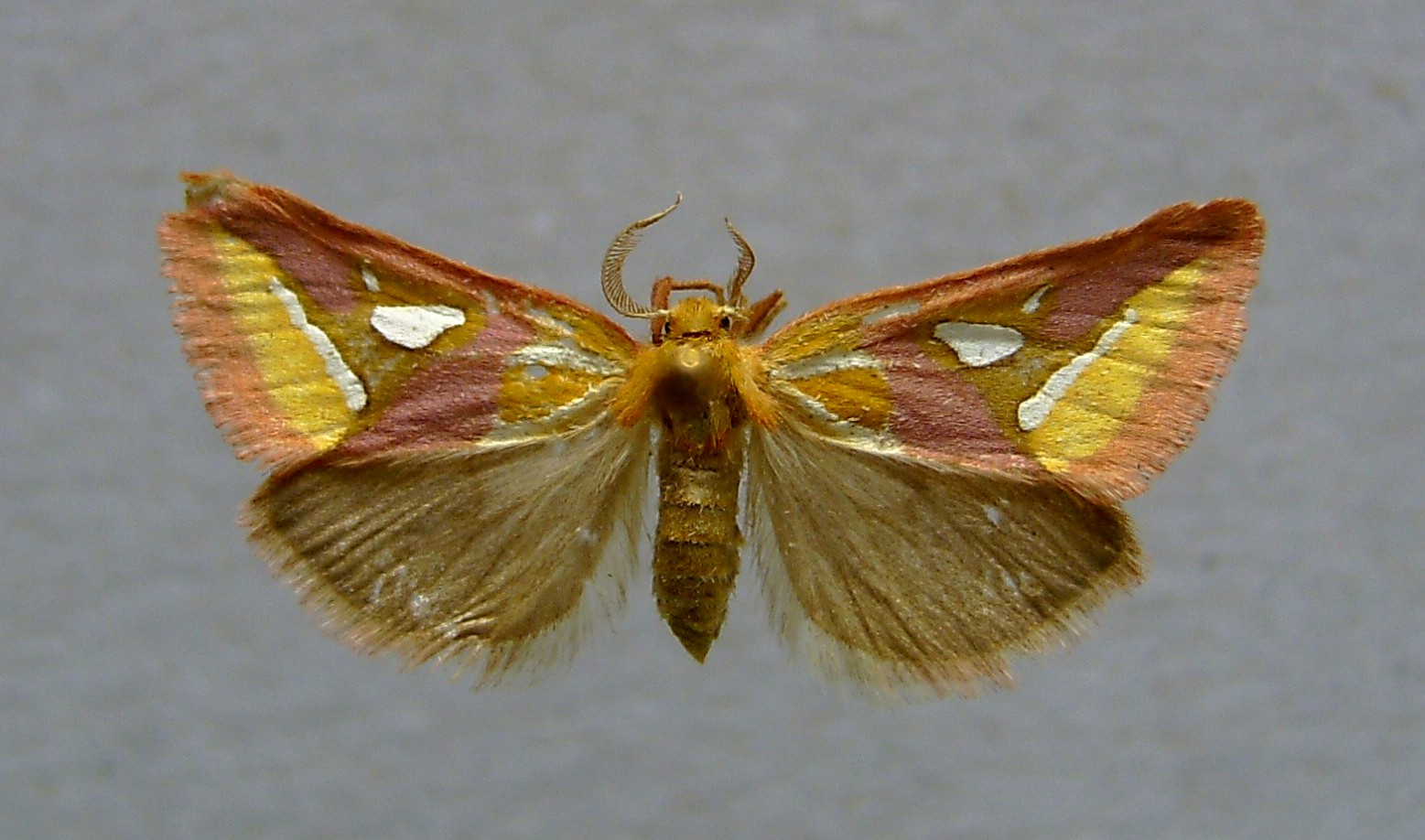
Axia margarita

Els Cimeliidae conformen una superfamília de lepidòpters amb dos gèneres -Axia i Epicimelia- d'incerta relació respecte als macrolepidòpters, però en l'actualitat representen una superfamília propera a les famílies Calliduloidea, Drepanoidea, Geometroidea, Bombycoidea, Mimallonoidea i Lasiocampoidea, i Noctuoidea.
Excepcionalment, tenen un parell d'òrgans en forma de butxaca en el setè espiracle abdominal de l'arna adulta
, que possiblement són òrgans receptors del so.
Es tracta d'arnes de colors bastant grans i brillants que només proliferen al sud d'Europa i els entorns del Mediterrani i s'alimenten d'espècies d’Euphorbia.
Podem trobar a la Península Ibèrica:
- Axia margarita (Hübner, 1813)

## Coleophoridae

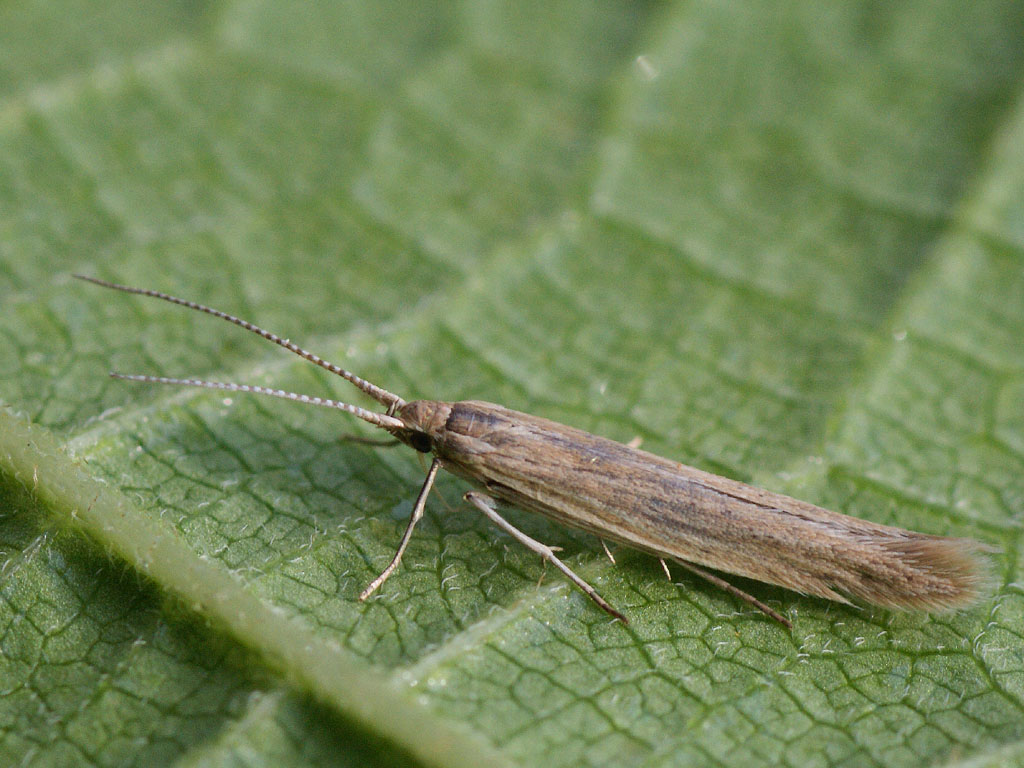
Coleophoridae sp.

Els coleofòrids (Coleophoridae) són una família de lepidòpters glossats del clade Ditrysia. Inclou prop d'1.050 espècies, la vasta majoria (prop de 1.000) de l'enorme gènere Coleophora. La família està representada en tots els continents però la majoria es troben en àrees temperades de l'Hemisferi Nord.
Són generalment molt petits, amb els marges de les seves ales sovint dividides en molts fragments donant un efecte de "difracció". La diminuta larva inicialment menja a l'interior de fulles, flors, llavors de les seves plantes hostes. Quan emergeixen per alimentar-se, usualment construeixen una crisàlide protectora de fil de seda, desocupant i fent una altra a mesura que creixen. Per aquesta raó, el grup és sovint conegut com a arnes canastra.
Es reconeixen les següents:
- Augasma aeratella (Zeller, 1839)
- Coleophora absinthivora Baldizzone, 1990
- Coleophora achaenivora Hofmann, 1877
- Coleophora acrisella Milliere, 1872
- Coleophora acutiphaga Baldizzone, 1982
- Coleophora adelogrammella Zeller, 1849
- Coleophora adjectella Hering, 1937
- Coleophora aestuariella Bradley, 1984
- Coleophora afrohispana Baldizzone, 1982
- Coleophora afrosarda Baldizzone & Kaltenbach, 1983
- Coleophora agenjoi Toll, 1960
- Coleophora agilis Baldizzone, 1998
- Coleophora agnatella Toll, 1960
- Coleophora ahenella Heinemann, 1877
- Coleophora alacanta Tabell, 2013 (EN)
- Coleophora albarracinica Toll, 1961
- Coleophora albella (Thunberg, 1788)
- Coleophora albicans Zeller, 1849
- Coleophora albicella Constant, 1885
- Coleophora albicinctella Toll, 1960
- Coleophora albicosta (Haworth, 1828)
- Coleophora albicostella (Duponchel, 1842)
- Coleophora albidella (Denis & Schiffermuller, 1775)
- Coleophora albilineella Toll, 1960
- Coleophora albitarsella Zeller, 1849
- Coleophora albostraminata Toll, 1960
- Coleophora alcyonipennella (Kollar, 1832)
- Coleophora alfacarensis Baldizzone, 1998
- Coleophora algeriensis Toll, 1952
- Coleophora algidella Staudinger, 1857
- Coleophora alhamaella Baldizzone, 1980
- Coleophora aliena Baldizzone, 1987
- Coleophora almeriensis Baldizzone & v.d.Wolf, 1999
- Coleophora alticolella Zeller, 1849
- Coleophora amethystinella Ragonot, 1855
- Coleophora anatipenella (Hübner, 1796)
- Coleophora anitella Baldizzone, 1985
- Coleophora aragonensis Tabell, 2017 (EN)
- Coleophora arctostaphyli Meder, 1934
- Coleophora arefactella Staudinger, 1859
- Coleophora argenteonivea Walsingham, 1907
- Coleophora argentula (Stephens, 1834)
- Coleophora asthenella Constant, 1893
- Coleophora astragalella Zeller, 1849
- Coleophora auricella (Fabricius, 1794)
- Coleophora autumnella (Duponchel, 1843)
- Coleophora badiipennella (Duponchel, 1843)
- Coleophora ballotella (Fischer v. Röslerstamm, 1839)
- Coleophora bazae Glaser, 1978
- Coleophora berbera Baldizzone, 1988
- Coleophora berlandella Toll, 1956
- Coleophora beticella Baldizzone, 1987
- Coleophora betulella Heinemann, 1877
- Coleophora bifrondella Walsingham, 1891
- Coleophora bilineatella Zeller, 1849
- Coleophora bilineella Herrich-Schäffer, 1855
- Coleophora binderella (Kollar, 1832)
- Coleophora binotapennella (Duponchel, 1843)
- Coleophora biseriatella Staudinger, 1859
- Coleophora brunneosignata Toll, 1944
- Coleophora burmanni Toll, 1952
- Coleophora caelebipennella Zeller, 1839
- Coleophora caespititiella Zeller, 1839
- Coleophora calycotomella Stainton, 1869
- Coleophora cartilaginella Christoph, 1872
- Coleophora centaureivora Baldizzone, 1998
- Coleophora certhiella Baldizzone, 1985
- Coleophora chamaedriella Bruand, 1852
- Coleophora changaica Reznik, 1975
- Coleophora chiclanensis Hering, 1936
- Coleophora ciconiella Herrich-Schäffer, 1855
- Coleophora ciliataephaga Glaser, 1978
- Coleophora cogitata Baldizzone, 1998
- Coleophora colutella (Fabricius, 1794)
- Coleophora congeriella Staudinger, 1859
- Coleophora conspicuella Zeller, 1849
- Coleophora conyzae Zeller, 1868
- Coleophora coronillae Zeller, 1849
- Coleophora corsicella Walsingham, 1898
- Coleophora corticosa Baldizzone & v.d.Wolf, 1999
- Coleophora cracella (Vallot, 1835)
- Coleophora crepidinella Zeller, 1847
- Coleophora cyrniella Rebel, 1926
- Coleophora deauratella Lienig & Zeller, 1846
- Coleophora derrai Baldizzone, 1985
- Coleophora deviella Zeller, 1847
- Coleophora dianthi Herrich-Schäffer, 1855
- Coleophora dianthivora Walsingham, 1901
- Coleophora dignella Toll, 1961
- Coleophora diluta Baldizzone & v.d.Wolf, 1999
- Coleophora discordella Zeller, 1849
- Coleophora dissona Baldizzone, 1998
- Coleophora ditella Zeller, 1849
- Coleophora dubiella Baker, 1888
- Coleophora epijudaica Amsel, 1935
- Coleophora eupepla Gozmany, 1954
- Coleophora eupreta Walsingham, 1907
- Coleophora feoleuca Baldizzone, 1989
- Coleophora festivella Toll, 1952
- Coleophora fiorii Toll, 1954
- Coleophora flaviella Mann, 1857
- Coleophora flavipennella (Duponchel, 1843)
- Coleophora follicularis (Vallot, 1802)
- Coleophora forcipata Tabell, 2017 (EN)
- Coleophora fretella Zeller, 1847
- Coleophora frischella (Linnaeus, 1758)
- Coleophora fuliginosa Baldizzone, 1998
- Coleophora galbulipennella Zeller, 1838
- Coleophora gaviaepennella Toll, 1952
- Coleophora genistae Stainton, 1857
- Coleophora gielisi Baldizzone, 1985
- Coleophora glaucicolella Wood, 1892
- Coleophora granulatella Zeller, 1849
- Coleophora gredosella Baldizzone, 1985 (EN)
- Coleophora griseomixta Toll, 1960
- Coleophora gryphipennella (Hübner, 1796)
- Coleophora guadicensis Baldizzone, 1989
- Coleophora hackmani (Toll, 1953)
- Coleophora helianthemella Milliere, 1870
- Coleophora helichrysiella Krone, 1909
- Coleophora hiberica Baldizzone, 1985
- Coleophora hieronella Zeller, 1849
- Coleophora horatioella (Agenjo, 1952)
- Coleophora hospitiella Chretien, 1915
- Coleophora hyssopi Toll, 1961
- Coleophora ibipennella Zeller, 1849
- Coleophora ignotella Toll, 1944
- Coleophora infolliculella Chretien, 1915
- Coleophora insulicola Toll, 1942
- Coleophora internitens Baldizzone & v.d.Wolf, 1999
- Coleophora inusitatella Caradja, 1920
- Coleophora involucrella Chretien, 1905
- Coleophora iperspinata Baldizzone & Nel, 2003
- Coleophora isomoera Falkovitsh, 1972
- Coleophora jerusalemella Toll, 1942
- Coleophora juncicolella Stainton, 1851
- Coleophora jynxella Baldizzone, 1987
- Coleophora kahaourella Toll, 1956
- Coleophora kautzi Rebel, 1933
- Coleophora korbi Baldizzone, 1998
- Coleophora kuehnella (Goeze, 1783)
- Coleophora lassella Staudinger, 1859
- Coleophora lebedella Falkovitsh, 1982
- Coleophora leonensis Baldizzone & v.d.Wolf, 2000
- Coleophora lineata Toll, 1960
- Coleophora lineolea (Haworth, 1828)
- Coleophora lixella Zeller, 1849
- Coleophora lusitanica Baldizzone & Corley, 2004
- Coleophora lutatiella Staudinger, 1859
- Coleophora luteochrella Baldizzone & Tabell, 2009
- Coleophora luteolella Staudinger, 1880
- Coleophora lutipennella (Zeller, 1838)
- Coleophora macrobiella Constant, 1885
- Coleophora maritimella Newman, 1863
- Coleophora mausolella Chretien, 1908
- Coleophora mayrella (Hübner, 1813)
- Coleophora medelichensis Krone, 1908
- Coleophora mediterranea Baldizzone, 1990
- Coleophora mendica Baldizzone & v.d.Wolf, 2000
- Coleophora microalbella Amsel, 1935
- Coleophora micronotella Toll, 1956
- Coleophora milvipennis Zeller, 1839
- Coleophora minipalpella Baldizzone, 1998
- Coleophora monteiroi Toll, 1961
- Coleophora murciana Toll, 1960
- Coleophora nevadella Baldizzone, 1985
- Coleophora niveicostella Zeller, 1839
- Coleophora nubivagella Zeller, 1849
- Coleophora nutantella Muhlig & Frey, 1857
- Coleophora obtectella Zeller, 1849
- Coleophora occasi Baldizzone & v.d.Wolf, 1999
- Coleophora ochrea (Haworth, 1828)
- Coleophora odorariella Muhlig, 1857
- Coleophora ononidella Milliere, 1879
- Coleophora oriolella Zeller, 1849
- Coleophora ortneri Glaser, 1981
- Coleophora otidipennella (Hübner, 1817)
- Coleophora partitella Zeller, 1849
- Coleophora pellicornella Zerny, 1930
- Coleophora pennella (Denis & Schiffermuller, 1775)
- Coleophora peribenanderi Toll, 1943
- Coleophora perplexella Toll, 1960
- Coleophora plicipunctella Chretien, 1915
- Coleophora preisseckeri Toll, 1942
- Coleophora pterosparti Mendes, 1910
- Coleophora punctulatella Zeller, 1849
- Coleophora pyrenaica Baldizzone, 1980
- Coleophora pyrrhulipennella Zeller, 1839
- Coleophora ravillella Toll, 1961
- Coleophora retifera Meyrick, 1922
- Coleophora ribasella Baldizzone, 1982
- Coleophora riffelensis Rebel, 1913
- Coleophora rudella Toll, 1944
- Coleophora salicorniae Heinemann & Wocke, 1877
- Coleophora salinella Stainton, 1859
- Coleophora santolinella Constant, 1890
- Coleophora saponariella Heeger, 1848
- Coleophora saxicolella (Duponchel, 1843)
- Coleophora scabrida Toll, 1959
- Coleophora schmidti Toll, 1960
- Coleophora semicinerea Staudinger, 1859
- Coleophora septembra Tabell, 2017 (EN)
- Coleophora sergiella Falkovitsh, 1979
- Coleophora serinipennella Christoph, 1872
- Coleophora serpylletorum Hering, 1889
- Coleophora serratella (Linnaeus, 1761)
- Coleophora siccifolia Stainton, 1856
- Coleophora sisteronica Toll, 1961
- Coleophora sodae Baldizzone & Nel, 1993
- Coleophora solenella Staudinger, 1859
- Coleophora solidaginella Staudinger, 1859
- Coleophora soriaella Baldizzone, 1980
- Coleophora spinella (Schrank, 1802)
- Coleophora spumosella Staudinger, 1859
- Coleophora staehelinella Walsingham, 1891
- Coleophora sternipennella (Zetterstedt, 1839)
- Coleophora striatipennella Nylander in Tengstrom, 1848
- Coleophora strigosella Toll, 1960
- Coleophora striolatella Zeller, 1849
- Coleophora struella Staudinger, 1859
- Coleophora strutiella Glaser, 1975
- Coleophora supinella Ortner, 1949
- Coleophora taeniipennella Herrich-Schäffer, 1855
- Coleophora tamesis Waters, 1929
- Coleophora tanaceti Muhlig, 1865
- Coleophora tanitella Baldizzone, 1982
- Coleophora taygeti Baldizzone, 1983
- Coleophora therinella Tengstrom, 1848
- Coleophora tigris Tabell, 2017 (EN)
- Coleophora traugotti Baldizzone, 1985
- Coleophora treskaensis Toll & Amsel, 1967
- Coleophora trichopterella Baldizzone, 1985
- Coleophora tridentifera Baldizzone, 1985
- Coleophora trifariella Zeller, 1849
- Coleophora trifolii (Curtis, 1832)
- Coleophora trigeminella Fuchs, 1881
- Coleophora trochilella (Duponchel, 1843)
- Coleophora turbatella Toll, 1944
- Coleophora turolella Zerny, 1927
- Coleophora unipunctella Zeller, 1849
- Coleophora uralensis Toll, 1961
- Coleophora valesianella Zeller, 1849
- Coleophora vanderwolfi Baldizzone, 1985
- Coleophora varensis Baldizzone & Nel, 1993
- Coleophora variicornis Toll, 1952
- Coleophora ventadelsolella Glaser, 1981
- Coleophora vermiculatella Glaser, 1975
- Coleophora versurella Zeller, 1849
- Coleophora vestalella Staudinger, 1859
- Coleophora vestianella (Linnaeus, 1758)
- Coleophora vibicella (Hübner, 1813)
- Coleophora vibicigerella Zeller, 1839
- Coleophora vicinella Zeller, 1849
- Coleophora virgaureae Stainton, 1857
- Coleophora vivesella Baldizzone, 1987
- Coleophora vulnerariae Zeller, 1839
- Coleophora vulpecula Zeller, 1849
- Coleophora wockeella Zeller, 1849
- Coleophora wolschrijni Baldizzone & v.d.Wolf, 2000
- Coleophora zelleriella Heinemann, 1854
- Coleophora zernyi Toll, 1944
- Goniodoma auroguttella (Fischer v. Röslerstamm, 1841)
- Goniodoma limoniella (Stainton, 1884)
- Ischnophanes aquilina Baldizzone & v.d.Wolf, 2003
- Ischnophanes baldizzonella Vives, 1983
- Ischnophanes excentra Baldizzone & v.d.Wolf, 2003
- Metriotes jaeckhi Baldizzone, 1985

## Cosmopterigidae

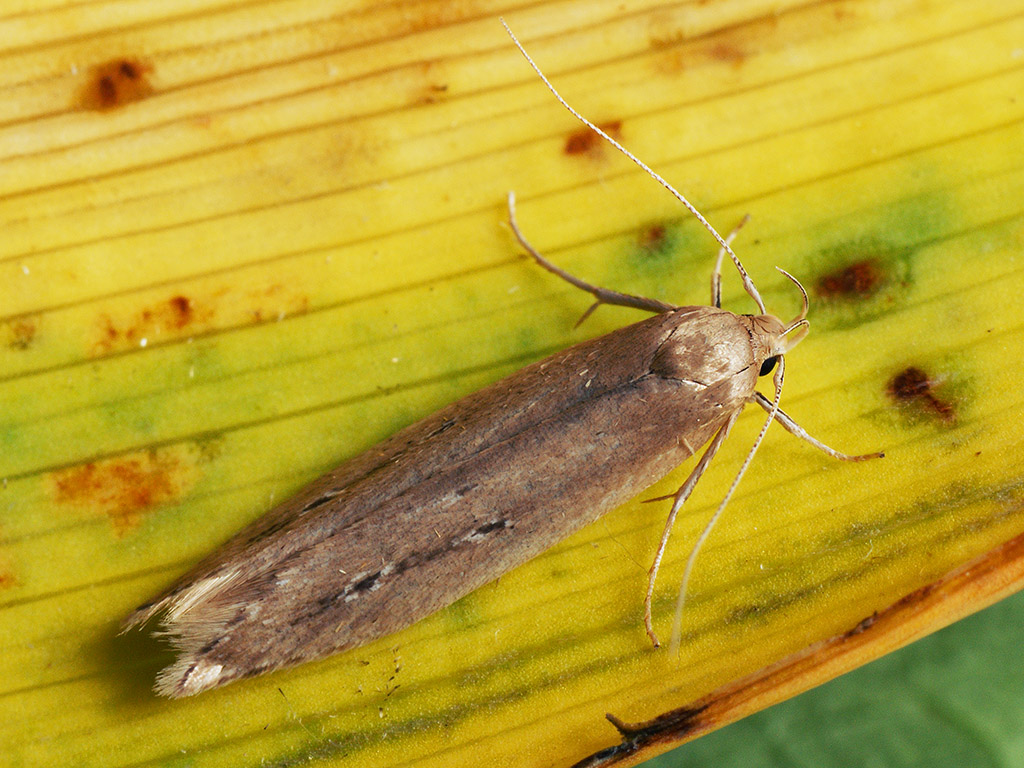
Limnaecia phragmitella

Els Cosmopterigidae són una família d'insectes dins l'ordre Lepidoptera.
Aquestes són petites arnes amb les ales estretes. La diminuta larva s'alimenta internament a les fulles, llavors, tiges, etc. de les plantes amfitriones.
Es descriuen prop de 1500 espècies. A la Península Ibèrica hi podem trobar:
- Alloclita recisella Staudinger, 1859
- Anatrachyntis badia (Hodges, 1962)
- Anatrachyntis simplex (Walsingham, 1891)
- Ascalenia vanella (Frey, 1860)
- Bifascia nigralbella (Chretien, 1915)
- Coccidiphila danilevskyi Sinev, 1997
- Coccidiphila gerasimovi Danilevsky, 1950
- Cosmopterix athesiae Huemer & Koster, 2006
- Cosmopterix coryphaea Walsingham, 1908
- Cosmopterix crassicervicella Chretien, 1896
- Cosmopterix lienigiella Zeller, 1846
- Cosmopterix orichalcea Stainton, 1861
- Cosmopterix pararufella Riedl, 1976
- Cosmopterix pulchrimella Chambers, 1875
- Cosmopterix schmidiella Frey, 1856
- Cosmopterix scribaiella Zeller, 1850
- Cosmopterix zieglerella (Hübner, 1810)
- Eteobalea albiapicella (Duponchel, 1843)
- Eteobalea alypella (Klimesch, 1946)
- Eteobalea anonymella (Riedl, 1965)
- Eteobalea beata (Walsingham, 1907)
- Eteobalea dohrnii (Zeller, 1847)
- Eteobalea intermediella (Riedl, 1966)
- Eteobalea isabellella (O. G. Costa, 1836)
- Eteobalea serratella (Treitschke, 1833)
- Eteobalea sumptuosella (Lederer, 1855)
- Eteobalea teucrii (Walsingham, 1907)
- Gisilia stereodoxa (Meyrick, 1925)
- Isidiella divitella (Constant, 1885)
- Isidiella nickerlii (Nickerl, 1864)
- Limnaecia phragmitella Stainton, 1851
- Pancalia leuwenhoekella (Linnaeus, 1761)
- Pancalia nodosella (Bruand, 1851)
- Pancalia schwarzella (Fabricius, 1798)
- Pyroderces argyrogrammos (Zeller, 1847)
- Pyroderces caesaris Gozmany, 1957
- Pyroderces klimeschi Rebel, 1938
- Pyroderces tethysella Koster & Sinev, 2003
- Pyroderces wolschrijni Koster & Sinev, 2003
- Ramphis ibericus Riedl, 1969
- Sorhagenia janiszewskae Riedl, 1962
- Sorhagenia lophyrella (Douglas, 1846)
- Sorhagenia rhamniella (Zeller, 1839)
- Vulcaniella extremella (Wocke, 1871)
- Vulcaniella fiordalisa (Petry, 1904)
- Vulcaniella gielisi Koster & Sinev, 2003
- Vulcaniella grabowiella (Staudinger, 1859)
- Vulcaniella pomposella (Zeller, 1839)
- Vulcaniella rosmarinella (Walsingham, 1891)

## Cossidae

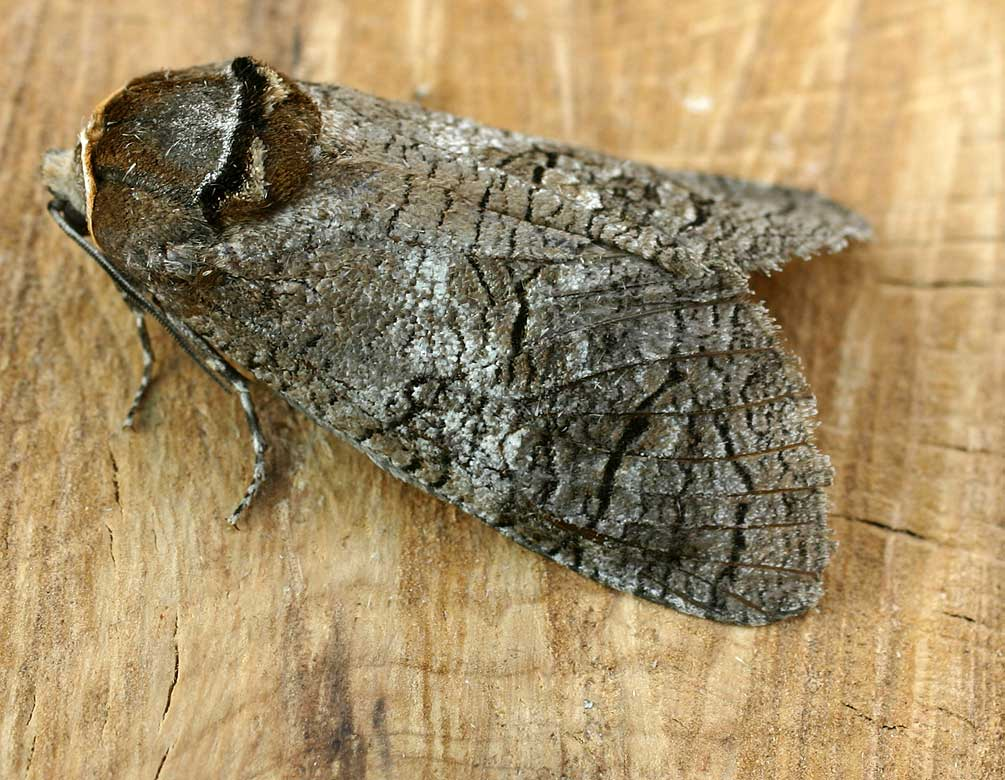
Cossus cossus

Els còssids (Cossidae), o arnes de la fusta, són una família de lepidòpters glossats del clade Ditrysia de distribució cosmopolita. Inclou moltes espècies amb grans erugues i papallones amb una envergadura de 9 a 24 cm.
Diversos autors han inclòs o exclòs altres famílies, com les Dudgeoneidae, Metarbelidae, Ratardidae, solament algunes de les quals es mantenen en recents classificacions. La família inclou a les 'arnes de les catifes'. Moltes de les erugues tenen olors desagradables; i ataquen la fusta.
Les erugues d'algunes espècies poden trigar més de tres anys a madurar, i les seves pupes estan en túnels. Els adults de vegades tenen ales llargues i estretes, generalment de color cendrós.
A la península s'hi pot trobar:
- Acossus terebra (Denis & Schiffermuller, 1775)
- Cossus cossus (Linnaeus, 1758)
- Dyspessa foeda (Swinhoe, 1899)
- Dyspessa ulula (Borkhausen, 1790)
- Parahypopta caestrum (Hübner, 1808)
- Phragmataecia castaneae (Hübner, 1790)
- Stygia australis Latreille, 1804
- Wiltshirocossus aries (Pungeler, 1902)
- Zeuzera pyrina (Linnaeus, 1761)

## Crambidae

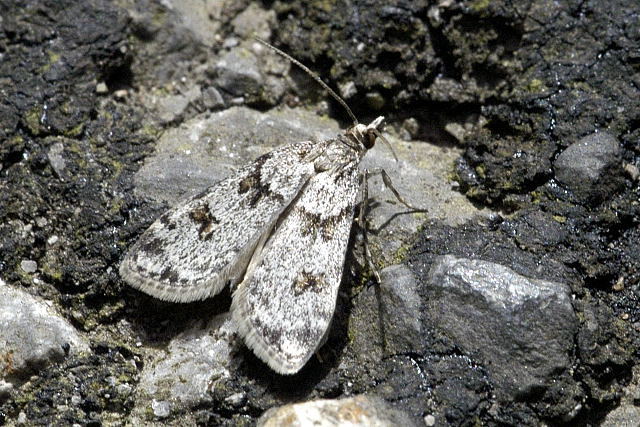
Scoparia ambigualis

Els Crambidae o cràmbids són una família d'arnes. Els seus membres tenen una aparença molt variable, la subfamília Crambinae adopten una postura amb les ales plegades que les fa poc visibles. En moltes classificacions els Crambidae han estat tractats com una subfamília dels Pyralidae.
Podem trobar a la península Ibèrica exemplars de:
- Acentria ephemerella (Denis & Schiffermuller, 1775)
- Achyra murcialis (Ragonot, 1895)
- Achyra nudalis (Hübner, 1796)
- Agriphila argentistrigellus (Ragonot, 1888)
- Agriphila brioniellus (Zerny, 1914)
- Agriphila cyrenaicellus (Ragonot, 1887)
- Agriphila dalmatinellus (Hampson, 1900)
- Agriphila deliella (Hübner, 1813)
- Agriphila geniculea (Haworth, 1811)
- Agriphila inquinatella (Denis & Schiffermuller, 1775)
- Agriphila latistria (Haworth, 1811)
- Agriphila selasella (Hübner, 1813)
- Agriphila straminella (Denis & Schiffermuller, 1775)
- Agriphila tersellus (Lederer, 1855)
- Agriphila trabeatellus (Herrich-Schäffer, 1848)
- Agriphila tristella (Denis & Schiffermuller, 1775)
- Agrotera nemoralis (Scopoli, 1763)
- Anania coronata (Hufnagel, 1767)
- Anania crocealis (Hübner, 1796)
- Anania funebris (Strom, 1768)
- Anania fuscalis (Denis & Schiffermuller, 1775)
- Anania hortulata (Linnaeus, 1758)
- Anania lancealis (Denis & Schiffermuller, 1775)
- Anania stachydalis (Germar, 1821)
- Anania terrealis (Treitschke, 1829)
- Anania testacealis (Zeller, 1847)
- Anania verbascalis (Denis & Schiffermuller, 1775)
- Anarpia incertalis (Duponchel, 1832)
- Ancylolomia disparalis Hübner, 1825
- Ancylolomia inornata Staudinger, 1870
- Ancylolomia palpella (Denis & Schiffermuller, 1775)
- Ancylolomia tentaculella (Hübner, 1796)
- Ancylolomia tripolitella Rebel, 1909
- Angustalius malacellus (Duponchel, 1836)
- Antigastra catalaunalis (Duponchel, 1833)
- Aporodes floralis (Hübner, 1809)
- Arnia nervosalis Guenee, 1849
- Atralata albofascialis (Treitschke, 1829)
- Calamotropha fuscilineatellus (D. Lucas, 1938)
- Calamotropha paludella (Hübner, 1824)
- Cataclysta lemnata (Linnaeus, 1758)
- Cataonia erubescens (Christoph, 1877)
- Catoptria bolivari (Agenjo, 1947)
- Catoptria digitellus (Herrich-Schäffer, 1849)
- Catoptria dimorphellus (Staudinger, 1882)
- Catoptria falsella (Denis & Schiffermuller, 1775)
- Catoptria fulgidella (Hübner, 1813)
- Catoptria lythargyrella (Hübner, 1796)
- Catoptria mytilella (Hübner, 1805)
- Catoptria permutatellus (Herrich-Schäffer, 1848)
- Catoptria petrificella (Hübner, 1796)
- Catoptria pinella (Linnaeus, 1758)
- Catoptria staudingeri (Zeller, 1863)
- Chilo agamemnon Bleszynski, 1962
- Chilo luteellus (Motschulsky, 1866)
- Chilo phragmitella (Hübner, 1805)
- Chilo suppressalis (Walker, 1863)
- Cholius luteolaris (Scopoli, 1772)
- Chrysocrambus craterella (Scopoli, 1763)
- Chrysocrambus dentuellus (Pierce & Metcalfe, 1938)
- Chrysocrambus linetella (Fabricius, 1781)
- Chrysocrambus sardiniellus (Turati, 1911)
- Chrysoteuchia culmella (Linnaeus, 1758)
- Cornifrons ulceratalis Lederer, 1858
- Crambus lathoniellus (Zincken, 1817)
- Crambus pascuella (Linnaeus, 1758)
- Crambus perlella (Scopoli, 1763)
- Crambus uliginosellus Zeller, 1850
- Cynaeda dentalis (Denis & Schiffermuller, 1775)
- Diasemia reticularis (Linnaeus, 1761)
- Diasemiopsis ramburialis (Duponchel, 1834)
- Diplopseustis perieresalis (Walker, 1859)
- Dolicharthria aetnaealis (Duponchel, 1833)
- Dolicharthria bruguieralis (Duponchel, 1833)
- Dolicharthria daralis (Chretien, 1911)
- Dolicharthria punctalis (Denis & Schiffermuller, 1775)
- Donacaula forficella (Thunberg, 1794)
- Duponchelia fovealis Zeller, 1847
- Ecpyrrhorrhoe diffusalis (Guenee, 1854)
- Ecpyrrhorrhoe rubiginalis (Hübner, 1796)
- Elophila feili Speidel, 2002
- Elophila nymphaeata (Linnaeus, 1758)
- Emprepes pudicalis (Duponchel, 1832)
- Epascestria pustulalis (Hübner, 1823)
- Euchromius anapiellus (Zeller, 1847)
- Euchromius bella (Hübner, 1796)
- Euchromius cambridgei (Zeller, 1867)
- Euchromius gozmanyi Bleszynski, 1961
- Euchromius gratiosella (Caradja, 1910)
- Euchromius ocellea (Haworth, 1811)
- Euchromius ramburiellus (Duponchel, 1836)
- Euchromius rayatellus (Amsel, 1949)
- Euchromius superbellus (Zeller, 1849)
- Euchromius vinculellus (Zeller, 1847)
- Euclasta varii Popescu-Gorj & Constantinescu, 1973
- Eudonia angustea (Curtis, 1827)
- Eudonia delunella (Stainton, 1849)
- Eudonia lacustrata (Panzer, 1804)
- Eudonia lineola (Curtis, 1827)
- Eudonia mercurella (Linnaeus, 1758)
- Eudonia murana (Curtis, 1827)
- Eudonia pallida (Curtis, 1827)
- Eudonia petrophila (Standfuss, 1848)
- Eudonia phaeoleuca (Zeller, 1846)
- Eudonia sudetica (Zeller, 1839)
- Eudonia truncicolella (Stainton, 1849)
- Eurrhypis guttulalis (Herrich-Schäffer, 1848)
- Eurrhypis pollinalis (Denis & Schiffermuller, 1775)
- Evergestis aenealis (Denis & Schiffermuller, 1775)
- Evergestis alborivulalis (Eversmann, 1844)
- Evergestis desertalis (Hübner, 1813)
- Evergestis dumerlei Leraut, 2003
- Evergestis dusmeti Agenjo, 1955
- Evergestis extimalis (Scopoli, 1763)
- Evergestis forficalis (Linnaeus, 1758)
- Evergestis frumentalis (Linnaeus, 1761)
- Evergestis isatidalis (Duponchel, 1833)
- Evergestis limbata (Linnaeus, 1767)
- Evergestis lupalis Zerny, 1928
- Evergestis marionalis Leraut, 2003
- Evergestis marocana (D. Lucas, 1856)
- Evergestis merceti Agenjo, 1933
- Evergestis mundalis (Guenee, 1854)
- Evergestis pallidata (Hufnagel, 1767)
- Evergestis pechi (Bethune-Baker, 1885)
- Evergestis plumbofascialis (Ragonot, 1894)
- Evergestis politalis (Denis & Schiffermuller, 1775)
- Evergestis sophialis (Fabricius, 1787)
- Evergestis umbrosalis (Fischer v. Röslerstamm, 1842)
- Friedlanderia cicatricella (Hübner, 1824)
- Heliothela wulfeniana (Scopoli, 1763)
- Hellula undalis (Fabricius, 1781)
- Herpetogramma licarsisalis (Walker, 1859)
- Hodebertia testalis (Fabricius, 1794)
- Hydriris ornatalis (Duponchel, 1832)
- Hyperlais cruzae (Agenjo, 1953)
- Hyperlais glyceralis (Staudinger, 1859)
- Hyperlais nemausalis (Duponchel, 1834)
- Hyperlais rivasalis (Vazquez, 1905)
- Hyperlais siccalis Guenee, 1854
- Loxostege aeruginalis (Hübner, 1796)
- Loxostege comptalis (Freyer, 1848)
- Loxostege fascialis (Hübner, 1796)
- Loxostege manualis (Geyer, 1832)
- Loxostege scutalis (Hübner, 1813)
- Loxostege sticticalis (Linnaeus, 1761)
- Loxostege tesselalis (Guenee, 1854)
- Mecyna andalusica (Staudinger, 1879)
- Mecyna asinalis (Hübner, 1819)
- Mecyna auralis (Peyerimhoff, 1872)
- Mecyna flavalis (Denis & Schiffermuller, 1775)
- Mecyna lutealis (Duponchel, 1833)
- Mecyna trinalis (Denis & Schiffermuller, 1775)
- Mesocrambus candiellus (Herrich-Schäffer, 1848)
- Metacrambus carectellus (Zeller, 1847)
- Metacrambus marabut Bleszynski, 1965
- Metacrambus pallidellus (Duponchel, 1836)
- Metacrambus salahinellus (Chretien, 1917)
- Metasia carnealis (Treitschke, 1829)
- Metasia corsicalis (Duponchel, 1833)
- Metasia cuencalis Ragonot, 1894
- Metasia hymenalis Guenee, 1854
- Metasia ibericalis Ragonot, 1894
- Metasia olbienalis Guenee, 1854
- Metasia ophialis (Treitschke, 1829)
- Metasia suppandalis (Hübner, 1823)
- Metaxmeste phrygialis (Hübner, 1796)
- Metaxmeste schrankiana (Hochenwarth, 1785)
- Nascia cilialis (Hübner, 1796)
- Nomophila noctuella (Denis & Schiffermuller, 1775)
- Nymphula nitidulata (Hufnagel, 1767)
- Orenaia alpestralis (Fabricius, 1787)
- Orenaia helveticalis (Herrich-Schäffer, 1851)
- Ostrinia nubilalis (Hübner, 1796)
- Palepicorsia ustrinalis (Christoph, 1877)
- Palpita vitrealis (Margaronia unionalis) (Rossi, 1794)
- Paracorsia repandalis (Denis & Schiffermuller, 1775)
- Parapoynx andalusica Speidel, 1982
- Parapoynx fluctuosalis (Zeller, 1852)
- Parapoynx stagnalis (Zeller, 1852)
- Parapoynx stratiotata (Linnaeus, 1758)
- Paratalanta hyalinalis (Hübner, 1796)
- Paratalanta pandalis (Hübner, 1825)
- Pediasia bolivarellus (A. Schmidt, 1930)
- Pediasia contaminella (Hübner, 1796)
- Pediasia desertellus (Lederer, 1855)
- Pediasia hispanica Bleszynski, 1956
- Pediasia ribbeellus (Caradja, 1910)
- Pediasia serraticornis (Hampson, 1900)
- Pediasia siculellus (Duponchel, 1836)
- Platytes alpinella (Hübner, 1813)
- Platytes cerussella (Denis & Schiffermuller, 1775)
- Pleuroptya balteata (Fabricius, 1798)
- Pleuroptya ruralis (Scopoli, 1763)
- Psammotis pulveralis (Hübner, 1796)
- Pseudobissetia terrestrellus (Christoph, 1885)
- Pyrausta acontialis (Staudinger, 1859)
- Pyrausta aerealis (Hübner, 1793)
- Pyrausta aurata (Scopoli, 1763)
- Pyrausta castalis Treitschke, 1829
- Pyrausta cingulata (Linnaeus, 1758)
- Pyrausta coracinalis Leraut, 1982
- Pyrausta despicata (Scopoli, 1763)
- Pyrausta limbopunctalis (Herrich-Schäffer, 1849)
- Pyrausta nigrata (Scopoli, 1763)
- Pyrausta obfuscata (Scopoli, 1763)
- Pyrausta ostrinalis (Hübner, 1796)
- Pyrausta pellicalis (Staudinger, 1871)
- Pyrausta porphyralis (Denis & Schiffermuller, 1775)
- Pyrausta purpuralis (Linnaeus, 1758)
- Pyrausta sanguinalis (Linnaeus, 1767)
- Pyrausta virginalis Duponchel, 1832
- Sceliodes laisalis (Walker, 1859)
- Schoenobius gigantella (Denis & Schiffermuller, 1775)
- Scirpophaga praelata (Scopoli, 1763)
- Sclerocona acutella (Eversmann, 1842)
- Scoparia ambigualis (Treitschke, 1829)
- Scoparia basistrigalis Knaggs, 1866
- Scoparia gallica Peyerimhoff, 1873
- Scoparia ingratella (Zeller, 1846)
- Scoparia pyralella (Denis & Schiffermuller, 1775)
- Scoparia staudingeralis (Mabille, 1869)
- Scoparia subfusca Haworth, 1811
- Sitochroa palealis (Denis & Schiffermuller, 1775)
- Sitochroa verticalis (Linnaeus, 1758)
- Spoladea recurvalis (Fabricius, 1775)
- Talis caboensis Asselbergs, 2009
- Tegostoma comparalis (Hübner, 1796)
- Thisanotia chrysonuchella (Scopoli, 1763)
- Thopeutis galleriellus (Ragonot, 1892)
- Titanio normalis (Hübner, 1796)
- Titanio tarraconensis Leraut & Luquet, 1982
- Udea alpinalis (Denis & Schiffermuller, 1775)
- Udea austriacalis (Herrich-Schäffer, 1851)
- Udea bipunctalis (Herrich-Schäffer, 1851)
- Udea conquisitalis (Guenee, 1848)
- Udea costalis (Eversmann, 1852)
- Udea cyanalis (La Harpe, 1855)
- Udea elutalis (Denis & Schiffermuller, 1775)
- Udea ferrugalis (Hübner, 1796)
- Udea fimbriatralis (Duponchel, 1834)
- Udea fulvalis (Hübner, 1809)
- Udea institalis (Hübner, 1819)
- Udea numeralis (Hübner, 1796)
- Udea prunalis (Denis & Schiffermuller, 1775)
- Udea rhododendronalis (Duponchel, 1834)
- Udea uliginosalis (Stephens, 1834)
- Udea zernyi (Klima, 1939)
- Uresiphita gilvata (Fabricius, 1794)
- Xanthocrambus caducellus (Muller-Rutz, 1909)
- Xanthocrambus delicatellus (Zeller, 1863)

## Douglasiidae

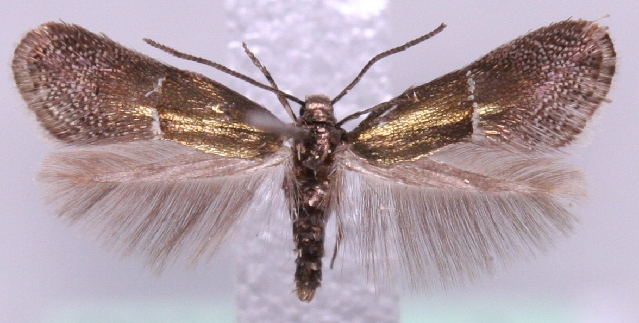
Klimeschia transversella

Els  Douglasiidae són una petita família dins dels lepidòpters que inclou diverses espècies d'arnes.
Els exemplars adults s'anomenen col·lectivament Papallones de Douglas i les larves són minadors. El gènere més gran de la família és Tinagma.
A la península Ibèrica podem trobar exemplars de:
- Klimeschia thymetella (Staudinger, 1859)
- Klimeschia transversella (Zeller, 1839)
- Tinagma balteolella (Fischer von Röslerstamm, 1841)
- Tinagma ocnerostomella (Stainton, 1850)
- Tinagma perdicella Zeller, 1839

## Drepanidae

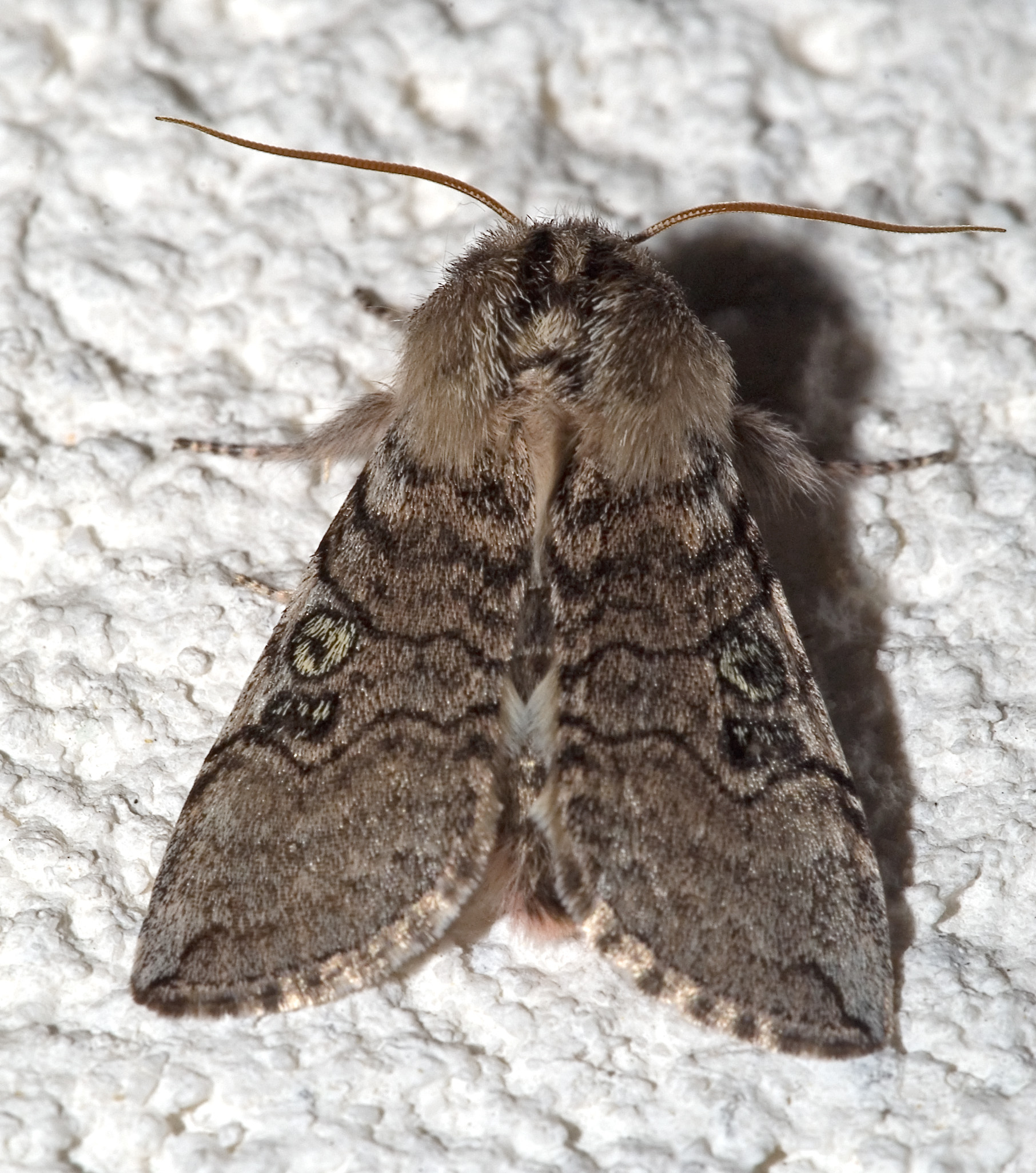
Achlya flavicornis

Els drepànids (Drepanidae) són una família d'arnes]amb un miler d'espècies registrades. Es divideixen generalment en tres subfamílies (Minet & Scoble, 1999) que comparteixen el mateix tipus d'òrgan auditiu. Thyatirinae, prèviament en la seva pròpia família, tenen una semblança superficial amb Noctuidae. Moltes espècies d'aquest grup tenen un àpex distintiu en forma de ganxo en les ales anteriors, donant lloc al seu nom comú de ganxo-tips.
Es poden trobar exemplars de:
- Achlya flavicornis (Linnaeus, 1758)
- Cilix algirica Leraut, 2006
- Cilix glaucata (Scopoli, 1763)
- Cilix hispanica De-Gregorio, Torruella, Miret, Casas & Figueras, 2002
- Cymatophorina diluta (Denis & Schiffermuller, 1775)
- Drepana curvatula (Borkhausen, 1790)
- Drepana falcataria (Linnaeus, 1758)
- Falcaria lacertinaria (Linnaeus, 1758)
- Habrosyne pyritoides (Hufnagel, 1766)
- Ochropacha duplaris (Linnaeus, 1761)
- Polyploca ridens (Fabricius, 1787)
- Sabra harpagula (Esper, 1786)
- Tethea ocularis (Linnaeus, 1767)
- Tethea or (Denis & Schiffermuller, 1775)
- Thyatira batis (Linnaeus, 1758)
- Watsonalla binaria (Hufnagel, 1767)
- Watsonalla cultraria (Fabricius, 1775)
- Watsonalla uncinula (Borkhausen, 1790)

## Elachistidae

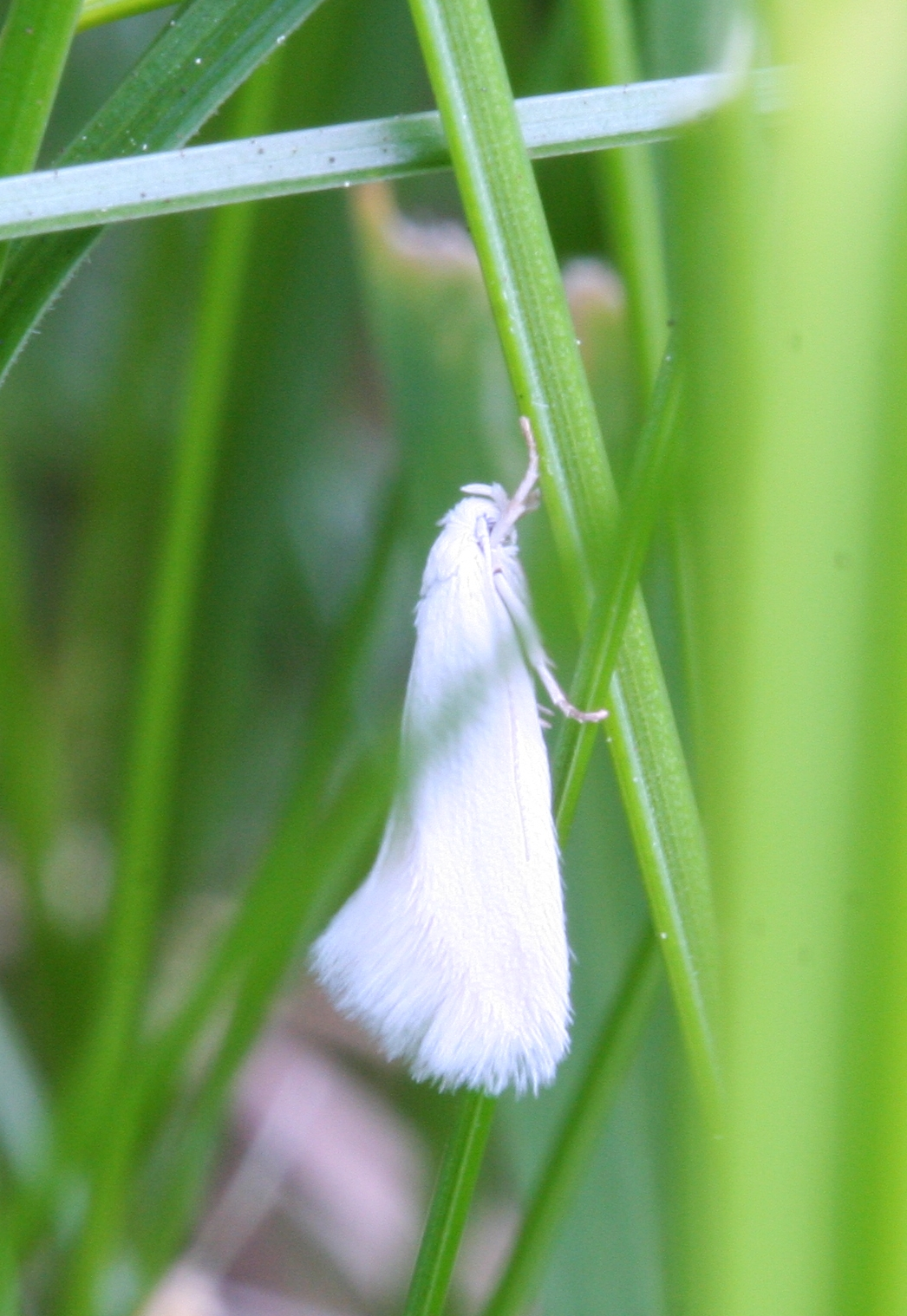
Elachista argentella

Els Elachistidae són una família de petites arnes en el rang taxonòmic. Alguns autors hi inclouen unes 3.300 espècies dividides en vuit subfamílies.
A la península Ibèrica podem trobar-me exemplars de:
- Agonopterix adspersella (Kollar, 1832)
- Agonopterix alstromeriana (Clerck, 1759)
- Agonopterix arenella (Denis & Schiffermuller, 1775)
- Agonopterix aspersella (Constant, 1888)
- Agonopterix assimilella (Treitschke, 1832)
- Agonopterix atomella (Denis & Schiffermuller, 1775)
- Agonopterix cachritis (Staudinger, 1859)
- Agonopterix capreolella (Zeller, 1839)
- Agonopterix carduella (Hübner, 1817)
- Agonopterix chironiella (Constant, 1893)
- Agonopterix ciliella (Stainton, 1849)
- Agonopterix cnicella (Treitschke, 1832)
- Agonopterix curvipunctosa (Haworth, 1811)
- Agonopterix ferulae (Zeller, 1847)
- Agonopterix fruticosella (Walsingham, 1903)
- Agonopterix heracliana (Linnaeus, 1758)
- Agonopterix kaekeritziana (Linnaeus, 1767)
- Agonopterix laterella (Denis & Schiffermuller, 1775)
- Agonopterix liturosa (Haworth, 1811)
- Agonopterix mendesi Corley, 2002
- Agonopterix nanatella (Stainton, 1849)
- Agonopterix nervosa (Haworth, 1811)
- Agonopterix nodiflorella (Milliere, 1866)
- Agonopterix ocellana (Fabricius, 1775)
- Agonopterix oinochroa (Turati, 1879)
- Agonopterix pallorella (Zeller, 1839)
- Agonopterix perstrigella (Chretien, 1925)
- Agonopterix propinquella (Treitschke, 1835)
- Agonopterix purpurea (Haworth, 1811)
- Agonopterix rotundella (Douglas, 1846)
- Agonopterix rutana (Fabricius, 1794)
- Agonopterix scopariella (Heinemann, 1870)
- Agonopterix selini (Heinemann, 1870)
- Agonopterix senecionis (Nickerl, 1864)
- Agonopterix squamosa (Mann, 1864)
- Agonopterix straminella (Staudinger, 1859)
- Agonopterix subpropinquella (Stainton, 1849)
- Agonopterix thapsiella (Zeller, 1847)
- Agonopterix umbellana (Fabricius, 1794)
- Agonopterix vendettella (Chretien, 1908)
- Agonopterix yeatiana (Fabricius, 1781)
- Anchinia cristalis (Scopoli, 1763)
- Anchinia laureolella Herrich-Schäffer, 1854
- Blastodacna atra (Haworth, 1828)
- Blastodacna hellerella (Duponchel, 1838)
- Cacochroa permixtella (Herrich-Schäffer, 1854)
- Chrysoclista linneella (Clerck, 1759)
- Chrysoclista splendida Karsholt, 1997
- Depressaria adustatella Turati, 1927
- Depressaria albipunctella (Denis & Schiffermuller, 1775)
- Depressaria badiella (Hübner, 1796)
- Depressaria beckmanni Heinemann, 1870
- Depressaria cervicella Herrich-Schäffer, 1854
- Depressaria chaerophylli Zeller, 1839
- Depressaria cinderella Corley, 2002
- Depressaria corticinella Zeller, 1854
- Depressaria daucella (Denis & Schiffermuller, 1775)
- Depressaria depressana (Fabricius, 1775)
- Depressaria discipunctella Herrich-Schäffer, 1854
- Depressaria douglasella Stainton, 1849
- Depressaria eryngiella Milliere, 1881
- Depressaria genistella Walsingham, 1903
- Depressaria hofmanni Stainton, 1861
- Depressaria incognitella Hannemann, 1990
- Depressaria krasnowodskella Hannemann, 1953
- Depressaria libanotidella Schlager, 1849
- Depressaria marcella Rebel, 1901
- Depressaria pimpinellae Zeller, 1839
- Depressaria pulcherrimella Stainton, 1849
- Depressaria radiella (Goeze, 1783)
- Depressaria sordidatella Tengstrom, 1848
- Depressaria tenebricosa Zeller, 1854
- Depressaria ultimella Stainton, 1849
- Depressaria ululana Rossler, 1866
- Depressaria velox Staudinger, 1859
- Depressaria veneficella Zeller, 1847
- Depressaria erinaceella Staudinger, 1870
- Depressaria hirtipalpis Zeller, 1854
- Depressaria peniculatella Turati, 1922
- Dystebenna stephensi (Stainton, 1849)
- Elachista adscitella Stainton, 1851
- Elachista amparoae Traugott-Olsen, 1992
- Elachista anitella Traugott-Olsen, 1985
- Elachista argentella (Clerck, 1759)
- Elachista baldizzonella Traugott-Olsen, 1985
- Elachista bazaella Traugott-Olsen, 1992
- Elachista bazaensis Traugott-Olsen, 1990
- Elachista bedellella (Sircom, 1848)
- Elachista bengtssoni Traugott-Olsen, 1992
- Elachista berndtiella Traugott-Olsen, 1985
- Elachista catalana Parenti, 1978
- Elachista catalunella Traugott-Olsen, 1992
- Elachista chrysodesmella Zeller, 1850
- Elachista cirrhoplica Kaila, 2012
- Elachista collitella (Duponchel, 1843)
- Elachista cuencaensis Traugott-Olsen, 1992
- Elachista deceptricula Staudinger, 1880
- Elachista disemiella Zeller, 1847
- Elachista dispunctella (Duponchel, 1843)
- Elachista fuscibasella Chretien, 1915
- Elachista galactitella (Eversmann, 1844)
- Elachista gerdmaritella Traugott-Olsen, 1992
- Elachista gielisi Traugott-Olsen, 1992
- Elachista glaseri Traugott-Olsen, 1992
- Elachista gormella Nielsen & Traugott-Olsen, 1987
- Elachista hedemanni Rebel, 1899
- Elachista heringi Rebel, 1899
- Elachista hispanica Traugott-Olsen, 1992
- Elachista istanella Nielsen & Traugott-Olsen, 1987
- Elachista louiseae Traugott-Olsen, 1992
- Elachista lugdunensis Frey, 1859
- Elachista luqueti Traugott-Olsen, 1992
- Elachista maboulella Chretien, 1915
- Elachista madridensis Traugott-Olsen, 1992
- Elachista nevadensis Parenti, 1978
- Elachista nuraghella Amsel, 1951
- Elachista obliquella Stainton, 1854
- Elachista occidentella Traugott-Olsen, 1992
- Elachista oukaimedenensis Traugott-Olsen, 1988
- Elachista passerini Traugott-Olsen, 1996
- Elachista pollinariella Zeller, 1839
- Elachista rikkeae Traugott-Olsen, 1992
- Elachista squamosella (Duponchel, 1843)
- Elachista subocellea (Stephens, 1834)
- Elachista teruelensis Traugott-Olsen, 1990
- Elachista totanaensis Traugott-Olsen, 1992
- Elachista toveella Traugott-Olsen, 1985
- Elachista tribertiella Traugott-Olsen, 1985
- Elachista veletaella Traugott-Olsen, 1992
- Elachista vivesi Traugott-Olsen, 1992
- Elachista zuernbaueri Traugott-Olsen, 1990
- Elachista alicanta Kaila, 2005
- Elachista atricomella Stainton, 1849
- Elachista biatomella (Stainton, 1848)
- Elachista boursini Amsel, 1951
- Elachista cinereopunctella (Haworth, 1828)
- Elachista consortella Stainton, 1851
- Elachista contaminatella Zeller, 1847
- Elachista exactella (Herrich-Schäffer, 1855)
- Elachista freyerella (Hübner, 1825)
- Elachista geminatella (Herrich-Schäffer, 1855)
- Elachista glaserella Traugott-Olsen, 2000
- Elachista ibericella Traugott-Olsen, 1995
- Elachista lastrella Chretien, 1896
- Elachista minuta (Parenti, 2003)
- Elachista nevadella Traugott-Olsen, 2000
- Elachista nobilella Zeller, 1839
- Elachista pigerella (Herrich-Schäffer, 1854)
- Elachista scirpi Stainton, 1887
- Elachista stabilella Stainton, 1858
- Elachista tetragonella (Herrich-Schäffer, 1855)
- Elachista vulcana Kaila, 2011
- Ethmia aurifluella (Hübner, 1810)
- Ethmia bipunctella (Fabricius, 1775)
- Ethmia candidella (Alpheraky, 1908)
- Ethmia chrysopyga (Zeller, 1844)
- Ethmia dodecea (Haworth, 1828)
- Ethmia fumidella (Wocke, 1850)
- Ethmia iranella Zerny, 1940
- Ethmia lepidella (Chretien, 1907)
- Ethmia penyagolosella Domingo & Baixeras, 2003
- Ethmia pusiella (Linnaeus, 1758)
- Ethmia quadrillella (Goeze, 1783)
- Ethmia terminella Fletcher, 1938
- Exaeretia lutosella (Herrich-Schäffer, 1854)
- Fuchsia huertasi Vives, 1995
- Haplochrois albanica (Rebel & Zerny, 1932)
- Haplochrois buvati (Baldizzone, 1985)
- Haplochrois ochraceella (Rebel, 1903)
- Heinemannia albidorsella (Staudinger, 1877)
- Heinemannia festivella (Denis & Schiffermuller, 1775)
- Hypercallia citrinalis (Scopoli, 1763)
- Orophia denisella (Denis & Schiffermuller, 1775)
- Orophia ferrugella (Denis & Schiffermuller, 1775)
- Orophia sordidella (Hübner, 1796)
- Perittia echiella (Joannis, 1902)
- Perittia granadensis (Traugott-Olsen, 1995)
- Perittia piperatella (Staudinger, 1859)
- Semioscopis steinkellneriana (Denis & Schiffermuller, 1775)
- Spuleria flavicaput (Haworth, 1828)
- Stephensia brunnichella (Linnaeus, 1767)
- Stephensia calpella (Walsingham, 1908)
- Stephensia unipunctella Nielsen & Traugott-Olsen, 1978

## Endromidae

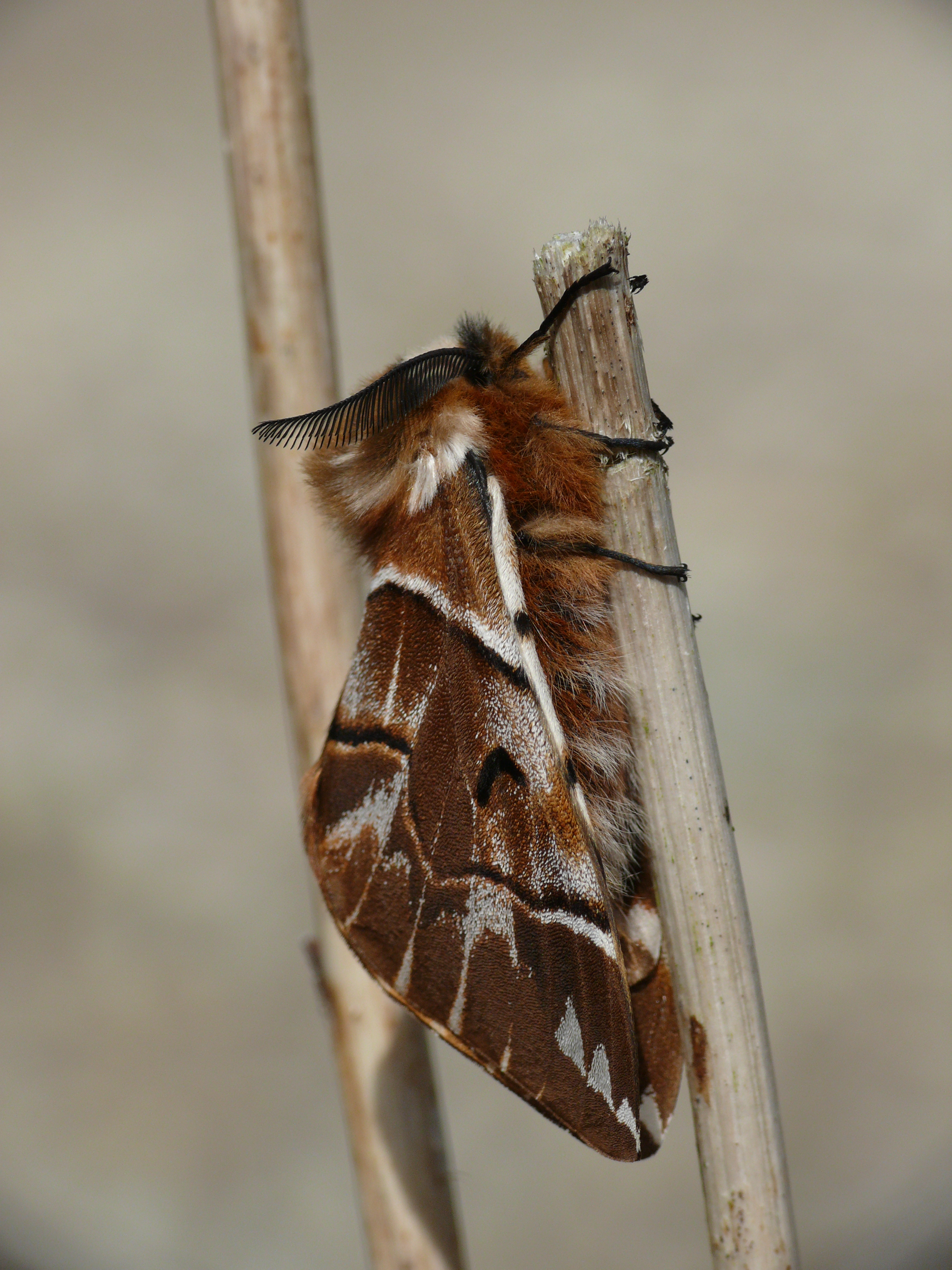
Endromis versicolora

Els endròmids són una petita família de lepidòpters heteròcers glossats de la superfamília dels bombicoïdeus. Durant molt temps es considerà una família monotípica amb Endromis versicolora com a únic representant. Actualment s'han classificat 9 gèneres i 46 espècies.
Podem trobar exemplars de:
- Endromis versicolora (Linnaeus, 1758)

## Epermeniidae

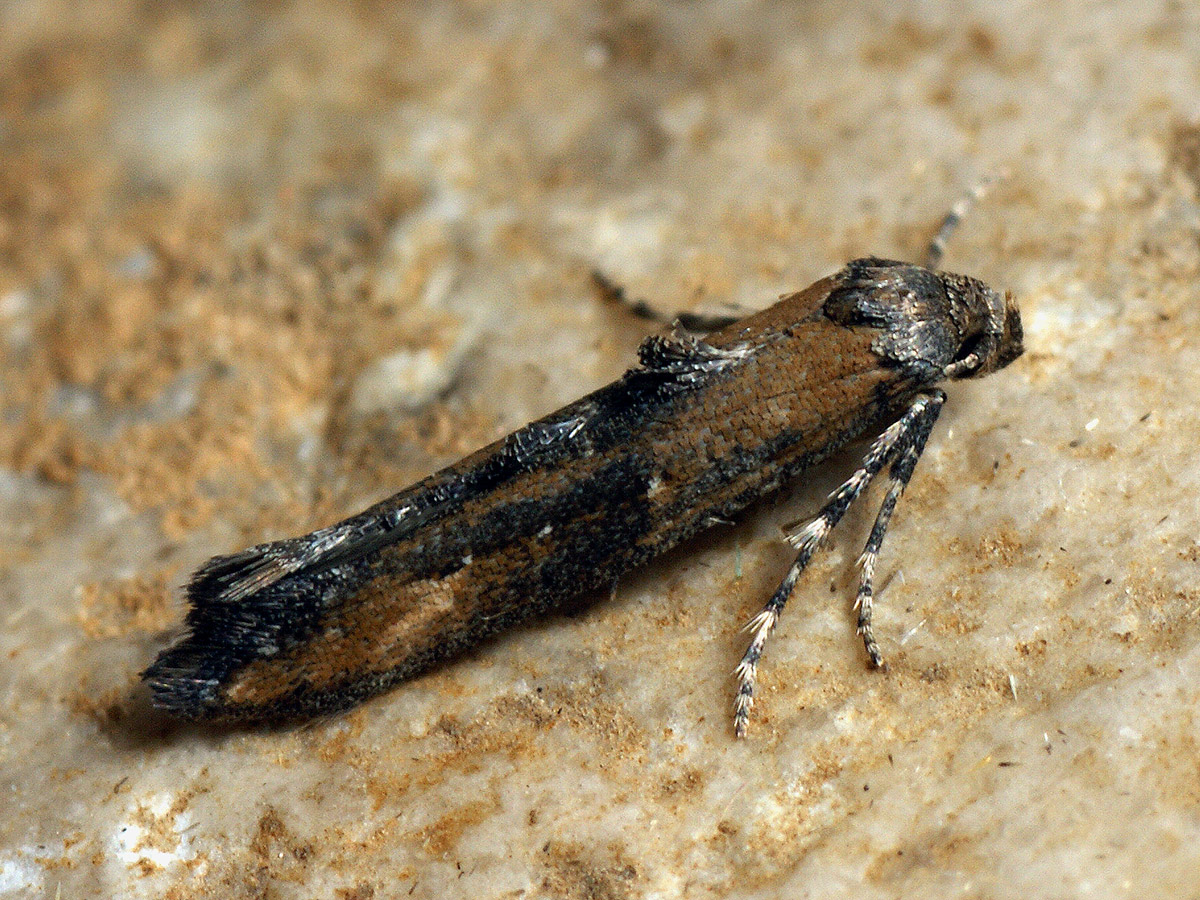
Epermenia chaerophyllella

Les Epermeniidae són una família de l'ordre dels lepidòpters amb 14 gèneres coneguts. Anteriorment, s'havien dividit en dues subfamílies Epermeniinae i Ochromolopinae (p. Ex. Common, 1990: 321), però això ja no es manté, ja que l'últim grup probablement està jeràrquicament nidificat en el primer (Dugdale et al., 1999).
Els gèneres més importants són: Epermenia,  Ochromolopis i Gnathifera. El grup ha estat àmpliament revisat i catalogat pel Dr. Reinhard Gaedike (Gaedike, 1977, 1979).
Els Epermeniidae són petites papallones d'aleta estreta, amb un abast de 7-20 mm, amb voltes brillants a les cames, que no tenen espines a l'abdomen a diferència d'algunes arnes similars. La projecció d'escates en el marge interior de l'esquena és el caràcter de camp més senzill (Common, 1990). Quan són adultes són nocturnes i compten amb un bon camuflatge. Descansen paral·lelament a la superfície amb les ales que es mantenen sobre l'esquena en forma de tenda (Robinson et al., 1994).
Les Epermeniidae es troben a tot el món, tant a les regions temperades com tropicals, i especialment, a les àrees montanes (Robinson et al., 1994), però són poc conegudes pels afrotròpics.
Podem trobar exemplars de:
- Epermenia aequidentellus (E. Hofmann, 1867)
- Epermenia chaerophyllella (Goeze, 1783)
- Epermenia insecurella (Stainton, 1854)
- Epermenia strictellus (Wocke, 1867)
- Epermenia iniquellus (Wocke, 1867)
- Epermenia ochreomaculellus (Milliere, 1854)
- Epermenia pontificella (Hübner, 1796)
- Epermenia scurella (Stainton, 1851)
- Ochromolopis ictella (Hübner, 1813)
- Ochromolopis staintonellus (Milliere, 1869)

## Epipyropidae
Els epipiròpids (Epipyropidae) són una petita família]de lepidòpters del subordre Glossata. Aquesta família, igual que la molt propera Cyclotornidae són els únics entre els lepidòpters en què les larves són ectoparàsits, els hostes solen ser Fulgoroidea, xucladores de saba de les plantes.
Podem trobar exemplars de:
- Ommatissopyrops lusitanicus Bivar de Sousa & Quartau, 1998
- Ommatissopyrops schawerdae (Zerny, 1929)

## Erebidae

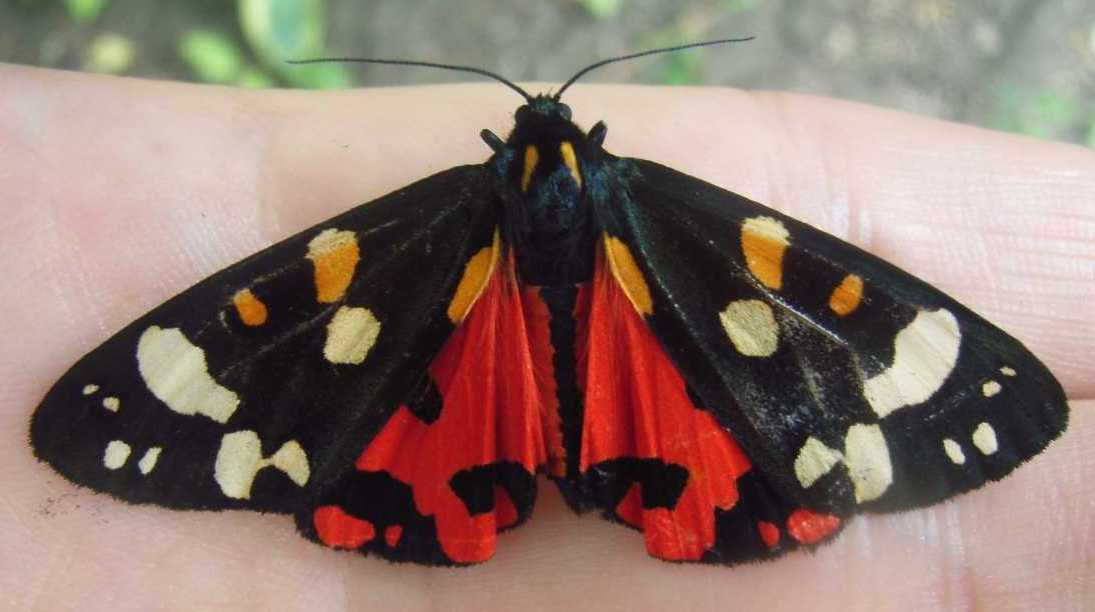
Callimorpha dominula

Els erèbids (Erebidae) són una família de papallones nocturnes de la superfamília dels noctuoïdeus.
La família és una de les més grans famílies d'heteròcers i conté una àmplia varietat de grups de grans papallones nocturnes conegudes. Inclou subfamílies i gèneres abans classificats en altres famílies com Catocala, els arctins (Arctiinae), els limantrins (Lymantriinae).
La coloració dels adults s'estén des de tota la gamma de colors avorrits, monòtons i críptics a colors vívids i contrastats (per exemple, els arctins).
A la P. Ibèrica podem trobar exemplars de:
- Albarracina warionis (Oberthur, 1881)
- Amata phegea (Linnaeus, 1758)
- Apaidia mesogona (Godart, 1824)
- Apaidia rufeola (Rambur, 1832)
- Apopestes spectrum (Esper, 1787)
- Araeopteron ecphaea Hampson, 1914
- Arctia caja (Linnaeus, 1758)
- Arctia festiva (Hufnagel, 1766)
- Arctia villica (Linnaeus, 1758)
- Arctornis l-nigrum (Muller, 1764)
- Artimelia latreillei (Godart, 1823)
- Atlantarctia tigrina (Villers, 1789)
- Atolmis rubricollis (Linnaeus, 1758)
- Autophila dilucida (Hübner, 1808)
- Autophila cataphanes (Hübner, 1813)
- Callimorpha dominula (Linnaeus, 1758)
- Calliteara pudibunda (Linnaeus, 1758)
- Calyptra thalictri (Borkhausen, 1790)
- Catephia alchymista (Denis & Schiffermuller, 1775)
- Catocala coniuncta (Esper, 1787)
- Catocala conversa (Esper, 1783)
- Catocala dilecta (Hübner, 1808)
- Catocala diversa (Geyer, 1828)
- Catocala electa (Vieweg, 1790)
- Catocala elocata (Esper, 1787)
- Catocala fraxini (Linnaeus, 1758)
- Catocala fulminea (Scopoli, 1763)
- Catocala mariana Rambur, 1858
- Catocala nupta (Linnaeus, 1767)
- Catocala nymphaea (Esper, 1787)
- Catocala nymphagoga (Esper, 1787)
- Catocala oberthuri Austaut, 1879
- Catocala optata (Godart, 1824)
- Catocala promissa (Denis & Schiffermuller, 1775)
- Catocala puerpera (Giorna, 1791)
- Catocala sponsa (Linnaeus, 1767)
- Cerocala scapulosa (Hübner, 1808)
- Chelis maculosa (Gerning, 1780)
- Clytie illunaris (Hübner, 1813)
- Colobochyla salicalis (Denis & Schiffermuller, 1775)
- Coscinia cribraria (Linnaeus, 1758)
- Coscinia mariarosae Exposito, 1991
- Coscinia romeii Sagarra, 1924
- Coscinia striata (Linnaeus, 1758)
- Cybosia mesomella (Linnaeus, 1758)
- Cymbalophora pudica (Esper, 1785)
- Diacrisia sannio (Linnaeus, 1758)
- Diaphora mendica (Clerck, 1759)
- Dicallomera fascelina (Linnaeus, 1758)
- Drasteria cailino (Lefebvre, 1827)
- Dysauxes ancilla (Linnaeus, 1767)
- Dysauxes punctata (Fabricius, 1781)
- Dysgonia algira (Linnaeus, 1767)
- Dysgonia torrida (Guenee, 1852)
- Eilema albicosta (Rogenhofer, 1894)
- Eilema bipuncta (Hübner, 1824)
- Eilema caniola (Hübner, 1808)
- Eilema depressa (Esper, 1787)
- Eilema griseola (Hübner, 1803)
- Eilema interpositella Strand, 1920
- Eilema lurideola (Zincken, 1817)
- Eilema lutarella (Linnaeus, 1758)
- Eilema marcida (Mann, 1859)
- Eilema palliatella (Scopoli, 1763)
- Eilema predotae (Schawerda, 1927)
- Eilema pseudocomplana (Daniel, 1939)
- Eilema pygmaeola (Doubleday, 1847)
- Eilema rungsi Toulgoet, 1960
- Eilema sororcula (Hufnagel, 1766)
- Eilema uniola (Rambur, 1866)
- Eublemma albida Duponchel, 1843
- Eublemma amoena (Hübner, 1803)
- Eublemma candicans (Rambur, 1858)
- Eublemma candidana (Fabricius, 1794)
- Eublemma cochylioides (Guenee, 1852)
- Eublemma himmighoffeni (Milliere, 1867)
- Eublemma minutata (Fabricius, 1794)
- Eublemma ostrina (Hübner, 1808)
- Eublemma parva (Hübner, 1808)
- Eublemma polygramma (Duponchel, 1842)
- Eublemma pura (Hübner, 1813)
- Eublemma purpurina (Denis & Schiffermuller, 1775)
- Eublemma rietzi Fibiger, Ronkay, Zilli & Yela, 2010
- Eublemma rosea (Hübner, 1790)
- Eublemma scitula Rambur, 1833
- Euclidia mi (Clerck, 1759)
- Euclidia glyphica (Linnaeus, 1758)
- Euplagia quadripunctaria (Poda, 1761)
- Euproctis chrysorrhoea (Linnaeus, 1758)
- Euproctis similis (Fuessly, 1775)
- Grammodes bifasciata (Petagna, 1787)
- Grammodes stolida (Fabricius, 1775)
- Herminia flavicrinalis (Andreas, 1910)
- Herminia grisealis (Denis & Schiffermuller, 1775)
- Herminia tarsicrinalis (Knoch, 1782)
- Herminia tarsipennalis (Treitschke, 1835)
- Hypena crassalis (Fabricius, 1787)
- Hypena lividalis (Hübner, 1796)
- Hypena obesalis Treitschke, 1829
- Hypena obsitalis (Hübner, 1813)
- Hypena proboscidalis (Linnaeus, 1758)
- Hypena rostralis (Linnaeus, 1758)
- Hyphoraia dejeani (Godart, 1822)
- Hyphoraia testudinaria (Geoffroy in Fourcroy, 1785)
- Idia calvaria (Denis & Schiffermuller, 1775)
- Laelia coenosa (Hübner, 1808)
- Laspeyria flexula (Denis & Schiffermuller, 1775)
- Leucoma salicis (Linnaeus, 1758)
- Lithosia quadra (Linnaeus, 1758)
- Lygephila craccae (Denis & Schiffermuller, 1775)
- Lygephila fonti Yela & Calle, 1990
- Lygephila lusoria (Linnaeus, 1758)
- Lygephila pastinum (Treitschke, 1826)
- Lymantria atlantica (Rambur, 1837)
- Lymantria dispar (Linnaeus, 1758)
- Lymantria monacha (Linnaeus, 1758)
- Macrochilo cribrumalis (Hübner, 1793)
- Maurica breveti (Oberthur, 1882)
- Metachrostis dardouini (Boisduval, 1840)
- Metachrostis velox (Hübner, 1813)
- Miltochrista miniata (Forster, 1771)
- Minucia lunaris (Denis & Schiffermuller, 1775)
- Nodaria nodosalis (Herrich-Schäffer, 1851)
- Nudaria mundana (Linnaeus, 1761)
- Ocneria rubea (Denis & Schiffermuller, 1775)
- Ocnogyna baetica (Rambur, 1836)
- Ocnogyna zoraida (Graslin, 1837)
- Odice arcuinna (Hübner, 1790)
- Odice blandula (Rambur, 1858)
- Odice jucunda (Hübner, 1813)
- Odice pergrata (Rambur, 1858)
- Odice suava (Hübner, 1813)
- Ophiusa tirhaca (Cramer, 1773)
- Orgyia aurolimbata Guenee, 1835
- Orgyia dubia (Tauscher, 1806)
- Orgyia recens (Hübner, 1819)
- Orgyia splendida Rambur, 1842
- Orgyia trigotephras Boisduval, 1829
- Orgyia antiqua (Linnaeus, 1758)
- Paidia rica (Freyer, 1858)
- Pandesma robusta (Walker, 1858)
- Paracolax tristalis (Fabricius, 1794)
- Parascotia fuliginaria (Linnaeus, 1761)
- Parascotia lorai Agenjo, 1967
- Parascotia nisseni Turati, 1905
- Parasemia plantaginis (Linnaeus, 1758)
- Pechipogo plumigeralis Hübner, 1825
- Pechipogo simplicicornis (Zerny, 1935)
- Pechipogo strigilata (Linnaeus, 1758)
- Pelosia muscerda (Hufnagel, 1766)
- Pelosia obtusa (Herrich-Schäffer, 1852)
- Pelosia plumosa (Mabille, 1900)
- Phragmatobia fuliginosa (Linnaeus, 1758)
- Phragmatobia luctifera (Denis & Schiffermuller, 1775)
- Phytometra sanctiflorentis (Boisduval, 1834)
- Phytometra viridaria (Clerck, 1759)
- Polypogon tentacularia (Linnaeus, 1758)
- Raparna conicephala (Staudinger, 1870)
- Rhypagla lacernaria (Hübner, 1813)
- Rhyparia purpurata (Linnaeus, 1758)
- Rivula sericealis (Scopoli, 1763)
- Schrankia costaestrigalis (Stephens, 1834)
- Scoliopteryx libatrix (Linnaeus, 1758)
- Setina cantabrica de Freina & Witt, 1985
- Setina flavicans (Geyer, 1836)
- Spilosoma lubricipeda (Linnaeus, 1758)
- Spilosoma lutea (Hufnagel, 1766)
- Spilosoma urticae (Esper, 1789)
- Tathorhynchus exsiccata (Lederer, 1855)
- Thumatha senex (Hübner, 1808)
- Trisateles emortualis (Denis & Schiffermuller, 1775)
- Tyria jacobaeae (Linnaeus, 1758)
- Utetheisa pulchella (Linnaeus, 1758)
- Watsonarctia deserta (Bartel, 1902)
- Zanclognatha lunalis (Scopoli, 1763)
- Zanclognatha zelleralis (Wocke, 1850)
- Zebeeba falsalis (Herrich-Schäffer, 1839)
- Zethes insularis Rambur, 1833

## Eriocottidae
Eriocottidae és una família d'insectes a l'ordre Lepidoptera, la posició relativa del qual a altres membres de la superfamilia Tineoidea és desconeguda. Té entre vuit i 17 gèneres en dues subfamílies, Compsocteninae i Eriocottinae.
A la Península Ibèrica podem trobar:
- Eriocottis andalusiella Rebel, 1901
- Eriocottis hispanica Zagulajev, 1988
- Eriocottis nicolaeella Gibeaux, 1983
- Eriocottis paradoxella (Staudinger, 1859)

## Eriocraniidae

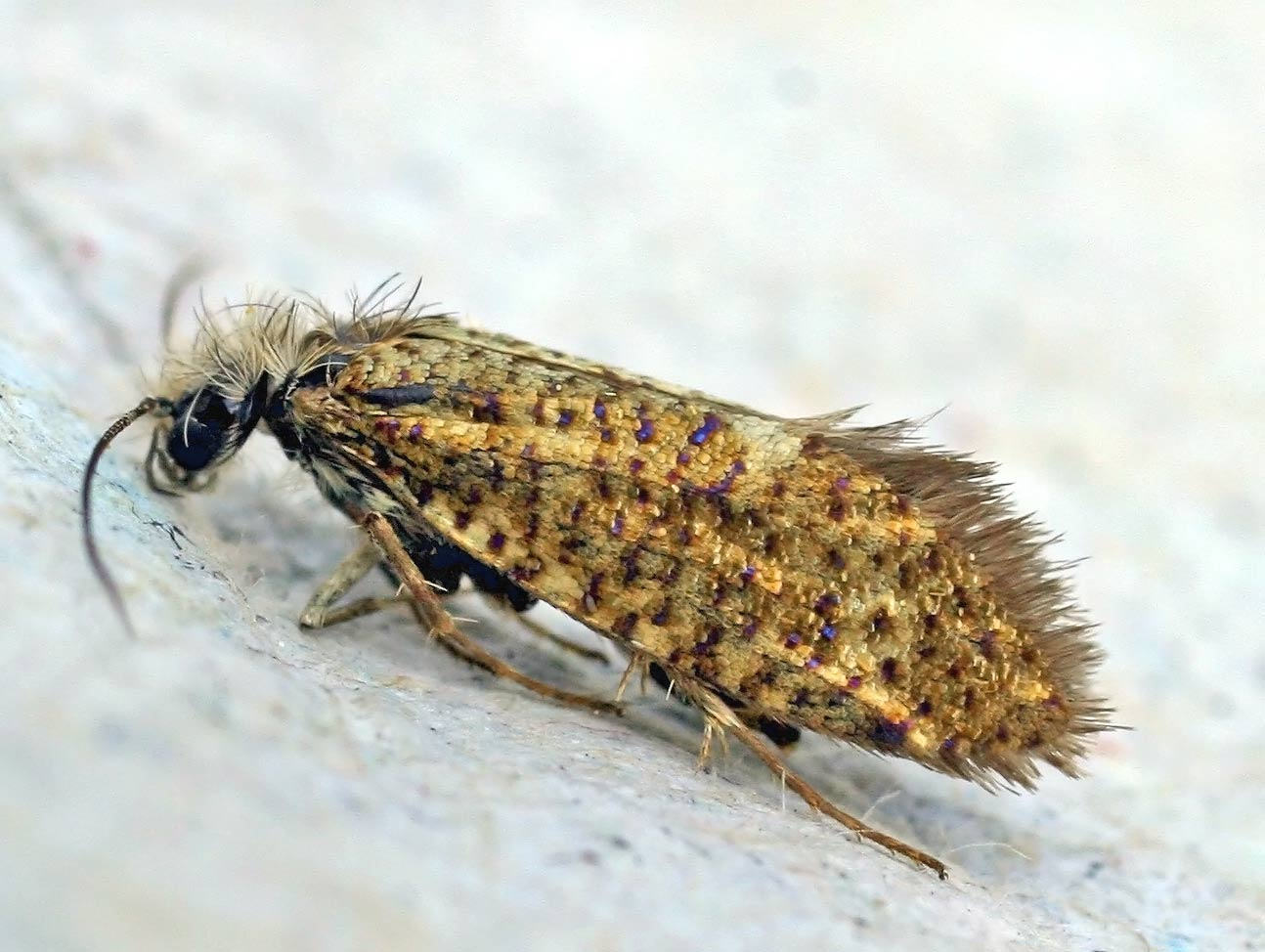
Eriocrania semipurpurella

Els eriocrànids (Eriocraniidae) són una família d'insectes lepidòpters, l'única existent dins la superfamília dels eriocranioïdeus (Eriocranioidea).
Són petites arnes, generalment diürnes, que poden ser observades en les primaveres temperades de la regió holàrtica. Tenen una probòscide amb la qual beuen aigua o saba. Les larves són perforadores de fulles de fagals, principalment de bedolls (Betula), roures (Quercus), i unes quantes salicàcies i rosals (Kristensen, 1999).
Hi ha 6 gèneres descrits, dels quals en podem trobar espècies de dos d'ells:
- Dyseriocrania subpurpurella (Haworth, 1828)
- Eriocrania semipurpurella (Stephens, 1835)

## Euteliidae

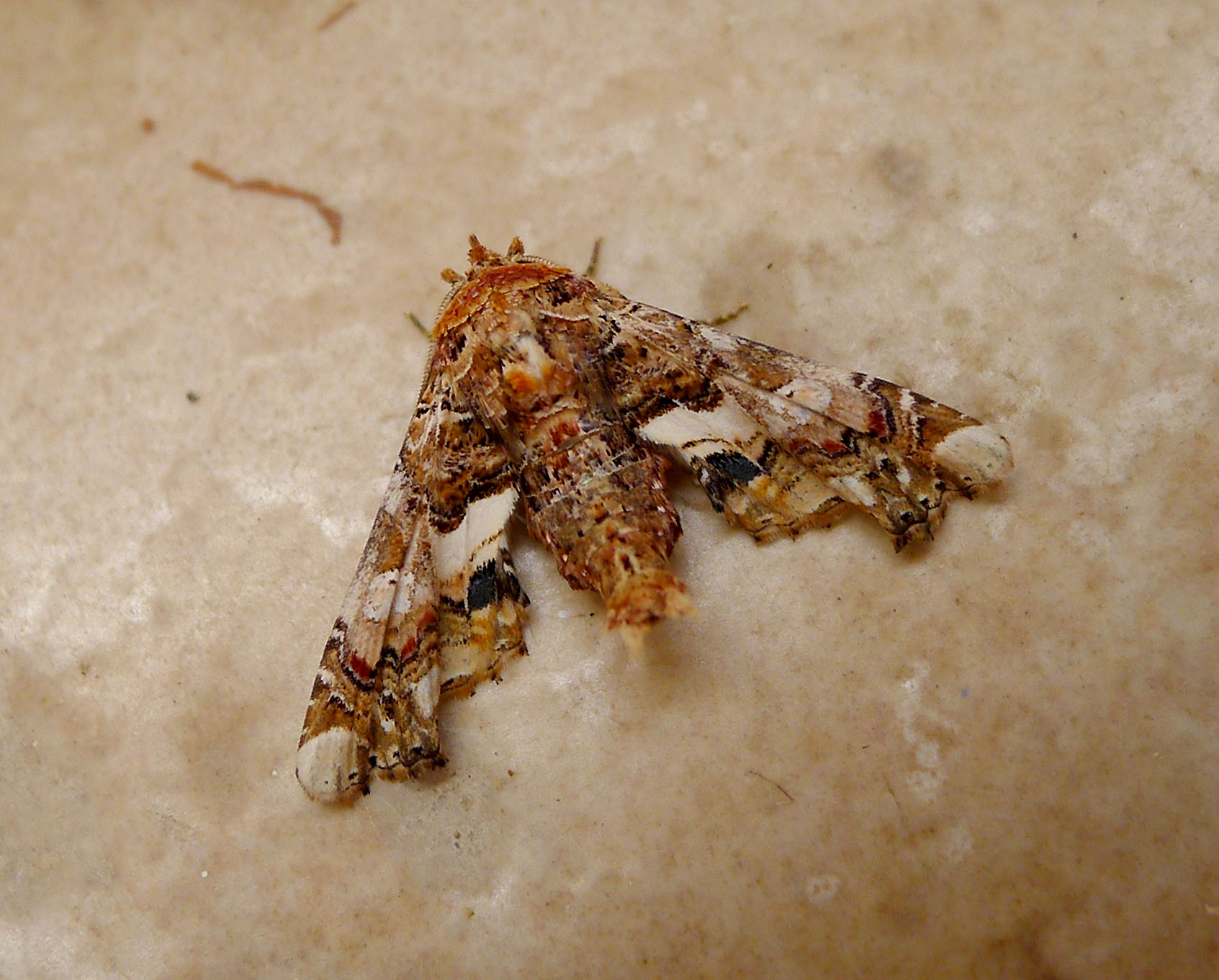
Eutelia adulatrix

Euteliidae és una subfamília d'arnes pertanyent a la família Noctuidae.
A la Península Ibèrica podem trobar exemplars de:
- Eutelia adulatrix (Hübner, 1813)

## Gelechiidae

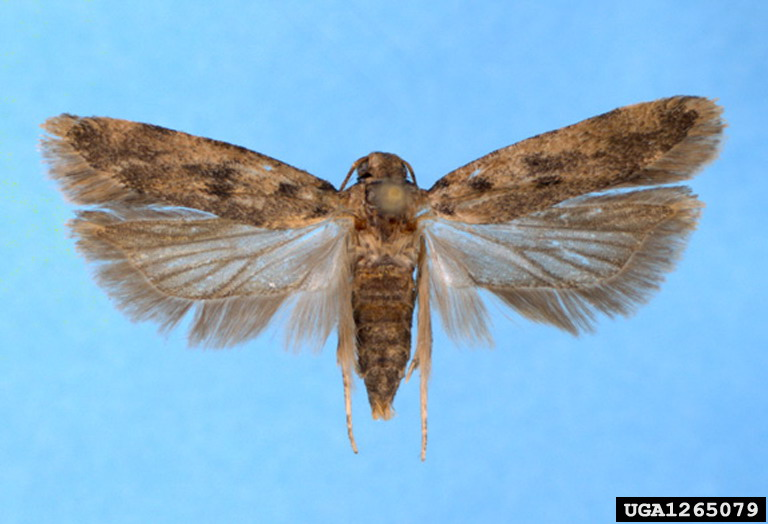
Pectinophora gossypiella

Els gelèquids (Gelechiidae) són una família de lepidòpters glossats del clade Ditrysia. Són generalment molt petits amb ales estretes amb serrells. La larva de la majoria de les espècies s'alimenta internament de diverses parts de plantes hoste causant agalles i altres modificacions.
A la Península Ibèrica en podem trobar exemplars de:
- Acompsia antirrhinella Milliere, 1866
- Acompsia cinerella (Clerck, 1759)
- Acompsia dimorpha Petry, 1904
- Acompsia pyrenaella Huemer & Karsholt, 2002
- Acompsia tripunctella (Denis & Schiffermuller, 1775)
- Acompsia schmidtiellus (Heyden, 1848)
- Altenia scriptella (Hübner, 1796)
- Anacampsis obscurella (Denis & Schiffermuller, 1775)
- Anacampsis populella (Clerck, 1759)
- Anacampsis scintillella (Fischer von Röslerstamm, 1841)
- Anacampsis timidella (Wocke, 1887)
- Anarsia bilbainella (Rossler, 1877)
- Anarsia lineatella Zeller, 1839
- Anarsia spartiella (Schrank, 1802)
- Apatetris agenjoi Gozmany, 1954
- Apodia bifractella (Duponchel, 1843)
- Aponoea obtusipalpis Walsingham, 1905
- Aproaerema anthyllidella (Hübner, 1813)
- Aproaerema lerauti Vives, 2001
- Aristotelia brizella (Treitschke, 1833)
- Aristotelia decoratella (Staudinger, 1879)
- Aristotelia decurtella (Hübner, 1813)
- Aristotelia ericinella (Zeller, 1839)
- Aristotelia frankeniae Walsingham, 1898
- Aristotelia mirabilis (Christoph, 1888)
- Aristotelia montarcella A. Schmidt, 1941
- Aristotelia staticella Milliere, 1876
- Aristotelia subdecurtella (Stainton, 1859)
- Aristotelia subericinella (Duponchel, 1843)
- Aroga aristotelis (Milliere, 1876)
- Aroga flavicomella (Zeller, 1839)
- Aroga pascuicola (Staudinger, 1871)
- Aroga temporariella Sattler, 1960
- Aroga velocella (Duponchel, 1838)
- Athrips amoenella (Frey, 1882)
- Athrips rancidella (Herrich-Schäffer, 1854)
- Athrips thymifoliella (Constant, 1893)
- Brachmia blandella (Fabricius, 1798)
- Brachmia dimidiella (Denis & Schiffermuller, 1775)
- Bryotropha affinis (Haworth, 1828)
- Bryotropha aliterrella (Rebel, 1935)
- Bryotropha arabica Amsel, 1952
- Bryotropha basaltinella (Zeller, 1839)
- Bryotropha desertella (Douglas, 1850)
- Bryotropha domestica (Haworth, 1828)
- Bryotropha dryadella (Zeller, 1850)
- Bryotropha figulella (Staudinger, 1859)
- Bryotropha gallurella Amsel, 1952
- Bryotropha heckfordi Karsholt & Rutten, 2005
- Bryotropha pallorella Amsel, 1952
- Bryotropha plebejella (Zeller, 1847)
- Bryotropha sattleri Nel, 2003
- Bryotropha senectella (Zeller, 1839)
- Bryotropha sutteri Karsholt & Rutten, 2005
- Bryotropha terrella (Denis & Schiffermuller, 1775)
- Bryotropha umbrosella (Zeller, 1839)
- Bryotropha vondermuhlli Nel & Brusseaux, 2003
- Bryotropha wolschrijni Karsholt & Rutten, 2005
- Carpatolechia alburnella (Zeller, 1839)
- Carpatolechia decorella (Haworth, 1812)
- Carpatolechia fugacella (Zeller, 1839)
- Carpatolechia fugitivella (Zeller, 1839)
- Carpatolechia intermediella Huemer & Karsholt, 1999
- Caryocolum alsinella (Zeller, 1868)
- Caryocolum arenbergeri Huemer, 1989
- Caryocolum blandella (Douglas, 1852)
- Caryocolum blandelloides Karsholt, 1981
- Caryocolum blandulella (Tutt, 1887)
- Caryocolum cauligenella (Schmid, 1863)
- Caryocolum fibigerium Huemer, 1988
- Caryocolum fraternella (Douglas, 1851)
- Caryocolum hispanicum Huemer, 1988
- Caryocolum jaspidella (Chretien, 1908)
- Caryocolum leucofasciatum Huemer, 1989
- Caryocolum leucomelanella (Zeller, 1839)
- Caryocolum marmorea (Haworth, 1828)
- Caryocolum mucronatella (Chretien, 1900)
- Caryocolum peregrinella (Herrich-Schäffer, 1854)
- Caryocolum provinciella (Stainton, 1869)
- Caryocolum proxima (Haworth, 1828)
- Caryocolum repentis Huemer & Luquet, 1992
- Caryocolum schleichi (Christoph, 1872)
- Caryocolum tischeriella (Zeller, 1839)
- Caryocolum tricolorella (Haworth, 1812)
- Caryocolum vicinella (Douglas, 1851)
- Caulastrocecis pudicellus (Mann, 1861)
- Chionodes bastuliella (Rebel, 1931)
- Chionodes distinctella (Zeller, 1839)
- Chionodes fumatella (Douglas, 1850)
- Chionodes hinnella (Rebel, 1935)
- Chrysoesthia drurella (Fabricius, 1775)
- Chrysoesthia gaditella (Staudinger, 1859)
- Chrysoesthia sexguttella (Thunberg, 1794)
- Coloptilia conchylidella (O. Hofmann, 1898)
- Cosmardia moritzella (Treitschke, 1835)
- Crossobela trinotella (Herrich-Schäffer, 1856)
- Dactylotula altithermella (Walsingham, 1903)
- Deltophora gielisia Hull, 1995
- Deltophora stictella (Rebel, 1927)
- Dichomeris acuminatus (Staudinger, 1876)
- Dichomeris alacella (Zeller, 1839)
- Dichomeris castellana (A. Schmidt, 1941)
- Dichomeris cisti (Staudinger, 1859)
- Dichomeris helianthemi (Walsingham, 1903)
- Dichomeris juniperella (Linnaeus, 1761)
- Dichomeris lamprostoma (Zeller, 1847)
- Dichomeris limbipunctellus (Staudinger, 1859)
- Dichomeris marginella (Fabricius, 1781)
- Dichomeris rasilella (Herrich-Schäffer, 1854)
- Ephysteris diminutella (Zeller, 1847)
- Ephysteris iberica Povolny, 1977
- Ephysteris inustella (Zeller, 1847)
- Ephysteris promptella (Staudinger, 1859)
- Epidola barcinonella Milliere, 1867
- Epidola stigma Staudinger, 1859
- Eulamprotes atrella (Denis & Schiffermuller, 1775)
- Eulamprotes helotella (Staudinger, 1859)
- Eulamprotes immaculatella (Douglas, 1850)
- Eulamprotes libertinella (Zeller, 1872)
- Eulamprotes nigromaculella (Milliere, 1872)
- Eulamprotes unicolorella (Duponchel, 1843)
- Eulamprotes wilkella (Linnaeus, 1758)
- Exoteleia dodecella (Linnaeus, 1758)
- Filatima spurcella (Duponchel, 1843)
- Filatima textorella (Chretien, 1908)
- Gelechia atlanticella (Amsel, 1955)
- Gelechia mediterranea Huemer, 1991
- Gelechia nervosella (Zerny, 1927)
- Gelechia rhombella (Denis & Schiffermuller, 1775)
- Gelechia sabinellus (Zeller, 1839)
- Gelechia scotinella Herrich-Schäffer, 1854
- Gelechia senticetella (Staudinger, 1859)
- Gelechia sororculella (Hübner, 1817)
- Gelechia turpella (Denis & Schiffermuller, 1775)
- Gladiovalva aizpuruai Vives, 1990
- Gladiovalva badidorsella (Rebel, 1935)
- Gladiovalva rumicivorella (Milliere, 1881)
- Gnorimoschema epithymella (Staudinger, 1859)
- Gnorimoschema herbichii (Nowicki, 1864)
- Gnorimoschema soffneri Riedl, 1965
- Gnorimoschema valesiella (Staudinger, 1877)
- Helcystogramma lutatella (Herrich-Schäffer, 1854)
- Helcystogramma rufescens (Haworth, 1828)
- Helcystogramma triannulella (Herrich-Schäffer, 1854)
- Isophrictis anthemidella (Wocke, 1871)
- Isophrictis cerdanica Nel, 1995
- Isophrictis constantina (Baker, 1888)
- Isophrictis corsicella Amsel, 1936
- Isophrictis impugnata Gozmany, 1957
- Isophrictis kefersteiniellus (Zeller, 1850)
- Isophrictis lineatellus (Zeller, 1850)
- Isophrictis meridionella (Herrich-Schäffer, 1854)
- Isophrictis microlina Meyrick, 1935
- Isophrictis striatella (Denis & Schiffermuller, 1775)
- Istrianis myricariella (Frey, 1870)
- Iwaruna biguttella (Duponchel, 1843)
- Klimeschiopsis terroris (Hartig, 1938)
- Megacraspedus alfacarellus Wehrli, 1926
- Megacraspedus binotella (Duponchel, 1843)
- Megacraspedus cuencellus Caradja, 1920
- Megacraspedus dejectella (Staudinger, 1859)
- Megacraspedus dolosellus (Zeller, 1839)
- Megacraspedus escalerellus A. Schmidt, 1941
- Megacraspedus fallax (Mann, 1867)
- Megacraspedus grossisquammellus Chretien, 1925
- Megacraspedus lanceolellus (Zeller, 1850)
- Megacraspedus pusillus Walsingham, 1903
- Megacraspedus separatellus (Fischer von Röslerstamm, 1843)
- Megacraspedus squalida Meyrick, 1926
- Megacraspedus subdolellus Staudinger, 1859
- Mesophleps corsicella Herrich-Schäffer, 1856
- Mesophleps ochracella (Turati, 1926)
- Mesophleps oxycedrella (Milliere, 1871)
- Mesophleps silacella (Hübner, 1796)
- Metanarsia incertella (Herrich-Schäffer, 1861)
- Metzneria aestivella (Zeller, 1839)
- Metzneria agraphella (Ragonot, 1895)
- Metzneria aprilella (Herrich-Schäffer, 1854)
- Metzneria artificella (Herrich-Schäffer, 1861)
- Metzneria campicolella (Mann, 1857)
- Metzneria castiliella (Moschler, 1866)
- Metzneria diffusella Englert, 1974
- Metzneria ehikeella Gozmany, 1954
- Metzneria expositoi Vives, 2001
- Metzneria hilarella Caradja, 1920
- Metzneria intestinella (Mann, 1864)
- Metzneria lappella (Linnaeus, 1758)
- Metzneria littorella (Douglas, 1850)
- Metzneria metzneriella (Stainton, 1851)
- Metzneria neuropterella (Zeller, 1839)
- Metzneria paucipunctella (Zeller, 1839)
- Metzneria riadella Englert, 1974
- Metzneria santolinella (Amsel, 1936)
- Metzneria staehelinella Englert, 1974
- Metzneria subflavella Englert, 1974
- Metzneria tenuiella (Mann, 1864)
- Metzneria torosulella (Rebel, 1893)
- Metzneria tristella Rebel, 1901
- Microlechia chretieni Turati, 1924
- Mirificarma cabezella (Chretien, 1925)
- Mirificarma cytisella (Treitschke, 1833)
- Mirificarma denotata Pitkin, 1984
- Mirificarma eburnella (Denis & Schiffermuller, 1775)
- Mirificarma fasciata Pitkin, 1984
- Mirificarma flavella (Duponchel, 1844)
- Mirificarma interrupta (Curtis, 1827)
- Mirificarma lentiginosella (Zeller, 1839)
- Mirificarma maculatella (Hübner, 1796)
- Mirificarma mulinella (Zeller, 1839)
- Mirificarma pederskoui Huemer & Karsholt, 1999
- Mirificarma ulicinella (Staudinger, 1859)
- Monochroa cytisella (Curtis, 1837)
- Monochroa hornigi (Staudinger, 1883)
- Monochroa lucidella (Stephens, 1834)
- Monochroa melagonella (Constant, 1895)
- Monochroa moyses Uffen, 1991
- Monochroa nomadella (Zeller, 1868)
- Monochroa rumicetella (O. Hofmann, 1868)
- Monochroa servella (Zeller, 1839)
- Monochroa tenebrella (Hübner, 1817)
- Neofaculta ericetella (Geyer, 1832)
- Neofaculta infernella (Herrich-Schäffer, 1854)
- Neofriseria baungaardiella Huemer & Karsholt, 1999
- Neofriseria peliella (Treitschke, 1835)
- Neofriseria pseudoterrella (Rebel, 1928)
- Neofriseria singula (Staudinger, 1876)
- Neotelphusa cisti (Stainton, 1869)
- Neotelphusa huemeri Nel, 1998
- Neotelphusa sequax (Haworth, 1828)
- Neotelphusa traugotti Huemer & Karsholt, 2001
- Nothris congressariella (Bruand, 1858)
- Nothris verbascella (Denis & Schiffermuller, 1775)
- Ochrodia subdiminutella (Stainton, 1867)
- Ornativalva heluanensis (Debski, 1913)
- Ornativalva plutelliformis (Staudinger, 1859)
- Ornativalva pseudotamaricella Sattler, 1967
- Palumbina guerinii (Stainton, 1858)
- Paranarsia joannisiella Ragonot, 1895
- Parastenolechia nigrinotella (Zeller, 1847)
- Pectinophora gossypiella (Saunders, 1844)
- Pexicopia malvella (Hübner, 1805)
- Phthorimaea operculella (Zeller, 1873)
- Platyedra subcinerea (Haworth, 1828)
- Pogochaetia solitaria Staudinger, 1879
- Prolita sexpunctella (Fabricius, 1794)
- Prolita solutella (Zeller, 1839)
- Pseudosophronia cosmella Constant, 1885
- Pseudosophronia exustellus (Zeller, 1847)
- Pseudotelphusa occidentella Huemer & Karsholt, 1999
- Pseudotelphusa paripunctella (Thunberg, 1794)
- Pseudotelphusa scalella (Scopoli, 1763)
- Pseudotelphusa tessella (Linnaeus, 1758)
- Psoricoptera gibbosella (Zeller, 1839)
- Ptocheuusa abnormella (Herrich-Schäffer, 1854)
- Ptocheuusa asterisci (Walsingham, 1903)
- Ptocheuusa paupella (Zeller, 1847)
- Ptocheuusa scholastica (Walsingham, 1903)
- Pyncostola bohemiella (Nickerl, 1864)
- Recurvaria leucatella (Clerck, 1759)
- Recurvaria nanella (Denis & Schiffermuller, 1775)
- Recurvaria thomeriella (Chretien, 1901)
- Sattleria arcuata Pitkin & Sattler, 1991
- Sattleria pyrenaica (Petry, 1904)
- Schistophila laurocistella Chretien, 1899
- Scrobipalpa acuminatella (Sircom, 1850)
- Scrobipalpa algeriensis Povolny & Bradley, 1964
- Scrobipalpa amseli Povolny, 1966
- Scrobipalpa artemisiella (Treitschke, 1833)
- Scrobipalpa atriplicella (Fischer von Röslerstamm, 1841)
- Scrobipalpa bazae Povolny, 1977
- Scrobipalpa bigoti Povolny, 1973
- Scrobipalpa bradleyi Povolny, 1971
- Scrobipalpa camphorosmella Nel, 1999
- Scrobipalpa corleyi Huemer & Karsholt, 2010
- Scrobipalpa costella (Humphreys & Westwood, 1845)
- Scrobipalpa disjectella (Staudinger, 1859)
- Scrobipalpa divisella (Rebel, 1936)
- Scrobipalpa ergasima (Meyrick, 1916)
- Scrobipalpa gallicella (Constant, 1885)
- Scrobipalpa halymella (Milliere, 1864)
- Scrobipalpa heretica Povolny, 1973
- Scrobipalpa hyoscyamella (Stainton, 1869)
- Scrobipalpa instabilella (Douglas, 1846)
- Scrobipalpa nitentella (Fuchs, 1902)
- Scrobipalpa niveifacies Povolny, 1977
- Scrobipalpa obsoletella (Fischer von Röslerstamm, 1841)
- Scrobipalpa ocellatella (Boyd, 1858)
- Scrobipalpa pauperella (Heinemann, 1870)
- Scrobipalpa phagnalella (Constant, 1895)
- Scrobipalpa portosanctana (Stainton, 1859)
- Scrobipalpa postulatella Huemer & Karsholt, 2010
- Scrobipalpa proclivella (Fuchs, 1886)
- Scrobipalpa salinella (Zeller, 1847)
- Scrobipalpa samadensis (Pfaffenzeller, 1870)
- Scrobipalpa smithi Povolny & Bradley, 1964
- Scrobipalpa stabilis Povolny, 1977
- Scrobipalpa suaedella (Richardson, 1893)
- Scrobipalpa suaedicola (Mabille, 1906)
- Scrobipalpa suaedivorella (Chretien, 1915)
- Scrobipalpa suasella (Constant, 1895)
- Scrobipalpa superstes Povolny, 1977
- Scrobipalpa traganella (Chretien, 1915)
- Scrobipalpa vasconiella (Rossler, 1877)
- Scrobipalpa vicaria (Meyrick, 1921)
- Scrobipalpa voltinella (Chretien, 1898)
- Scrobipalpa wiltshirei Povolny, 1966
- Scrobipalpula psilella (Herrich-Schäffer, 1854)
- Sitotroga cerealella (Olivier, 1789)
- Sophronia chilonella (Treitschke, 1833)
- Sophronia grandii M. Hering, 1933
- Sophronia humerella (Denis & Schiffermuller, 1775)
- Sophronia santolinae Staudinger, 1863
- Sophronia semicostella (Hübner, 1813)
- Sophronia sicariellus (Zeller, 1839)
- Stenolechia gemmella (Linnaeus, 1758)
- Stomopteryx basalis (Staudinger, 1876)
- Stomopteryx detersella (Zeller, 1847)
- Stomopteryx deverrae (Walsingham, 1905)
- Stomopteryx flavipalpella Jackh, 1959
- Stomopteryx flavoclavella Zerny, 1935
- Stomopteryx nugatricella Rebel, 1893
- Stomopteryx remissella (Zeller, 1847)
- Streyella anguinella (Herrich-Schäffer, 1861)
- Syncopacma albipalpella (Herrich-Schäffer, 1854)
- Syncopacma captivella (Herrich-Schäffer, 1854)
- Syncopacma cinctella (Clerck, 1759)
- Syncopacma cincticulella (Bruand, 1851)
- Syncopacma coronillella (Treitschke, 1833)
- Syncopacma larseniella Gozmany, 1957
- Syncopacma patruella (Mann, 1857)
- Syncopacma polychromella (Rebel, 1902)
- Syncopacma sangiella (Stainton, 1863)
- Syncopacma suecicella (Wolff, 1958)
- Syncopacma taeniolella (Zeller, 1839)
- Teleiodes albidorsella Huemer & Karsholt, 1999
- Teleiodes brevivalva Huemer, 1992
- Teleiodes italica Huemer, 1992
- Teleiodes luculella (Hübner, 1813)
- Teleiodes vulgella (Denis & Schiffermuller, 1775)
- Teleiodes wagae (Nowicki, 1860)
- Teleiopsis albifemorella (E. Hofmann, 1867)
- Teleiopsis bagriotella (Duponchel, 1840)
- Teleiopsis diffinis (Haworth, 1828)
- Telphusa cistiflorella (Constant, 1890)
- Thiotricha subocellea (Stephens, 1834)
- Tuta absoluta (Meyrick, 1917)
- Vadenia ribbeella (Caradja, 1920)
- Xenolechia aethiops (Humphreys & Westwood, 1845)

## Geometridae

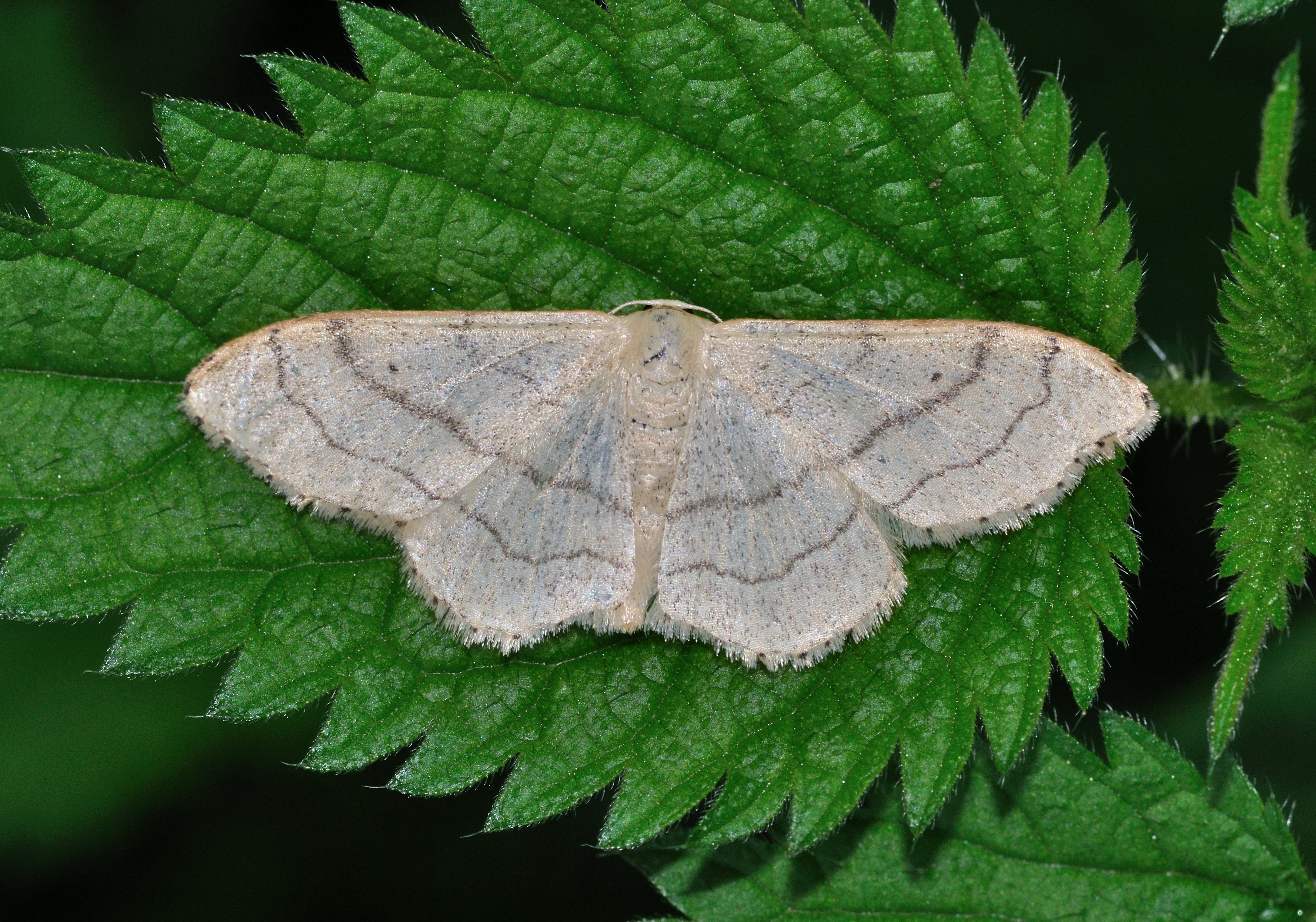
Idaea aversata

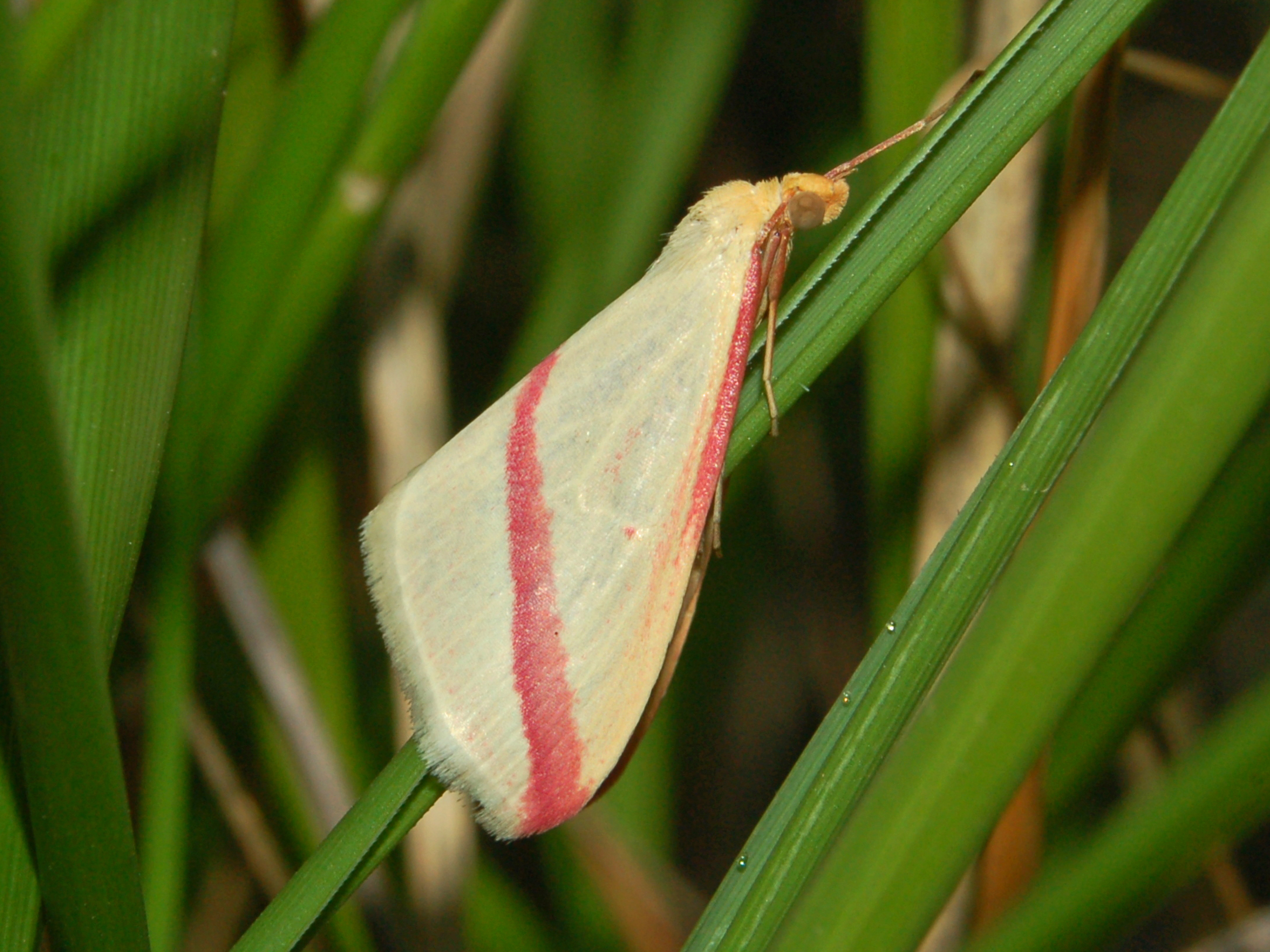
Rhodometra sacraria

Els Geometridae són una família de lepidòpters heteròcers o papallones nocturnes. És una família molt extensa amb unes 35.000 espècies descrites i més de 1.400 espècies dins 6 subclasses indígenes d'Amèrica del Nord. El nom de "Geometridae" deriva del grec γεωμέτρης ('geòmetra, mesurador de terres'). Això fa referència al sistema de locomoció de les larves o erugues, que tenen un cos diferent a altres erugues i es mouen d'una manera característica, alçant la part mitjana del cos, donant la impressió que mesuren el camí.
Un membre molt conegut n'és Biston betularia, el qual ha estat subjecte de nombrosos estudis de genètica de poblacions. Moltes arnes geomètrides són plagues per a l'agricultura. Les erugues típicament s'alimenten de fulles, algunes ho fan de líquens, flors o pol·len. Els adults solen tenir abdomens prims i ales amples. En algunes espècies, la seva cripsi sobre troncs és excepcional. La majoria tenen una mida mitjana, d'uns 3 cm d'envergadura alar, i algunes mostren activitat diürna.
A la Península Ibèrica podem trobar exemplars de:
- Abraxas grossulariata (Linnaeus, 1758)
- Abraxas pantaria (Linnaeus, 1767)
- Abraxas sylvata (Scopoli, 1763)
- Acanthovalva inconspicuaria (Hübner, 1819)
- Acasis viretata (Hübner, 1799)
- Adactylotis contaminaria (Hübner, 1813)
- Adactylotis gesticularia (Hübner, 1817)
- Adalbertia castiliaria (Staudinger, 1900)
- Aethalura punctulata (Denis & Schiffermuller, 1775)
- Afriberina tenietaria (Staudinger, 1900)
- Afriberina terraria (A. Bang-Haas, 1907)
- Agriopis aurantiaria (Hübner, 1799)
- Agriopis bajaria (Denis & Schiffermuller, 1775)
- Agriopis leucophaearia (Denis & Schiffermuller, 1775)
- Agriopis marginaria (Fabricius, 1776)
- Alcis jubata (Thunberg, 1788)
- Alcis repandata (Linnaeus, 1758)
- Aleucis distinctata (Herrich-Schäffer, 1839)
- Almeria kalischata (Staudinger, 1870)
- Alsophila aceraria (Denis & Schiffermuller, 1775)
- Alsophila aescularia (Denis & Schiffermuller, 1775)
- Amygdaloptera testaria (Fabricius, 1794)
- Angerona prunaria (Linnaeus, 1758)
- Anthometra plumularia Boisduval, 1840
- Anticlea derivata (Denis & Schiffermuller, 1775)
- Anticollix sparsata (Treitschke, 1828)
- Antilurga alhambrata (Staudinger, 1859)
- Apeira syringaria (Linnaeus, 1758)
- Aplasta ononaria (Fuessly, 1783)
- Aplocera bohatschi (Pungeler, 1914)
- Aplocera efformata (Guenee, 1858)
- Aplocera plagiata (Linnaeus, 1758)
- Aplocera praeformata (Hübner, 1826)
- Aplocera vivesi Exposito Hermosa, 1998
- Apocheima hispidaria (Denis & Schiffermuller, 1775)
- Apochima flabellaria (Heeger, 1838)
- Archiearis parthenias (Linnaeus, 1761)
- Ascotis selenaria (Denis & Schiffermuller, 1775)
- Aspitates gilvaria (Denis & Schiffermuller, 1775)
- Aspitates ochrearia (Rossi, 1794)
- Asthena albulata (Hufnagel, 1767)
- Asthena lacturaria (Herrich-Schäffer, 1855)
- Athroolopha pennigeraria (Hübner, 1813)
- Baptria tibiale (Esper, 1791)
- Biston betularia (Linnaeus, 1758)
- Biston strataria (Hufnagel, 1767)
- Boudinotiana notha (Hübner, 1803)
- Boudinotiana touranginii (Berce, 1870)
- Brachyglossina hispanaria (Pungeler, 1913)
- Bupalus piniaria (Linnaeus, 1758)
- Bustilloxia saturata (A. Bang-Haas, 1906)
- Cabera exanthemata (Scopoli, 1763)
- Cabera pusaria (Linnaeus, 1758)
- Calamodes occitanaria (Duponchel, 1829)
- Campaea honoraria (Denis & Schiffermuller, 1775)
- Campaea margaritaria (Linnaeus, 1761)
- Camptogramma bilineata (Linnaeus, 1758)
- Casilda consecraria (Staudinger, 1871)
- Cataclysme dissimilata (Rambur, 1833)
- Cataclysme riguata (Hübner, 1813)
- Cataclysme uniformata (Bellier, 1862)
- Catarhoe basochesiata (Duponchel, 1831)
- Catarhoe cuculata (Hufnagel, 1767)
- Catarhoe mazeli Viidalepp, 2008
- Catarhoe rubidata (Denis & Schiffermuller, 1775)
- Cepphis advenaria (Hübner, 1790)
- Charissa obscurata (Denis & Schiffermuller, 1775)
- Charissa avilarius (Reisser, 1936)
- Charissa crenulata (Staudinger, 1871)
- Charissa pullata (Denis & Schiffermuller, 1775)
- Charissa assoi (Redondo & Gaston, 1997)
- Charissa mucidaria (Hübner, 1799)
- Charissa variegata (Duponchel, 1830)
- Charissa ambiguata (Duponchel, 1830)
- Charissa predotae (Schawerda, 1929)
- Charissa glaucinaria (Hübner, 1799)
- Chemerina caliginearia (Rambur, 1833)
- Chesias isabella Schawerda, 1915
- Chesias legatella (Denis & Schiffermuller, 1775)
- Chesias rufata (Fabricius, 1775)
- Chiasmia aestimaria (Hübner, 1809)
- Chiasmia clathrata (Linnaeus, 1758)
- Chlorissa cloraria (Hübner, 1813)
- Chlorissa viridata (Linnaeus, 1758)
- Chloroclysta miata (Linnaeus, 1758)
- Chloroclysta siterata (Hufnagel, 1767)
- Chloroclystis v-ata (Haworth, 1809)
- Cidaria fulvata (Forster, 1771)
- Cinglis humifusaria (Eversmann, 1837)
- Cleora cinctaria (Denis & Schiffermuller, 1775)
- Cleorodes lichenaria (Hufnagel, 1767)
- Cleta filacearia (Herrich-Schäffer, 1847)
- Cleta ramosaria (de Villers, 1789)
- Coenocalpe lapidata (Hübner, 1809)
- Coenocalpe millierata (Staudinger, 1901)
- Coenotephria ablutaria (Boisduval, 1840)
- Coenotephria salicata (Denis & Schiffermuller, 1775)
- Coenotephria tophaceata (Denis & Schiffermuller, 1775)
- Colostygia aptata (Hübner, 1813)
- Colostygia aquesta (Hübner, 1813)
- Colostygia hilariata (Pinker, 1954)
- Colostygia multistrigaria (Haworth, 1809)
- Colostygia olivata (Denis & Schiffermuller, 1775)
- Colostygia pectinataria (Knoch, 1781)
- Colostygia turbata (Hübner, 1799)
- Colotois pennaria (Linnaeus, 1761)
- Comibaena bajularia (Denis & Schiffermuller, 1775)
- Comibaena pseudoneriaria Wehrli, 1926
- Compsoptera caesaraugustanus Redondo, 1995
- Compsoptera jourdanaria (Serres, 1826)
- Compsoptera opacaria (Hübner, 1819)
- Cosmorhoe ocellata (Linnaeus, 1758)
- Costaconvexa polygrammata (Borkhausen, 1794)
- Crocallis albarracina Wehrli, 1940
- Crocallis auberti Oberthur, 1883
- Crocallis dardoinaria Donzel, 1840
- Crocallis elinguaria (Linnaeus, 1758)
- Crocallis tusciaria (Borkhausen, 1793)
- Crocota peletieraria (Duponchel, 1830)
- Cyclophora hyponoea (Prout, 1935)
- Cyclophora linearia (Hübner, 1799)
- Cyclophora porata (Linnaeus, 1767)
- Cyclophora punctaria (Linnaeus, 1758)
- Cyclophora suppunctaria (Zeller, 1847)
- Cyclophora albiocellaria (Hübner, 1789)
- Cyclophora albipunctata (Hufnagel, 1767)
- Cyclophora annularia (Fabricius, 1775)
- Cyclophora pendularia (Clerck, 1759)
- Cyclophora puppillaria (Hübner, 1799)
- Cyclophora quercimontaria (Bastelberger, 1897)
- Cyclophora ruficiliaria (Herrich-Schäffer, 1855)
- Cyclophora serveti Redondo & Gaston, 1999
- Dasypteroma thaumasia Staudinger, 1892
- Deileptenia ribeata (Clerck, 1759)
- Digrammia rippertaria (Duponchel, 1830)
- Dyscia fagaria (Thunberg, 1784)
- Dyscia penulataria (Hübner, 1819)
- Dyscia distinctaria (A. Bang-Haas, 1910)
- Dyscia lentiscaria (Donzel, 1837)
- Dysstroma citrata (Linnaeus, 1761)
- Dysstroma truncata (Hufnagel, 1767)
- Earophila badiata (Denis & Schiffermuller, 1775)
- Ecleora solieraria (Rambur, 1834)
- Ecliptopera capitata (Herrich-Schäffer, 1839)
- Ecliptopera silaceata (Denis & Schiffermuller, 1775)
- Ectropis crepuscularia (Denis & Schiffermuller, 1775)
- Ekboarmia atlanticaria (Staudinger, 1859)
- Ekboarmia fascinataria (Staudinger, 1900)
- Ekboarmia sagnesi Dufay, 1979
- Electrophaes corylata (Thunberg, 1792)
- Elophos caelibaria (Heydenreich, 1851)
- Elophos unicoloraria (Staudinger, 1871)
- Elophos dilucidaria (Denis & Schiffermuller, 1775)
- Elophos dognini (Thierry-Mieg, 1910)
- Ematurga atomaria (Linnaeus, 1758)
- Ennomos alniaria (Linnaeus, 1758)
- Ennomos autumnaria (Werneburg, 1859)
- Ennomos erosaria (Denis & Schiffermuller, 1775)
- Ennomos fuscantaria (Haworth, 1809)
- Ennomos quercaria (Hübner, 1813)
- Ennomos quercinaria (Hufnagel, 1767)
- Entephria caeruleata (Guenee, 1858)
- Entephria caesiata (Denis & Schiffermuller, 1775)
- Entephria cyanata (Hübner, 1809)
- Entephria flavicinctata (Hübner, 1813)
- Entephria nobiliaria (Herrich-Schäffer, 1852)
- Epilobophora sabinata (Geyer, 1831)
- Epione repandaria (Hufnagel, 1767)
- Epione vespertaria (Linnaeus, 1767)
- Epirrhoe alternata (Muller, 1764)
- Epirrhoe galiata (Denis & Schiffermuller, 1775)
- Epirrhoe molluginata (Hübner, 1813)
- Epirrhoe rivata (Hübner, 1813)
- Epirrhoe sandosaria (Herrich-Schäffer, 1852)
- Epirrhoe tristata (Linnaeus, 1758)
- Epirrita autumnata (Borkhausen, 1794)
- Epirrita christyi (Allen, 1906)
- Epirrita dilutata (Denis & Schiffermuller, 1775)
- Erannis defoliaria (Clerck, 1759)
- Euchoeca nebulata (Scopoli, 1763)
- Eucrostes indigenata (de Villers, 1789)
- Eulithis mellinata (Fabricius, 1787)
- Eulithis populata (Linnaeus, 1758)
- Eulithis prunata (Linnaeus, 1758)
- Eulithis testata (Linnaeus, 1761)
- Euphyia biangulata (Haworth, 1809)
- Euphyia frustata (Treitschke, 1828)
- Euphyia unangulata (Haworth, 1809)
- Eupithecia abbreviata Stephens, 1831
- Eupithecia absinthiata (Clerck, 1759)
- Eupithecia alliaria Staudinger, 1870
- Eupithecia assimilata Doubleday, 1856
- Eupithecia breviculata (Donzel, 1837)
- Eupithecia carpophagata Staudinger, 1871
- Eupithecia cauchiata (Duponchel, 1831)
- Eupithecia centaureata (Denis & Schiffermuller, 1775)
- Eupithecia chalikophila Wehrli, 1926
- Eupithecia cocciferata Milliere, 1864
- Eupithecia cooptata Dietze, 1903
- Eupithecia denotata (Hübner, 1813)
- Eupithecia distinctaria Herrich-Schäffer, 1848
- Eupithecia dodoneata Guenee, 1858
- Eupithecia druentiata Dietze, 1902
- Eupithecia egenaria Herrich-Schäffer, 1848
- Eupithecia ericeata (Rambur, 1833)
- Eupithecia extensaria (Freyer, 1844)
- Eupithecia extraversaria Herrich-Schäffer, 1852
- Eupithecia extremata (Fabricius, 1787)
- Eupithecia gemellata Herrich-Schäffer, 1861
- Eupithecia graphata (Treitschke, 1828)
- Eupithecia gratiosata Herrich-Schäffer, 1861
- Eupithecia gueneata Milliere, 1862
- Eupithecia haworthiata Doubleday, 1856
- Eupithecia icterata (de Villers, 1789)
- Eupithecia immundata (Lienig, 1846)
- Eupithecia impurata (Hübner, 1813)
- Eupithecia indigata (Hübner, 1813)
- Eupithecia innotata (Hufnagel, 1767)
- Eupithecia intricata (Zetterstedt, 1839)
- Eupithecia inturbata (Hübner, 1817)
- Eupithecia irriguata (Hübner, 1813)
- Eupithecia laquaearia Herrich-Schäffer, 1848
- Eupithecia lariciata (Freyer, 1841)
- Eupithecia liguriata Milliere, 1884
- Eupithecia limbata Staudinger, 1879
- Eupithecia linariata (Denis & Schiffermuller, 1775)
- Eupithecia massiliata Milliere, 1865
- Eupithecia millefoliata Rossler, 1866
- Eupithecia minusculata Alpheraky, 1882
- Eupithecia nanata (Hübner, 1813)
- Eupithecia ochridata Schutze & Pinker, 1968
- Eupithecia orana Dietze, 1913
- Eupithecia orphnata W. Petersen, 1909
- Eupithecia oxycedrata (Rambur, 1833)
- Eupithecia pantellata Milliere, 1875
- Eupithecia pauxillaria Boisduval, 1840
- Eupithecia phoeniceata (Rambur, 1834)
- Eupithecia pimpinellata (Hübner, 1813)
- Eupithecia plumbeolata (Haworth, 1809)
- Eupithecia praealta Wehrli, 1926
- Eupithecia pulchellata Stephens, 1831
- Eupithecia pusillata (Denis & Schiffermuller, 1775)
- Eupithecia pyreneata Mabille, 1871
- Eupithecia rosmarinata Dardoin & Milliere, 1865
- Eupithecia santolinata Mabille, 1871
- Eupithecia satyrata (Hübner, 1813)
- Eupithecia schiefereri Bohatsch, 1893
- Eupithecia scopariata (Rambur, 1833)
- Eupithecia selinata Herrich-Schäffer, 1861
- Eupithecia semigraphata Bruand, 1850
- Eupithecia senorita Mironov, 2003
- Eupithecia silenata Assmann, 1848
- Eupithecia simpliciata (Haworth, 1809)
- Eupithecia subfuscata (Haworth, 1809)
- Eupithecia subumbrata (Denis & Schiffermuller, 1775)
- Eupithecia succenturiata (Linnaeus, 1758)
- Eupithecia tantillaria Boisduval, 1840
- Eupithecia tenuiata (Hübner, 1813)
- Eupithecia tripunctaria Herrich-Schäffer, 1852
- Eupithecia trisignaria Herrich-Schäffer, 1848
- Eupithecia ultimaria Boisduval, 1840
- Eupithecia undata (Freyer, 1840)
- Eupithecia unedonata Mabille, 1868
- Eupithecia unitaria Herrich-Schäffer, 1852
- Eupithecia variostrigata Alpheraky, 1876
- Eupithecia venosata (Fabricius, 1787)
- Eupithecia veratraria Herrich-Schäffer, 1848
- Eupithecia virgaureata Doubleday, 1861
- Eupithecia vulgata (Haworth, 1809)
- Eupithecia weissi Prout, 1938
- Eurranthis plummistaria (de Villers, 1789)
- Eustroma reticulata (Denis & Schiffermuller, 1775)
- Gagitodes sagittata (Fabricius, 1787)
- Gandaritis pyraliata (Denis & Schiffermuller, 1775)
- Geometra papilionaria (Linnaeus, 1758)
- Glacies bentelii (Ratzer, 1890)
- Glacies canaliculata (Hochenwarth, 1785)
- Glacies coracina (Esper, 1805)
- Gnopharmia stevenaria (Boisduval, 1840)
- Gnophos furvata (Denis & Schiffermuller, 1775)
- Gnophos obfuscata (Denis & Schiffermuller, 1775)
- Gnophos dumetata Treitschke, 1827
- Gnophos perspersata Treitschke, 1827
- Gymnoscelis rufifasciata (Haworth, 1809)
- Heliothea discoidaria Boisduval, 1840
- Hemistola chrysoprasaria (Esper, 1795)
- Hemithea aestivaria (Hübner, 1789)
- Horisme aemulata (Hübner, 1813)
- Horisme aquata (Hübner, 1813)
- Horisme calligraphata (Herrich-Schäffer, 1838)
- Horisme radicaria (de La Harpe, 1855)
- Horisme scorteata (Staudinger, 1901)
- Horisme tersata (Denis & Schiffermuller, 1775)
- Horisme vitalbata (Denis & Schiffermuller, 1775)
- Hospitalia flavolineata (Staudinger, 1883)
- Hydrelia flammeolaria (Hufnagel, 1767)
- Hydrelia sylvata (Denis & Schiffermuller, 1775)
- Hydria andalusica (Ribbe, 1912)
- Hydria cervinalis (Scopoli, 1763)
- Hydria gudarica (Dufay, 1983)
- Hydria ithys (Prout, 1937)
- Hydria montivagata (Duponchel, 1830)
- Hydria undulata (Linnaeus, 1758)
- Hydriomena furcata (Thunberg, 1784)
- Hydriomena impluviata (Denis & Schiffermuller, 1775)
- Hydriomena ruberata (Freyer, 1831)
- Hylaea fasciaria (Linnaeus, 1758)
- Hypomecis punctinalis (Scopoli, 1763)
- Hypomecis roboraria (Denis & Schiffermuller, 1775)
- Idaea acutipennis Hausmann & Honey, 2004
- Idaea albarracina (Reisser, 1934)
- Idaea alicantaria (Reisser, 1963)
- Idaea alyssumata (Milliere, 1871)
- Idaea attenuaria (Rambur, 1833)
- Idaea aureolaria (Denis & Schiffermuller, 1775)
- Idaea aversata (Linnaeus, 1758)
- Idaea belemiata (Milliere, 1868)
- Idaea bigladiata Herbulot, 1975
- Idaea biselata (Hufnagel, 1767)
- Idaea blaesii Lenz & Hausmann, 1992
- Idaea calunetaria (Staudinger, 1859)
- Idaea camparia (Herrich-Schäffer, 1852)
- Idaea carvalhoi Herbulot, 1979
- Idaea cervantaria (Milliere, 1869)
- Idaea circuitaria (Hübner, 1819)
- Idaea completa (Staudinger, 1892)
- Idaea consanguiberica Rezbanyai-Reser & Exposito, 1992
- Idaea contiguaria (Hübner, 1799)
- Idaea davidi Gaston & Redondo, 2005
- Idaea degeneraria (Hübner, 1799)
- Idaea deitanaria Reisser & Weisert, 1977
- Idaea deversaria (Herrich-Schäffer, 1847)
- Idaea dilutaria (Hübner, 1799)
- Idaea dimidiata (Hufnagel, 1767)
- Idaea distinctaria (Boisduval, 1840)
- Idaea dromikos Hausmann, 2004
- Idaea efflorata Zeller, 1849
- Idaea elongaria (Rambur, 1833)
- Idaea emarginata (Linnaeus, 1758)
- Idaea eugeniata (Dardoin & Milliere, 1870)
- Idaea exilaria (Guenee, 1858)
- Idaea figuraria (Bang-Haas, 1907)
- Idaea filicata (Hübner, 1799)
- Idaea flaveolaria (Hübner, 1809)
- Idaea fractilineata (Zeller, 1847)
- Idaea fuscovenosa (Goeze, 1781)
- Idaea humiliata (Hufnagel, 1767)
- Idaea ibizaria von Mentzer, 1980
- Idaea incalcarata (Chretien, 1913)
- Idaea incisaria (Staudinger, 1892)
- Idaea infirmaria (Rambur, 1833)
- Idaea inquinata (Scopoli, 1763)
- Idaea joannisiata (Homberg, 1911)
- Idaea korbi (Pungeler, 1917)
- Idaea laevigata (Scopoli, 1763)
- Idaea lambessata (Oberthur, 1887)
- Idaea litigiosaria (Boisduval, 1840)
- Idaea longaria (Herrich-Schäffer, 1852)
- Idaea lusohispanica Herbulot, 1991
- Idaea luteolaria (Constant, 1863)
- Idaea lutulentaria (Staudinger, 1892)
- Idaea macilentaria (Herrich-Schäffer, 1847)
- Idaea mancipiata (Staudinger, 1871)
- Idaea manicaria (Herrich-Schäffer, 1852)
- Idaea mediaria (Hübner, 1819)
- Idaea minuscularia (Ribbe, 1912)
- Idaea moniliata (Denis & Schiffermuller, 1775)
- Idaea muricata (Hufnagel, 1767)
- Idaea mustelata (Gumppenberg, 1892)
- Idaea nevadata (Wehrli, 1926)
- Idaea nexata (Hübner, 1813)
- Idaea nigrolineata (Chretien, 1911)
- Idaea obsoletaria (Rambur, 1833)
- Idaea ochrata (Scopoli, 1763)
- Idaea ostrinaria (Hübner, 1813)
- Idaea politaria (Hübner, 1799)
- Idaea praecisa (Reisser, 1934)
- Idaea predotaria (Hartig, 1951)
- Idaea rainerii Hausmann, 1994
- Idaea rhodogrammaria (Pungeler, 1913)
- Idaea robiginata (Staudinger, 1863)
- Idaea rubraria (Staudinger, 1901)
- Idaea rufaria (Hübner, 1799)
- Idaea rupicolaria (Reisser, 1927)
- Idaea rusticata (Denis & Schiffermuller, 1775)
- Idaea saleri Dominguez & Baixeras, 1992
- Idaea sardoniata (Homberg, 1912)
- Idaea seriata (Schrank, 1802)
- Idaea sericeata (Hübner, 1813)
- Idaea serpentata (Hufnagel, 1767)
- Idaea simplicior (Prout, 1934)
- Idaea squalidaria (Staudinger, 1882)
- Idaea straminata (Borkhausen, 1794)
- Idaea subsaturata (Guenee, 1858)
- Idaea subsericeata (Haworth, 1809)
- Idaea sylvestraria (Hübner, 1799)
- Idaea trigeminata (Haworth, 1809)
- Idaea urcitana (Agenjo, 1952)
- Isturgia catalaunaria (Guenee, 1858)
- Isturgia famula (Esper, 1787)
- Isturgia limbaria (Fabricius, 1775)
- Isturgia miniosaria (Duponchel, 1829)
- Isturgia murinaria (Denis & Schiffermuller, 1775)
- Isturgia pulinda (Walker, 1860)
- Isturgia spodiaria (Lefebvre, 1832)
- Itame vincularia (Hübner, 1813)
- Jodis lactearia (Linnaeus, 1758)
- Kuchleria insignata Hausmann, 1994
- Lampropteryx otregiata (Metcalfe, 1917)
- Lampropteryx suffumata (Denis & Schiffermuller, 1775)
- Larentia clavaria (Haworth, 1809)
- Larentia malvata (Rambur, 1833)
- Ligdia adustata (Denis & Schiffermuller, 1775)
- Lithostege castiliaria Staudinger, 1877
- Lithostege cinerata Turati, 1924
- Lithostege clarae Gaston & Redondo, 2004
- Lithostege duponcheli Prout, 1938
- Lithostege griseata (Denis & Schiffermuller, 1775)
- Lobophora halterata (Hufnagel, 1767)
- Lomaspilis marginata (Linnaeus, 1758)
- Lomographa bimaculata (Fabricius, 1775)
- Lomographa temerata (Denis & Schiffermuller, 1775)
- Lycia hirtaria (Clerck, 1759)
- Lycia zonaria (Denis & Schiffermuller, 1775)
- Lythria purpuraria (Linnaeus, 1758)
- Lythria sanguinaria (Duponchel, 1842)
- Macaria alternata (Denis & Schiffermuller, 1775)
- Macaria artesiaria (Denis & Schiffermuller, 1775)
- Macaria brunneata (Thunberg, 1784)
- Macaria liturata (Clerck, 1759)
- Macaria notata (Linnaeus, 1758)
- Macaria wauaria (Linnaeus, 1758)
- Melanthia procellata (Denis & Schiffermuller, 1775)
- Menophra abruptaria (Thunberg, 1792)
- Menophra annegreteae Skou, 2007
- Menophra harterti (Rothschild, 1912)
- Menophra japygiaria (O. Costa, 1849)
- Menophra nycthemeraria (Geyer, 1831)
- Mesoleuca albicillata (Linnaeus, 1758)
- Mesotype didymata (Linnaeus, 1758)
- Mesotype verberata (Scopoli, 1763)
- Microloxia herbaria (Hübner, 1813)
- Minoa murinata (Scopoli, 1763)
- Myinodes constantina Hausmann, 1994
- Myinodes interpunctaria (Herrich-Schäffer, 1839)
- Narraga isabel Agenjo, 1956
- Narraga nelvae (Rothschild, 1912)
- Nebula achromaria (de La Harpe, 1853)
- Nebula ibericata (Staudinger, 1871)
- Nebula nebulata (Treitschke, 1828)
- Nebula numidiata (Staudinger, 1892)
- Nychiodes andalusiaria Staudinger, 1892
- Nychiodes hispanica Wehrli, 1929
- Nychiodes notarioi Exposito Hermosa, 2005
- Nycterosea obstipata (Fabricius, 1794)
- Oar reaumuraria (Milliere, 1864)
- Odezia atrata (Linnaeus, 1758)
- Odontopera bidentata (Clerck, 1759)
- Onychora agaritharia (Dardoin, 1842)
- Operophtera brumata (Linnaeus, 1758)
- Operophtera fagata (Scharfenberg, 1805)
- Opisthograptis luteolata (Linnaeus, 1758)
- Oulobophora internata (Pungeler, 1888)
- Ourapteryx sambucaria (Linnaeus, 1758)
- Pachycnemia hippocastanaria (Hübner, 1799)
- Pachycnemia tibiaria (Rambur, 1829)
- Paradarisa consonaria (Hübner, 1799)
- Parectropis similaria (Hufnagel, 1767)
- Pareulype berberata (Denis & Schiffermuller, 1775)
- Pareulype lasithiotica (Rebel, 1906)
- Pasiphila debiliata (Hübner, 1817)
- Pasiphila rectangulata (Linnaeus, 1758)
- Pelurga comitata (Linnaeus, 1758)
- Pennithera firmata (Hübner, 1822)
- Pennithera ulicata (Rambur, 1934)
- Perconia baeticaria (Staudinger, 1871)
- Perconia strigillaria (Hübner, 1787)
- Peribatodes abstersaria (Boisduval, 1840)
- Peribatodes ilicaria (Geyer, 1833)
- Peribatodes perversaria (Boisduval, 1840)
- Peribatodes powelli (Oberthur, 1913)
- Peribatodes rhomboidaria (Denis & Schiffermuller, 1775)
- Peribatodes secundaria (Denis & Schiffermuller, 1775)
- Peribatodes subflavaria (Milliere, 1876)
- Peribatodes umbraria (Hübner, 1809)
- Perizoma affinitata (Stephens, 1831)
- Perizoma albulata (Denis & Schiffermuller, 1775)
- Perizoma alchemillata (Linnaeus, 1758)
- Perizoma bifaciata (Haworth, 1809)
- Perizoma blandiata (Denis & Schiffermuller, 1775)
- Perizoma flavofasciata (Thunberg, 1792)
- Perizoma flavosparsata (Wagner, 1926)
- Perizoma hydrata (Treitschke, 1829)
- Perizoma incultaria (Herrich-Schäffer, 1848)
- Perizoma lugdunaria (Herrich-Schäffer, 1855)
- Perizoma minorata (Treitschke, 1828)
- Perizoma obsoletata (Herrich-Schäffer, 1838)
- Petrophora binaevata (Mabille, 1869)
- Petrophora chlorosata (Scopoli, 1763)
- Petrophora convergata (de Villers, 1789)
- Petrophora narbonea (Linnaeus, 1767)
- Phaiogramma etruscaria (Zeller, 1849)
- Phaiogramma faustinata (Milliere, 1868)
- Phaselia algiricaria Oberthur, 1913
- Phibalapteryx virgata (Hufnagel, 1767)
- Phigalia pilosaria (Denis & Schiffermuller, 1775)
- Philereme transversata (Hufnagel, 1767)
- Philereme vetulata (Denis & Schiffermuller, 1775)
- Pingasa lahayei (Oberthur, 1887)
- Plagodis dolabraria (Linnaeus, 1767)
- Plagodis pulveraria (Linnaeus, 1758)
- Plemyria rubiginata (Denis & Schiffermuller, 1775)
- Protorhoe corollaria (Herrich-Schäffer, 1848)
- Pseudopanthera macularia (Linnaeus, 1758)
- Pseudoterpna coronillaria (Hübner, 1817)
- Pseudoterpna pruinata (Hufnagel, 1767)
- Psodos quadrifaria (Sulzer, 1776)
- Pterapherapteryx sexalata (Retzius, 1783)
- Pungeleria capreolaria (Denis & Schiffermuller, 1775)
- Rheumaptera hastata (Linnaeus, 1758)
- Rhodometra sacraria (Linnaeus, 1767)
- Rhodostrophia calabra (Petagna, 1786)
- Rhodostrophia pudorata (Fabricius, 1794)
- Rhodostrophia vibicaria (Clerck, 1759)
- Rhoptria asperaria (Hübner, 1817)
- Sardocyrnia fortunaria (Vazquez, 1905)
- Sciadia tenebraria (Esper, 1806)
- Scopula asellaria (Herrich-Schäffer, 1847)
- Scopula confinaria (Herrich-Schäffer, 1847)
- Scopula decolor (Staudinger, 1898)
- Scopula emutaria (Hübner, 1809)
- Scopula floslactata (Haworth, 1809)
- Scopula imitaria (Hübner, 1799)
- Scopula immutata (Linnaeus, 1758)
- Scopula incanata (Linnaeus, 1758)
- Scopula marginepunctata (Goeze, 1781)
- Scopula minorata (Boisduval, 1833)
- Scopula rubellata (Gumppenberg, 1892)
- Scopula rufomixtaria (de Graslin, 1863)
- Scopula subpunctaria (Herrich-Schäffer, 1847)
- Scopula ternata Schrank, 1802
- Scopula caricaria (Reutti, 1853)
- Scopula concinnaria (Duponchel, 1842)
- Scopula decorata (Denis & Schiffermuller, 1775)
- Scopula immorata (Linnaeus, 1758)
- Scopula nigropunctata (Hufnagel, 1767)
- Scopula ornata (Scopoli, 1763)
- Scopula rubiginata (Hufnagel, 1767)
- Scopula submutata (Treitschke, 1828)
- Scopula tessellaria (Boisduval, 1840)
- Scopula turbidaria (Hübner, 1819)
- Scopula virgulata (Denis & Schiffermuller, 1775)
- Scotopteryx alfacaria (Staudinger, 1859)
- Scotopteryx angularia (de Villers, 1789)
- Scotopteryx bipunctaria (Denis & Schiffermuller, 1775)
- Scotopteryx chenopodiata (Linnaeus, 1758)
- Scotopteryx coarctaria (Denis & Schiffermuller, 1775)
- Scotopteryx coelinaria (de Graslin, 1863)
- Scotopteryx luridata (Hufnagel, 1767)
- Scotopteryx moeniata (Scopoli, 1763)
- Scotopteryx mucronata (Scopoli, 1763)
- Scotopteryx octodurensis (Favre, 1903)
- Scotopteryx peribolata (Hübner, 1817)
- Selenia dentaria (Fabricius, 1775)
- Selenia lunularia (Hübner, 1788)
- Selenia tetralunaria (Hufnagel, 1767)
- Selidosema brunnearia (de Villers, 1789)
- Selidosema plumaria (Denis & Schiffermuller, 1775)
- Selidosema taeniolaria (Hübner, 1813)
- Siona lineata (Scopoli, 1763)
- Spargania luctuata (Denis & Schiffermuller, 1775)
- Stegania cararia (Hübner, 1790)
- Stegania trimaculata (de Villers, 1789)
- Synopsia sociaria (Hübner, 1799)
- Tephronia codetaria (Oberthur, 1881)
- Tephronia espaniola (Schawerda, 1931)
- Tephronia gracilaria (Boisduval, 1840)
- Tephronia oranaria Staudinger, 1892
- Tephronia sepiaria (Hufnagel, 1767)
- Thalera fimbrialis (Scopoli, 1763)
- Thera britannica (Turner, 1925)
- Thera cognata (Thunberg, 1792)
- Thera cupressata (Geyer, 1831)
- Thera juniperata (Linnaeus, 1758)
- Thera obeliscata (Hübner, 1787)
- Thera variata (Denis & Schiffermuller, 1775)
- Thera vetustata (Denis & Schiffermuller, 1775)
- Theria primaria (Haworth, 1809)
- Thetidia smaragdaria (Fabricius, 1787)
- Thetidia plusiaria Boisduval, 1840
- Timandra comae Schmidt, 1931
- Timandra griseata Petersen, 1902
- Toulgoetia cauteriata (Staudinger, 1859)
- Trichopteryx carpinata (Borkhausen, 1794)
- Trichopteryx polycommata (Denis & Schiffermuller, 1775)
- Triphosa dubitata (Linnaeus, 1758)
- Triphosa sabaudiata (Duponchel, 1830)
- Triphosa tauteli Leraut, 2008
- Venusia cambrica Curtis, 1839
- Xanthorhoe biriviata (Borkhausen, 1794)
- Xanthorhoe decoloraria (Esper, 1806)
- Xanthorhoe designata (Hufnagel, 1767)
- Xanthorhoe disjunctaria (de La Harpe, 1860)
- Xanthorhoe ferrugata (Clerck, 1759)
- Xanthorhoe fluctuata (Linnaeus, 1758)
- Xanthorhoe montanata (Denis & Schiffermuller, 1775)
- Xanthorhoe quadrifasiata (Clerck, 1759)
- Xanthorhoe skoui Viidalepp & Hausmann, 2004
- Xanthorhoe spadicearia (Denis & Schiffermuller, 1775)
- Xenochlorodes olympiaria (Herrich-Schäffer, 1852)
- Zernyia granataria (Staudinger, 1871)

## Glyphipterigidae

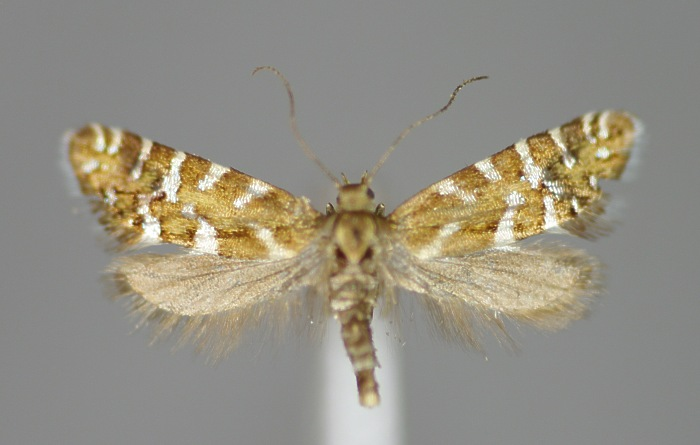
Glyphipterix bergstraesserella

Els glifipterígids (Glyphipterigidae) són una família de lepidòpters en la qual les larves de moltes de les seves espècies s'alimenten de Cyperaceae i Juncaceae. S'han descrit més de 500 espècies en la família.
Podem trobar exemplars de:
- Acrolepia autumnitella Curtis, 1838
- Acrolepiopsis assectella (Zeller, 1839)
- Acrolepiopsis marcidella (Curtis, 1850)
- Acrolepiopsis vesperella (Zeller, 1850)
- Digitivalva eglanteriella (Mann, 1855)
- Digitivalva pappella (Walsingham, 1908)
- Digitivalva reticulella (Hübner, 1796)
- Digitivalva granitella (Treitschke, 1833)
- Digitivalva occidentella (Klimesch, 1956)
- Digitivalva pulicariae (Klimesch, 1956)
- Digitivalva solidaginis (Staudinger, 1859)
- Glyphipterix bergstraesserella (Fabricius, 1781)
- Glyphipterix equitella (Scopoli, 1763)
- Glyphipterix forsterella (Fabricius, 1781)
- Glyphipterix fuscoviridella (Haworth, 1828)
- Glyphipterix gianelliella Ragonot, 1885
- Glyphipterix haworthana (Stephens, 1834)
- Glyphipterix schoenicolella Boyd, 1859
- Glyphipterix simpliciella (Stephens, 1834)
- Glyphipterix thrasonella (Scopoli, 1763)
- Glyphipterix umbilici M. Hering, 1927
- Orthotelia sparganella (Thunberg, 1788)

## Gracillariidae

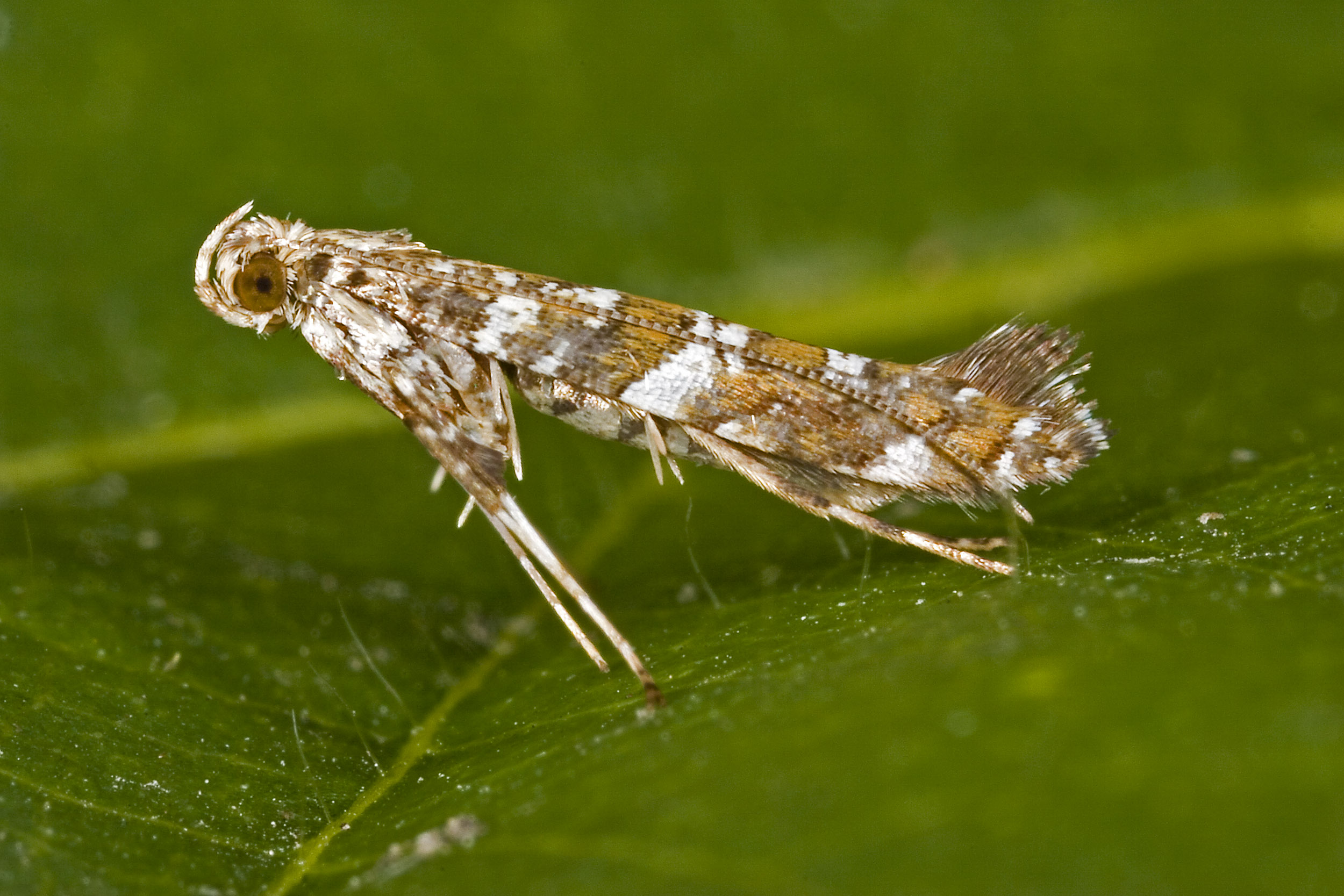
Gracillaria syringella

Les Gracillariidae són una família important d'insectes de l'ordre Lepidoptera, i la principal família dels minadors. Inclou diverses espècies, amb repercussió en l'agricultura i horticultora.
Hi ha 98 gèneres de Gracillariidae. Es troba distribuïda en totes les regions terrestres, a excepció de l'antàrtica. En els tròpics hi ha moltes espècies encara no descrites, però també hi ha un catàleg en línia de les espècies afrotropicales descrites. La fauna de Sud-àfrica és bastant ben coneguda.
Són papallones petites (ales esteses: 5–20 mm). Les erugues són minadores de fulles. Sovint és possible identificar-les sobre la base de la planta hoste. És possible identificar a les subfamílies sobre la base de la posició de les ales quan en repòs (Davis i Robinson, 1999). La majoria de les Gracillariinae es posen amb la part anterior del cos lleugerament elevada. Les Lithocolletinae i Phyllocnistinae mantenen el cos paral·lel a la superfície. Les Lithocolletinae sovint mantenen el cap baix.
Es reconeixen les següents:
- Acrocercops brongniardella (Fabricius, 1798)
- Acrocercops cocciferellum (Chretien, 1910)
- Aspilapteryx multipunctella Chretien, 1916
- Aspilapteryx tringipennella (Zeller, 1839)
- Caloptilia alchimiella (Scopoli, 1763)
- Caloptilia azaleella (Brants, 1913)
- Caloptilia betulicola (Hering, 1928)
- Caloptilia coruscans (Walsingham, 1907)
- Caloptilia cuculipennella (Hübner, 1796)
- Caloptilia elongella (Linnaeus, 1761)
- Caloptilia falconipennella (Hübner, 1813)
- Caloptilia fidella (Reutti, 1853)
- Caloptilia fribergensis (Fritzsche, 1871)
- Caloptilia hemidactylella (Denis & Schiffermuller, 1775)
- Caloptilia populetorum (Zeller, 1839)
- Caloptilia robustella Jackh, 1972
- Caloptilia roscipennella (Hübner, 1796)
- Caloptilia rufipennella (Hübner, 1796)
- Caloptilia stigmatella (Fabricius, 1781)
- Calybites phasianipennella (Hübner, 1813)
- Cameraria ohridella Deschka & Dimic, 1986
- Dextellia dorsilineella (Amsel, 1935)
- Dialectica scalariella (Zeller, 1850)
- Euspilapteryx auroguttella Stephens, 1835
- Gracillaria syringella (Fabricius, 1794)
- Leucospilapteryx omissella (Stainton, 1848)
- Metriochroa latifoliella (Milliere, 1886)
- Micrurapteryx gradatella (Herrich-Schäffer, 1855)
- Micrurapteryx kollariella (Zeller, 1839)
- Parectopa ononidis (Zeller, 1839)
- Parornix anglicella (Stainton, 1850)
- Parornix betulae (Stainton, 1854)
- Parornix fagivora (Frey, 1861)
- Parornix incerta Triberti, 1982
- Parornix scoticella (Stainton, 1850)
- Parornix szocsi Gozmany, 1952
- Parornix tenella (Rebel, 1919)
- Parornix torquillella (Zeller, 1850)
- Phyllocnistis citrella Stainton, 1856
- Phyllocnistis extrematrix Martynova, 1955
- Phyllocnistis labyrinthella (Bjerkander, 1790)
- Phyllocnistis ramulicola Langmaid & Corley, 2007
- Phyllocnistis saligna (Zeller, 1839)
- Phyllocnistis unipunctella (Stephens, 1834)
- Phyllocnistis valentinensis M. Hering, 1936
- Phyllocnistis xenia M. Hering, 1936
- Phyllonorycter adenocarpi (Staudinger, 1863)
- Phyllonorycter alnivorella (Ragonot, 1875)
- Phyllonorycter andalusicus A. & Z. Lastuvka, 2006 (EN)
- Phyllonorycter aroniae (M. Hering, 1936)
- Phyllonorycter baetica A. & Z. Lastuvka, 2006
- Phyllonorycter balansae Z. & A. Lastuvka, 2006 (EN)
- Phyllonorycter barbarella (Rebel, 1901)
- Phyllonorycter belotella (Staudinger, 1859)
- Phyllonorycter blancardella (Fabricius, 1781)
- Phyllonorycter cephalariae (Lhomme, 1934)
- Phyllonorycter cerasicolella (Herrich-Schäffer, 1855)
- Phyllonorycter cerasinella (Reutti, 1852)
- Phyllonorycter chiclanella (Staudinger, 1859)
- Phyllonorycter chrysella (Constant, 1885)
- Phyllonorycter cocciferella (Mendes, 1910)
- Phyllonorycter comparella (Duponchel, 1843)
- Phyllonorycter coryli (Nicelli, 1851)
- Phyllonorycter corylifoliella (Hübner, 1796)
- Phyllonorycter delitella (Duponchel, 1843)
- Phyllonorycter deschkanus A. & Z. Lastuvka, 2006 (EN)
- Phyllonorycter distentella (Zeller, 1846)
- Phyllonorycter echinosparti A. & Z. Lastuvka, 2006
- Phyllonorycter emberizaepennella (Bouché, 1834)
- Phyllonorycter endryella (Mann, 1855)
- Phyllonorycter erinaceae Lastuvka & Lastuvka, 2013
- Phyllonorycter estrela A. & Z. Lastuvka, 2006 (EN)
- Phyllonorycter floridae Z. & A. Lastuvka, 2006 (EN)
- Phyllonorycter froelichiella (Zeller, 1839)
- Phyllonorycter genistella (Rebel, 1900)
- Phyllonorycter haasi (Rebel, 1901)
- Phyllonorycter harrisella (Linnaeus, 1761)
- Phyllonorycter helianthemella (Herrich-Schäffer, 1861)
- Phyllonorycter hesperiella (Staudinger, 1859)
- Phyllonorycter hilarella (Zetterstedt, 1839)
- Phyllonorycter ilicifoliella (Duponchel, 1843)
- Phyllonorycter insignitella (Zeller, 1846)
- Phyllonorycter kautziella (Hartig, 1938)
- Phyllonorycter klemannella (Fabricius, 1781)
- Phyllonorycter kuhlweiniella (Zeller, 1839)
- Phyllonorycter kusdasi Deschka, 1970
- Phyllonorycter lantanella (Schrank, 1802)
- Phyllonorycter lautella (Zeller, 1846)
- Phyllonorycter maestingella (Muller, 1764)
- Phyllonorycter mespilella (Hübner, 1805)
- Phyllonorycter messaniella (Zeller, 1846)
- Phyllonorycter millierella (Staudinger, 1871)
- Phyllonorycter monspessulanella (Fuchs, 1897)
- Phyllonorycter nevadensis Walsingham, 1908
- Phyllonorycter nicellii (Stainton, 1851)
- Phyllonorycter nigrescentella (Logan, 1851)
- Phyllonorycter oxyacanthae (Frey, 1856)
- Phyllonorycter parisiella (Wocke, 1848)
- Phyllonorycter parvifoliella (Ragonot, 1875)
- Phyllonorycter pastorella (Zeller, 1846)
- Phyllonorycter phyllocytisi (M. Hering, 1936)
- Phyllonorycter platani (Staudinger, 1870)
- Phyllonorycter populifoliella (Treitschke, 1833)
- Phyllonorycter pumila A. & Z. Lastuvka, 2006 (EN)
- Phyllonorycter purgantella (Chretien, 1915)
- Phyllonorycter quercifoliella (Zeller, 1839)
- Phyllonorycter rebimbasi (Mendes, 1910)
- Phyllonorycter robiniella (Clemens, 1859)
- Phyllonorycter roboris (Zeller, 1839)
- Phyllonorycter sagittella (Bjerkander, 1790)
- Phyllonorycter salicicolella (Sircom, 1848)
- Phyllonorycter salictella (Zeller, 1846)
- Phyllonorycter scabiosella (Douglas, 1853)
- Phyllonorycter schreberella (Fabricius, 1781)
- Phyllonorycter scitulella (Duponchel, 1843)
- Phyllonorycter scopariella (Zeller, 1846)
- Phyllonorycter sorbi (Frey, 1855)
- Phyllonorycter spartocytisi (M. Hering, 1927)
- Phyllonorycter spinicolella (Zeller, 1846)
- Phyllonorycter suberifoliella (Zeller, 1850)
- Phyllonorycter telinella A. & Z. Lastuvka, 2006 (EN)
- Phyllonorycter tridentatae A. & Z. Lastuvka, 2006 (EN)
- Phyllonorycter trifasciella (Haworth, 1828)
- Phyllonorycter triflorella (Peyerimhoff, 1872)
- Phyllonorycter ulicicolella (Stainton, 1851)
- Phyllonorycter vueltas A. & Z. Lastuvka, 2006 (EN)
- Povolnya leucapennella (Stephens, 1835)
- Spulerina simploniella (Fischer von Röslerstamm, 1840)

## Heliodinidae

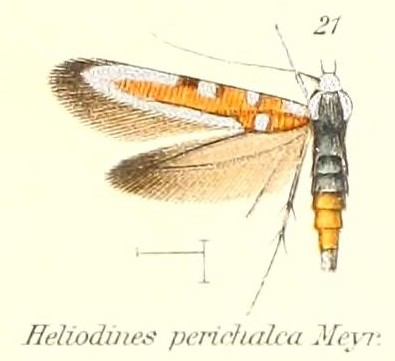
Heliodines perichalca

Els Heliodinidae, comunament coneguts com a arnes diürnes, és una família de petites arnes amb cossos esvelts i ales estrets. Els membres d'aquesta família es troben distribuïts a tot el món.
A la Península Ibèrica podem trobar exemplars de:
- Heliodines roesella (Linnaeus, 1758)
- Antispila treitschkiella (Fischer von Röslerstamm, 1843)
- Holocacista rivillei (Stainton, 1855)

## Heliozelidae

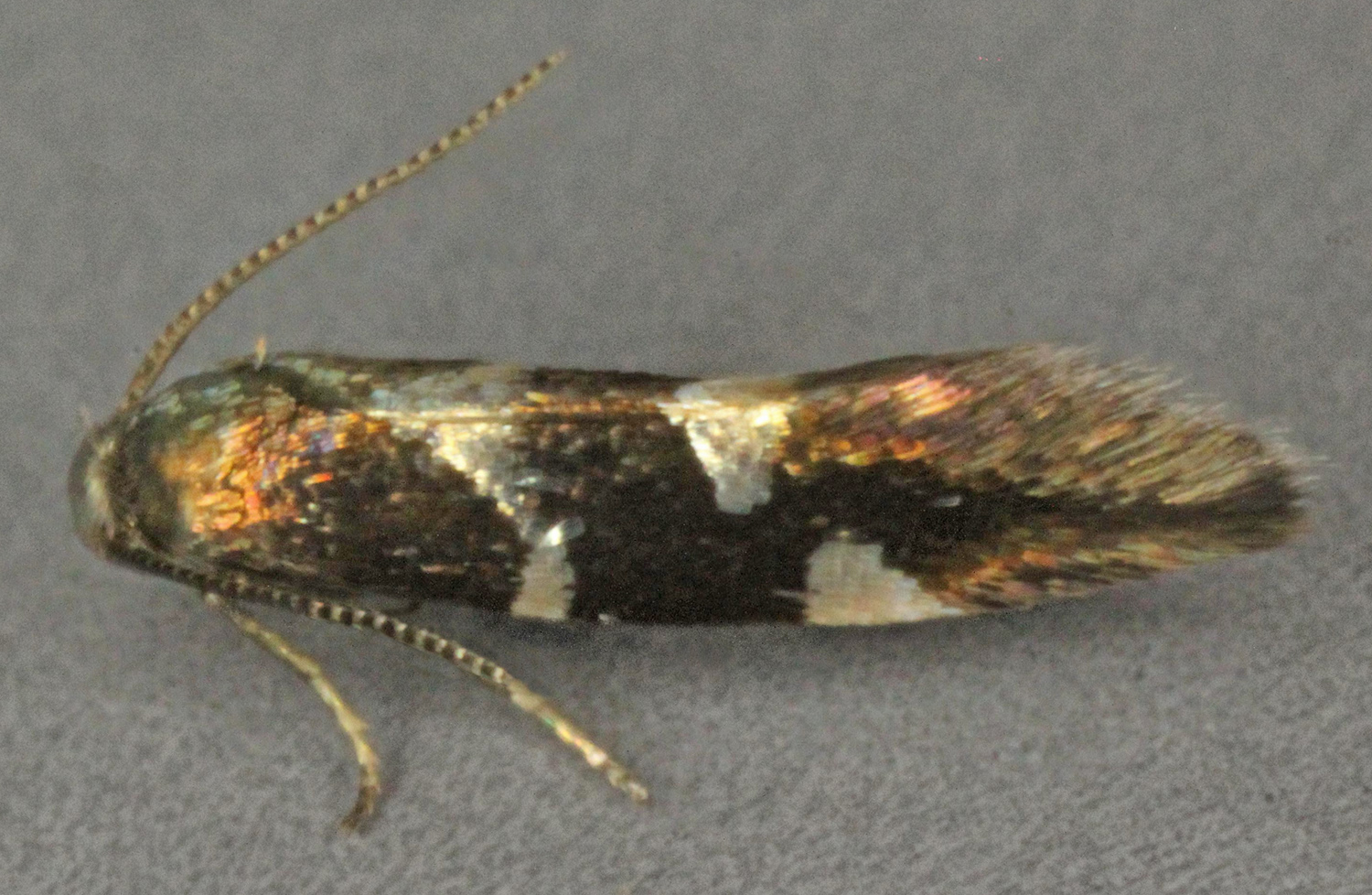
Antispila metallella

La Heliozelidae és una família de papallones primitives diürnes en l'ordre Lepidoptera. La família es troba a tot el món.(Karsholt i Kristensen, 2003).
Les larves són minadores de fulles i les mines de fulla buides són distintives perquè la larva deixa un gran forat al final.
A la península Ibèrica es poden trobar exemplars de les següents espècies:
- Antispila metallella ([Denis & Schiffermüller], 1775)
- Heliozela resplendella (Stainton, 1851)
- Heliozela sericiella (Haworth, 1828)

## Hepialidae

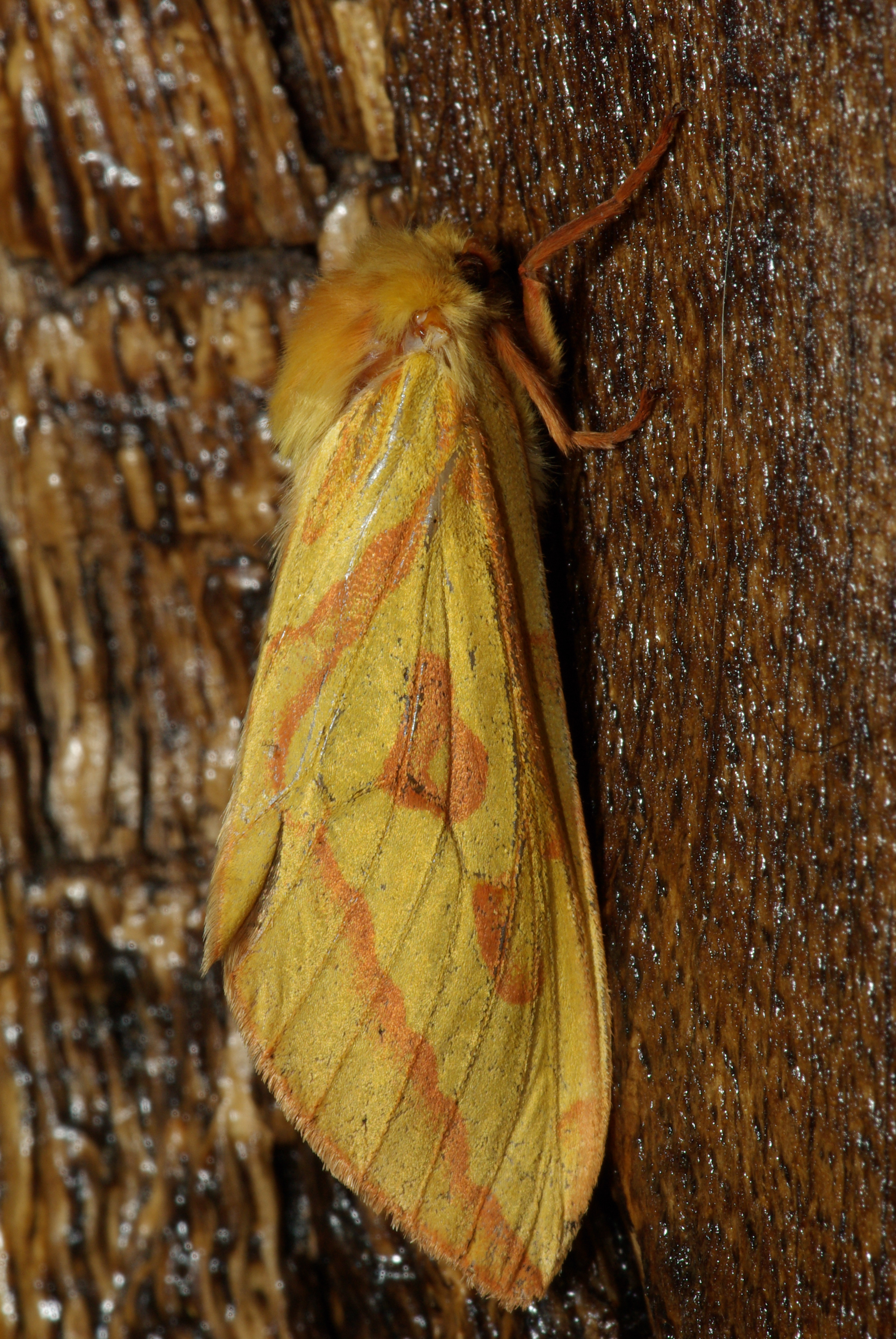
Hepialus humuli

Els hepiàlids (Hepialidae) són una família de lepidòpters heteròcers glossats. És la família més diversa de la infraordre Exoporia. Aquesta família de primitives arnes consta de 60 gèneres i 587 espècies.
És considerada una família molt primitiva, amb diferències estructurals amb altres arnes, com tenir unes antenes curtes o presentar tant el frènul com la probòscide infuncionals. Aquesta segona característica fa que els imagos no es puguin alimentar. Com altres Exoporia, l'esperma es transfereix a l'ou per un canal extern entre l' ostium i l'ovípor. Tenen unes ales anteriors i posteriors similars.
Són de vol crepuscular i algunes espècies formen leks, cosa que també ha sorgit de manera independent al gènere d'hepialoids Ogygioses (Palaeosetidae). En la majoria de gèneres, els mascles volen ràpidament cap a femelles verges, que criden a aquests amb olors. En altres gèneres, les femelles es disposen contra el vent i llavors emeten feromones de les tíbies metatoràciques.
Podem trobar exemplars de:
- Hepialus humuli (Linnaeus, 1758)
- Pharmacis castillanus (Oberthur, 1883)
- Pharmacis fusconebulosa (DeGeer, 1778)
- Pharmacis lupulina (Linnaeus, 1758)
- Pharmacis pyrenaicus (Donzel, 1838)
- Triodia sylvina (Linnaeus, 1761)

## Heterogynidae
Les heterogynidae són un família de papallones de l'ordre de les Lepidoptera.
Les arnes masculines són molt semblants a les ramificadores (Zygaenidae), però les femelles tenen un aspecte poc típic per a les papallones. Són espesses i matusseres, no tenen ales ni cames i només es poden moure arrossegant-se.
L'eruga (papallona) té una forta similitud amb les femelles, però es també similar a les erugues de la família dels zigènids.
Podem trobar exemplars de:
- Heterogynis andalusica Daniel, 1966
- Heterogynis canalensis Chapman, 1904
- Heterogynis paradoxa Rambur, 1837
- Heterogynis penella (Hübner, 1819)

## Incurvariidae

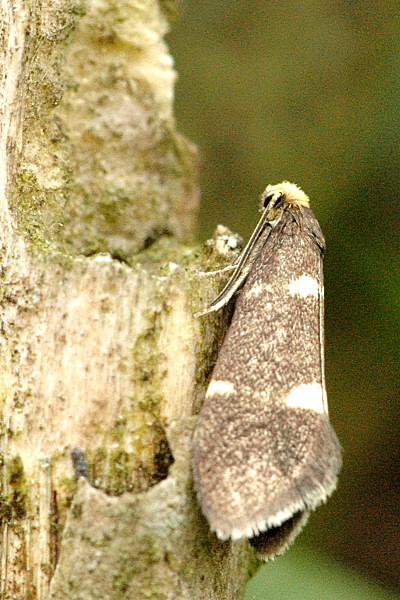
Incurvaria masculella

Les Incurvariidae són una família de petites papallones monotrisies primitives en l'ordre Lepidoptera. Hi ha dotze gèneres reconeguts (Davis, 1999). Moltes espècies són minadors de fulles. Les ales estretes es mantenen enganxades al llarg del cos en repòs i algunes espècies tenen antenes molt llargues.
Les espècies més comunes d'Europa són potser Incurvaria masculella i Phylloporia bistrigella.
A la P. Ibèrica es poden trobar les següents espècies:
- Crinopteryx familiella Peyerimhoff, 1871
- Incurvaria koerneriella (Zeller, 1839)
- Incurvaria masculella (Denis & Schiffermuller, 1775)
- Incurvaria oehlmanniella (Hübner, 1796)
- Incurvaria pectinea Haworth, 1828
- Incurvaria vetulella (Zetterstedt, 1839)
- Phylloporia bistrigella (Haworth, 1828)

## Lasiocampidae

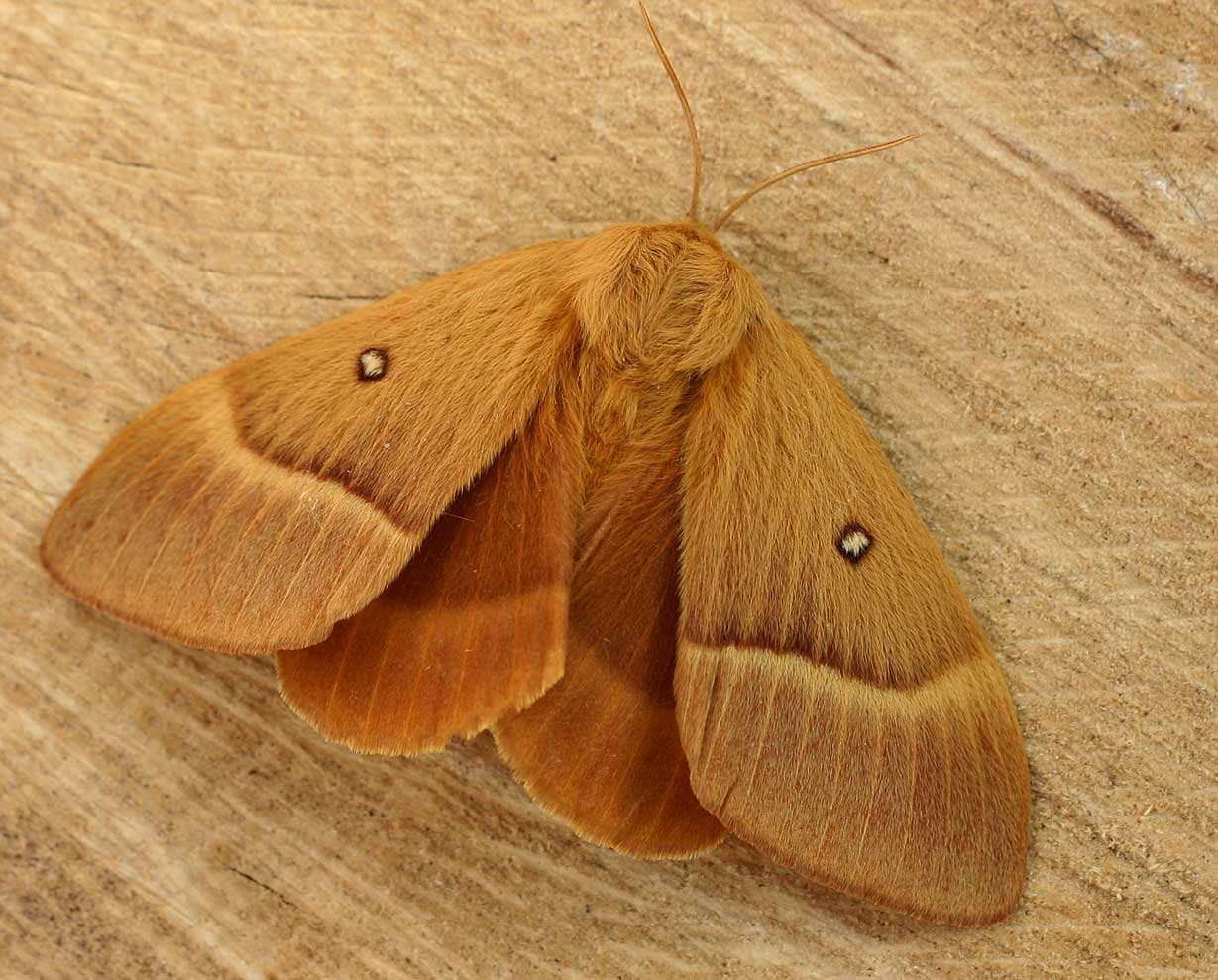
Lasiocampa quercus

Els lasiocàmpids (Lasiocampidae) són una família de lepidòpters ditrisis. Hi ha unes 2.000 espècies arreu del món i es creu que moltes encara no han estat identificades. Els adults de moltes espècies imiten les fulles i les erugues són molt peludes.
A la Península Ibèrica podem trobar exemplars de:
- Chondrostega vandalicia (Milliere, 1865)
- Dendrolimus pini (Linnaeus, 1758)
- Eriogaster catax (Linnaeus, 1758)
- Eriogaster lanestris (Linnaeus, 1758)
- Eriogaster rimicola (Denis & Schiffermuller, 1775)
- Euthrix potatoria (Linnaeus, 1758)
- Gastropacha quercifolia (Linnaeus, 1758)
- Gastropacha populifolia (Denis & Schiffermuller, 1775)
- Lasiocampa quercus (Linnaeus, 1758)
- Lasiocampa serrula (Guenee, 1858)
- Lasiocampa trifolii (Denis & Schiffermuller, 1775)
- Macrothylacia digramma Meade-Waldo, 1905
- Macrothylacia rubi (Linnaeus, 1758)
- Malacosoma castrensis (Linnaeus, 1758)
- Malacosoma neustria (Linnaeus, 1758)
- Malacosoma alpicola Staudinger, 1870
- Malacosoma franconica (Denis & Schiffermuller, 1775)
- Malacosoma laurae Lajonquiere, 1977
- Odonestis pruni (Linnaeus, 1758)
- Pachypasa limosa (de Villiers, 1827)
- Phyllodesma suberifolia (Duponchel, 1842)
- Phyllodesma ilicifolia (Linnaeus, 1758)
- Phyllodesma kermesifolia (Lajonquiere, 1960)
- Phyllodesma tremulifolia (Hübner, 1810)
- Poecilocampa alpina (Frey & Wullschlegel, 1874)
- Poecilocampa populi (Linnaeus, 1758)
- Psilogaster loti (Ochsenheimer, 1810)
- Streblote panda Hübner, 1820
- Trichiura ilicis (Rambur, 1866)
- Trichiura castiliana Spuler, 1908
- Trichiura crataegi (Linnaeus, 1758)

## Lecithoceridae

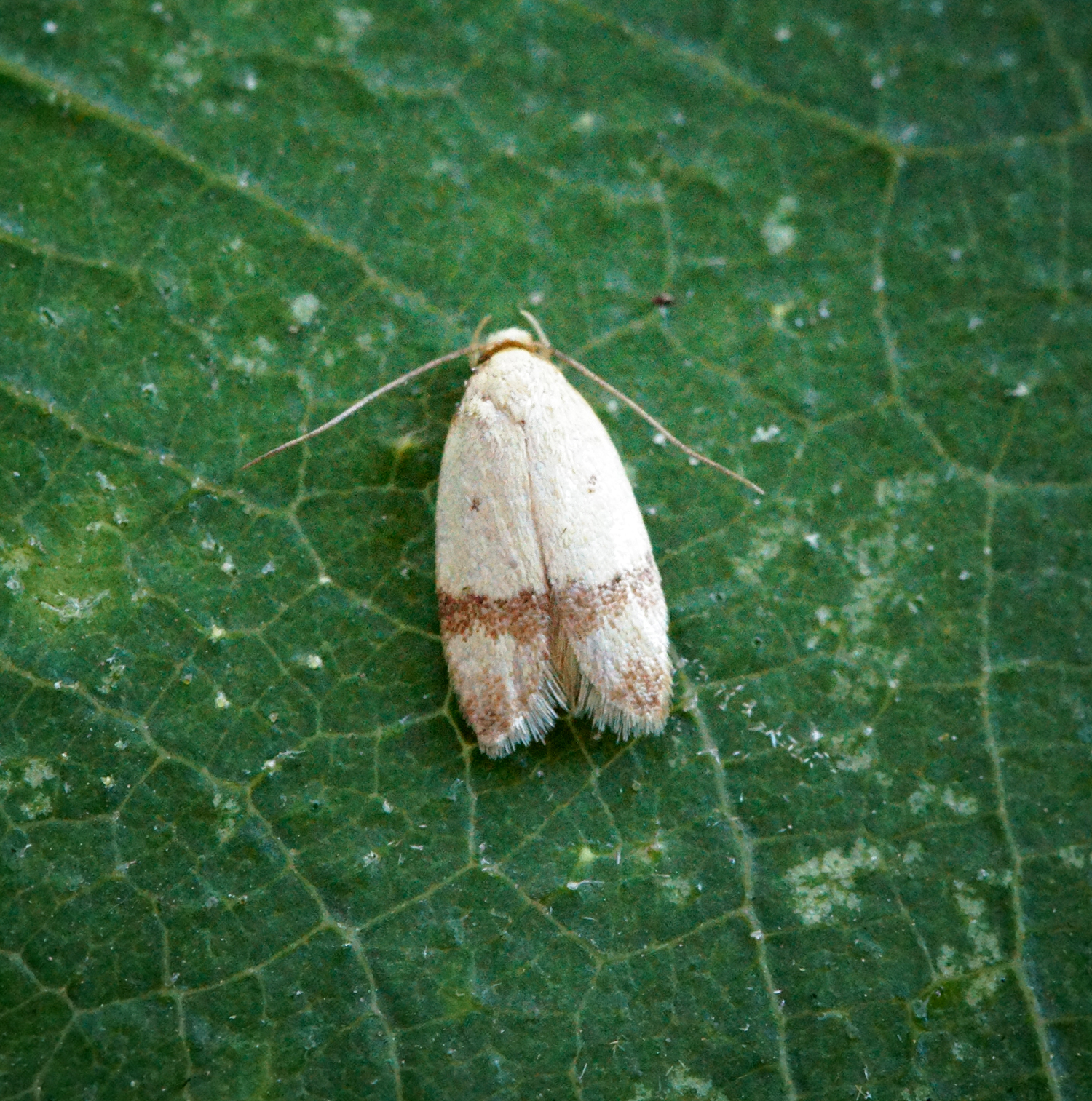
Odites kollarella

Les Lecithoceridae són una família de petites arnes descrita per Simon Le Marchand l'any 1947. Tot i que els lecitocèrids es troben per tot el món, la gran majoria es troba a l'ecozona indomalaia i la part del sud de la Zona paleàrtica.
A la Península Ibèrica podem trobar exemplars de:
- Eurodachtha canigella (Caradja, 1920)
- Eurodachtha flavissimella (Mann, 1862)
- Eurodachtha pallicornella (Staudinger, 1859)
- Eurodachtha siculella (Wocke, 1889)
- Homaloxestis briantiella (Turati, 1879)
- Lecithocera nigrana (Duponchel, 1836)
- Odites kollarella (O. G. Costa, 1832)
- Odites ternatella (Staudinger, 1859)

## Limacodidae

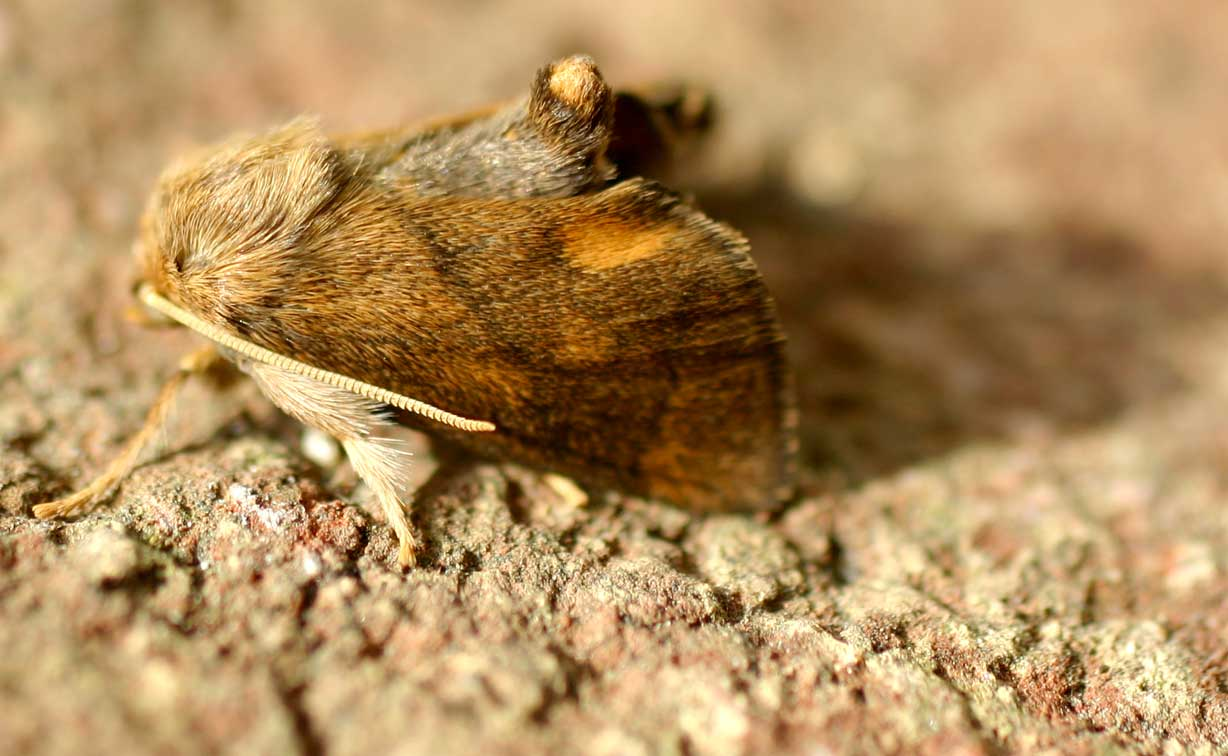
Apoda limacodes

Els limacòdids (Limacodidae) són una família de lepidòpters glossats de la superfamília Zygaenoidea o Cossoidea; la seva situació taxonòmica és controvertida. Sovint són anomenats arnes bavoses perquè les seves erugues tenen una llunyana semblança amb els llimacs. També se'ls anomena arnes tassa per la forma dels seus capolls.
Són de distribució mundial, però la majoria són tropicals. Hi ha al voltant de 1.000 espècies descrites i probablement moltes més encara per assignar.
A la Península Ibèrica hi podem trobar exemplars de:
- Apoda limacodes (Hufnagel, 1766)
- Heterogenea asella (Denis & Schiffermuller, 1775)
- Hoyosia codeti (Oberthur, 1883)

## Lyonetiidae

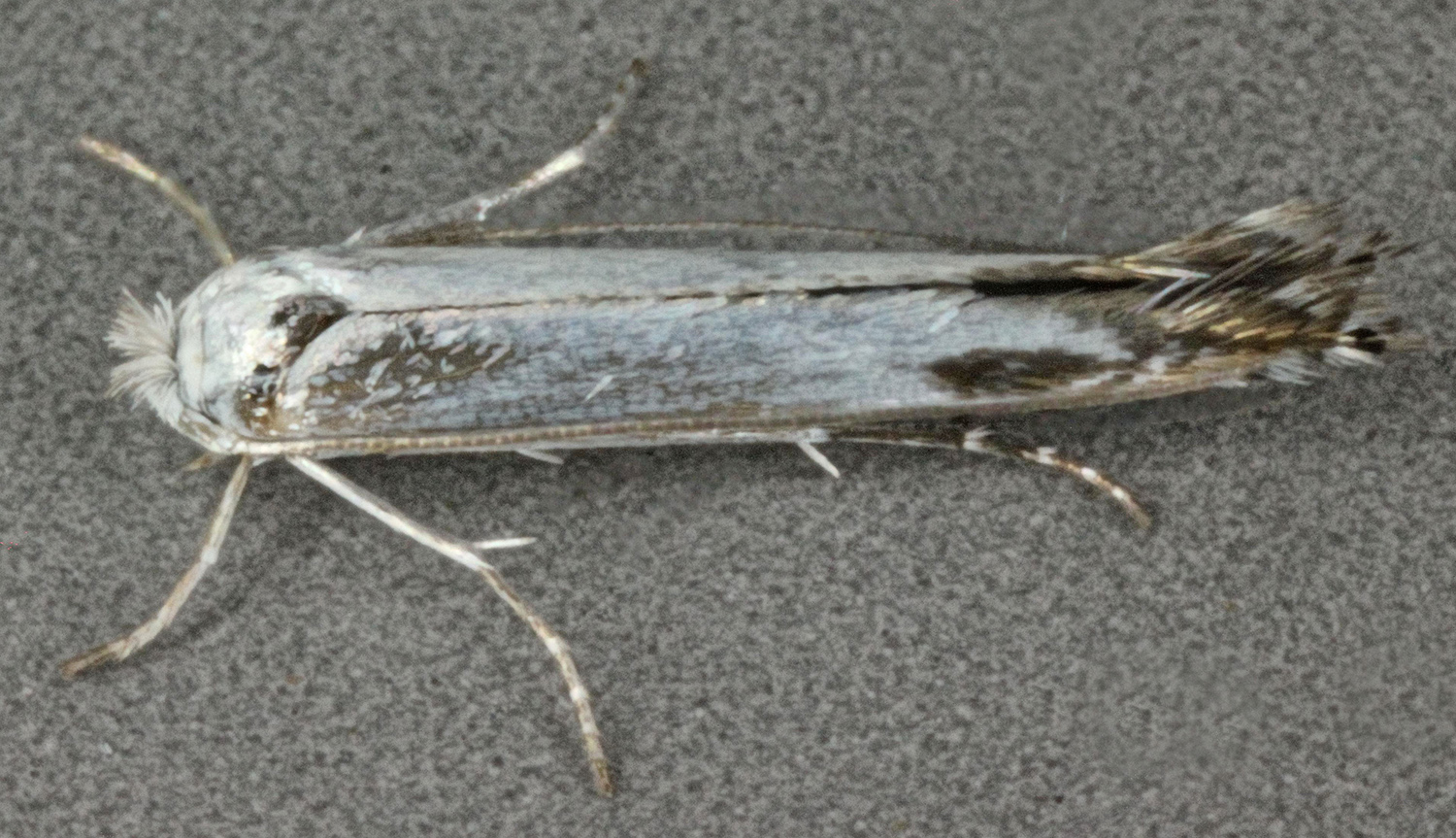
Lyonetia clerkella

Els lionètids (Lyonetiidae) són una família de lepidòpters ditrisis. Són insectes petits, prims amb envergadura d'1 cm o menys. Les ales anteriors són estretes, plegades cap enrere cobrint les ales posteriors i l'abdomen. Els àpexs o extrems sovint són punxeguts i amb curvatura cap amunt o a baix.
Les larves són minadors de fulles (viuen a l'interior de les fulles i s'alimenten d'elles).
Es reconeixen les següents espècies:
- Leucoptera aceris (Fuchs, 1903)
- Leucoptera adenocarpella (Staudinger, 1871)
- Leucoptera andalusica Mey, 1994 (EN)
- Leucoptera astragali Mey & Corley, 1999
- Leucoptera coronillae (M. Hering, 1933)
- Leucoptera laburnella (Stainton, 1851)
- Leucoptera lotella (Stainton, 1859)
- Leucoptera malifoliella (O. Costa, 1836)
- Leucoptera sinuella (Reutti, 1853)
- Leucoptera spartifoliella (Hübner, 1813)
- Lyonetia clerkella (Linnaeus, 1758)
- Lyonetia prunifoliella (Hübner, 1796)
- Phyllobrostis daphneella Staudinger, 1859
- Phyllobrostis eremitella Joannis, 1912
- Phyllobrostis fregenella Hartig, 1941
- Phyllobrostis jedmella Chretien, 1907

## Lypusidae

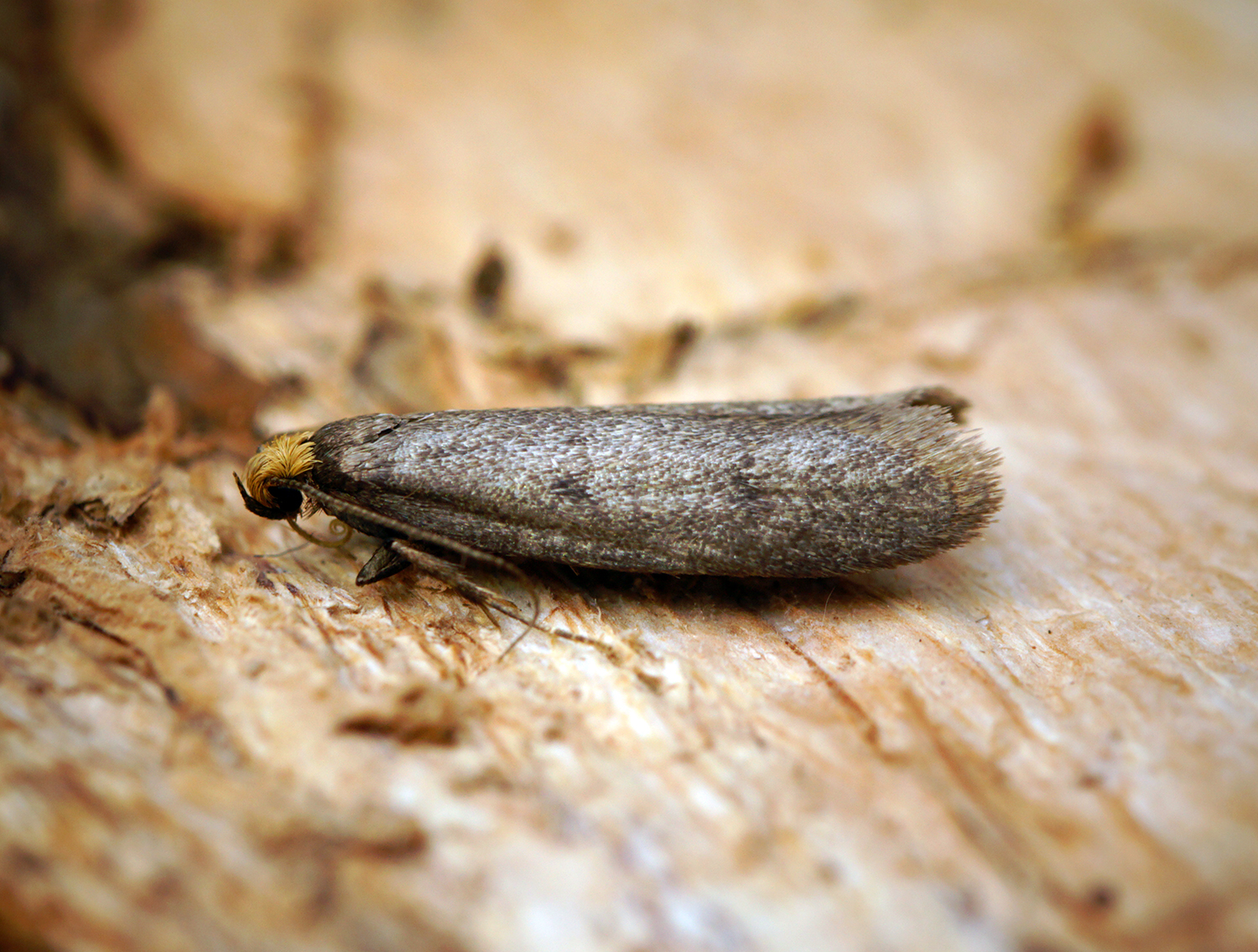
Pseudatemelia flavifrontella

Lypusidae és una fosca família de lepidòpters tradicionalment considerada monotípica (conté només el gènere Lypusa amb dues espècies) i pertany a la primitiva superfamilia Tineoidea.
Les recerques recents han demostrat que Lypusa està, en realitat, tan estretament relacionada amb Amphibastis - el gènere tipus de la subfamília Amphisbatinae (o família Amphisbatidae) - que aquests grups podrien fusionar-se. Quin nom s'aplicaria al grup combinat - Amphisbatidae, Amphisbatinae, Lypusidae o Lypusinae - encara està per veure's.
Podem trobar exemplars de les espècies:
- Amphisbatis incongruella (Stainton, 1849)
- Pseudatemelia amparoella Vives, 1986
- Pseudatemelia detrimentella (Staudinger, 1859)
- Pseudatemelia filiella (Staudinger, 1859)
- Pseudatemelia flavifrontella (Denis & Schiffermuller, 1775)
- Pseudatemelia subochreella (Doubleday, 1859)
- Pseudatemelia xanthosoma (Rebel, 1900)
- Pseudatemelia josephinae (Toll, 1956)

## Micropterigidae

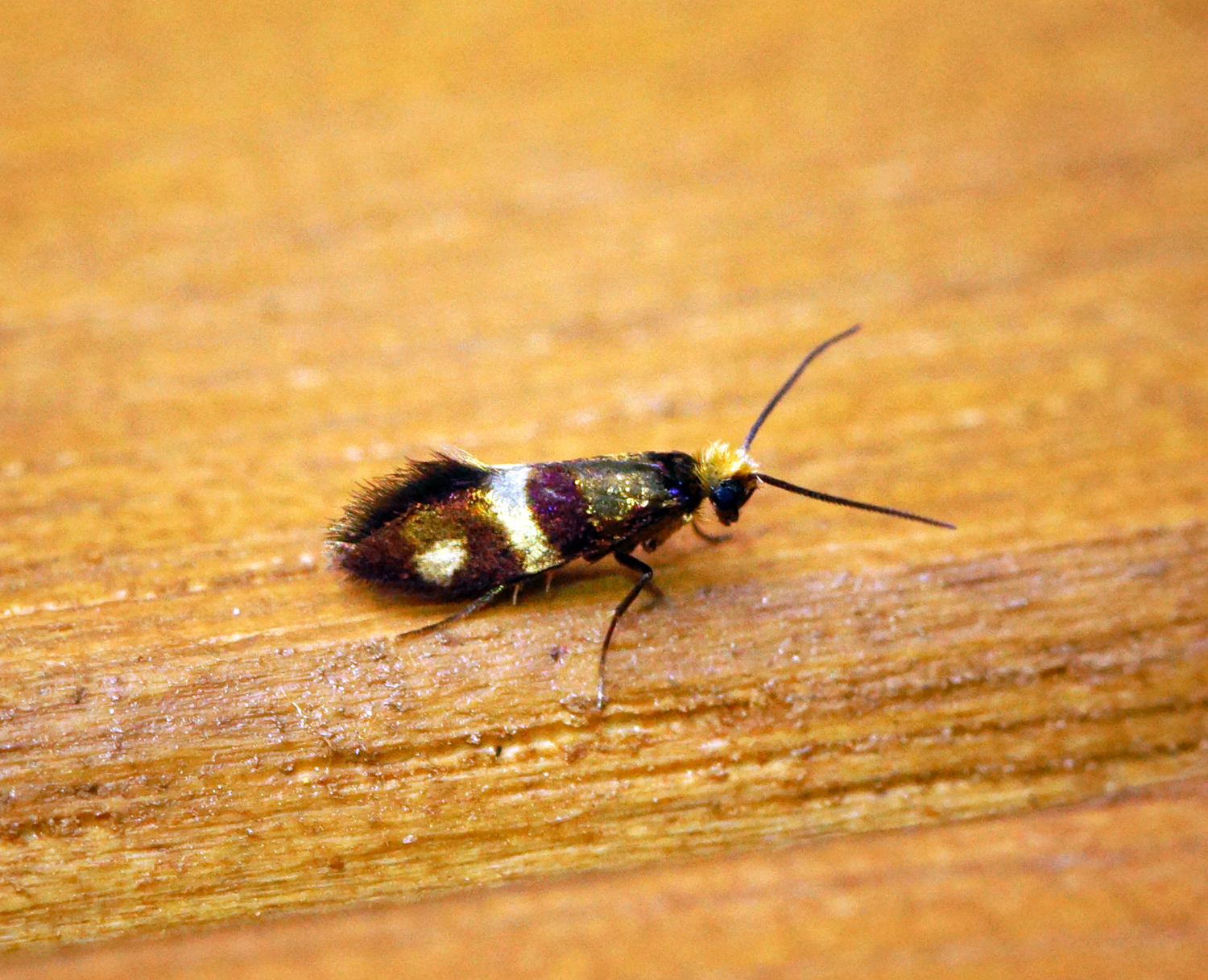
Micropterix aglaella

Els micropterígids (Micropterigidae) són una família d'insectes lepidòpters, l'única existent dins la superfamília dels micropterigoïdeus (Micropterigoidea). Són un tipus d'arnes i se les anomenen arnes mandibulades arcaiques.
Està constituïda per 12 gèneres actuals i és considerada com el llinatge més primitiu dels lepidòpters vivents (Kristensen, 1999).
A la península Ibèrica podem trobar exemplars de:
- Micropterix aglaella (Duponchel, 1838)
- Micropterix aruncella (Scopoli, 1763)
- Micropterix granatensis Heath, 1981
- Micropterix herminiella Corley, 2007
- Micropterix ibericella Caradja, 1920
- Micropterix imperfectella Staudinger, 1859
- Micropterix minimella Heath, 1973
- Micropterix sicanella Zeller, 1847
- Micropterix stuebneri Zeller, Werno & Kurz, 2013
- Micropterix tunbergella (Fabricius, 1787)

## Millieridae

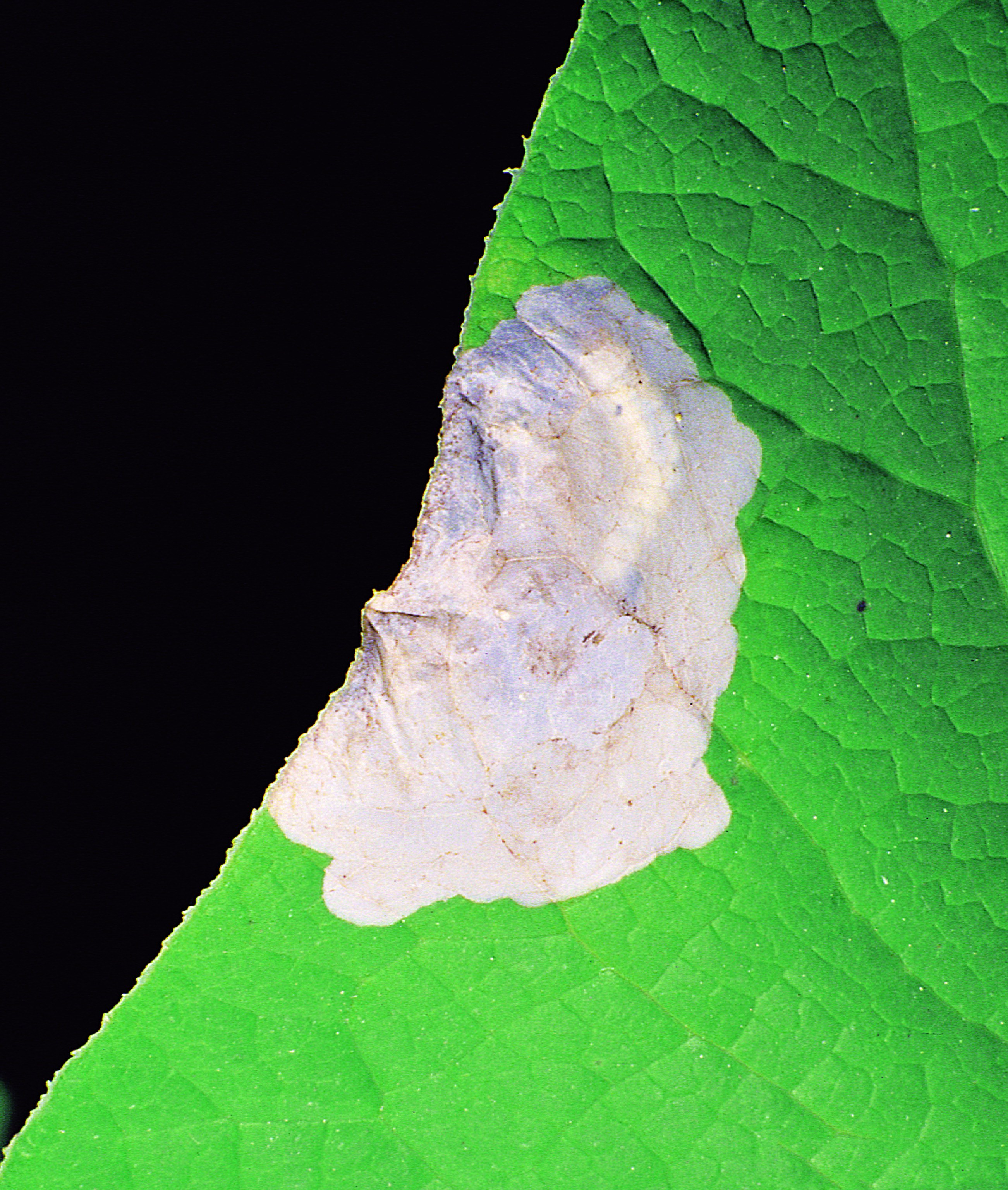
Millieria dolosana en estat larvari

Els  Millieridae són una subdivisió d'insectes lepidòpters glossats. Són una de les famílies pertanyents al grup de les Ditrysia. Antigament, es classificaven a la primitiva superfamilia Tineoidea.
A la Península Ibèrica es poden trobar exemplars de:
- Millieria dolosalis (Heydenreich, 1851)

## Momphidae

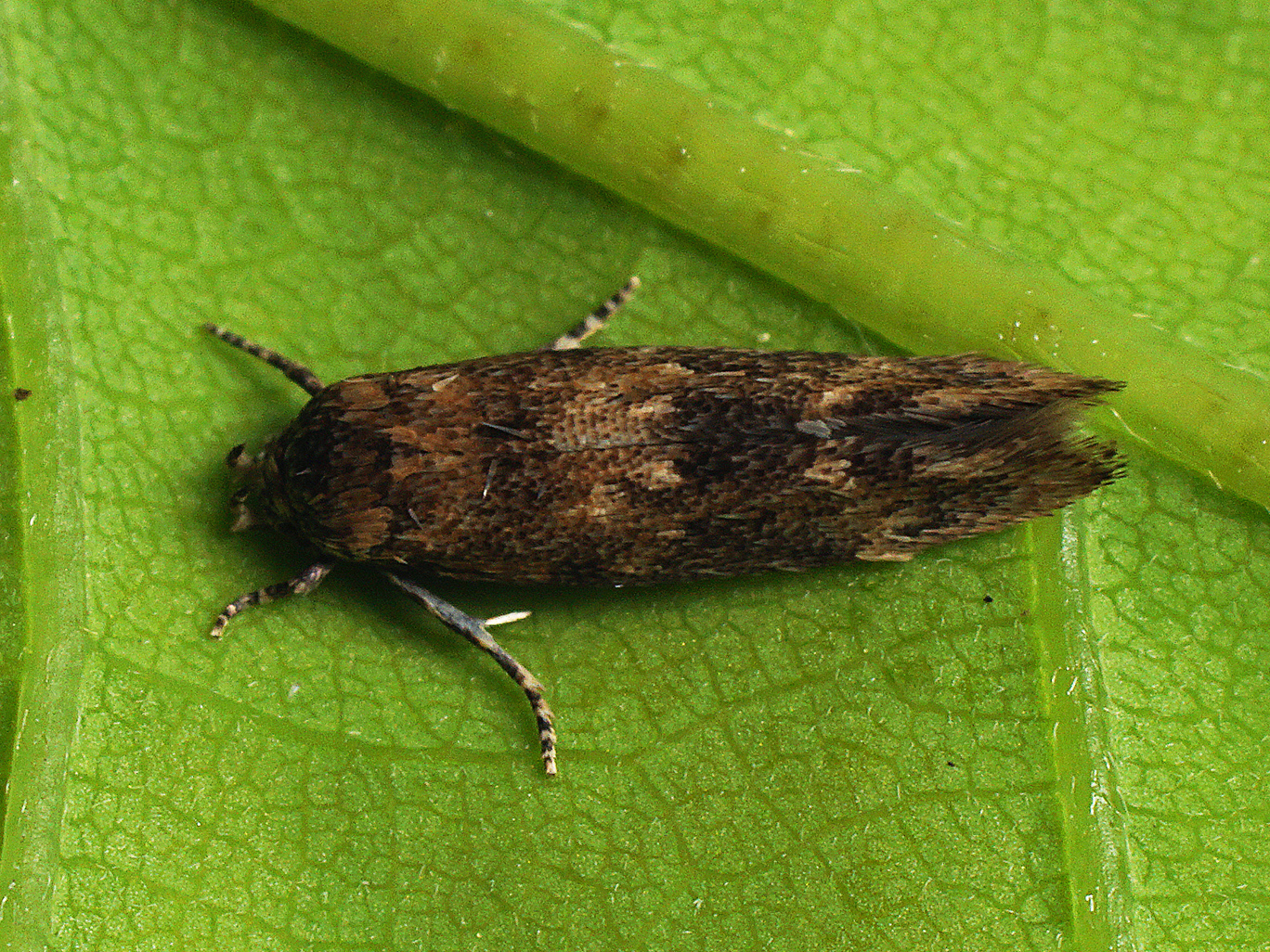
Mompha epilobiella

Els Momphidae, són una família d'arnes amb unes 115 espècies descrites. Fou descrita per Gottlieb August Wilhelm Herrich-Schäffer l'any 1857.
Aquestes arnes tendeixen a ser bastant petites amb una ala de fins a 21 mm. Les ales es mantenen plegades sobre el cos en repòs. Les larves s'alimenten ocults, ja sigui com minadors de fulles o dins de llavors o tiges.
Podem trobar exemplars de les espècies:
- Mompha langiella (Hübner, 1796)
- Mompha miscella (Denis & Schiffermuller, 1775)
- Mompha divisella Herrich-Schäffer, 1854
- Mompha epilobiella (Denis & Schiffermuller, 1775)
- Mompha jurassicella (Frey, 1881)
- Mompha lacteella (Stephens, 1834)
- Mompha ochraceella (Curtis, 1839)
- Mompha propinquella (Stainton, 1851)
- Mompha subbistrigella (Haworth, 1828)
- Mompha locupletella (Denis & Schiffermuller, 1775)
- Mompha terminella (Humphreys & Westwood, 1845)
- Urodeta hibernella (Staudinger, 1859)

## Nepticulidae

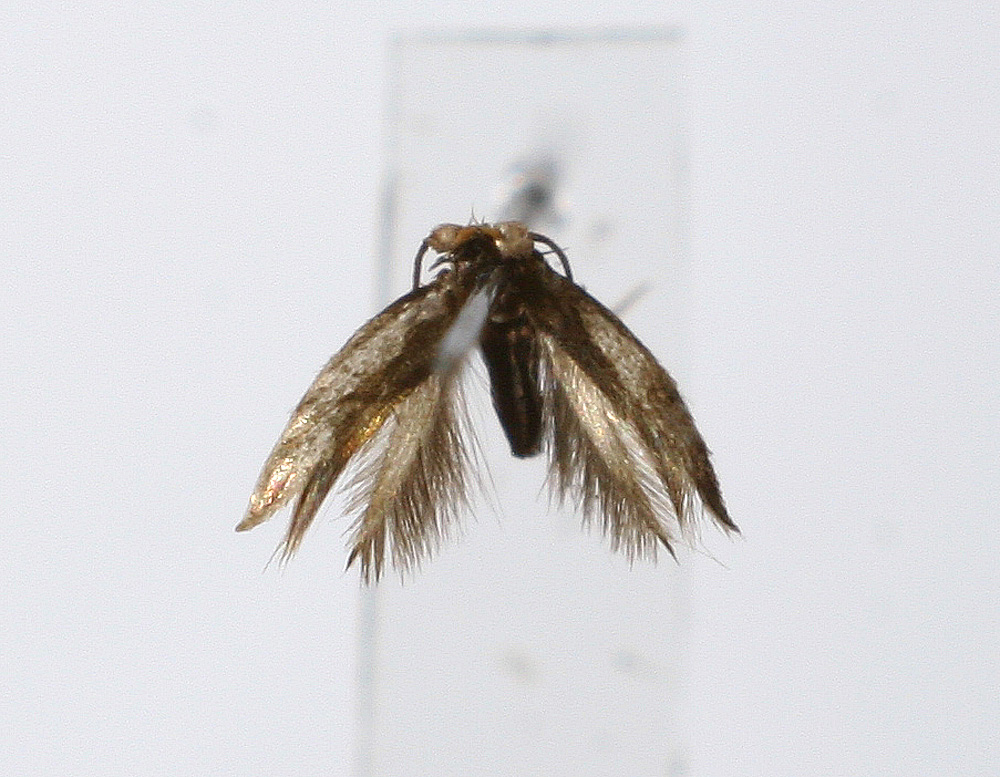
Stigmella alnetella

Els nepticúlids són una família d'arnes molt petites distribuïdes arreu de la Terra. La seva característica més destacada és la seva mida petita, que les converteixen en els microlepidòpters més reduïts; algunes de les espècie d'aquest gènere no superen 1 mil·límetre de longitud en repòs.
Es reconeixen les següents espècies:
- Acalyptris minimella (Rebel, 1924)
- Acalyptris platani (Muller-Rutz, 1934)
- Acalyptris pyrenaica A. & Z. Lastuvka, 1993
- Bohemannia pulverosella (Stainton, 1849)
- Ectoedemia albifasciella (Heinemann, 1871)
- Ectoedemia andalusiae van Nieukerken, 1985
- Ectoedemia angulifasciella (Stainton, 1849)
- Ectoedemia atricollis (Stainton, 1857)
- Ectoedemia caradjai (Groschke, 1944)
- Ectoedemia contorta van Nieukerken, 1985
- Ectoedemia coscoja van Nieukerken, A. & Z. Lastuvka, 2010
- Ectoedemia erythrogenella (Joannis, 1908)
- Ectoedemia hannoverella (Glitz, 1872)
- Ectoedemia haraldi (Soffner, 1942)
- Ectoedemia heringi (Toll, 1934)
- Ectoedemia ilicis (Mendes, 1910)
- Ectoedemia intimella (Zeller, 1848)
- Ectoedemia leucothorax van Nieukerken, 1985
- Ectoedemia occultella (Linnaeus, 1767)
- Ectoedemia phaeolepis van Nieukerken, A. & Z. Lastuvka, 2010
- Ectoedemia pubescivora (Weber, 1937)
- Ectoedemia subbimaculella (Haworth, 1828)
- Ectoedemia suberis (Stainton, 1869)
- Ectoedemia turbidella (Zeller, 1848)
- Ectoedemia decentella (Herrich-Schäffer, 1855)
- Ectoedemia obtusa (Puplesis & Diskus, 1996)
- Ectoedemia euphorbiella (Stainton, 1869)
- Ectoedemia septembrella (Stainton, 1849)
- Ectoedemia atrifrontella (Stainton, 1851)
- Ectoedemia hispanica van Nieukerken, 1985
- Ectoedemia liebwerdella Zimmermann, 1940
- Ectoedemia liguricella Klimesch, 1953
- Ectoedemia longicaudella Klimesch, 1953
- Ectoedemia quinquella (Bedell, 1848)
- Ectoedemia vivesi A. Lastuvka, Z. Lastuvka & van Nieukerken, 2010
- Parafomoria cistivora (Peyerimhoff, 1871)
- Parafomoria fumanae A. & Z. Lastuvka, 2005
- Parafomoria halimivora van Nieukerken, 1985
- Parafomoria helianthemella (Herrich-Schäffer, 1860)
- Parafomoria ladaniphila (Mendes, 1910)
- Parafomoria liguricella (Klimesch, 1946)
- Parafomoria pseudocistivora van Nieukerken, 1983
- Parafomoria tingitella (Walsingham, 1904)
- Simplimorpha promissa (Staudinger, 1871)
- Stigmella alaternella (Le Marchand, 1937)
- Stigmella alnetella (Stainton, 1856)
- Stigmella anomalella (Goeze, 1783)
- Stigmella assimilella (Zeller, 1848)
- Stigmella atricapitella (Haworth, 1828)
- Stigmella aurella (Fabricius, 1775)
- Stigmella auromarginella (Richardson, 1890)
- Stigmella basiguttella (Heinemann, 1862)
- Stigmella centifoliella (Zeller, 1848)
- Stigmella crataegella (Klimesch, 1936)
- Stigmella crenulatae (Klimesch, 1975)
- Stigmella dorsiguttella (Johansson, 1971)
- Stigmella eberhardi (Johansson, 1971)
- Stigmella floslactella (Haworth, 1828)
- Stigmella freyella (Heyden, 1858)
- Stigmella glutinosae (Stainton, 1858)
- Stigmella hemargyrella (Kollar, 1832)
- Stigmella hybnerella (Hübner, 1796)
- Stigmella ilicifoliella (Mendes, 1918)
- Stigmella incognitella (Herrich-Schäffer, 1855)
- Stigmella lapponica (Wocke, 1862)
- Stigmella luteella (Stainton, 1857)
- Stigmella malella (Stainton, 1854)
- Stigmella mespilicola (Frey, 1856)
- Stigmella microtheriella (Stainton, 1854)
- Stigmella minusculella (Herrich-Schäffer, 1855)
- Stigmella nivenburgensis (Preissecker, 1942)
- Stigmella obliquella (Heinemann, 1862)
- Stigmella paradoxa (Frey, 1858)
- Stigmella perpygmaeella (Doubleday, 1859)
- Stigmella plagicolella (Stainton, 1854)
- Stigmella regiella (Herrich-Schäffer, 1855)
- Stigmella rhamnella (Herrich-Schäffer, 1860)
- Stigmella roborella (Johansson, 1971)
- Stigmella rolandi van Nieukerken, 1990
- Stigmella salicis (Stainton, 1854)
- Stigmella samiatella (Zeller, 1839)
- Stigmella sorbi (Stainton, 1861)
- Stigmella speciosa (Frey, 1858)
- Stigmella stettinensis (Heinemann, 1871)
- Stigmella suberivora (Stainton, 1869)
- Stigmella thuringiaca (Petry, 1904)
- Stigmella tiliae (Frey, 1856)
- Stigmella tityrella (Stainton, 1854)
- Stigmella tormentillella (Herrich-Schäffer, 1860)
- Stigmella trimaculella (Haworth, 1828)
- Stigmella ulmivora (Fologne, 1860)
- Stigmella vimineticola (Frey, 1856)
- Trifurcula alypella Klimesch, 1975
- Trifurcula andalusica Z. & A. Lastuvka, 2007
- Trifurcula bleonella (Chretien, 1904)
- Trifurcula bupleurella (Chretien, 1907)
- Trifurcula corleyi Z. & A. Lastuvka, 2007
- Trifurcula headleyella (Stainton, 1854)
- Trifurcula lavandulae Z. & A. Lastuvka, 2007
- Trifurcula melanoptera van Nieukerken & Puplesis, 1991
- Trifurcula montana Z. Lastuvka, A. Lastuvka & Van Nieukerken, 2007
- Trifurcula pederi Z. & A. Lastuvka, 2007
- Trifurcula rosmarinella (Chretien, 1914)
- Trifurcula salvifoliae Z. & A. Lastuvka, 2007
- Trifurcula sanctibenedicti Klimesch, 1979
- Trifurcula saturejae (Parenti, 1963)
- Trifurcula stoechadella Klimesch, 1975
- Trifurcula teucriella (Chretien, 1914)
- Trifurcula thymi (Szocs, 1965)
- Trifurcula anthyllidella Klimesch, 1975
- Trifurcula cryptella (Stainton, 1856)
- Trifurcula eurema (Tutt, 1899)
- Trifurcula ortneri (Klimesch, 1951)
- Trifurcula beirnei Puplesis, 1984
- Trifurcula calycotomella A. & Z. Lastuvka, 1997
- Trifurcula coronillae van Nieukerken, 1990
- Trifurcula iberica van Nieukerken, 1990
- Trifurcula immundella (Zeller, 1839)
- Trifurcula josefklimeschi van Nieukerken, 1990
- Trifurcula orientella Klimesch, 1953
- Trifurcula pallidella (Duponchel, 1843)
- Trifurcula silviae van Nieukerken, 1990
- Trifurcula squamatella Stainton, 1849
- Trifurcula subnitidella (Duponchel, 1843)
- Trifurcula victoris van Nieukerken, 1990

## Noctuidae

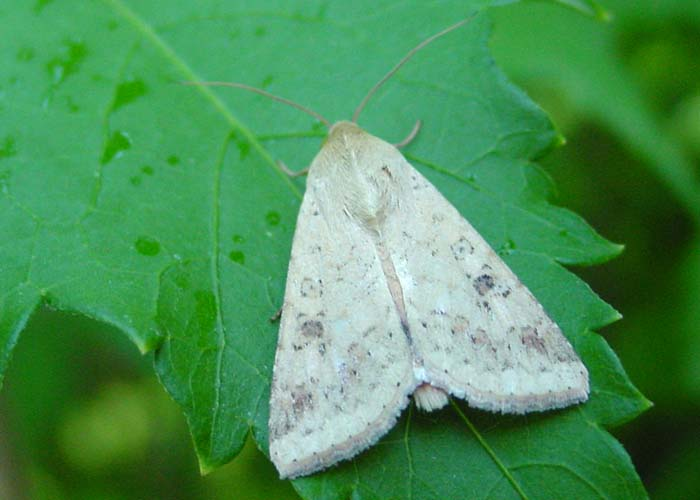
Helicoverpa armigera o Cuc del cotó

Els noctúids són una família de papallones de nit de la superfamília dels noctuoïdeus. Són la família més gran dels lepidòpters. Se n'han descrit unes 35.000 espècies (es creu que n'hi pot haver unes 100.000), amb més de 4.200 gèneres. Es tracta de la família de lepidòpters més extensa.
Algunes poden causar greus destrosses als cultius, com Helicoverpa armigera i diverses espècies del gènere Agrotis.
A la Península Ibèrica podem trobar-ne exemplars de:
- Abrostola asclepiadis (Denis & Schiffermuller, 1775)
- Abrostola tripartita (Hufnagel, 1766)
- Abrostola triplasia (Linnaeus, 1758)
- Acontia lucida (Hufnagel, 1766)
- Acontia trabealis (Scopoli, 1763)
- Acontia viridisquama Guenee, 1852
- Acosmetia caliginosa (Hübner, 1813)
- Acronicta aceris (Linnaeus, 1758)
- Acronicta leporina (Linnaeus, 1758)
- Acronicta strigosa (Denis & Schiffermuller, 1775)
- Acronicta alni (Linnaeus, 1767)
- Acronicta cuspis (Hübner, 1813)
- Acronicta psi (Linnaeus, 1758)
- Acronicta tridens (Denis & Schiffermuller, 1775)
- Acronicta auricoma (Denis & Schiffermuller, 1775)
- Acronicta euphorbiae (Denis & Schiffermuller, 1775)
- Acronicta rumicis (Linnaeus, 1758)
- Actebia fugax (Treitschke, 1825)
- Actebia photophila (Guenee, 1852)
- Actinotia polyodon (Clerck, 1759)
- Actinotia radiosa (Esper, 1804)
- Aedia funesta (Esper, 1786)
- Aedia leucomelas (Linnaeus, 1758)
- Aegle vespertinalis (Rambur, 1858)
- Agrochola lychnidis (Denis & Schiffermuller, 1775)
- Agrochola helvola (Linnaeus, 1758)
- Agrochola litura (Linnaeus, 1758)
- Agrochola lunosa (Haworth, 1809)
- Agrochola meridionalis (Staudinger, 1871)
- Agrochola orejoni Agenjo, 1951
- Agrochola pistacinoides (d'Aubuisson, 1867)
- Agrochola haematidea (Duponchel, 1827)
- Agrochola blidaensis (Stertz, 1915)
- Agrochola lota (Clerck, 1759)
- Agrochola macilenta (Hübner, 1809)
- Agrochola circellaris (Hufnagel, 1766)
- Agrotis alexandriensis Baker, 1894
- Agrotis bigramma (Esper, 1790)
- Agrotis boetica (Rambur, 1837)
- Agrotis charoae Yela, Fibiger, Zilli & Ronkay, 2010
- Agrotis chretieni (Dumont, 1903)
- Agrotis cinerea (Denis & Schiffermuller, 1775)
- Agrotis clavis (Hufnagel, 1766)
- Agrotis exclamationis (Linnaeus, 1758)
- Agrotis fatidica (Hübner, 1824)
- Agrotis graslini Rambur, 1848
- Agrotis herzogi Rebel, 1911
- Agrotis ipsilon (Hufnagel, 1766)
- Agrotis lasserrei (Oberthür, 1881)
- Agrotis lata Treitschke, 1835
- Agrotis obesa Boisduval, 1829
- Agrotis pierreti (Bugnion, 1838)
- Agrotis puta (Hübner, 1803)
- Agrotis ripae Hübner, 1823
- Agrotis sabulosa Rambur, 1837
- Agrotis schawerdai Bytinski-Salz, 1937
- Agrotis segetum (Denis & Schiffermuller, 1775)
- Agrotis simplonia (Geyer, 1832)
- Agrotis spinifera (Hübner, 1808)
- Agrotis trux (Hübner, 1824)
- Agrotis turatii Standfuss, 1888
- Agrotis vestigialis (Hufnagel, 1766)
- Agrotis yelai Fibiger, 1990
- Allophyes alfaroi Agenjo, 1951
- Alvaradoia disjecta (Rothschild, 1920)
- Amephana anarrhini (Duponchel, 1840)
- Amephana aurita (Fabricius, 1787)
- Ammoconia caecimacula (Denis & Schiffermuller, 1775)
- Ammoconia senex (Geyer, 1828)
- Ammopolia witzenmanni (Standfuss, 1890)
- Amphipoea oculea (Linnaeus, 1761)
- Amphipyra berbera Rungs, 1949
- Amphipyra effusa Boisduval, 1828
- Amphipyra livida (Denis & Schiffermuller, 1775)
- Amphipyra pyramidea (Linnaeus, 1758)
- Amphipyra tetra (Fabricius, 1787)
- Amphipyra tragopoginis (Clerck, 1759)
- Amphipyra cinnamomea (Goeze, 1781)
- Anaplectoides prasina (Denis & Schiffermuller, 1775)
- Anarta myrtilli (Linnaeus, 1761)
- Anarta dianthi (Tauscher, 1809)
- Anarta gredosi (de Laever, 1977)
- Anarta odontites (Boisduval, 1829)
- Anarta pugnax (Hübner, 1824)
- Anarta sodae (Rambur, 1829)
- Anarta trifolii (Hufnagel, 1766)
- Anorthoa munda (Denis & Schiffermuller, 1775)
- Anthracia ephialtes (Hübner, 1822)
- Antitype chi (Linnaeus, 1758)
- Apamea alpigena (Boisduval, 1837)
- Apamea anceps (Denis & Schiffermuller, 1775)
- Apamea aquila Donzel, 1837
- Apamea arabs Oberthür, 1881
- Apamea crenata (Hufnagel, 1766)
- Apamea epomidion (Haworth, 1809)
- Apamea furva (Denis & Schiffermuller, 1775)
- Apamea illyria Freyer, 1846
- Apamea lateritia (Hufnagel, 1766)
- Apamea lithoxylaea (Denis & Schiffermuller, 1775)
- Apamea maillardi (Geyer, 1834)
- Apamea monoglypha (Hufnagel, 1766)
- Apamea platinea (Treitschke, 1825)
- Apamea remissa (Hübner, 1809)
- Apamea scolopacina (Esper, 1788)
- Apamea sordens (Hufnagel, 1766)
- Apamea sublustris (Esper, 1788)
- Apamea syriaca (Osthelder, 1933)
- Apamea unanimis (Hübner, 1813)
- Apamea zeta (Treitschke, 1825)
- Aporophyla australis (Boisduval, 1829)
- Aporophyla chioleuca (Herrich-Schäffer, 1850)
- Aporophyla lueneburgensis (Freyer, 1848)
- Aporophyla nigra (Haworth, 1809)
- Apterogenum ypsillon (Denis & Schiffermuller, 1775)
- Archanara dissoluta (Treitschke, 1825)
- Asteroscopus sphinx (Hufnagel, 1766)
- Atethmia algirica (Culot, 1917)
- Atethmia centrago (Haworth, 1809)
- Athetis pallustris (Hübner, 1808)
- Athetis hospes (Freyer, 1831)
- Atypha pulmonaris (Esper, 1790)
- Auchmis detersa (Esper, 1787)
- Autographa aemula (Denis & Schiffermuller, 1775)
- Autographa bractea (Denis & Schiffermuller, 1775)
- Autographa gamma (Linnaeus, 1758)
- Autographa jota (Linnaeus, 1758)
- Autographa pulchrina (Haworth, 1809)
- Axylia putris (Linnaeus, 1761)
- Brachygalea albolineata (Blachier, 1905)
- Brachylomia viminalis (Fabricius, 1776)
- Brithys crini (Fabricius, 1775)
- Bryonycta pineti (Staudinger, 1859)
- Bryophila ereptricula Treitschke, 1825
- Bryophila gea (Schawerda, 1934)
- Bryophila raptricula (Denis & Schiffermuller, 1775)
- Bryophila ravula (Hübner, 1813)
- Bryophila vandalusiae Duponchel, 1842
- Bryophila domestica (Hufnagel, 1766)
- Bryophila microglossa (Rambur, 1858)
- Bryophila petrea Guenee, 1852
- Calamia tridens (Hufnagel, 1766)
- Callopistria juventina (Stoll, 1782)
- Callopistria latreillei (Duponchel, 1827)
- Calophasia almoravida Graslin, 1863
- Calophasia hamifera Staudinger, 1863
- Calophasia lunula (Hufnagel, 1766)
- Calophasia opalina (Esper, 1793)
- Calophasia platyptera (Esper, 1788)
- Caradrina germainii (Duponchel, 1835)
- Caradrina morpheus (Hufnagel, 1766)
- Caradrina armeniaca (Boursin, 1936)
- Caradrina distigma (Chretien, 1913)
- Caradrina flava Oberthür, 1876
- Caradrina ibeasi (Fernandez, 1918)
- Caradrina ingrata Staudinger, 1897
- Caradrina clavipalpis Scopoli, 1763
- Caradrina flavirena Guenee, 1852
- Caradrina fuscicornis Rambur, 1832
- Caradrina noctivaga Bellier, 1863
- Caradrina selini Boisduval, 1840
- Caradrina wullschlegeli Pungeler, 1903
- Caradrina aspersa Rambur, 1834
- Caradrina kadenii Freyer, 1836
- Caradrina proxima Rambur, 1837
- Caradrina terrea Freyer, 1840
- Cardepia affinis (Rothschild, 1913)
- Cardepia sociabilis (de Graslin, 1850)
- Ceramica pisi (Linnaeus, 1758)
- Cerapteryx graminis (Linnaeus, 1758)
- Cerastis faceta (Treitschke, 1835)
- Cerastis rubricosa (Denis & Schiffermuller, 1775)
- Charanyca trigrammica (Hufnagel, 1766)
- Charanyca ferruginea (Esper, 1785)
- Chersotis alpestris (Boisduval, 1837)
- Chersotis anatolica (Draudt, 1936)
- Chersotis cuprea (Denis & Schiffermuller, 1775)
- Chersotis elegans (Eversmann, 1837)
- Chersotis fimbriola (Esper, 1803)
- Chersotis larixia (Guenee, 1852)
- Chersotis margaritacea (Villers, 1789)
- Chersotis multangula (Hübner, 1803)
- Chersotis ocellina (Denis & Schiffermuller, 1775)
- Chersotis oreina Dufay, 1984
- Chilodes maritima (Tauscher, 1806)
- Chloantha hyperici (Denis & Schiffermuller, 1775)
- Chrysodeixis chalcites (Esper, 1789)
- Cleoceris scoriacea (Esper, 1789)
- Cleonymia baetica (Rambur, 1837)
- Cleonymia diffluens (Staudinger, 1870)
- Cleonymia korbi (Staudinger, 1895)
- Cleonymia pectinicornis (Staudinger, 1859)
- Cleonymia yvanii (Duponchel, 1833)
- Coenobia rufa (Haworth, 1809)
- Colocasia coryli (Linnaeus, 1758)
- Condica viscosa (Freyer, 1831)
- Conisania renati (Oberthür, 1890)
- Conisania andalusica (Staudinger, 1859)
- Conistra alicia Lajonquiere, 1939
- Conistra daubei (Duponchel, 1838)
- Conistra gallica (Lederer, 1857)
- Conistra haleae Fibiger & Top-Jensen, 2010
- Conistra intricata (Boisduval, 1829)
- Conistra ligula (Esper, 1791)
- Conistra rubiginosa (Scopoli, 1763)
- Conistra vaccinii (Linnaeus, 1761)
- Conistra erythrocephala (Denis & Schiffermuller, 1775)
- Conistra rubiginea (Denis & Schiffermuller, 1775)
- Conistra staudingeri (Graslin, 1863)
- Conistra torrida (Lederer, 1857)
- Coranarta restricta Yela, 2002
- Cosmia trapezina (Linnaeus, 1758)
- Cosmia diffinis (Linnaeus, 1767)
- Cosmia pyralina (Denis & Schiffermuller, 1775)
- Cosmia affinis (Linnaeus, 1767)
- Craniophora ligustri (Denis & Schiffermuller, 1775)
- Craniophora pontica (Staudinger, 1878)
- Cryphia fraudatricula (Hübner, 1803)
- Cryphia lusitanica (Draudt, 1931)
- Cryphia simulatricula (Guenee, 1852)
- Cryphia algae (Fabricius, 1775)
- Cryphia ochsi (Boursin, 1940)
- Cryphia pallida (Baker, 1894)
- Ctenoplusia accentifera (Lefebvre, 1827)
- Ctenoplusia limbirena (Guenee, 1852)
- Cucullia absinthii (Linnaeus, 1761)
- Cucullia achilleae Guenee, 1852
- Cucullia argentea (Hufnagel, 1766)
- Cucullia artemisiae (Hufnagel, 1766)
- Cucullia asteris (Denis & Schiffermuller, 1775)
- Cucullia bubaceki Kitt, 1925
- Cucullia calendulae Treitschke, 1835
- Cucullia campanulae Freyer, 1831
- Cucullia cemenelensis Boursin, 1923
- Cucullia chamomillae (Denis & Schiffermuller, 1775)
- Cucullia dracunculi (Hübner, 1813)
- Cucullia gnaphalii (Hübner, 1813)
- Cucullia lactucae (Denis & Schiffermuller, 1775)
- Cucullia lucifuga (Denis & Schiffermuller, 1775)
- Cucullia santolinae Rambur, 1834
- Cucullia tanaceti (Denis & Schiffermuller, 1775)
- Cucullia umbratica (Linnaeus, 1758)
- Cucullia xeranthemi Boisduval, 1840
- Cucullia caninae Rambur, 1833
- Cucullia erythrocephala Wagner, 1914
- Cucullia lanceolata (Villers, 1789)
- Cucullia lychnitis Rambur, 1833
- Cucullia reisseri Boursin, 1933
- Cucullia scrophulariae (Denis & Schiffermuller, 1775)
- Cucullia scrophulariphila Staudinger, 1859
- Cucullia verbasci (Linnaeus, 1758)
- Dasypolia templi (Thunberg, 1792)
- Deltote bankiana (Fabricius, 1775)
- Deltote pygarga (Hufnagel, 1766)
- Denticucullus mabillei (D. Lucas, 1907)
- Denticucullus pygmina (Haworth, 1809)
- Diachrysia chrysitis (Linnaeus, 1758)
- Diachrysia chryson (Esper, 1789)
- Diachrysia nadeja (Oberthür, 1880)
- Diachrysia stenochrysis (Warren, 1913)
- Diarsia brunnea (Denis & Schiffermuller, 1775)
- Diarsia florida (F. Schmidt, 1859)
- Diarsia guadarramensis (Boursin, 1928)
- Diarsia mendica (Fabricius, 1775)
- Diarsia rubi (Vieweg, 1790)
- Dichagyris flammatra (Denis & Schiffermuller, 1775)
- Dichagyris musiva (Hübner, 1803)
- Dichagyris candelisequa (Denis & Schiffermuller, 1775)
- Dichagyris constanti (Milliere, 1860)
- Dichagyris fidelis (Joannis, 1903)
- Dichagyris forcipula (Denis & Schiffermuller, 1775)
- Dichagyris imperator (A. Bang-Haas, 1912)
- Dichagyris nigrescens (Hofner, 1888)
- Dichagyris renigera (Hübner, 1808)
- Dichagyris romanovi (Christoph, 1885)
- Dichagyris signifera (Denis & Schiffermuller, 1775)
- Dichagyris mansoura (Chretien, 1911)
- Dichonia aeruginea (Hübner, 1808)
- Dichonia convergens (Denis & Schiffermuller, 1775)
- Dicycla oo (Linnaeus, 1758)
- Diloba caeruleocephala (Linnaeus, 1758)
- Dryobota labecula (Esper, 1788)
- Dryobotodes tenebrosa (Esper, 1789)
- Dryobotodes eremita (Fabricius, 1775)
- Dryobotodes monochroma (Esper, 1790)
- Dryobotodes roboris (Geyer, 1835)
- Dypterygia scabriuscula (Linnaeus, 1758)
- Egira conspicillaris (Linnaeus, 1758)
- Elaphria venustula (Hübner, 1790)
- Enargia abluta (Hübner, 1808)
- Enargia paleacea (Esper, 1788)
- Enterpia laudeti (Boisduval, 1840)
- Epilecta linogrisea (Denis & Schiffermuller, 1775)
- Epimecia ustula (Freyer, 1835)
- Epipsilia cervantes (Reisser, 1935)
- Epipsilia grisescens (Fabricius, 1794)
- Epipsilia latens (Hübner, 1809)
- Episema glaucina (Esper, 1789)
- Episema grueneri Boisduval, 1837
- Eremobia ochroleuca (Denis & Schiffermuller, 1775)
- Eremohadena chenopodiphaga (Rambur, 1832)
- Eremohadena halimi (Milliere, 1877)
- Eremohadena roseonitens (Oberthür, 1887)
- Eremohadena mariana (Lajonquiere, 1964)
- Eremopola orana (H. Lucas, 1848)
- Eremopola lenis (Staudinger, 1892)
- Eucarta amethystina (Hübner, 1803)
- Euchalcia modestoides Poole, 1989
- Euchalcia variabilis (Piller, 1783)
- Eucoptocnemis optabilis (Boisduval, 1834)
- Eugnorisma glareosa (Esper, 1788)
- Eugnorisma arenoflavida (Schawerda, 1934)
- Eugnorisma depuncta (Linnaeus, 1761)
- Euplexia lucipara (Linnaeus, 1758)
- Eupsilia transversa (Hufnagel, 1766)
- Eurois occulta (Linnaeus, 1758)
- Euxoa aquilina (Denis & Schiffermuller, 1775)
- Euxoa canariensis Rebel, 1902
- Euxoa conspicua (Hübner, 1824)
- Euxoa cos (Hübner, 1824)
- Euxoa culminicola (Staudinger, 1870)
- Euxoa decora (Denis & Schiffermuller, 1775)
- Euxoa eruta (Hübner, 1817)
- Euxoa hastifera (Donzel, 1847)
- Euxoa mendelis Fernandez, 1915
- Euxoa nigricans (Linnaeus, 1761)
- Euxoa nigrofusca (Esper, 1788)
- Euxoa obelisca (Denis & Schiffermuller, 1775)
- Euxoa oranaria (A. Bang-Haas, 1906)
- Euxoa powelli (Oberthür, 1912)
- Euxoa recussa (Hübner, 1817)
- Euxoa temera (Hübner, 1808)
- Euxoa tritici (Linnaeus, 1761)
- Euxoa vitta (Esper, 1789)
- Euxoa wagneri Corti, 1926
- Euxoa continentalis Reisser, 1935
- Euxoa nevadensis Corti, 1928
- Evisa schawerdae Reisser, 1930
- Galgula partita Guenee, 1852
- Globia algae (Esper, 1789)
- Globia sparganii (Esper, 1790)
- Gortyna borelii Pierret, 1837
- Gortyna flavago (Denis & Schiffermuller, 1775)
- Gortyna puengeleri (Turati, 1909)
- Gortyna xanthenes Germar, 1842
- Graphiphora augur (Fabricius, 1775)
- Griposia aprilina (Linnaeus, 1758)
- Hada plebeja (Linnaeus, 1761)
- Hadena irregularis (Hufnagel, 1766)
- Hadena nevadae (Draudt, 1933)
- Hadena perplexa (Denis & Schiffermuller, 1775)
- Hadena ruetimeyeri Boursin, 1951
- Hadena sancta (Staudinger, 1859)
- Hadena silenes (Hübner, 1822)
- Hadena albimacula (Borkhausen, 1792)
- Hadena archaica Hacker, 1996
- Hadena bicruris (Hufnagel, 1766)
- Hadena caesia (Denis & Schiffermuller, 1775)
- Hadena clara (Staudinger, 1901)
- Hadena compta (Denis & Schiffermuller, 1775)
- Hadena confusa (Hufnagel, 1766)
- Hadena consparcatoides (Schawerda, 1928)
- Hadena filograna (Esper, 1788)
- Hadena luteocincta (Rambur, 1834)
- Hadena magnolii (Boisduval, 1829)
- Hadena orihuela Hacker, 1996
- Hadena vulcanica (Turati, 1907)
- Hadena wehrlii (Draudt, 1934)
- Hadena tephroleuca (Boisduval, 1833)
- Hadena silenides (Staudinger, 1895)
- Hadjina wichti (Hirschke, 1903)
- Haemerosia renalis (Hübner, 1813)
- Harpagophana hilaris (Staudinger, 1895)
- Hecatera bicolorata (Hufnagel, 1766)
- Hecatera cappa (Hübner, 1809)
- Hecatera dysodea (Denis & Schiffermuller, 1775)
- Hecatera weissi (Draudt, 1934)
- Helicoverpa armigera (Hübner, 1808)
- Heliothis incarnata Freyer, 1838
- Heliothis maritima Graslin, 1855
- Heliothis nubigera Herrich-Schäffer, 1851
- Heliothis peltigera (Denis & Schiffermuller, 1775)
- Heliothis viriplaca (Hufnagel, 1766)
- Helotropha leucostigma (Hübner, 1808)
- Heterophysa dumetorum (Geyer, 1834)
- Hoplodrina ambigua (Denis & Schiffermuller, 1775)
- Hoplodrina blanda (Denis & Schiffermuller, 1775)
- Hoplodrina hesperica Dufay & Boursin, 1960
- Hoplodrina octogenaria (Goeze, 1781)
- Hoplodrina respersa (Denis & Schiffermuller, 1775)
- Hoplodrina superstes (Ochsenheimer, 1816)
- Hydraecia micacea (Esper, 1789)
- Hydraecia osseola Staudinger, 1882
- Hyppa rectilinea (Esper, 1788)
- Ipimorpha retusa (Linnaeus, 1761)
- Ipimorpha subtusa (Denis & Schiffermuller, 1775)
- Jodia croceago (Denis & Schiffermuller, 1775)
- Lacanobia contigua (Denis & Schiffermuller, 1775)
- Lacanobia suasa (Denis & Schiffermuller, 1775)
- Lacanobia thalassina (Hufnagel, 1766)
- Lacanobia aliena (Hübner, 1809)
- Lacanobia blenna (Hübner, 1824)
- Lacanobia oleracea (Linnaeus, 1758)
- Lacanobia splendens (Hübner, 1808)
- Lacanobia w-latinum (Hufnagel, 1766)
- Lamprosticta culta (Denis & Schiffermuller, 1775)
- Lasionycta imbecilla (Fabricius, 1794)
- Lasionycta proxima (Hübner, 1809)
- Lateroligia ophiogramma (Esper, 1794)
- Lenisa geminipuncta (Haworth, 1809)
- Leucania loreyi (Duponchel, 1827)
- Leucania comma (Linnaeus, 1761)
- Leucania joannisi Boursin & Rungs, 1952
- Leucania obsoleta (Hübner, 1803)
- Leucania punctosa (Treitschke, 1825)
- Leucania putrescens (Hübner, 1824)
- Leucania zeae (Duponchel, 1827)
- Leucochlaena oditis (Hübner, 1822)
- Lithophane furcifera (Hufnagel, 1766)
- Lithophane merckii (Rambur, 1832)
- Lithophane ornitopus (Hufnagel, 1766)
- Lithophane semibrunnea (Haworth, 1809)
- Lithophane socia (Hufnagel, 1766)
- Lithophane leautieri (Boisduval, 1829)
- Litoligia literosa (Haworth, 1809)
- Lophoterges millierei (Staudinger, 1871)
- Luperina dumerilii (Duponchel, 1826)
- Luperina nickerlii (Freyer, 1845)
- Luperina testacea (Denis & Schiffermuller, 1775)
- Lycophotia erythrina (Herrich-Schäffer, 1852)
- Lycophotia molothina (Esper, 1789)
- Lycophotia porphyrea (Denis & Schiffermuller, 1775)
- Macdunnoughia confusa (Stephens, 1850)
- Mamestra brassicae (Linnaeus, 1758)
- Meganephria bimaculosa (Linnaeus, 1767)
- Melanchra persicariae (Linnaeus, 1761)
- Mesapamea remmi Rezbanyai-Reser, 1985
- Mesapamea secalella Remm, 1983
- Mesapamea secalis (Linnaeus, 1758)
- Mesogona acetosellae (Denis & Schiffermuller, 1775)
- Mesogona oxalina (Hübner, 1803)
- Mesoligia furuncula (Denis & Schiffermuller, 1775)
- Metopoceras felicina (Donzel, 1844)
- Metopoceras tabernas Fibiger, Yela, Zilli & Ronkay, 2010
- Metopoceras albarracina Hampson, 1918
- Metopoceras khalildja Oberthür, 1884
- Mniotype adusta (Esper, 1790)
- Mniotype fulva (Rothschild, 1914)
- Mniotype occidentalis Yela, Fibiger, Ronkay & Zilli, 2010
- Mniotype satura (Denis & Schiffermuller, 1775)
- Moma alpium (Osbeck, 1778)
- Mormo maura (Linnaeus, 1758)
- Mythimna riparia (Rambur, 1829)
- Mythimna albipuncta (Denis & Schiffermuller, 1775)
- Mythimna algirica (Oberthür, 1918)
- Mythimna congrua (Hübner, 1817)
- Mythimna ferrago (Fabricius, 1787)
- Mythimna l-album (Linnaeus, 1767)
- Mythimna litoralis (Curtis, 1827)
- Mythimna umbrigera (Saalmuller, 1891)
- Mythimna languida (Walker, 1858)
- Mythimna conigera (Denis & Schiffermuller, 1775)
- Mythimna impura (Hübner, 1808)
- Mythimna pallens (Linnaeus, 1758)
- Mythimna pudorina (Denis & Schiffermuller, 1775)
- Mythimna straminea (Treitschke, 1825)
- Mythimna turca (Linnaeus, 1761)
- Mythimna vitellina (Hübner, 1808)
- Mythimna prominens (Walker, 1856)
- Mythimna unipuncta (Haworth, 1809)
- Mythimna andereggii (Boisduval, 1840)
- Mythimna sicula (Treitschke, 1835)
- Naenia typica (Linnaeus, 1758)
- Noctua comes Hübner, 1813
- Noctua fimbriata (Schreber, 1759)
- Noctua interjecta Hübner, 1803
- Noctua interposita (Hübner, 1790)
- Noctua janthe (Borkhausen, 1792)
- Noctua janthina Denis & Schiffermuller, 1775
- Noctua orbona (Hufnagel, 1766)
- Noctua pronuba (Linnaeus, 1758)
- Noctua tirrenica Biebinger, Speidel & Hanigk, 1983
- Nonagria typhae (Thunberg, 1784)
- Nyctobrya muralis (Forster, 1771)
- Ochropleura leucogaster (Freyer, 1831)
- Ochropleura plecta (Linnaeus, 1761)
- Oligia fasciuncula (Haworth, 1809)
- Oligia latruncula (Denis & Schiffermuller, 1775)
- Oligia strigilis (Linnaeus, 1758)
- Oligia versicolor (Borkhausen, 1792)
- Olivenebula xanthochloris (Boisduval, 1840)
- Omia banghaasi Stauder, 1930
- Omia cyclopea (Graslin, 1837)
- Omia cymbalariae (Hübner, 1809)
- Omphalophana antirrhinii (Hübner, 1803)
- Omphalophana serrata (Treitschke, 1835)
- Oncocnemis nigricula (Eversmann, 1847)
- Opigena polygona (Denis & Schiffermuller, 1775)
- Oria musculosa (Hübner, 1808)
- Orthosia gracilis (Denis & Schiffermuller, 1775)
- Orthosia opima (Hübner, 1809)
- Orthosia cerasi (Fabricius, 1775)
- Orthosia cruda (Denis & Schiffermuller, 1775)
- Orthosia miniosa (Denis & Schiffermuller, 1775)
- Orthosia populeti (Fabricius, 1775)
- Orthosia incerta (Hufnagel, 1766)
- Orthosia gothica (Linnaeus, 1758)
- Oxicesta serratae (Zerny, 1927)
- Oxytripia orbiculosa (Esper, 1799)
- Pachetra sagittigera (Hufnagel, 1766)
- Panchrysia aurea (Hübner, 1803)
- Panchrysia v-argenteum (Esper, 1798)
- Panemeria tenebrata (Scopoli, 1763)
- Panolis flammea (Denis & Schiffermuller, 1775)
- Papestra biren (Goeze, 1781)
- Parastichtis suspecta (Hübner, 1817)
- Pardoxia graellsi (Feisthamel, 1837)
- Peridroma saucia (Hübner, 1808)
- Perigrapha rorida Frivaldszky, 1835
- Periphanes delphinii (Linnaeus, 1758)
- Phlogophora meticulosa (Linnaeus, 1758)
- Photedes captiuncula (Treitschke, 1825)
- Photedes dulcis (Oberthür, 1918)
- Photedes minima (Haworth, 1809)
- Photedes morrisii (Dale, 1837)
- Phyllophila obliterata (Rambur, 1833)
- Plusia festucae (Linnaeus, 1758)
- Polia bombycina (Hufnagel, 1766)
- Polia hepatica (Clerck, 1759)
- Polia nebulosa (Hufnagel, 1766)
- Polychrysia moneta (Fabricius, 1787)
- Polymixis lichenea (Hübner, 1813)
- Polymixis argillaceago (Hübner, 1822)
- Polymixis dubia (Duponchel, 1836)
- Polymixis flavicincta (Denis & Schiffermuller, 1775)
- Polymixis germana (Rothschild, 1914)
- Polymixis xanthomista (Hübner, 1819)
- Polyphaenis sericata (Esper, 1787)
- Protolampra sobrina (Duponchel, 1843)
- Protoschinia scutosa (Denis & Schiffermuller, 1775)
- Pseudenargia ulicis (Staudinger, 1859)
- Pseudozarba bipartita (Herrich-Schäffer, 1850)
- Pyrrhia umbra (Hufnagel, 1766)
- Raphia hybris (Hübner, 1813)
- Recoropha canteneri (Duponchel, 1833)
- Rhiza commoda Staudinger, 1889
- Rhizedra lutosa (Hübner, 1803)
- Rhyacia helvetina (Boisduval, 1833)
- Rhyacia lucipeta (Denis & Schiffermuller, 1775)
- Rhyacia simulans (Hufnagel, 1766)
- Saragossa seeboldi Staudinger, 1900
- Schinia cardui (Hübner, 1790)
- Scotochrosta pulla (Denis & Schiffermuller, 1775)
- Sesamia cretica Lederer, 1857
- Sesamia nonagrioides Lefebvre, 1827
- Sideridis rivularis (Fabricius, 1775)
- Sideridis implexa (Hübner, 1809)
- Sideridis reticulata (Goeze, 1781)
- Sideridis turbida (Esper, 1790)
- Simyra albovenosa (Goeze, 1781)
- Spaelotis ravida (Denis & Schiffermuller, 1775)
- Spaelotis senna (Freyer, 1829)
- Spodoptera cilium Guenee, 1852
- Spodoptera exigua (Hübner, 1808)
- Spodoptera littoralis (Boisduval, 1833)
- Standfussiana dalmata (Staudinger, 1901)
- Standfussiana lucernea (Linnaeus, 1758)
- Stilbia andalusiaca Staudinger, 1892
- Stilbia anomala (Haworth, 1812)
- Stilbia philopalis Graslin, 1852
- Subacronicta megacephala (Denis & Schiffermuller, 1775)
- Syngrapha interrogationis (Linnaeus, 1758)
- Synthymia fixa (Fabricius, 1787)
- Teinoptera olivina (Herrich-Schäffer, 1852)
- Thalerastria lehmanni Hoppe & Fibiger, 2009
- Thalpophila matura (Hufnagel, 1766)
- Thalpophila vitalba (Freyer, 1834)
- Tholera cespitis (Denis & Schiffermuller, 1775)
- Tholera decimalis (Poda, 1761)
- Thysanoplusia daubei (Boisduval, 1840)
- Thysanoplusia orichalcea (Fabricius, 1775)
- Tiliacea aurago (Denis & Schiffermuller, 1775)
- Tiliacea citrago (Linnaeus, 1758)
- Tiliacea sulphurago (Denis & Schiffermuller, 1775)
- Trachea atriplicis (Linnaeus, 1758)
- Trichoplusia ni (Hübner, 1803)
- Trichosea ludifica (Linnaeus, 1758)
- Trigonophora haasi (Staudinger, 1892)
- Trigonophora crassicornis (Oberthür, 1918)
- Trigonophora flammea (Esper, 1785)
- Trigonophora jodea (Herrich-Schäffer, 1850)
- Tyta luctuosa (Denis & Schiffermuller, 1775)
- Unchelea myodea (Rambur, 1858)
- Valeria jaspidea (Villers, 1789)
- Victrix agenjoi (Fernandez, 1931)
- Xanthia austauti Oberthür, 1881
- Xanthia gilvago (Denis & Schiffermuller, 1775)
- Xanthia icteritia (Hufnagel, 1766)
- Xanthia ocellaris (Borkhausen, 1792)
- Xanthia ruticilla (Esper, 1791)
- Xanthia togata (Esper, 1788)
- Xanthodes albago (Fabricius, 1794)
- Xestia ashworthii (Doubleday, 1855)
- Xestia c-nigrum (Linnaeus, 1758)
- Xestia ditrapezium (Denis & Schiffermuller, 1775)
- Xestia triangulum (Hufnagel, 1766)
- Xestia agathina (Duponchel, 1827)
- Xestia baja (Denis & Schiffermuller, 1775)
- Xestia castanea (Esper, 1798)
- Xestia kermesina (Mabille, 1869)
- Xestia ochreago (Hübner, 1809)
- Xestia sexstrigata (Haworth, 1809)
- Xestia stigmatica (Hübner, 1813)
- Xestia trifida (Fischer v. Waldheim, 1820)
- Xestia xanthographa (Denis & Schiffermuller, 1775)
- Xylena buckwelli Rungs, 1952
- Xylena exsoleta (Linnaeus, 1758)
- Xylena vetusta (Hübner, 1813)
- Xylocampa areola (Esper, 1789)

## Nolidae

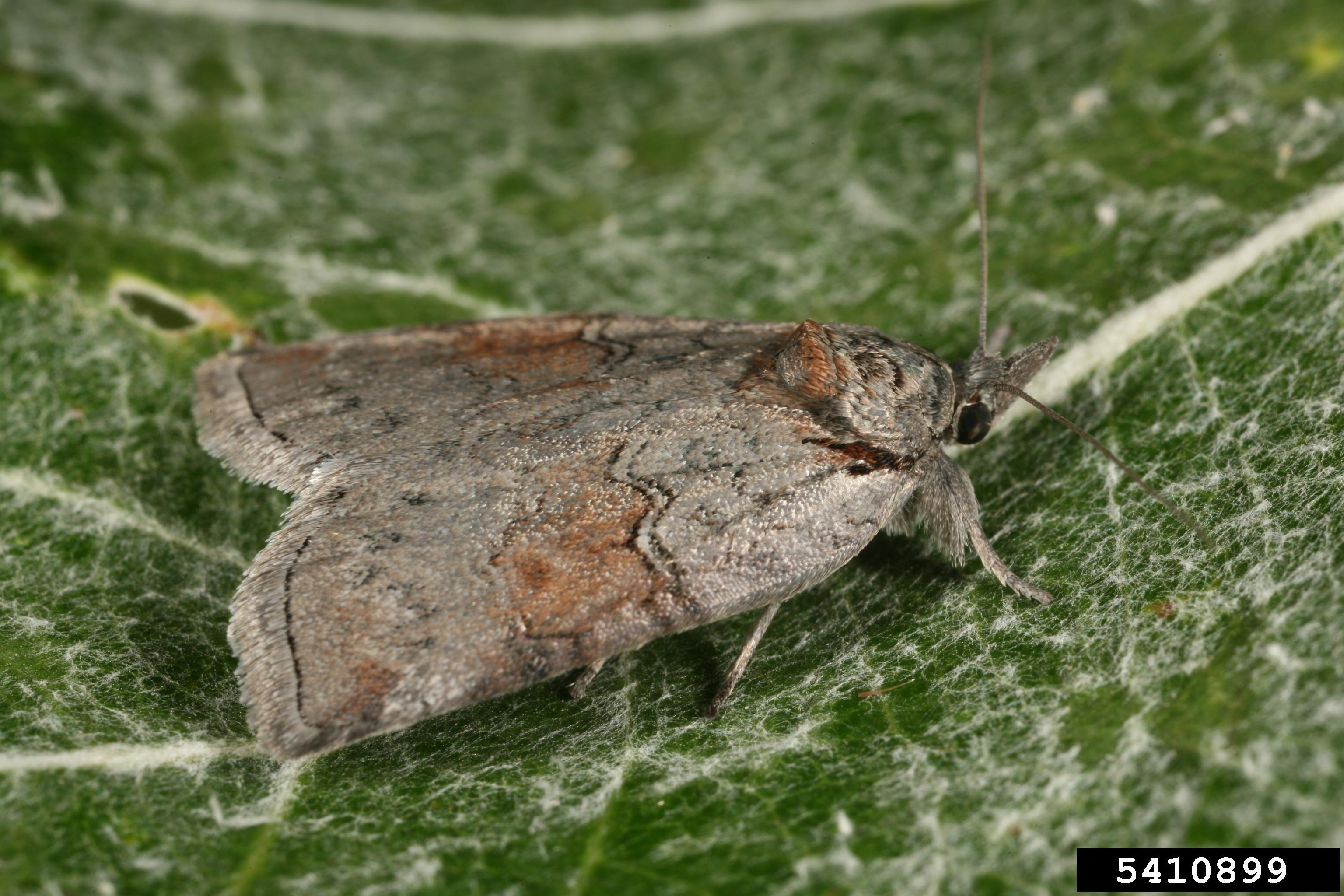
Nycteola asiatica

Els Nolidae són una família de lepidòpters heteròcers pertanyent als noctuoïdeus. S'han descrit al voltant de 1.400 espècies arreu del món. Els imagos són poc vistosos, ja que tenen coloracions críptiques. Anteriorment estaven inclosos dins de la família Noctuidae.
Podem trobar-ne exemplars de:
- Bena bicolorana (Fuessly, 1775)
- Earias clorana (Linnaeus, 1761)
- Earias insulana (Boisduval, 1833)
- Earias vernana (Fabricius, 1787)
- Garella nilotica (Rogenhofer, 1882)
- Meganola albula (Denis & Schiffermuller, 1775)
- Meganola strigula (Denis & Schiffermuller, 1775)
- Meganola togatulalis (Hübner, 1796)
- Nola aerugula (Hübner, 1793)
- Nola chlamitulalis (Hübner, 1813)
- Nola cicatricalis (Treitschke, 1835)
- Nola confusalis (Herrich-Schäffer, 1847)
- Nola cristatula (Hübner, 1793)
- Nola cucullatella (Linnaeus, 1758)
- Nola squalida Staudinger, 1871
- Nola subchlamydula Staudinger, 1871
- Nola thymula Milliere, 1867
- Nola tutulella Zerny, 1927
- Nycteola asiatica (Krulikovsky, 1904)
- Nycteola columbana (Turner, 1925)
- Nycteola degenerana (Hübner, 1799)
- Nycteola revayana (Scopoli, 1772)
- Nycteola siculana (Fuchs, 1899)
- Pseudoips prasinana (Linnaeus, 1758)

## Notodontidae

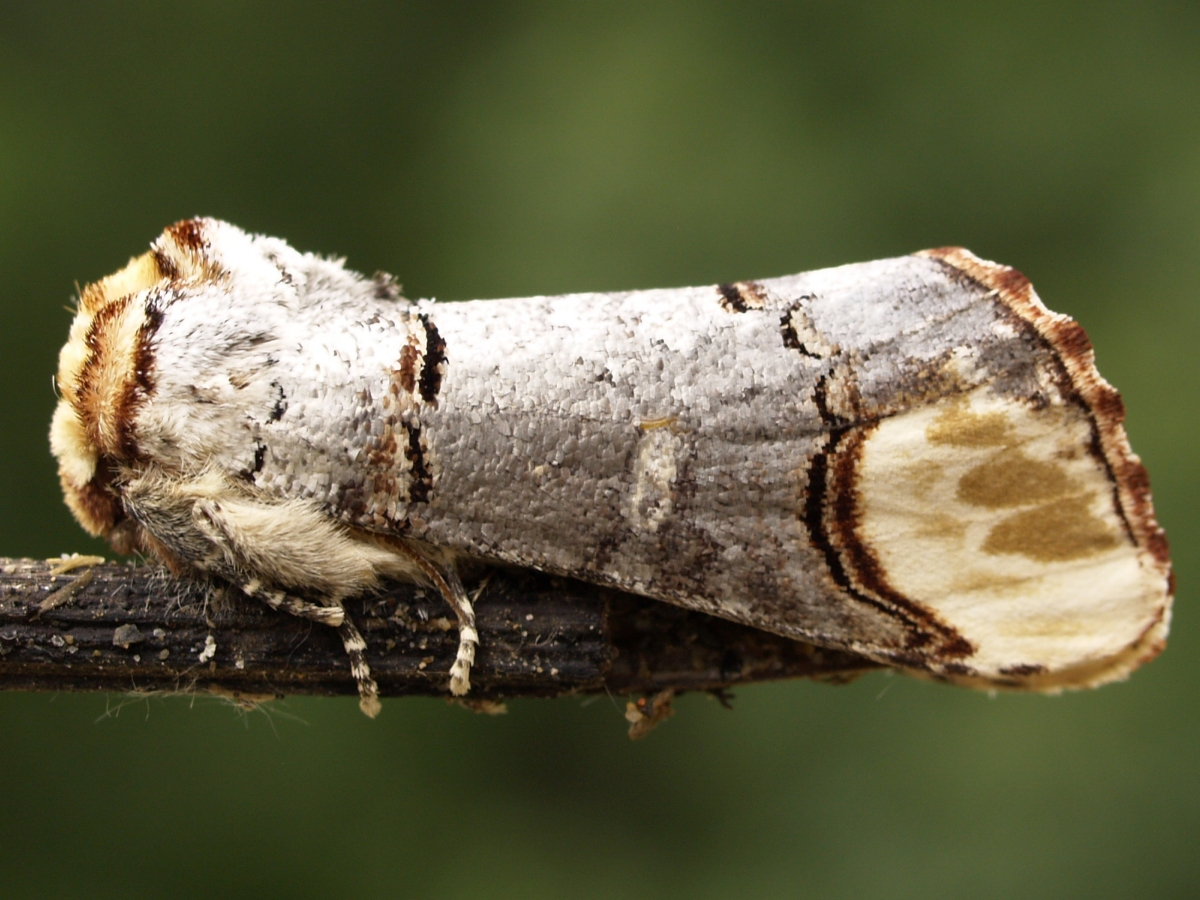
Phalera bucephala

Els notodòntids (Stephens 1829) són una família de papallones de nit de la superfamília dels noctuoïdeus. Se'n coneixen aproximadament 3.800 espècies. Es troben arreu del món, però estan més concentrades a les zones tropicals.
Les espècies d'aquesta família tendeixen a tenir el cos robust i recobert de pilositat. Són de colors poc vistosos. En repòs pleguen les ales cap enrere tapant el cos. Aquestes característiques fan que s'assemblin als noctúids, tot i que les famílies no estan estretament relacionades.Moltes espècies tenen un floc de pèl al marge posterior de l'ala davantera que sobresurt cap amunt quan estan en repòs, semblant a una gepa.
A la Península Ibèrica poden trobar-se exemplars de les següents espècies:
- Cerura erminea (Esper, 1783)
- Cerura iberica (Templado & Ortiz, 1966)
- Cerura vinula (Linnaeus, 1758)
- Clostera anachoreta (Denis & Schiffermuller, 1775)
- Clostera curtula (Linnaeus, 1758)
- Clostera pigra (Hufnagel, 1766)
- Dicranura ulmi (Denis & Schiffermuller, 1775)
- Drymonia dodonaea (Denis & Schiffermuller, 1775)
- Drymonia obliterata (Esper, 1785)
- Drymonia querna (Denis & Schiffermuller, 1775)
- Drymonia ruficornis (Hufnagel, 1766)
- Drymonia velitaris (Hufnagel, 1766)
- Furcula bicuspis (Borkhausen, 1790)
- Furcula bifida (Brahm, 1787)
- Furcula furcula (Clerck, 1759)
- Gluphisia crenata (Esper, 1785)
- Harpyia milhauseri (Fabricius, 1775)
- Neoharpyia verbasci (Fabricius, 1798)
- Notodonta dromedarius (Linnaeus, 1767)
- Notodonta tritophus (Denis & Schiffermuller, 1775)
- Notodonta ziczac (Linnaeus, 1758)
- Odontosia carmelita (Esper, 1799)
- Peridea anceps (Goeze, 1781)
- Phalera bucephala (Linnaeus, 1758)
- Phalera bucephaloides (Ochsenheimer, 1810)
- Pheosia gnoma (Fabricius, 1776)
- Pheosia tremula (Clerck, 1759)
- Pterostoma palpina (Clerck, 1759)
- Ptilodon capucina (Linnaeus, 1758)
- Ptilodon cucullina (Denis & Schiffermuller, 1775)
- Ptilophora plumigera (Denis & Schiffermuller, 1775)
- Rhegmatophila alpina (Bellier, 1881)
- Spatalia argentina (Denis & Schiffermuller, 1775)
- Stauropus fagi (Linnaeus, 1758)
- Thaumetopoea herculeana (Rambur, 1840)
- Thaumetopoea pinivora (Treitschke, 1834)
- Thaumetopoea pityocampa (Denis & Schiffermuller, 1775)
- Thaumetopoea processionea (Linnaeus, 1758)

## Oecophoridae

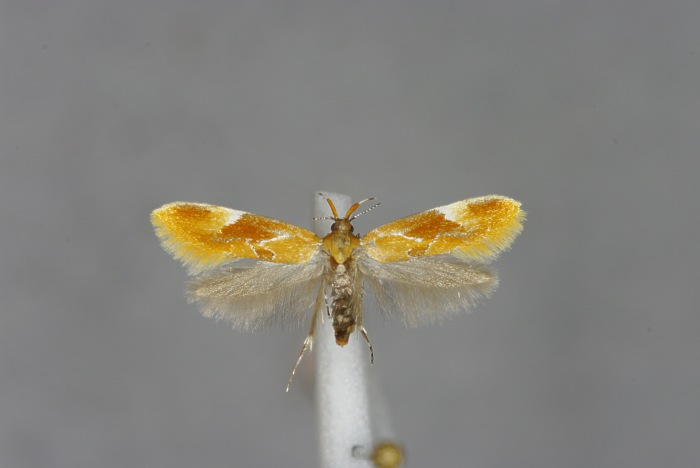
Epicallima formosella

ElsOecophoridae és una família de petites arnes a la superfamília Gelechioidea. La filogènia i la sistemàtica de les arnes gelquèdiques encara no estan completament resoltes i la circumscripció de les Oecophoridae està fortament afectada per aquesta.
A la Península Ibèrica podem trobar exemplars de:
- Alabonia chapmani Walsingham, 1903
- Alabonia herculeella Walsingham, 1903
- Alabonia staintoniella (Zeller, 1850)
- Aplota palpella (Haworth, 1828)
- Batia lambdella (Donovan, 1793)
- Batia lunaris (Haworth, 1828)
- Bisigna procerella (Denis & Schiffermuller, 1775)
- Borkhausenia gredoensis Rebel, 1937
- Borkhausenia minutella (Linnaeus, 1758)
- Borkhausenia nefrax Hodges, 1974
- Borkhausenia predotai Hartig, 1936
- Crassa unitella (Hübner, 1796)
- Dasycera oliviella (Fabricius, 1794)
- Decantha iagathella (Walsingham, 1903)
- Decantha luquetiella Vives, 1986
- Denisia aragonella (Chretien, 1903)
- Denisia augustella (Hübner, 1796)
- Denisia fiduciella (Rebel, 1935)
- Denisia subaquilea (Stainton, 1849)
- Endrosis sarcitrella (Linnaeus, 1758)
- Epicallima formosella (Denis & Schiffermuller, 1775)
- Epicallima mercedella (Staudinger, 1859)
- Epicallima mikkolai (Lvovsky, 1995)
- Esperia sulphurella (Fabricius, 1775)
- Goidanichiana jourdheuillella (Ragonot, 1875)
- Harpella forficella (Scopoli, 1763)
- Herrichia excelsella Staudinger, 1871
- Hofmannophila pseudospretella (Stainton, 1849)
- Kasyniana griseosericeella (Ragonot, 1879)
- Kasyniana indistinctella (Rebel, 1902)
- Minetia crinitus (Fabricius, 1798)
- Oecophora bractella (Linnaeus, 1758)
- Pleurota albarracina Rebel, 1917
- Pleurota amaurodoxa Meyrick, 1935
- Pleurota aristella (Linnaeus, 1767)
- Pleurota bicostella (Clerck, 1759)
- Pleurota ericella (Duponchel, 1839)
- Pleurota eximia Lederer, 1861
- Pleurota gallicella Huemer & Luquet, 1995
- Pleurota hebetella Ragonot, 1889
- Pleurota honorella (Hübner, 1813)
- Pleurota nobilella Rebel, 1900
- Pleurota planella (Staudinger, 1859)
- Pleurota protasella Staudinger, 1883
- Pleurota proteella Staudinger, 1880
- Pleurota pungitiella Herrich-Schäffer, 1854
- Pleurota pyropella (Denis & Schiffermuller, 1775)
- Pleurota sobriella (Staudinger, 1859)
- Pleurota teligerella (Staudinger, 1859)
- Pleurota glitzella (Staudinger, 1883)
- Pleurota pleurotella (Staudinger, 1871)
- Pleurota punctella (O. Costa, 1836)
- Pseudocryptolechia sareptensis (Moschler, 1862)
- Schiffermuelleria schaefferella (Linnaeus, 1758)

## Opostegidae

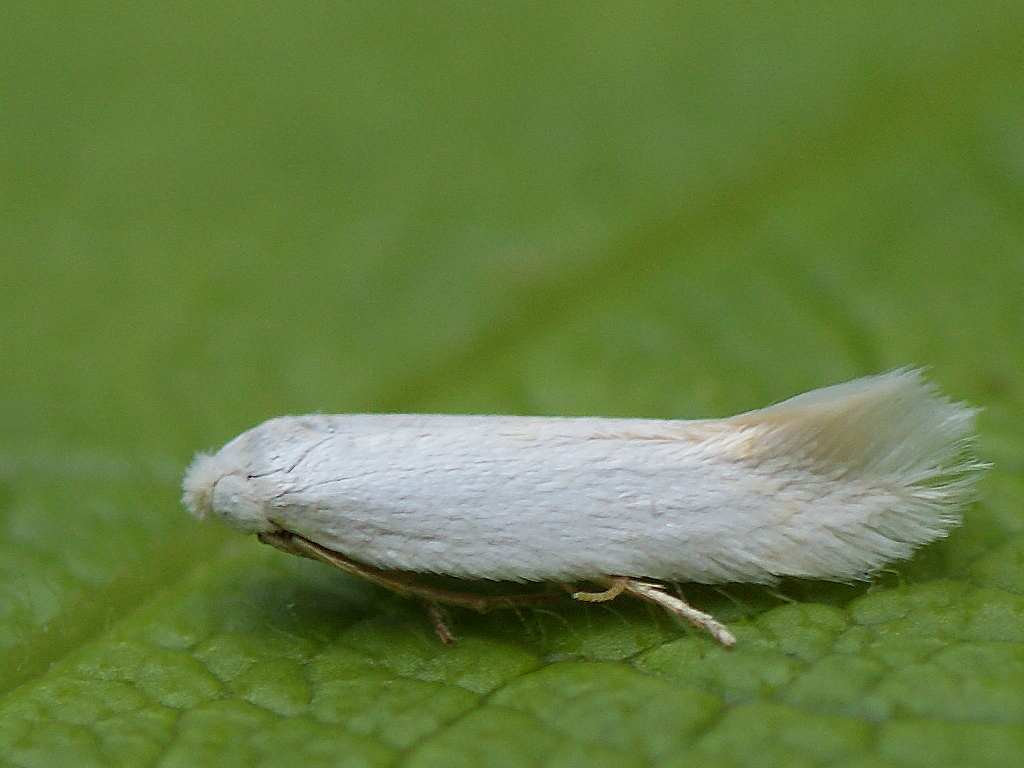
Opostega salaciella

Els Opostegidae són una família d’insectes de l'ordre Lepidoptera que es caracteritza per una gran quantitat d'ulleres sobre els ulls compostos. Són més diversos en les espècies tropicals del Nou Món (83 espècies, que representen el 42% del total mundial).
Aquestes petites arnes blanquinoses són probablement miners en tiges vegetals. Alguns exemples de plantes hoste trobats a Europa són Lycopus, Mentha i Rumex. però la seva biologia és poc coneguda. La subfamília Oposteginae inclou 87 espècies descrites i Opostegoidinae inclou 15 espècies descrites.
Es poden trobar exemplars a la P. Ibèrica de:
- Opostega salaciella (Treitschke, 1833)
- Opostega spatulella Herrich-Schäffer, 1855
- Opostegoides menthinella (Mann, 1855)
- Pseudopostega chalcopepla (Walsingham, 1908)
- Pseudopostega crepusculella (Zeller, 1839)

## Peleopodidae

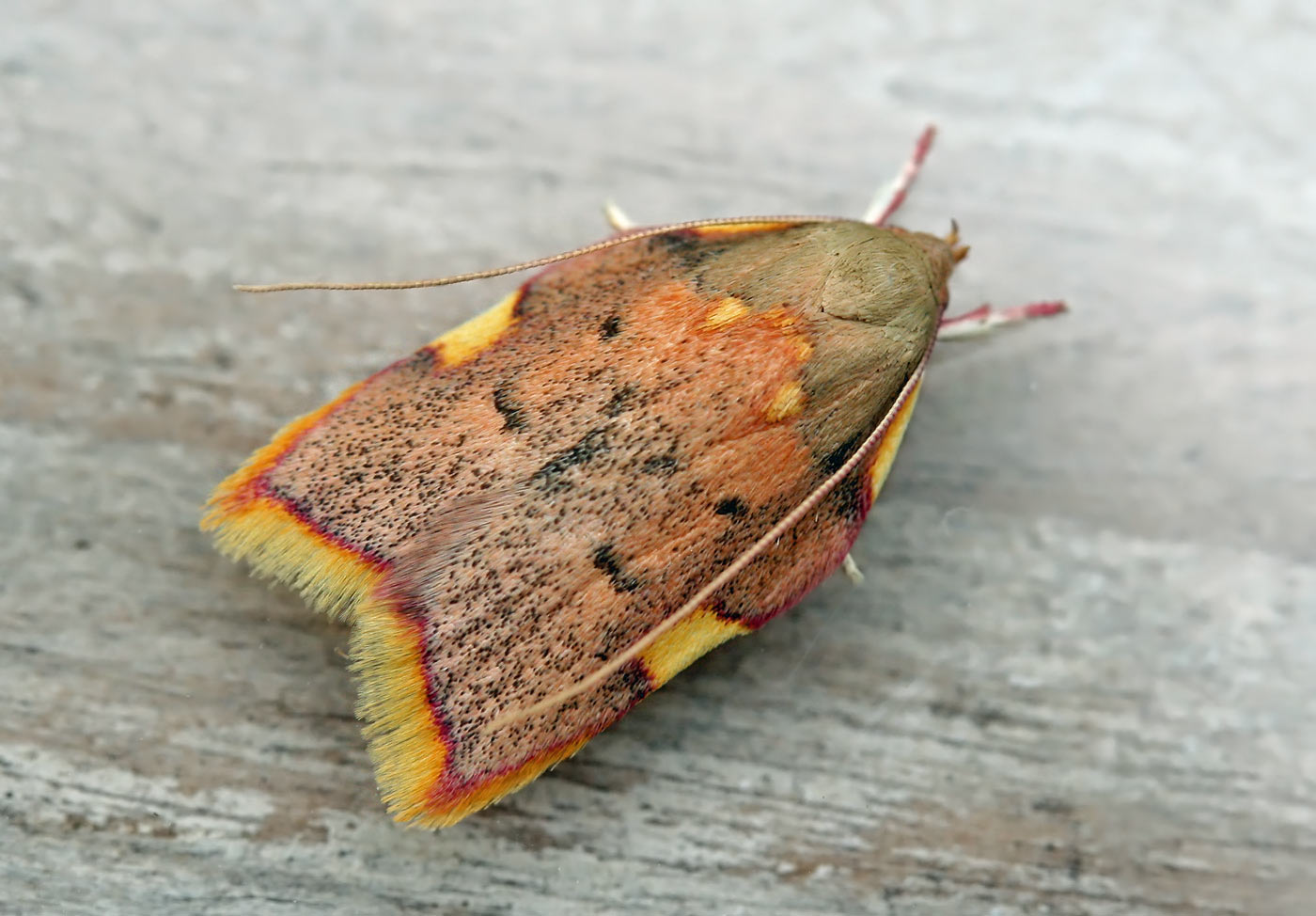
Carcina_quercana

Les Peleopodinae són una subfamilia de petites arnes de la família Depressariidae. Fou descrita per Hodges, 1974
A la Península Ibèrica podem trobar exemplars de l'espècie:
- Carcina quercana (Fabricius, 1775)

## Plutellidae

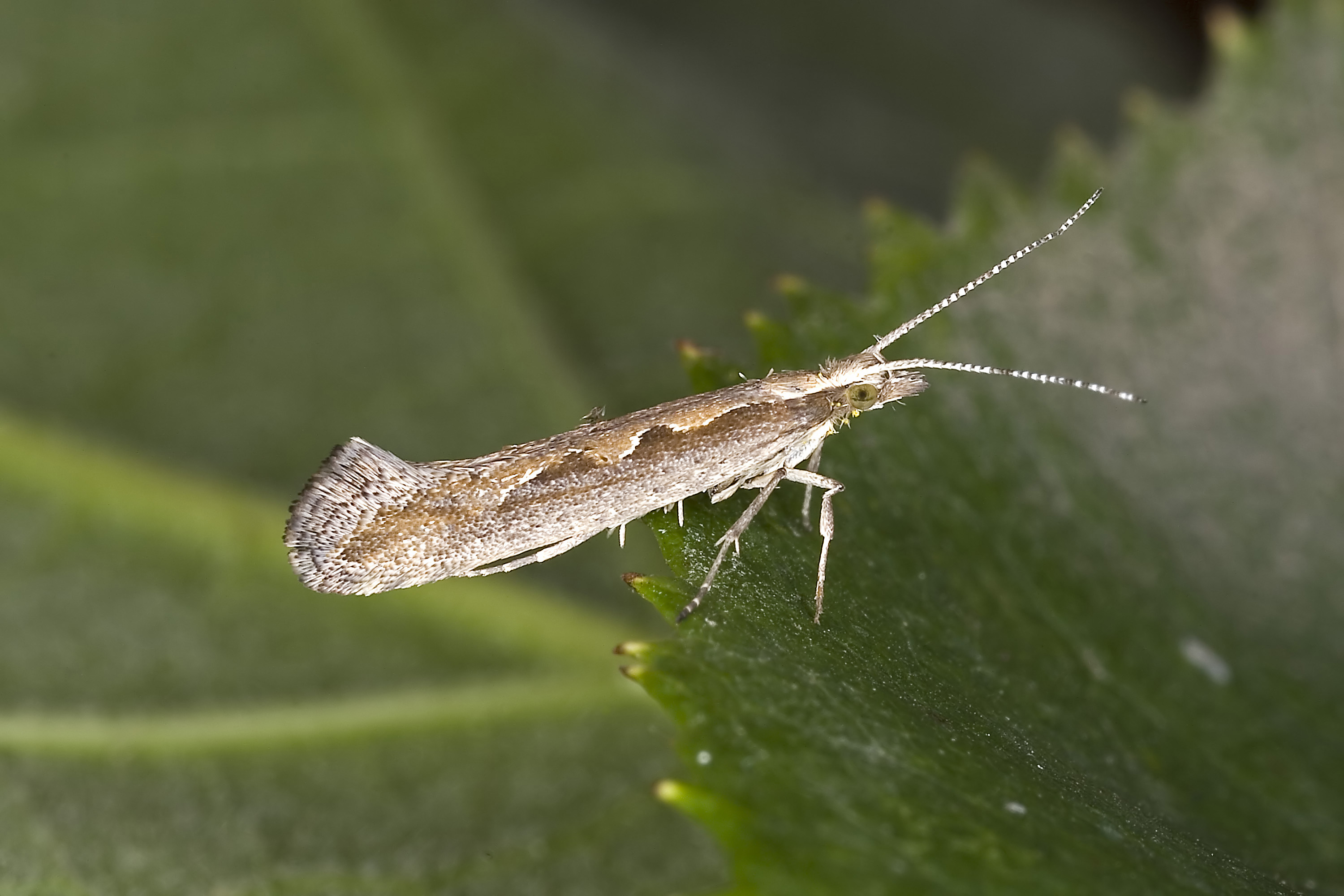
Plutella xylostella

Les Plutellidae són una família d'arnes també conegudes com a "arnes amb dors de diamant". Són d'origen europeu. Alguns autors consideren que aquesta família és una subfamília dels Yponomeutidae, però normalment es considera que és una família per si mateixa, i té tres subfamílies, Plutellinae, Praydinae i Scythropiinae.
Les papallones d'aquesta família són de grandària entre petita i mitjana, amb extensions de ales que van des dels 7 als 55 mm. El cap sol tenir escales llises i les antenes sovint es fan gruixudes al mig. Les ales són allargades i les ales posteriors sovint tenen franges llargues. Sovint, les ales anteriors semblen tenir forma de falç a causa de la disposició de les franges. El color és generalment monòton, amb diverses bandes i marques. Els adults són majoritàriament nocturns o crepusculars. Les larves s'alimenten de les superfícies de les fulles que esqueletitzen. Les plantes hoste varien, però moltes són a la família Brassicaceae. Algunes espècies són plagues econòmiques, especialment Plutella xylostella i les del gènere Prays.
A la Península Ibèrica es poden trobar exemplars de:
- Eidophasia syenitella Herrich-Schäffer, 1854
- Plutella xylostella (Linnaeus, 1758)
- Plutella porrectella (Linnaeus, 1758)
- Rhigognostis annulatella (Curtis, 1832)
- Rhigognostis hufnagelii (Zeller, 1839)
- Rhigognostis incarnatella (Steudel, 1873)

## Praydidae

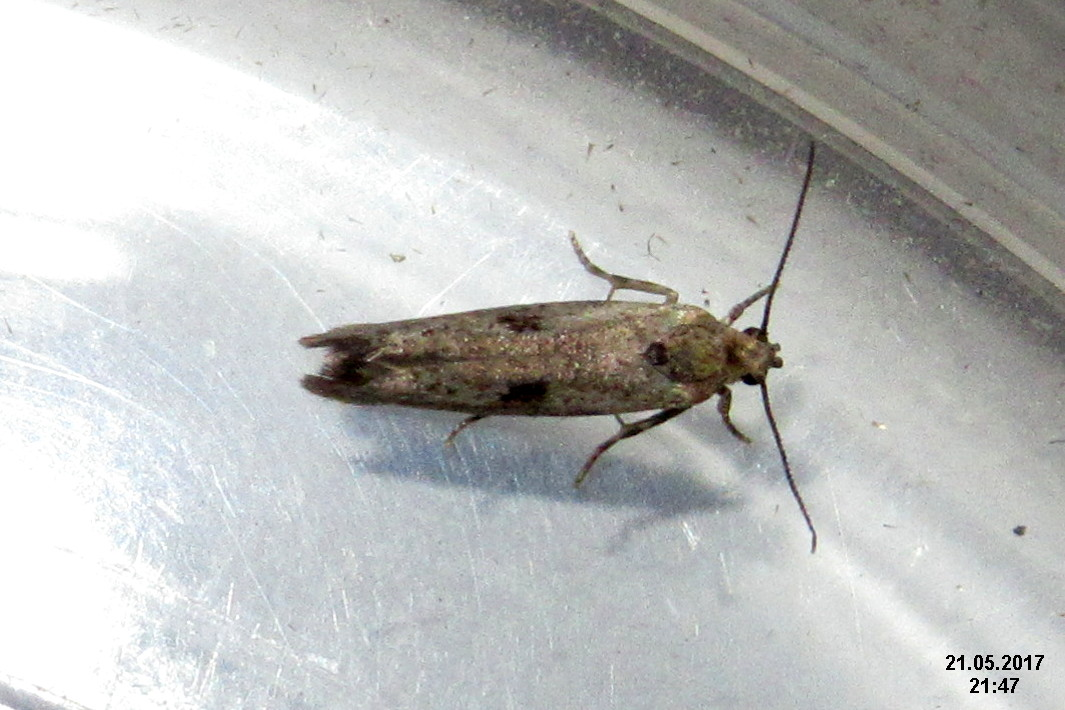
Prays oleae

Praydinae és una subfamília de lepidòpters pertanyent a la família Yponomeutidae. Alguns autors la tracten com una família independent, Praydidae, de Yponomeutoidea.
A la Península Ibèrica hi podem trobar exemplars de:
- Distagmos ledereri Herrich-Schäffer, 1854
- Prays citri (Milliere, 1873)
- Prays fraxinella (Bjerkander, 1784)
- Prays oleae (Bernard, 1788)

## Prodoxidae

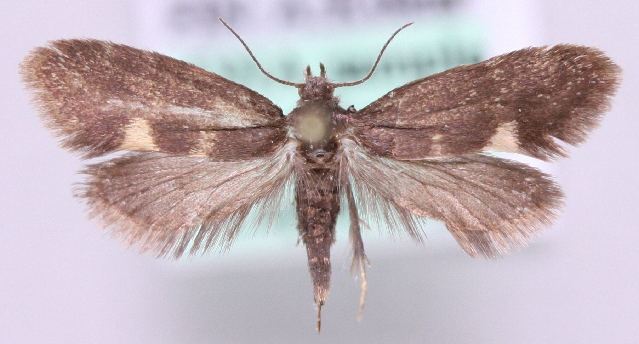
Lampronia morosa

Els Prodoxidae conformen una família de lepidòpters monotrysians primitius.
Aquestes arnes tenen una biologia molt particular. Tenen una relació molt íntima amb les flors de les iuques (i entre elles de l'arbre de Josuè), ja que són pol·linitzadors obligats al mateix temps que herbívors. Els gèneres d'aquests lepidòpters Tegeticula i Parategeticula, tenen un mutualisme i pol·linització obligada amb les iuques, ja que aquestes plantes només són pol·linitzades per elles i la larva de la papallona s'alimenta exclusivament de les llavors de la iuca.
A la Península Ibèrica es poden trobarexemplars de:
- Lampronia fuscatella (Tengstrom, 1848)
- Lampronia morosa Zeller, 1852
- Lampronia pubicornis (Haworth, 1828)

## Psychidae

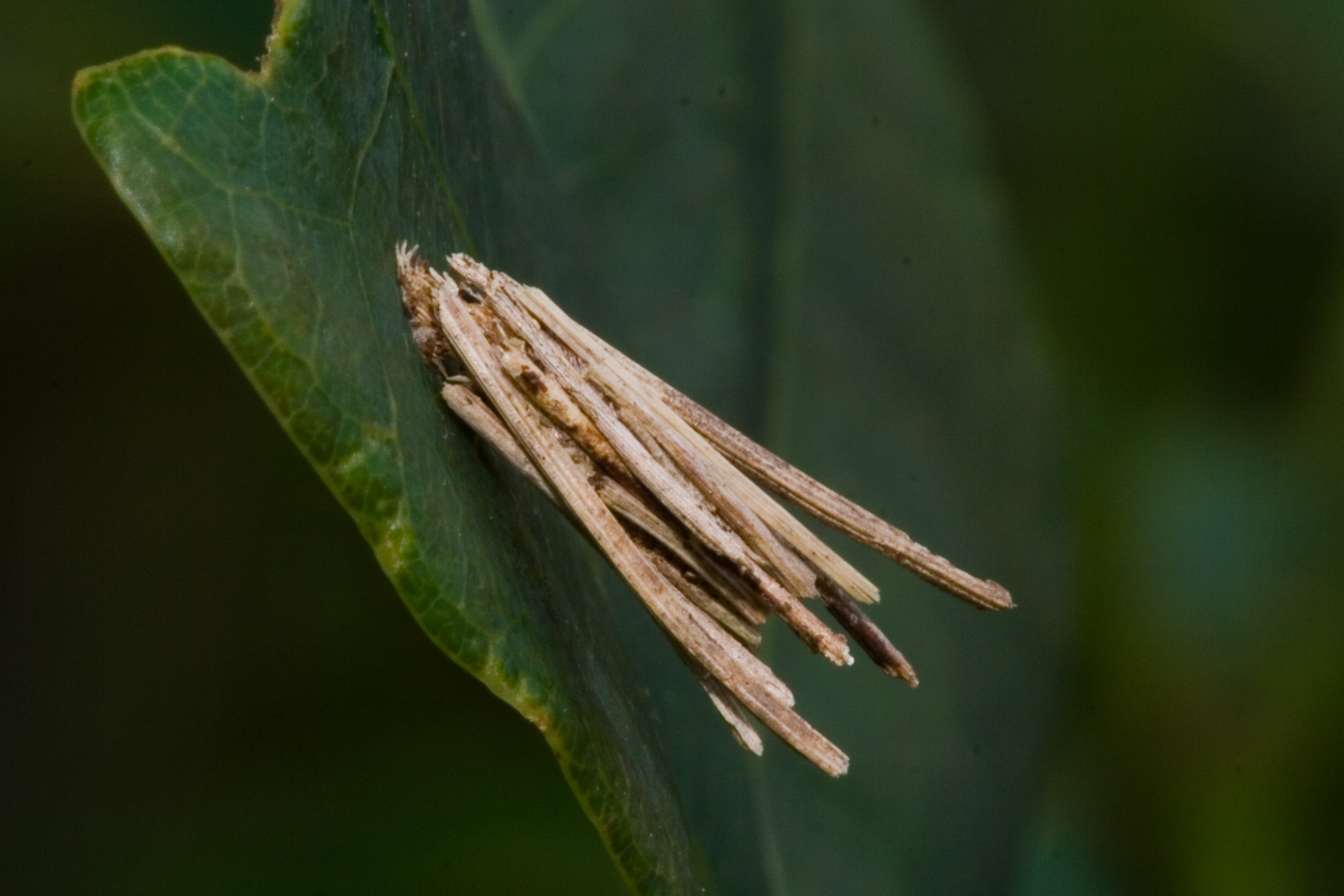
Psyche casta

Els Psychidae són una família d'insectes lepidòpters, coneguts com a moixells errants. El nom de "moixells errants" el reben perquè les erugues es protegeixen amb una càpsula de seda adhesiva per fora i a la que ben aviat s'enganxen partícules vegetals, com trossets de palla o líquens, terra i pols. Així semblen un moixell de detrits o brutícia que va caminant, excepte durant l'estat de crisàlide. Les espècies més menudes no ultrapassen 1 cm de llargada, però hi ha algunes espècies tropicals que poden arribar fins a 15 cm. La forma i els components del moixell varien segons l'espècie i els materials que hi hagi a la zona on es troba.
Hi ha set subfamílies amb unes 600 espècies. A la Península Ibèrica podem trobar-ne exemplars de:
- Acanthopsyche atra (Linnaeus, 1767)
- Apterona crenulella (Bruand, 1853)
- Apterona gracilis (Ad. Speyer, 1886)
- Apterona helicoidella (Vallot, 1827)
- Apterona nylanderi (Wehrli, 1927)
- Bankesia conspurcatella (Zeller, 1850)
- Bijugis bombycella (Denis & Schiffermuller, 1775)
- Bijugis pectinella (Denis & Schiffermuller, 1775)
- Brevantennia pinkeri Sieder, 1964
- Canephora hirsuta (Poda, 1761)
- Dahlica larella (Chretien, 1906)
- Dahlica rianella Hattenschwiler, 1981
- Dahlica triquetrella (Hübner, 1813)
- Diplodoma laichartingella Goeze, 1783
- Dissoctena albidella Rebel, 1902
- Dissoctena granigerella Staudinger, 1859
- Eotaleporia lusitaniella Amsel, 1955
- Epichnopterix plumella (Denis & Schiffermuller, 1775)
- Epichnopterix sieboldi (Reutti, 1853)
- Eumasia brunella Hattenschwiler, 1996
- Eumasia parietariella (Heydenreich, 1851)
- Luffia lapidella (Goeze, 1783)
- Narycia astrella (Herrich-Schäffer, 1851)
- Narycia duplicella (Goeze, 1783)
- Oiketicoides eganai (Agenjo, 1962)
- Oiketicoides febretta (Boyer de Fonscolombe, 1835)
- Oiketicoides tedaldii (Heylaerts, 1881)
- Oreopsyche tenella (Ad. Speyer, 1862)
- Pachythelia villosella (Ochsenheimer, 1810)
- Penestoglossa dardoinella (Milliere, 1863)
- Penestoglossa pyrenaella Herrmann, 2006
- Phalacropterix calberlae (Heylaerts, 1890)
- Phalacropterix fritschi Hattenschwiler, 2003
- Phalacropterix graminifera (Fourcroy, 1785)
- Phalacropterix praecellens (Staudinger, 1870)
- Placodoma ragonoti (Rebel, 1901)
- Pseudobankesia casaella Hattenschwiler, 1994
- Pseudobankesia leleupiella Henderickx, 1997
- Psyche casta (Pallas, 1767)
- Psyche crassiorella Bruand, 1851
- Psyche pyrenaea (Bourgogne, 1961)
- Psychidea nudella (Ochsenheimer, 1810)
- Ptilocephala agrostidis (Schrank, 1802)
- Ptilocephala albida (Esper, 1786)
- Ptilocephala ardanazi (Agenjo, 1954)
- Ptilocephala colossa (A. Bang-Haas, 1907)
- Ptilocephala fulminella (Milliere, 1865)
- Ptilocephala leschenaulti (Staudinger, 1860)
- Ptilocephala lessei (Bourgogne, 1954)
- Ptilocephala malvinella (Milliere, 1858)
- Ptilocephala matthesi (Bourgogne, 1954)
- Ptilocephala melanura (Bourgogne, 1954)
- Ptilocephala moncaunella (Chapman, 1903)
- Ptilocephala monteiroi (Bourgogne, 1953)
- Ptilocephala muscella (Denis & Schiffermuller, 1775)
- Ptilocephala piae Hattenschwiler, 1996
- Ptilocephala plumifera (Ochsenheimer, 1810)
- Ptilocephala pyrenaella (Herrich-Schäffer, 1852)
- Ptilocephala sicheliella (Bruand, 1858)
- Ptilocephala silphella (Milliere, 1871)
- Ptilocephala triaena (Bourgogne, 1940)
- Pygmaeotinea crisostomella Amsel, 1957
- Rebelia surientella (Bruand, 1858)
- Sterrhopterix fusca (Haworth, 1809)
- Taleporia improvisella Staudinger, 1859
- Taleporia politella (Ochsenheimer, 1816)
- Taleporia tubulosa (Retzius, 1783)
- Typhonia ciliaris (Ochsenheimer, 1810)

## Pterolonchidae

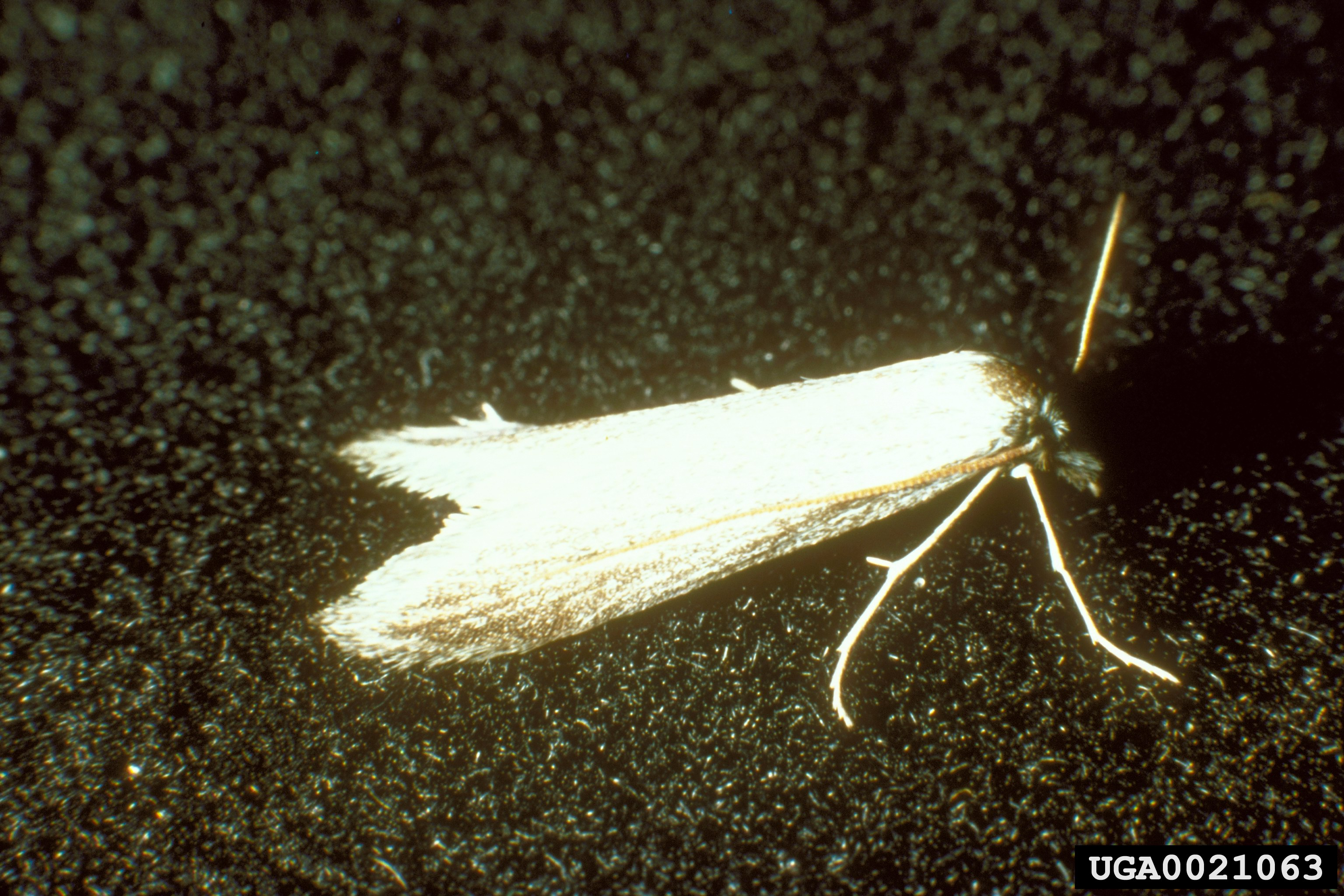
Pterolonche inspersa

Els Pterolonchidae és una petita família d'arnes pertanyent a la superfamília Gelechioidea. 
A la Península Ibèrica podem trobar exemplars de:
- Pterolonche gozmaniella Vives, 1984
- Pterolonche lutescentella Chretien, 1922
- Pterolonche pulverulenta Zeller, 1847
- Pterolonche albescens Zeller, 1847
- Pterolonche inspersa Staudinger, 1859

## Pterophoridae

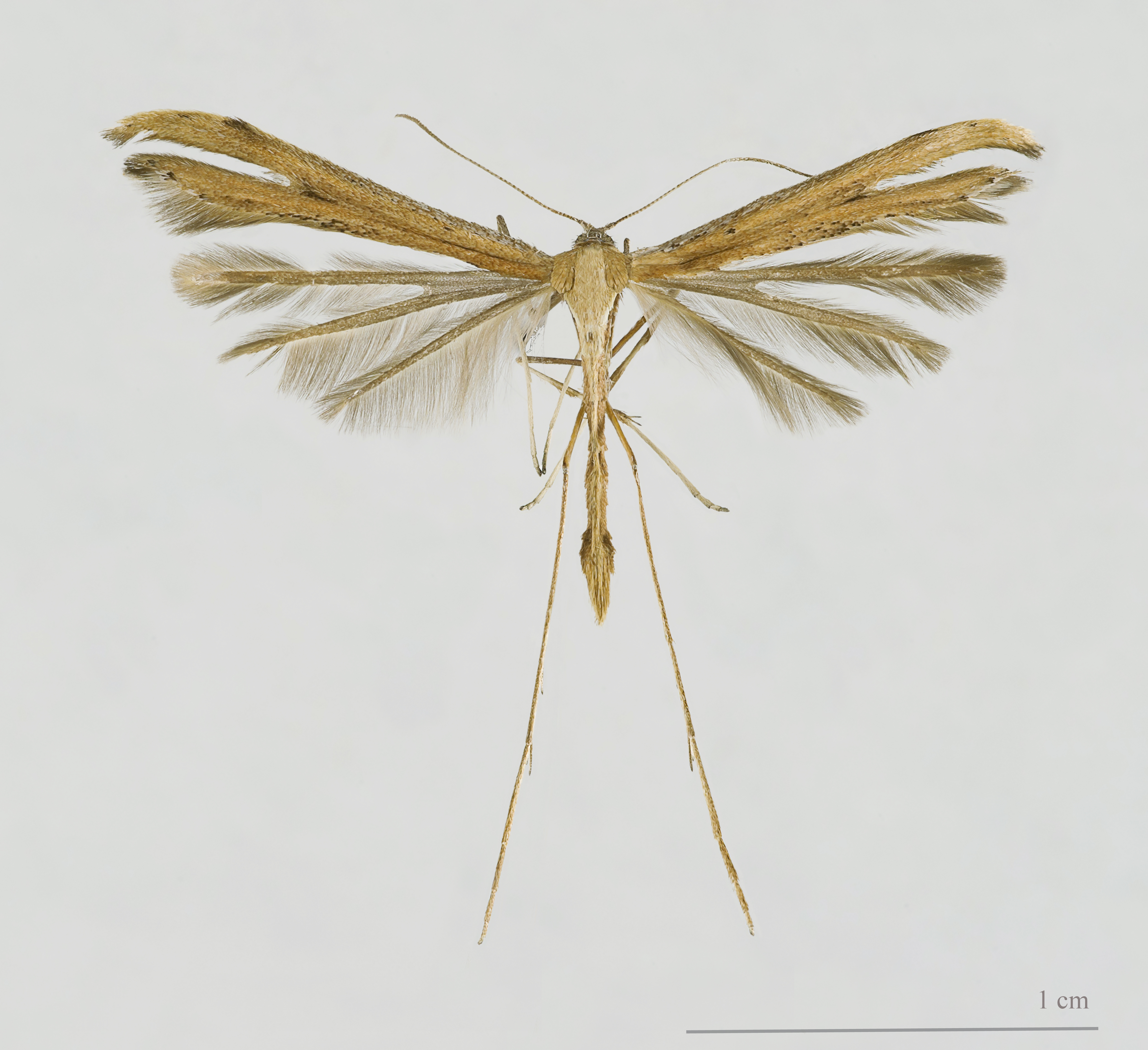
Emmelina monodactyla

Els pteroforoïdeus (Pterophoroidea) són una superfamília de lepidòpters glossats del clade Ditrysia.
A la Península Ibèrica hi podem trobar les següents espècies:
- Adaina microdactyla (Hübner, 1813)
- Agdistis adactyla (Hübner, 1819)
- Agdistis bennetii (Curtis, 1833)
- Agdistis betica Arenberger, 1978
- Agdistis bifurcatus Agenjo, 1952
- Agdistis espunae Arenberger, 1978
- Agdistis frankeniae (Zeller, 1847)
- Agdistis gittia Arenberger, 1988
- Agdistis glaseri Arenberger, 1978
- Agdistis hartigi Arenberger, 1973
- Agdistis heydeni (Zeller, 1852)
- Agdistis manicata Staudinger, 1859
- Agdistis melitensis Amsel, 1954
- Agdistis meridionalis (Zeller, 1847)
- Agdistis neglecta Arenberger, 1976
- Agdistis paralia (Zeller, 1847)
- Agdistis pseudocanariensis Arenberger, 1973
- Agdistis satanas Milliere, 1875
- Agdistis tamaricis (Zeller, 1847)
- Amblyptilia acanthadactyla (Hübner, 1813)
- Amblyptilia punctidactyla (Haworth, 1811)
- Buckleria paludum (Zeller, 1839)
- Calyciphora adamas (Constant, 1895)
- Calyciphora albodactylus (Fabricius, 1794)
- Calyciphora nephelodactyla (Eversmann, 1844)
- Capperia bonneaui Bigot, 1987
- Capperia britanniodactylus (Gregson, 1867)
- Capperia celeusi (Frey, 1886)
- Capperia fusca (O. Hofmann, 1898)
- Capperia hellenica Adamczewski, 1951
- Capperia loranus (Fuchs, 1895)
- Capperia maratonica Adamczewski, 1951
- Cnaemidophorus rhododactyla (Denis & Schiffermuller, 1775)
- Crombrugghia distans (Zeller, 1847)
- Crombrugghia kollari (Stainton, 1851)
- Crombrugghia laetus (Zeller, 1847)
- Crombrugghia tristis (Zeller, 1841)
- Emmelina argoteles (Meyrick, 1922)
- Emmelina monodactyla (Linnaeus, 1758)
- Geina didactyla (Linnaeus, 1758)
- Gillmeria pallidactyla (Haworth, 1811)
- Gypsochares bigoti Gibeaux & Nel, 1989
- Hellinsia carphodactyla (Hübner, 1813)
- Hellinsia inulae (Zeller, 1852)
- Hellinsia osteodactylus (Zeller, 1841)
- Hellinsia pectodactylus (Staudinger, 1859)
- Lantanophaga pusillidactylus (Walker, 1864)
- Marasmarcha lunaedactyla (Haworth, 1811)
- Marasmarcha oxydactylus (Staudinger, 1859)
- Megalorhipida leucodactylus (Fabricius, 1794)
- Merrifieldia baliodactylus (Zeller, 1841)
- Merrifieldia chordodactylus (Staudinger, 1859)
- Merrifieldia leucodactyla (Denis & Schiffermuller, 1775)
- Merrifieldia malacodactylus (Zeller, 1847)
- Merrifieldia tridactyla (Linnaeus, 1758)
- Oidaematophorus constanti Ragonot, 1875
- Oidaematophorus giganteus (Mann, 1855)
- Oidaematophorus lithodactyla (Treitschke, 1833)
- Oidaematophorus rogenhoferi (Mann, 1871)
- Oxyptilus chrysodactyla (Denis & Schiffermuller, 1775)
- Oxyptilus ericetorum (Stainton, 1851)
- Oxyptilus parvidactyla (Haworth, 1811)
- Oxyptilus pilosellae (Zeller, 1841)
- Platyptilia calodactyla (Denis & Schiffermuller, 1775)
- Platyptilia farfarellus Zeller, 1867
- Platyptilia gonodactyla (Denis & Schiffermuller, 1775)
- Platyptilia iberica Rebel, 1935
- Platyptilia isodactylus (Zeller, 1852)
- Platyptilia tesseradactyla (Linnaeus, 1761)
- Procapperia maculatus (Constant, 1865)
- Pterophorus ischnodactyla (Treitschke, 1835)
- Pterophorus pentadactyla (Linnaeus, 1758)
- Puerphorus olbiadactylus (Milliere, 1859)
- Stangeia siceliota (Zeller, 1847)
- Stenoptilia aridus (Zeller, 1847)
- Stenoptilia bipunctidactyla (Scopoli, 1763)
- Stenoptilia coprodactylus (Stainton, 1851)
- Stenoptilia elkefi Arenberger, 1984
- Stenoptilia graphodactyla (Treitschke, 1833)
- Stenoptilia gratiolae Gibeaux & Nel, 1990
- Stenoptilia hahni Arenberger, 1989
- Stenoptilia lutescens (Herrich-Schäffer, 1855)
- Stenoptilia millieridactylus (Bruand, 1861)
- Stenoptilia mimula Gibeaux, 1985
- Stenoptilia nepetellae Bigot & Picard, 1983
- Stenoptilia pelidnodactyla (Stein, 1837)
- Stenoptilia pterodactyla (Linnaeus, 1761)
- Stenoptilia reisseri Rebel, 1935
- Stenoptilia stigmatodactylus (Zeller, 1852)
- Stenoptilia zophodactylus (Duponchel, 1840)
- Stenoptilodes taprobanes (Felder & Rogenhofer, 1875)
- Tabulaephorus punctinervis (Constant, 1885)
- Wheeleria raphiodactyla (Rebel, 1901)
- Wheeleria spilodactylus (Curtis, 1827)

## Pyralidae

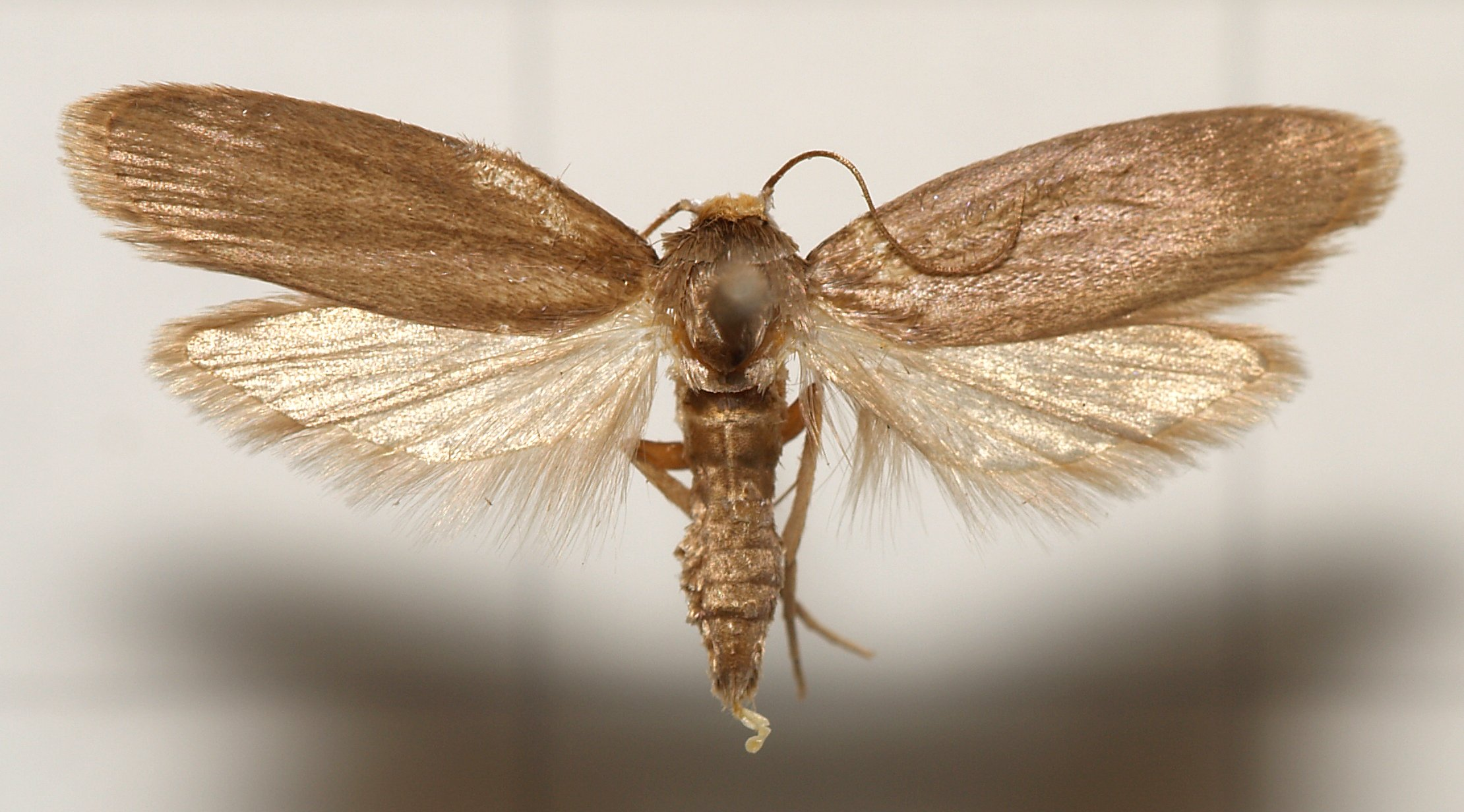
Achroia grisella

Els piràlids (Pyralidae) són una família de lepidòpters que són arnes. En moltes classificacions les Crambidae o arnes de l'herba s'han tractat com una subdivisió de les Pyralidae, darrerament Munroe & Solis, in Kristensen (1999) conserva les Crambidae com a família completa.
Es reconeixen les següents:

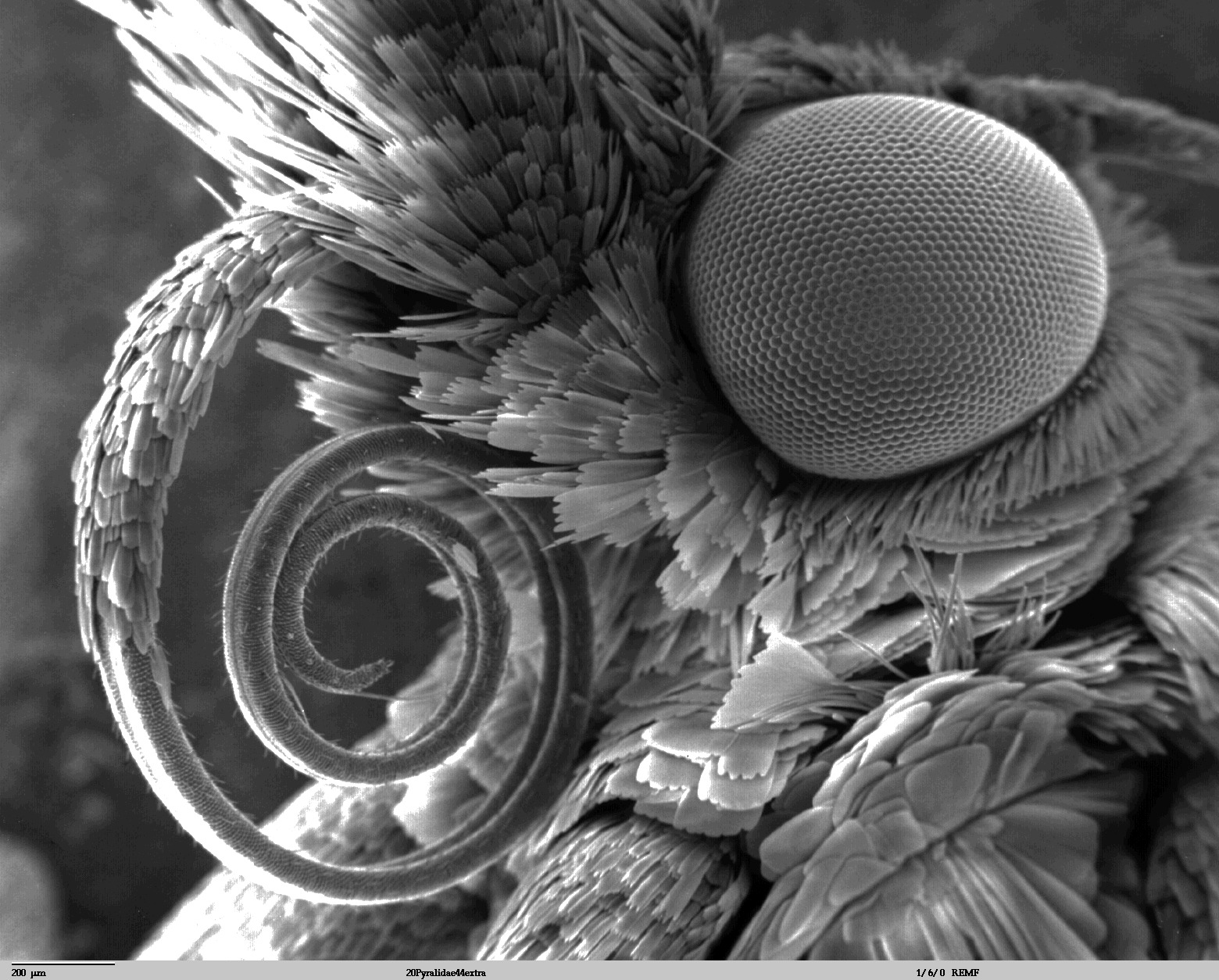
Cap d'un piràlid

- Achroia grisella (Fabricius, 1794)
- Acrobasis advenella (Zincken, 1818)
- Acrobasis bithynella Zeller, 1848
- Acrobasis centunculella (Mann, 1859)
- Acrobasis consociella (Hübner, 1813)
- Acrobasis dulcella (Zeller, 1848)
- Acrobasis glaucella Staudinger, 1859
- Acrobasis legatea (Haworth, 1811)
- Acrobasis marmorea (Haworth, 1811)
- Acrobasis obliqua (Zeller, 1847)
- Acrobasis obtusella (Hübner, 1796)
- Acrobasis porphyrella (Duponchel, 1836)
- Acrobasis repandana (Fabricius, 1798)
- Acrobasis romanella (Milliere, 1870)
- Acrobasis sodalella Zeller, 1848
- Acrobasis suavella (Zincken, 1818)
- Acrobasis tumidana (Denis & Schiffermuller, 1775)
- Acrobasis xanthogramma (Staudinger, 1870)
- Aglossa brabanti Ragonot, 1884
- Aglossa caprealis (Hübner, 1809)
- Aglossa dimidiatus (Haworth, 1809)
- Aglossa mayrae Ylla, Sumpich, Gastón, Huertas & Macià, 2017 (EN)
- Aglossa pinguinalis (Linnaeus, 1758)
- Aglossa rabatalis (Joannis, 1923)
- Aglossa rubralis Hampson, 1900
- Alophia combustella (Herrich-Schäffer, 1855)
- Amphithrix sublineatella (Staudinger, 1859)
- Ancylodes dealbatella (Erschoff, 1874)
- Ancylodes pallens Ragonot, 1887
- Ancylosis albidella Ragonot, 1888
- Ancylosis arenosella (Staudinger, 1859)
- Ancylosis brunneella (Chretien, 1911)
- Ancylosis calcariella (Ragonot, 1901)
- Ancylosis cinnamomella (Duponchel, 1836)
- Ancylosis convexella (Lederer, 1855)
- Ancylosis deserticola (Staudinger, 1870)
- Ancylosis gracilella Ragonot, 1887
- Ancylosis harmoniella (Ragonot, 1887)
- Ancylosis imitella Hampson, 1901
- Ancylosis maculifera Staudinger, 1870
- Ancylosis oblitella (Zeller, 1848)
- Ancylosis ochracea (Staudinger, 1870)
- Ancylosis pectinatella (Ragonot, 1887)
- Ancylosis rhodochrella (Herrich-Schäffer, 1852)
- Ancylosis roscidella (Eversmann, 1844)
- Ancylosis samaritanella (Zeller, 1867)
- Ancylosis sareptalla (Herrich-Schäffer, 1861)
- Ancylosis uncinatella (Ragonot, 1890)
- Ancylosis versicolorella (Ragonot, 1887)
- Ancylosis xylinella (Staudinger, 1870)
- Anerastia lotella (Hübner, 1813)
- Aphomia murciella (Zerny, 1914)
- Aphomia sabella (Hampson, 1901)
- Aphomia sociella (Linnaeus, 1758)
- Aphomia unicolor (Staudinger, 1880)
- Aphomia zelleri Joannis, 1932
- Apomyelois ceratoniae (Zeller, 1839)
- Archiephestia adpiscinella (Chretien, 1911)
- Asalebria florella (Mann, 1862)
- Asalebria geminella (Eversmann, 1844)
- Asalebria pseudoflorella (A. Schmidt, 1934)
- Asalebria venustella (Ragonot, 1887)
- Asarta aethiopella (Duponchel, 1837)
- Asarta albarracinella Leraut & Luquet, 1991
- Asartodes monspesulalis (Duponchel, 1834)
- Asartodes zapateri (Ragonot, 1882)
- Assara conicolella (Constant, 1884)
- Bostra obsoletalis (Mann, 1884)
- Bradyrrhoa adrianae Asselbergs, 2002
- Bradyrrhoa cantenerella (Duponchel, 1837)
- Bradyrrhoa luteola (La Harpe, 1860)
- Bradyrrhoa marianella Ragonot, 1887
- Cadra abstersella (Zeller, 1847)
- Cadra calidella (Guenee, 1845)
- Cadra cautella (Walker, 1863)
- Cadra figulilella (Gregson, 1871)
- Cadra furcatella (Herrich-Schäffer, 1849)
- Cathayia insularum (Speidel & Schmitz, 1991)
- Corcyra cephalonica (Stainton, 1866)
- Cremnophila sedakovella (Eversmann, 1851)
- Cryptoblabes bistriga (Haworth, 1811)
- Cryptoblabes gnidiella (Milliere, 1867)
- Delplanqueia dilutella (Denis & Schiffermuller, 1775)
- Delplanqueia inscriptella (Duponchel, 1836)
- Denticera divisella (Duponchel, 1842)
- Dioryctria abietella (Denis & Schiffermuller, 1775)
- Dioryctria aulloi Barbey, 1930
- Dioryctria mendacella (Staudinger, 1859)
- Dioryctria pineae (Staudinger, 1859)
- Dioryctria robiniella (Milliere, 1865)
- Dioryctria sylvestrella (Ratzeburg, 1840)
- Eccopisa effractella Zeller, 1848
- Elegia fallax (Staudinger, 1881)
- Elegia similella (Zincken, 1818)
- Ematheudes punctella (Treitschke, 1833)
- Emmalocera anerastica (Snellen, 1879)
- Endotricha flammealis (Denis & Schiffermuller, 1775)
- Ephestia disparella Hampson, 1901
- Ephestia elutella (Hübner, 1796)
- Ephestia inquietella Zerny, 1932
- Ephestia kuehniella Zeller, 1879
- Ephestia mistralella (Milliere, 1874)
- Ephestia parasitella Staudinger, 1859
- Ephestia unicolorella Staudinger, 1881
- Ephestia welseriella (Zeller, 1848)
- Epidauria strigosa (Staudinger, 1879)
- Epischidia fulvostrigella (Eversmann, 1844)
- Epischnia asteris Staudinger, 1870
- Epischnia castillella Ragonot, 1894
- Epischnia illotella Zeller, 1839
- Epischnia leucoloma Herrich-Schäffer, 1849
- Epischnia prodromella (Hübner, 1799)
- Episcythrastis tabidella (Mann, 1864)
- Episcythrastis tetricella (Denis & Schiffermuller, 1775)
- Etiella zinckenella (Treitschke, 1832)
- Eurhodope cirrigerella (Zincken, 1818)
- Eurhodope cruentella (Duponchel, 1843)
- Eurhodope incensella (Staudinger, 1859)
- Eurhodope rosella (Scopoli, 1763)
- Euzophera bigella (Zeller, 1848)
- Euzophera cinerosella (Zeller, 1839)
- Euzophera fuliginosella (Heinemann, 1865)
- Euzophera lunulella (O. Costa, 1836)
- Euzophera osseatella (Treitschke, 1832)
- Euzophera pinguis (Haworth, 1811)
- Euzophera subcribrella Ragonot, 1887
- Euzopherodes vapidella (Mann, 1857)
- Faveria dionysia (Zeller, 1846)
- Galleria mellonella (Linnaeus, 1758)
- Glyptoteles leucacrinella Zeller, 1848
- Gymnancyla canella (Denis & Schiffermuller, 1775)
- Gymnancyla hornigii (Lederer, 1852)
- Gymnancyla ruscinonella Ragonot, 1888
- Gymnancyla sfakesella Chretien, 1911
- Homoeosoma inustella Ragonot, 1884
- Homoeosoma nebulella (Denis & Schiffermuller, 1775)
- Homoeosoma nevadellum Roesler, 1965
- Homoeosoma nimbella (Duponchel, 1837)
- Homoeosoma sinuella (Fabricius, 1794)
- Homoeosoma soaltheirellum Roesler, 1965
- Hypochalcia ahenella (Denis & Schiffermuller, 1775)
- Hypochalcia lignella (Hübner, 1796)
- Hypotia colchicalis (Herrich-Schäffer, 1851)
- Hypotia corticalis (Denis & Schiffermuller, 1775)
- Hypotia infulalis Lederer, 1858
- Hypotia leucographalis (Hampson, 1900)
- Hypotia massilialis (Duponchel, 1832)
- Hypotia miegi Ragonot, 1895
- Hypotia numidalis (Hampson, 1900)
- Hypotia pectinalis (Herrich-Schäffer, 1838)
- Hypsopygia costalis (Fabricius, 1775)
- Hypsopygia fulvocilialis (Duponchel, 1834)
- Hypsopygia glaucinalis (Linnaeus, 1758)
- Hypsopygia incarnatalis (Zeller, 1847)
- Hypsopygia rubidalis (Denis & Schiffermuller, 1775)
- Hypsotropa vulneratella (Zeller, 1847)
- Isauria dilucidella (Duponchel, 1836)
- Khorassania compositella (Treitschke, 1835)
- Laetilia loxogramma (Staudinger, 1870)
- Lamoria anella (Denis & Schiffermuller, 1775)
- Lamoria jordanis Ragonot, 1901
- Loryma egregialis (Herrich-Schäffer, 1838)
- Matilella fusca (Haworth, 1811)
- Megasis rippertella (Zeller, 1839)
- Merulempista cingillella (Zeller, 1846)
- Merulempista ragonoti Rothschild, 1913
- Merulempista turturella (Zeller, 1848)
- Metallostichodes nigrocyanella (Constant, 1865)
- Moitrelia boeticella (Ragonot, 1887)
- Moitrelia hispanella Staudinger, 1859
- Moitrelia italogallicella (Milliere, 1882)
- Moitrelia obductella (Zeller, 1839)
- Myelois circumvoluta (Fourcroy, 1785)
- Myelois fuscicostella Mann, 1861
- Nephopterix angustella (Hübner, 1796)
- Neurotomia coenulentella (Zeller, 1846)
- Niethammeriodes diremptella (Ragonot, 1887)
- Niethammeriodes ustella (Ragonot, 1887)
- Nyctegretis lineana (Scopoli, 1786)
- Nyctegretis ruminella La Harpe, 1860
- Oncocera semirubella (Scopoli, 1763)
- Oxybia transversella (Duponchel, 1836)
- Paramaxillaria amatrix (Zerny, 1927)
- Pempelia albariella Zeller, 1839
- Pempelia brephiella (Staudinger, 1879)
- Pempelia genistella (Duponchel, 1836)
- Pempelia palumbella (Denis & Schiffermuller, 1775)
- Pempeliella ardosiella (Ragonot, 1887)
- Pempeliella enderleini (Rebel, 1934)
- Pempeliella malacella (Staudinger, 1870)
- Pempeliella ornatella (Denis & Schiffermuller, 1775)
- Pempeliella sororiella Zeller, 1839
- Phycita coronatella (Guenee, 1845)
- Phycita diaphana (Staudinger, 1870)
- Phycita poteriella (Zeller, 1846)
- Phycita roborella (Denis & Schiffermuller, 1775)
- Phycita strigata (Staudinger, 1879)
- Phycita torrenti Agenjo, 1962
- Phycitodes albatella (Ragonot, 1887)
- Phycitodes binaevella (Hübner, 1813)
- Phycitodes eliseannae Leraut, 2002
- Phycitodes inquinatella (Ragonot, 1887)
- Phycitodes lacteella (Rothschild, 1915)
- Phycitodes saxicola (Vaughan, 1870)
- Phycitodes subcretacella (Ragonot, 1901)
- Pima boisduvaliella (Guenee, 1845)
- Plodia interpunctella (Hübner, 1813)
- Polyochodes stipella Chretien, 1911
- Praeepischnia nevadensis (Rebel, 1910)
- Pseudacrobasis nankingella Roesler, 1975
- Psorosa dahliella (Treitschke, 1832)
- Psorosa flavifasciella Hampson, 1901
- Psorosa mediterranella Amsel, 1953
- Pterothrixidia rufella (Duponchel, 1836)
- Pyralis farinalis (Linnaeus, 1758)
- Pyralis lienigialis (Zeller, 1843)
- Pyralis regalis Denis & Schiffermuller, 1775
- Raphimetopus ablutella (Zeller, 1839)
- Rhodophaea formosa (Haworth, 1811)
- Salebriopsis albicilla (Herrich-Schäffer, 1849)
- Sciota rhenella (Zincken, 1818)
- Sciota rungsi Leraut, 2002
- Seeboldia korgosella Ragonot, 1887
- Selagia argyrella (Denis & Schiffermuller, 1775)
- Selagia subochrella (Herrich-Schäffer, 1849)
- Seleucia karsholti Vives, 1995
- Stanempista schawerdae (Zerny, 1927)
- Stemmatophora borgialis (Duponchel, 1832)
- Stemmatophora brunnealis (Treitschke, 1829)
- Stemmatophora combustalis (Fischer v. Röslerstamm, 1842)
- Stemmatophora gadesalis Ragonot, 1882
- Stemmatophora gredalis Zerny, 1935
- Stemmatophora honestalis (Treitschke, 1829)
- Stemmatophora rungsi Leraut, 2000
- Stemmatophora syriacalis (Ragonot, 1895)
- Stemmatophora vulpecalis Ragonot, 1891
- Sudaniola remanella Roesler, 1973
- Synaphe antennalis (Fabricius, 1794)
- Synaphe bombycalis (Denis & Schiffermuller, 1775)
- Synaphe chellalalis (Hampson, 1900)
- Synaphe diffidalis (Guenee, 1854)
- Synaphe interjunctalis (Guenee, 1849)
- Synaphe lorquinalis (Guenee, 1854)
- Synaphe moldavica (Esper, 1794)
- Synaphe oculatalis (Ragonot, 1885)
- Synaphe predotalis (Zerny, 1927)
- Synaphe punctalis (Fabricius, 1775)
- Tephris cyriella (Erschoff, 1874)
- Trachonitis capensis Hampson, 1901
- Trachonitis cristella (Denis & Schiffermuller, 1775)
- Tsaraphycis mimeticella (Staudinger, 1879)
- Valdovecaria bradyrrhoella Zerny, 1927
- Valdovecaria hispanicella (Herrich-Schäffer, 1855)
- Vitula biviella (Zeller, 1848)
- Zophodia grossulariella (Hübner, 1809)

## Riodinidae

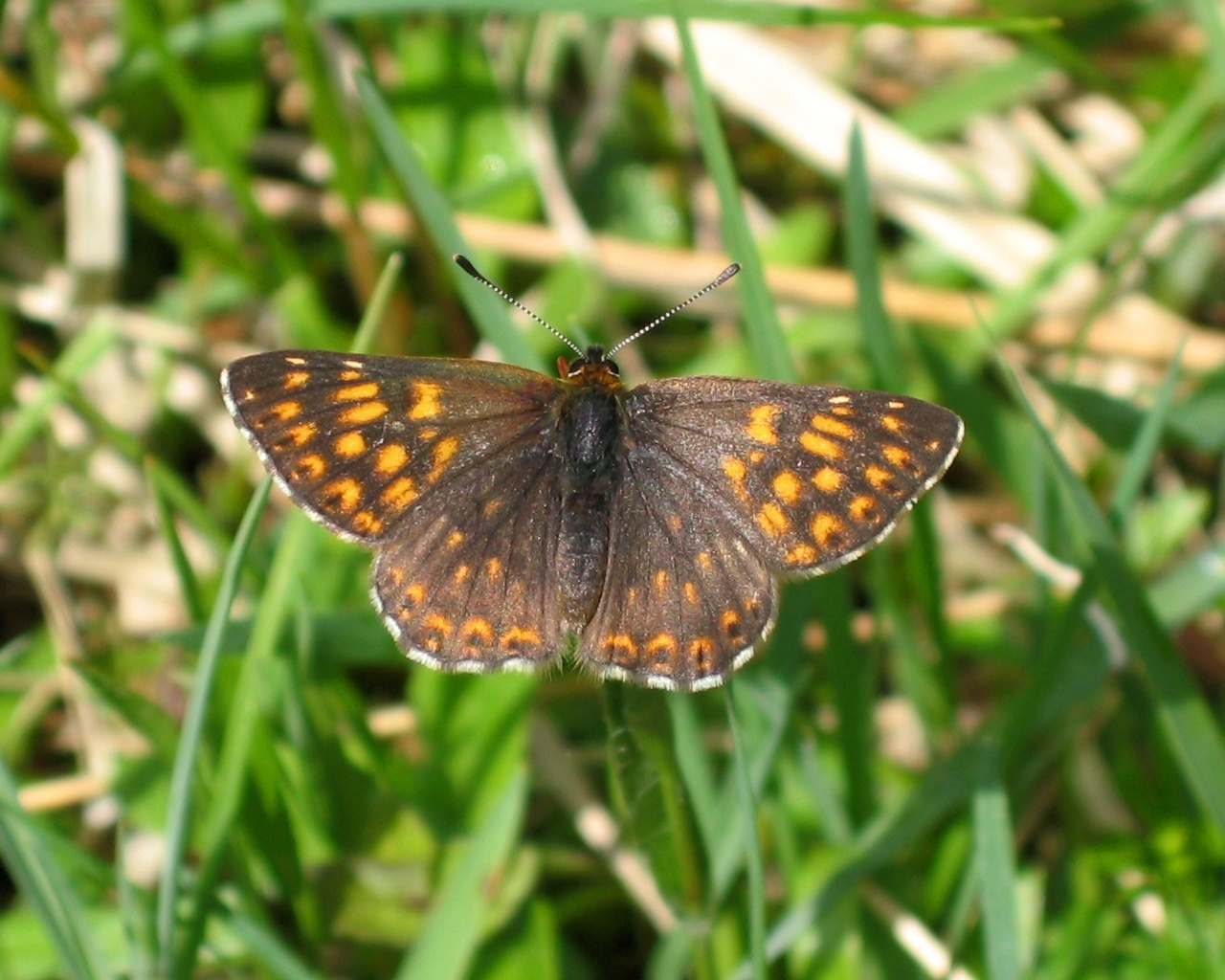
Hamearis lucina

Les Riodinidae són una família de papallones. Generalment tenen taques d'aspecte metàl·lic a les ales. La família té unes 1.000 espècies. La majoria tenen una distribució neotropical però també n'hi ha en altres llocs, com ara, la Península Ibèrica.
Les larves s'alimenten de plantes dins les famílies Araceae, Asteraceae, Bromeliaceae, Bombacaceae, Cecropiaceae, Clusiaceae, Dilleniaceae, Euphorbiaceae, Fabaceae, Lecythidaceae, Loranthaceae, Malpighiaceae, Marantaceae, Melastomataceae, Myrtaceae, Orchidaceae, Rubiaceae, Sapindaceae, Zingiberaceae i també en briòfits i líquens.
A la Península Ibèrica podem trobar exemplars de:
- Hamearis lucina (Linnaeus, 1758)

## Saturniidae

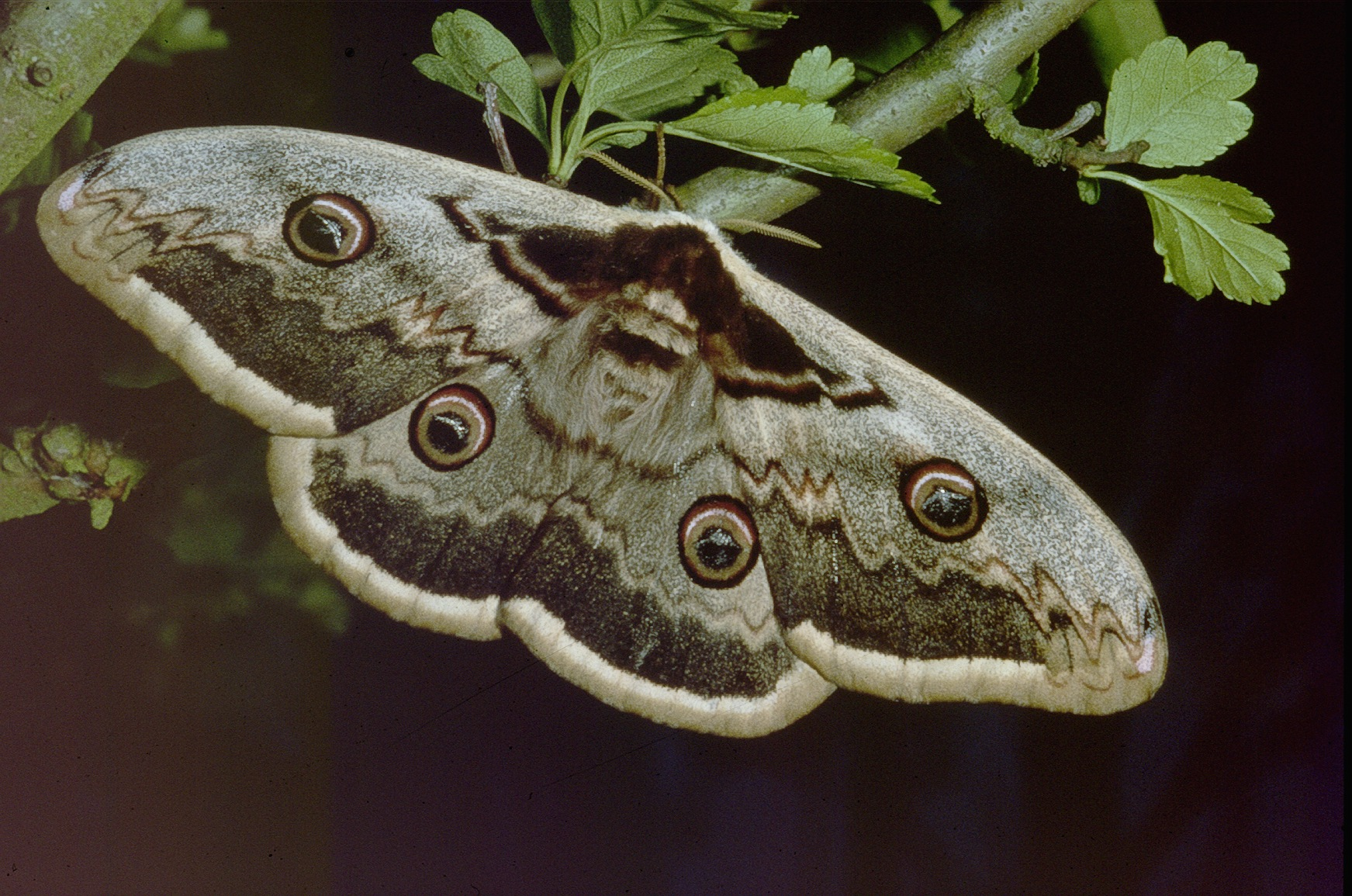
Saturnia pyri o Gran paó de nit

Els satúrnids són una família de lepidòpters considerats vulgarment com papallones nocturnes. Són dels lepidòpters més grossos que hi ha. Se n'han descrit unes 2.400 espècies a tot el món. Els satúrnids inclouen lepidòpters com les papallones gegants de la seda que es creu que tenen el millor olfacte dels éssers vius del món, ja que els mascles poden detectar una femella amb una sola molècula de feromona.
Els adults es caracteritzen per la seva mida molt gran, cossos pesants coberts per escates piloses, ales amb lòbuls, boques reduïdes i caps petits.
Aquestes arnes sovint tenen colors brillants i tenen "ulls" en les seves ales. Normalment els mascles es distingeixen de les femelles per les seves llargues i amples antenes. Molts adults tenen una envergadura alar d'entre 2,5 a 15 cm, però l'espècie tropical Attacus atlas arriba a tenir-ne de 30 cm.
Una dotzena d'espècies viuen a Europa (entre elles Saturnia pyri, el lepidòpter més gros del continent).
- Actias isabellae (Graells, 1849)
- Aglia tau (Linnaeus, 1758)
- Antheraea pernyi (Guerin-Meneville, 1855)
- Samia cynthia (Drury, 1773)
- Saturnia pavonia (Linnaeus, 1758)
- Saturnia pyri (Denis & Schiffermuller, 1775)

## Schreckensteiniidae

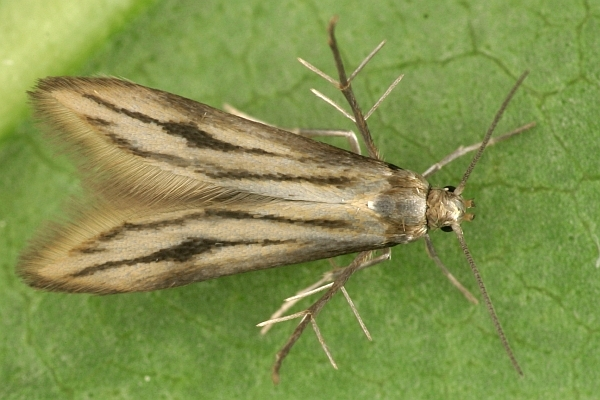
Schreckensteinia festaliella

La Schreckensteinioidea és una superfamília d'insectes lepidopters que conté una sola família, Schreckensteiniidae, que es diferencien a causa de les espines dures de les potes posteriors. La superfamília i la família van ser descrites per Thomas Bainbrigge Fletcher el 1929.
A la Península Ibèrica podem trobar exemplars de:
- Schreckensteinia festaliella (Hübner, 1819)

## Scythrididae

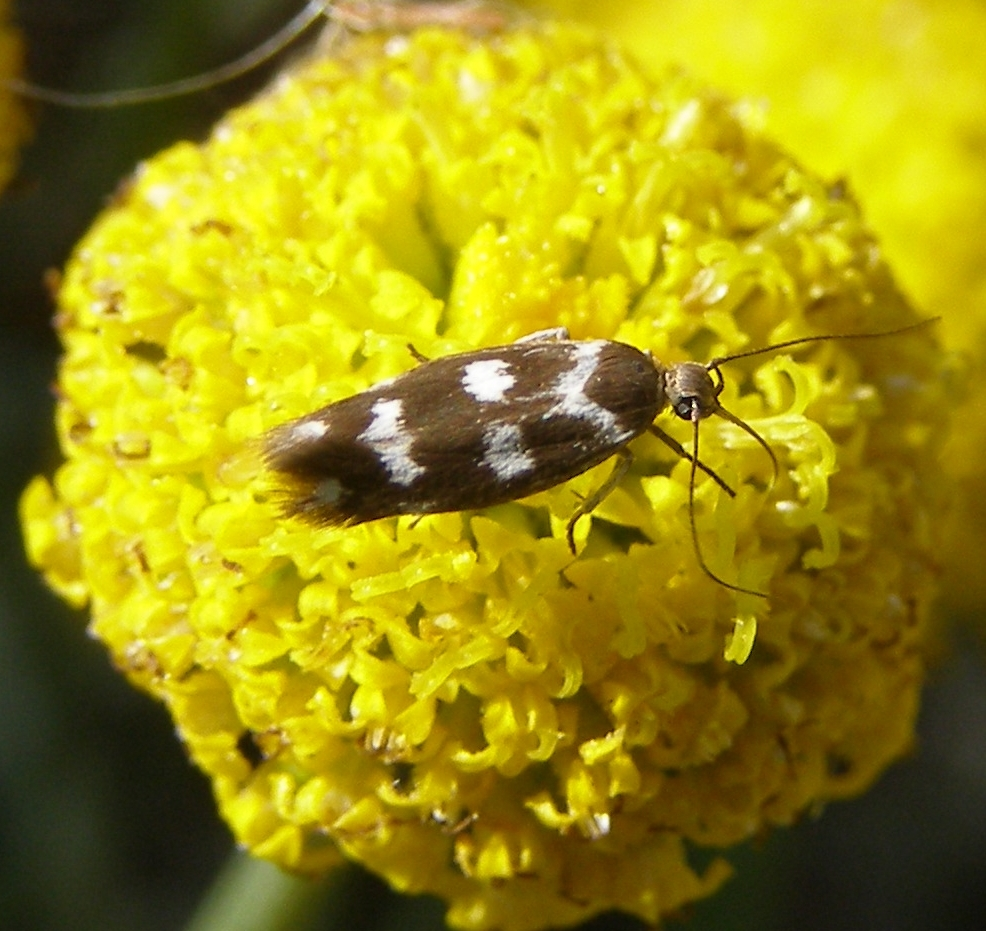
Scythris Scopolella

Les Scythrididae són una família de petites arnes de la superfamília Gelechioidea.
Les Scythrididae adultes són arnes de mida petita a mitjana, que quan estan en repòs apareixen amb forma de llagrima.
A la Península Ibèrica hi podem trobar exemplars de:
- Apostibes raguae Bengtsson, 1997
- Enolmis abenhumeya (Agenjo, 1951)
- Enolmis acanthella (Godart, 1824)
- Enolmis bimerdella (Staudinger, 1859)
- Enolmis delicatella (Rebel, 1901)
- Enolmis delnoydella Groenen & Schreurs, 2016
- Enolmis nevadensis Passerin d'Entreves, 1997
- Enolmis seeboldiella (Agenjo, 1951)
- Enolmis sierraenevadae Passerin d'Entreves, 1997
- Enolmis userai (Agenjo, 1962)
- Enolmis vivesi Bengtsson & Passerin d'Entreves, 1987
- Episcythris triangulella (Ragonot, 1874)
- Eretmocera medinella (Staudinger, 1859)
- Scythris acipenserella K. & T. Nupponen, 2000
- Scythris aenea Passerin d'Entreves, 1984
- Scythris amphonycella (Geyer, 1836)
- Scythris andersi Bengtsson, 1991
- Scythris anomaloptera (Staudinger, 1880)
- Scythris arenbergeri Passerin d'Entreves, 1986
- Scythris bazaensis Bengtsson, 1997
- Scythris bengtbengtssoni Vives, 1994
- Scythris binotiferella (Ragonot, 1880)
- Scythris bornicensis Jackh, 1977
- Scythris braschiella (O. Hofmann, 1897)
- Scythris cicadella (Zeller, 1839)
- Scythris cistorum (Milliere, 1876)
- Scythris clavella (Zeller, 1855)
- Scythris corleyi Bengtsson, 1997
- Scythris crassiuscula (Herrich-Schäffer, 1855)
- Scythris cupreella (Staudinger, 1859)
- Scythris cuspidella (Denis & Schiffermuller, 1775)
- Scythris disparella (Tengstrom, 1848)
- Scythris dissimilella (Herrich-Schäffer, 1855)
- Scythris dorycniella (Milliere, 1861)
- Scythris elegantella (D. Lucas, 1955)
- Scythris empetrella Karsholt & Nielsen, 1976
- Scythris ericetella (Heinemann, 1872)
- Scythris ericivorella (Ragonot, 1880)
- Scythris fallacella (Schlager, 1847)
- Scythris fasciatella (Ragonot, 1880)
- Scythris flavilaterella (Fuchs, 1886)
- Scythris fuscoaenea (Haworth, 1828)
- Scythris garciapitai Vives, 2001
- Scythris gladiella Nupponen & Nupponen, 2004
- Scythris grandipennis (Haworth, 1828)
- Scythris gratiosella Jackh, 1978
- Scythris gravatella (Zeller, 1847)
- Scythris iagella Chretien, 1925
- Scythris iberica Jackh, 1978
- Scythris imperiella Jackh, 1978
- Scythris inertella (Zeller, 1855)
- Scythris insulella (Staudinger, 1859)
- Scythris karinae Bengtsson, 1991
- Scythris knochella (Fabricius, 1794)
- Scythris lafauryi Passerin d'Entreves, 1986
- Scythris lampyrella (Constant, 1865)
- Scythris langohri Passerin d'Entreves, 1990
- Scythris latilineella K. Nupponen, 2013
- Scythris lempkei Bengtsson & Langohr, 1989
- Scythris levantina Passerin d'Entreves & Vives, 1990
- Scythris lhommei Bengtsson & Passerin d'Entreves, 1988
- Scythris limbella (Fabricius, 1775)
- Scythris lobella K. Nupponen, 2013
- Scythris mariannae Bengtsson, 1991
- Scythris martini Bengtsson, 1991
- Scythris minima Bengtsson, 1997
- Scythris moldavicella Caradja, 1905
- Scythris mus Walsingham, 1898
- Scythris nevadensis Passerin d'Entreves, 1990
- Scythris nieukerkeni Bengtsson, 1989
- Scythris obscurella (Scopoli, 1763)
- Scythris parafuscoaenea Bengtsson, 1991
- Scythris picaepennis (Haworth, 1828)
- Scythris pilella Bengtsson, 1991
- Scythris popescugorji Passerin d'Entreves, 1984
- Scythris potentillella (Zeller, 1847)
- Scythris productella (Zeller, 1839)
- Scythris pseudolocustella Passerin d'Entreves & Vives, 1990
- Scythris pulicella (Staudinger, 1859)
- Scythris ridiculella Caradja, 1920
- Scythris rondaensis Bengtsson, 1997
- Scythris rubioi Agenjo, 1962
- Scythris saarelai K. & T. Nupponen, 1999
- Scythris salviella Meess, 1910
- Scythris sappadensis Bengtsson, 1992
- Scythris scipionella (Staudinger, 1859)
- Scythris scopolella (Linnaeus, 1767)
- Scythris scorpionella Jackh, 1977
- Scythris seliniella (Zeller, 1839)
- Scythris siccella (Zeller, 1839)
- Scythris staudingeri Jackh, 1978
- Scythris subfasciata (Staudinger, 1880)
- Scythris subseliniella (Heinemann, 1876)
- Scythris tabidella (Herrich-Schäffer, 1855)
- Scythris tenuivittella (Stainton, 1867)
- Scythris tergestinella (Zeller, 1855)
- Scythris traugotti Bengtsson, 1991
- Scythris tributella (Zeller, 1847)
- Scythris vartianae Kasy, 1962
- Scythris veletae Passerin d'Entreves, 1990
- Scythris ventosella Chretien, 1907
- Scythris villari Agenjo, 1971
- Scythris vittella (O. Costa, 1834)
- Scythris xanthopygella (Staudinger, 1859)

## Sesiidae

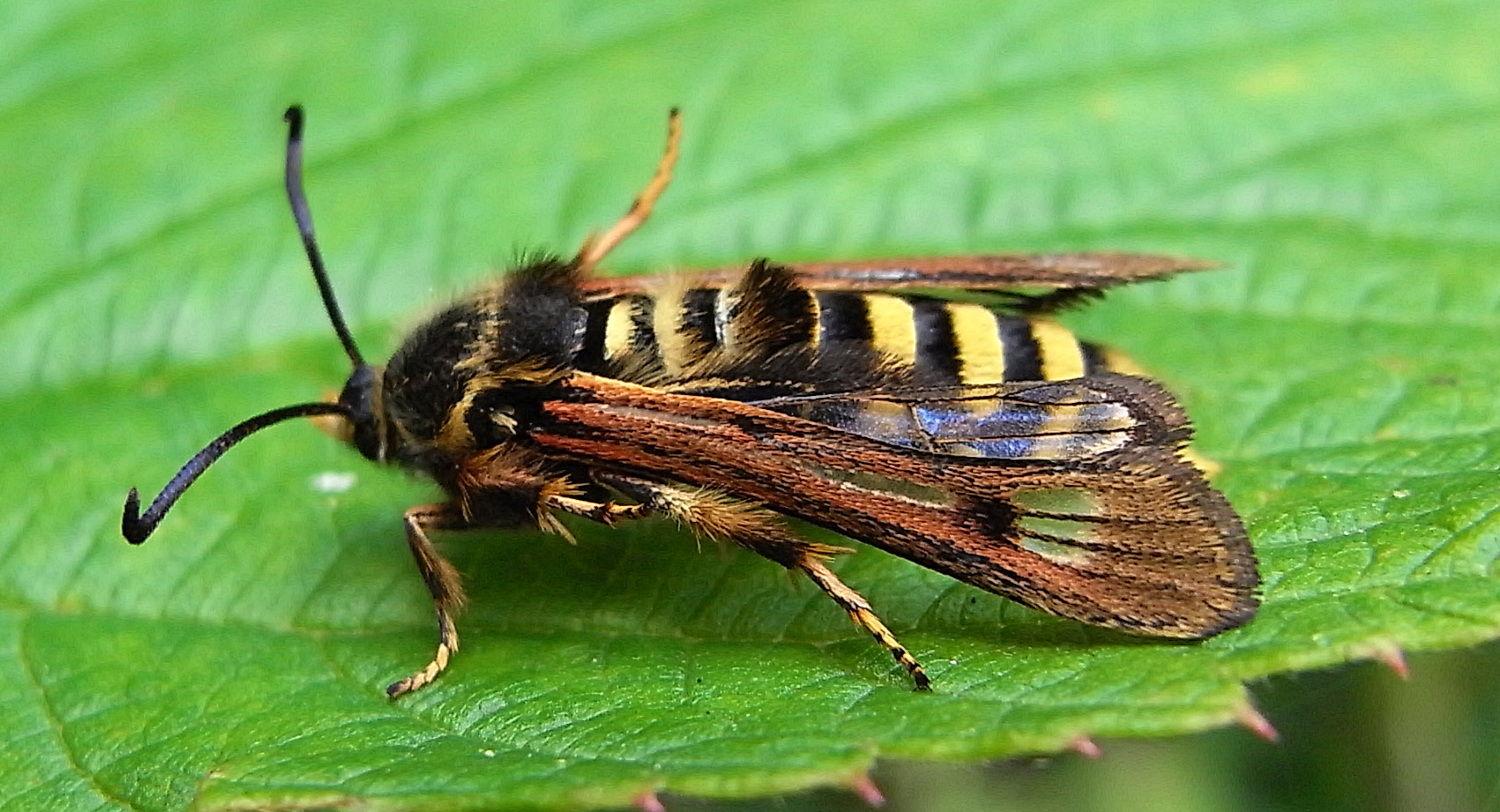
Pennisetia hylaeiformis

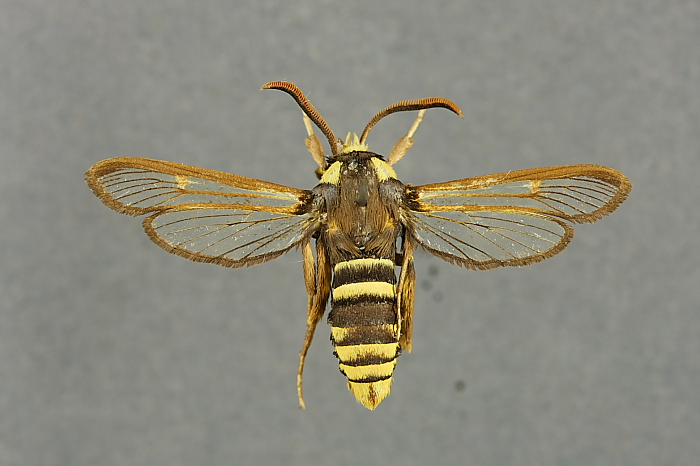
Sesia apiformis

Els Sesiidae és una família de lepidòpters heteròcers glossats de la superfamília Sesioidea. S'han identificat un total de 151 gèneres i unes 1370 espècies, la major part de les quals són tropicals. Els adults volen durant el dia; a més mimetitzen himenòpters. Les erugues són minadores de troncs i tiges i algunes espècies s'alimenten d'arrels. No s'han de confondre amb el gènere Hemaris, de la família Sphingidae.
Es reconeixen les següents:
- Bembecia abromeiti Kallies & Riefenstahl, 2000
- Bembecia albanensis (Rebel, 1918)
- Bembecia fibigeri Z. Lastuvka & A. Lastuvka, 1994
- Bembecia himmighoffeni (Staudinger, 1866)
- Bembecia hymenopteriformis (Bellier, 1860)
- Bembecia iberica Spatenka, 1992
- Bembecia ichneumoniformis (Denis & Schiffermuller, 1775)
- Bembecia psoraleae Bartsch & Bettag, 1997
- Bembecia scopigera (Scopoli, 1763)
- Bembecia sirphiformis (Lucas, 1849)
- Bembecia uroceriformis (Treitschke, 1834)
- Chamaesphecia aerifrons (Zeller, 1847)
- Chamaesphecia bibioniformis (Esper, 1800)
- Chamaesphecia empiformis (Esper, 1783)
- Chamaesphecia euceraeformis (Ochsenheimer, 1816)
- Chamaesphecia leucopsiformis (Esper, 1800)
- Chamaesphecia maurusia Pungeler, 1912
- Chamaesphecia mysiniformis (Boisduval, 1840)
- Chamaesphecia ramburi (Staudinger, 1866)
- Chamaesphecia tenthrediniformis (Denis & Schiffermuller, 1775)
- Paranthrene insolitus Le Cerf, 1914
- Paranthrene tabaniformis (Rottemburg, 1775)
- Pennisetia hylaeiformis (Laspeyres, 1801)
- Pyropteron affinis (Staudinger, 1856)
- Pyropteron aistleitneri (Spatenka, 1992)
- Pyropteron chrysidiformis (Esper, 1782)
- Pyropteron doryliformis (Ochsenheimer, 1808)
- Pyropteron hispanica (Kallies, 1999)
- Pyropteron kautzi (Reisser, 1930)
- Pyropteron koschwitzi (Spatenka, 1992)
- Pyropteron leucomelaena (Zeller, 1847)
- Pyropteron meriaeformis (Boisduval, 1840)
- Pyropteron muscaeformis (Esper, 1783)
- Sesia apiformis (Clerck, 1759)
- Sesia bembeciformis (Hübner, 1806)
- Sesia melanocephala Dalman, 1816
- Synanthedon andrenaeformis (Laspeyres, 1801)
- Synanthedon cephiformis (Ochsenheimer, 1808)
- Synanthedon codeti (Oberthur, 1881)
- Synanthedon conopiformis (Esper, 1782)
- Synanthedon cruciati Bettag & Blasius, 2002
- Synanthedon culiciformis (Linnaeus, 1758)
- Synanthedon formicaeformis (Esper, 1783)
- Synanthedon loranthi (Kralicek, 1966)
- Synanthedon mesiaeformis (Herrich-Schäffer, 1846)
- Synanthedon myopaeformis (Borkhausen, 1789)
- Synanthedon scoliaeformis (Borkhausen, 1789)
- Synanthedon spheciformis (Denis & Schiffermuller, 1775)
- Synanthedon spuleri (Fuchs, 1908)
- Synanthedon stomoxiformis (Hübner, 1790)
- Synanthedon theryi Le Cerf, 1916
- Synanthedon tipuliformis (Clerck, 1759)
- Synanthedon vespiformis (Linnaeus, 1761)
- Tinthia tineiformis (Esper, 1789)

## Somabrachyidae

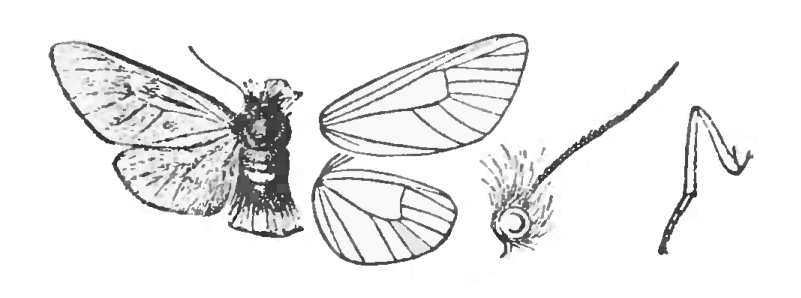
Dibuix d'un Psycharium pellucens extret del Catalogue of Lepidoptera Phalaenae del Museu Britànic (1901).

Els Somabrachyidae són una familia d'arnes dins l'ordre Lepidoptera.
Segons Catalogue of Life inclou 33 espècies de les quals només podem trobar a la península Ibèrica exemplars de:
- Somabrachys aegrota (Klug, 1830)

## Sphingidae

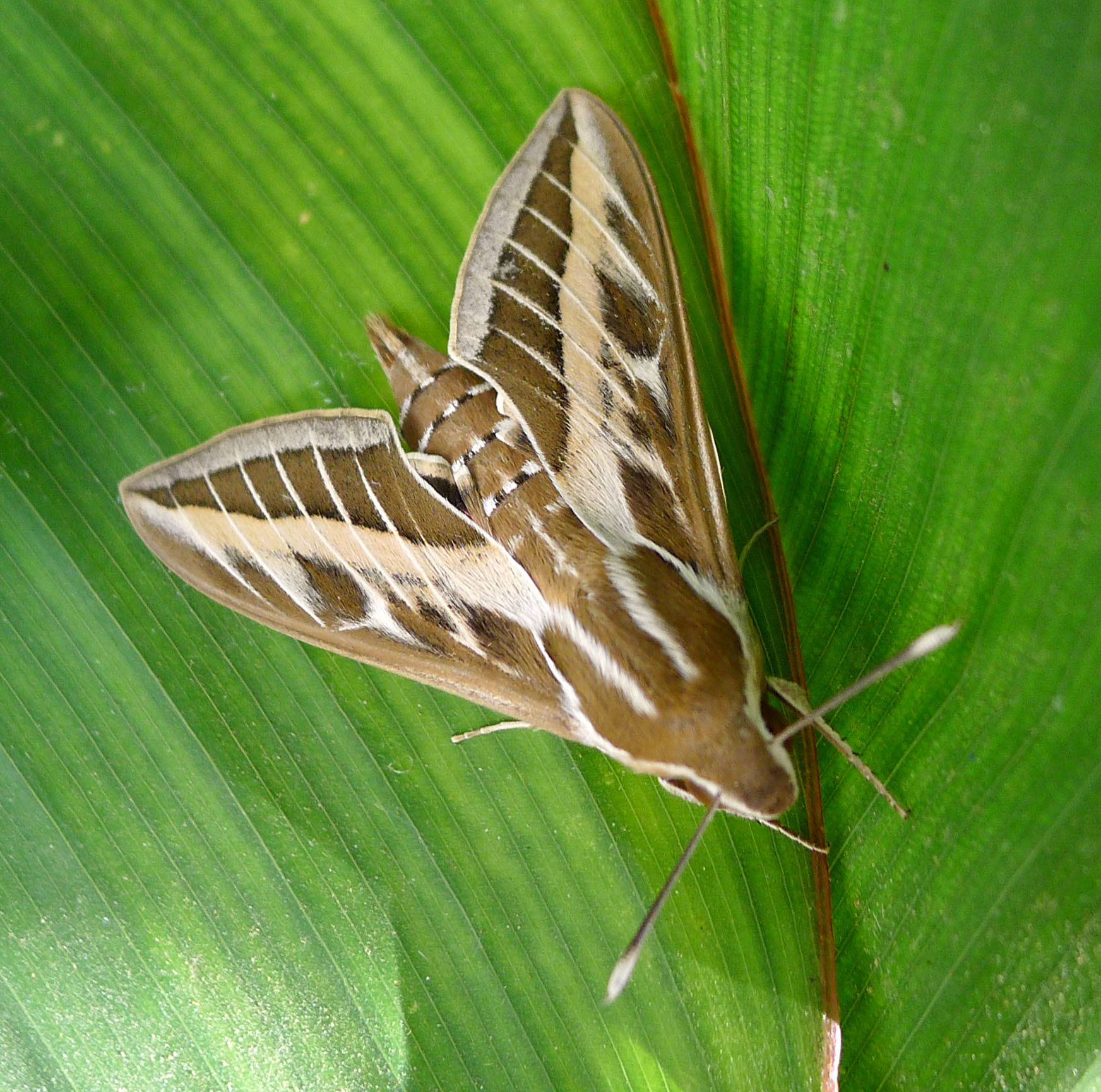
Hyles livornica

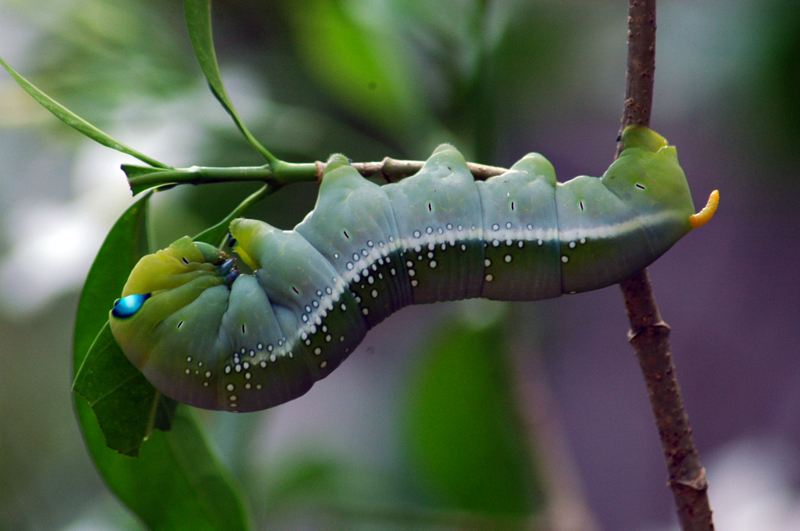
Eruga de Daphnis nerii.

Els esfíngids (Sphingidae) són una família de lepidòpters heteròcers coneguts vulgarment com a borinots i també com a borinos (Mallorca) o barrinols (Eivissa i Formentera). La família conté uns 200 gèneres, amb unes 1.450 espècies. El nom "esfinx" amb què de vegades es coneixen no és el seu veritable nom comú en català, car està derivat de la nomenclatura científica o nom llatí de la família.
Els esfíngids acostumen a ser d'una grandària considerable i tenen un cos robust i pelut. Les ales són normalment estretes i poderoses, ja que s'han de moure a grans velocitats per permetre el vol al borinot. La majoria d'espècies tenen una espiritrompa allargada. Utilitzant aquesta trompa, es passen el seu últim estat de la metamorfosi xuclant el nèctar de les flors activament. Per a xuclar les flors, els esfíngids executen vols estacionaris amb batecs molt ràpids de les ales. Així, un borinot xuclant les flors s'assembla molt a un colibrí. Altres espècies tenen l'espiritrompa atrofiada i resulta infuncional o parcialment funcional.
A la península Ibèrica hi podem trobar exemplars de:
- Acherontia atropos (Linnaeus, 1758)
- Agrius convolvuli (Linnaeus, 1758)
- Daphnis nerii (Linnaeus, 1758)
- Deilephila elpenor (Linnaeus, 1758)
- Deilephila porcellus (Linnaeus, 1758)
- Hemaris fuciformis (Linnaeus, 1758)
- Hemaris tityus (Linnaeus, 1758)
- Hippotion celerio (Linnaeus, 1758)
- Hippotion osiris (Dalman, 1823)
- Hyles dahlii (Geyer, 1828)
- Hyles euphorbiae (Linnaeus, 1758)
- Hyles gallii (Rottemburg, 1775)
- Hyles livornica (Esper, 1780)
- Hyles nicaea (de Prunner, 1798)
- Laothoe populi (Linnaeus, 1758)
- Macroglossum stellatarum (Linnaeus, 1758)
- Marumba quercus (Denis & Schiffermuller, 1775)
- Mimas tiliae (Linnaeus, 1758)
- Polyptychus trisecta (Aurivillius, 1901)
- Proserpinus proserpina (Pallas, 1772)
- Smerinthus ocellata (Linnaeus, 1758)
- Sphinx ligustri Linnaeus, 1758
- Sphinx maurorum (Jordan, 1931)

## Stathmopodidae

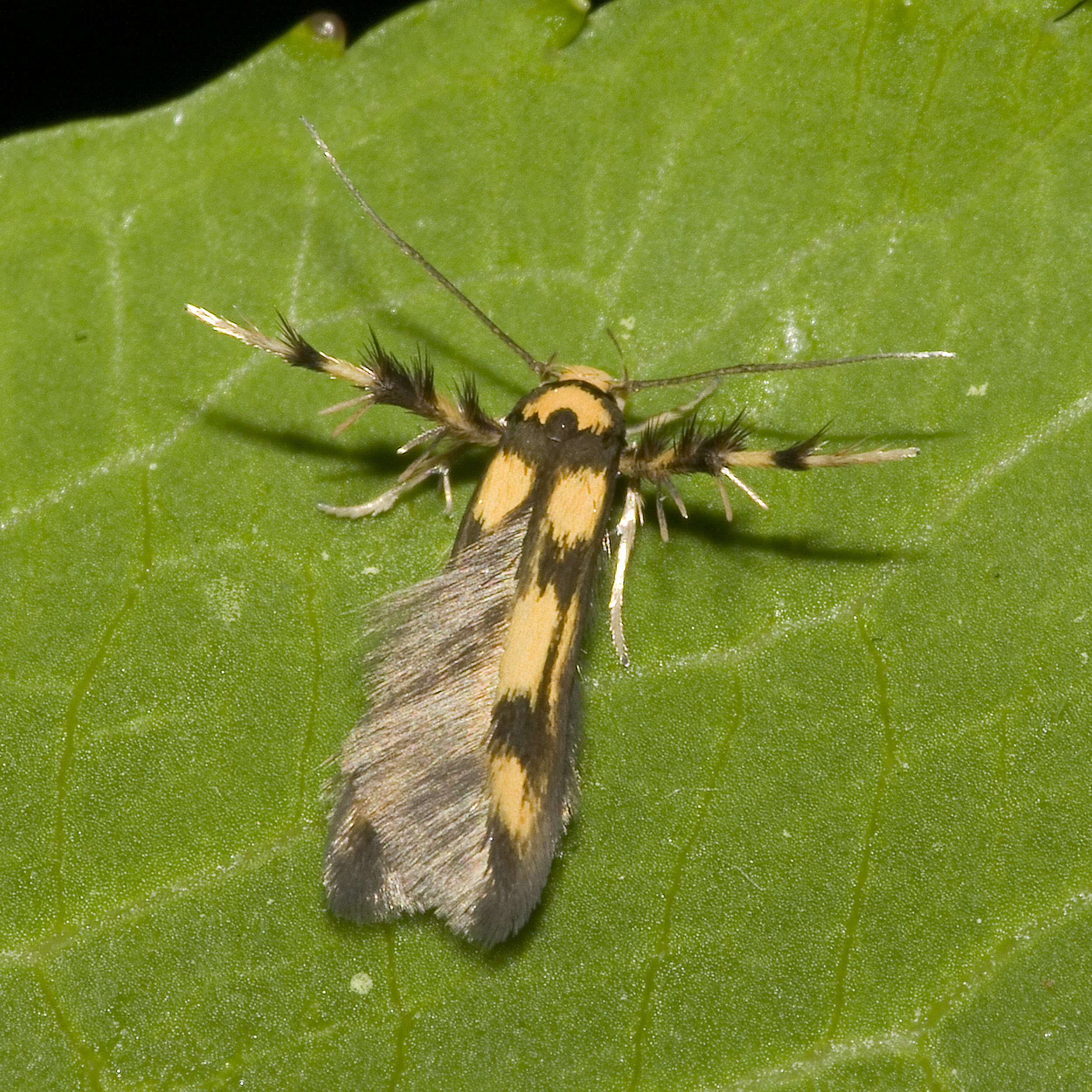
Stathmopoda pedella

Les Stathmopodidae són una família d'arnes inclosa dins de la superfamilia Gelechioidea. Fou descrita per Edward Meyrick l'any 1913.
A la península Ibèrica podem trobar exemplars de: 
- Neomariania partinicensis (Rebel, 1937)
- Neomariania rebeli (Walsingham, 1894)
- Stathmopoda pedella (Linnaeus, 1761)
- Tortilia flavella Chretien, 1908

## Thyrididae

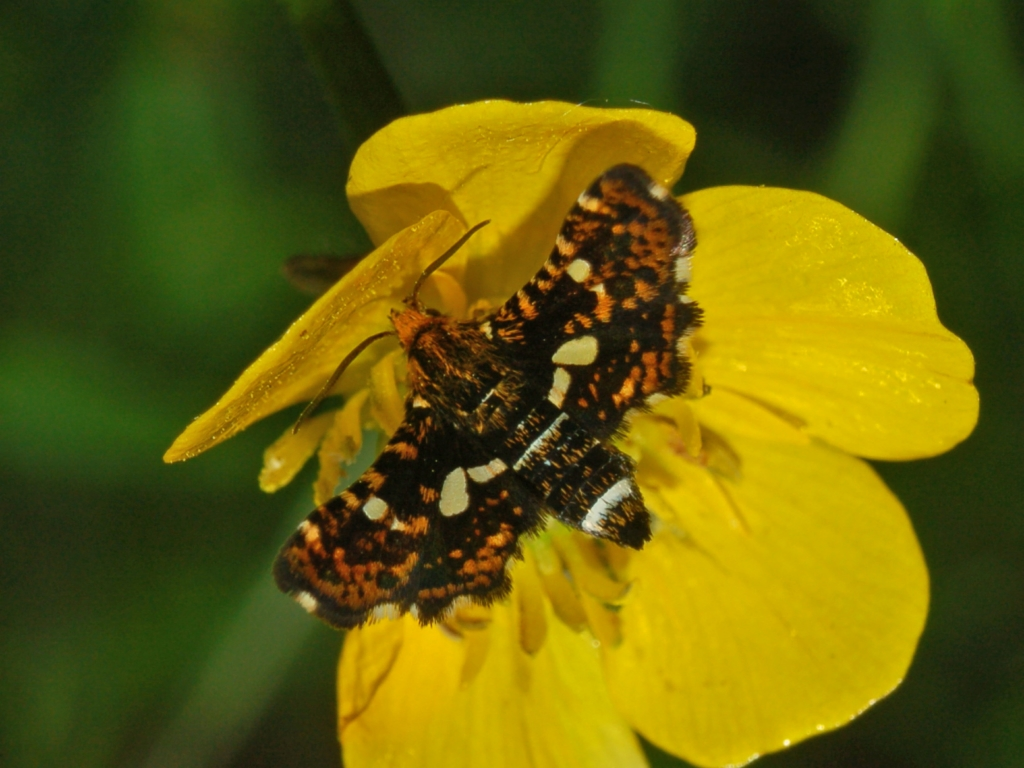
Thyris fenestrella

Les Thyrididae són una família de lepidòpters inclosa dins la superfamilia Thyridoidea, la qual de vegades ha estat inclosa a la Pyraloidea, però això no té suport amb anàlisi cladística. La gran majoria de les espècies viuen en zones tropicals o subtropical. Són acolorides i sovint són diürnes. La seva biologia és poc coneguda. Els espècimens de Thyeididae són rars dins les col·leccions de museu.
A la península Ibèrica podem trobar exemplars d'una única espècie, la: 
- Thyris fenestrella (Scopoli, 1763)

## Tineidae

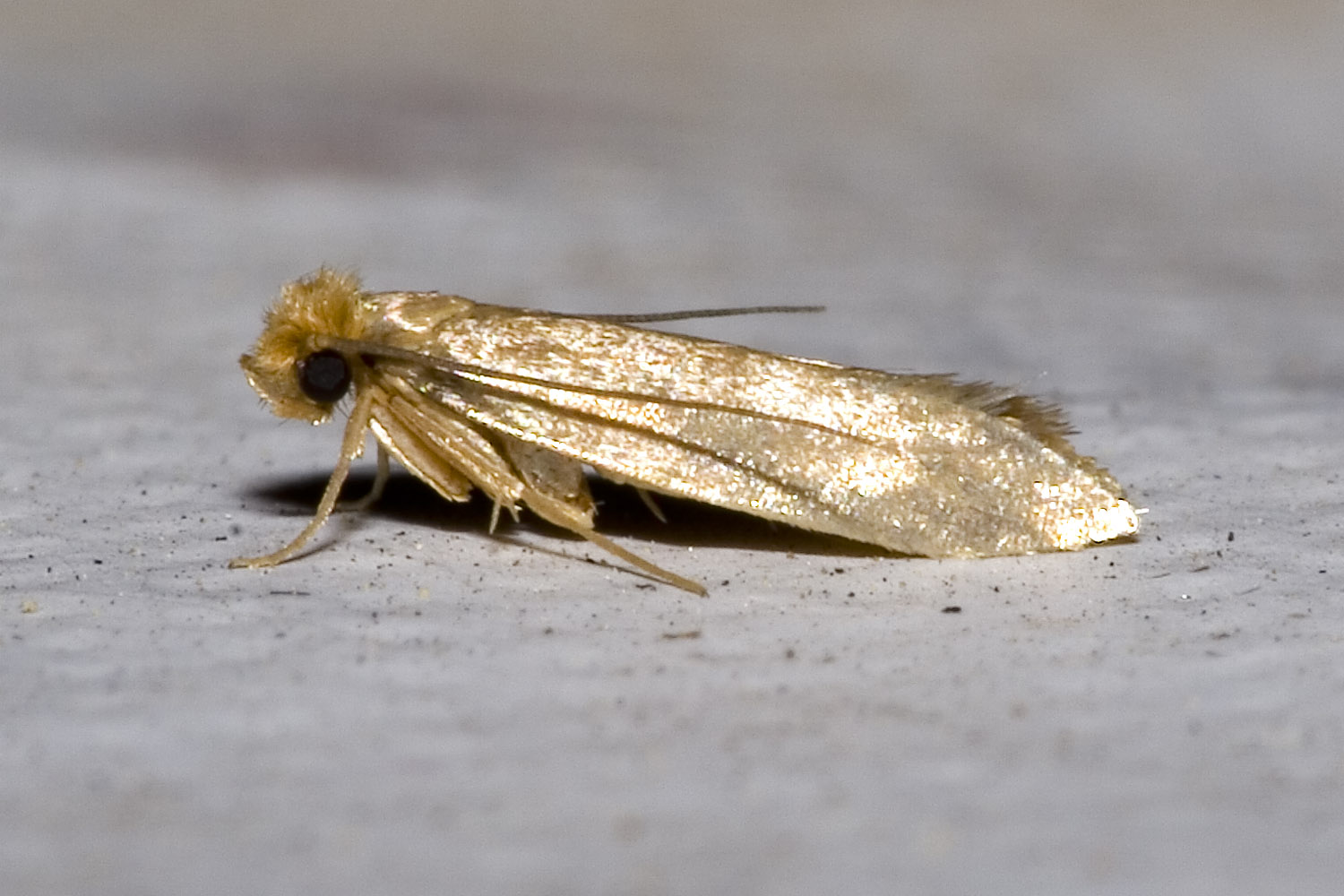
Tineola bisselliella o arna de la roba

Els tinèids(Tineidae) és una família d'insectes lepidòpters anomenats comunament arnes. Aquesta família inclou les arnes de la roba o arnes veres. Aquestes papallones es distingeixen d'altres[lepidòpters en el fet que llurs erugues mengen fongs, líquens i detritus. Molt poques espècies s'alimenten de plantes vives. L'espècie més coneguda és l'arna de la roba comuna.
A la península Ibèrica podem trobar exemplars de:
- Anomalotinea chellalalis (Rebel, 1901)
- Anomalotinea cubiculella (Staudinger, 1859)
- Anomalotinea liguriella (Milliere, 1879)
- Ateliotum hungaricellum Zeller, 1839
- Ateliotum insulare (Rebel, 1896)
- Ateliotum petrinella (Herrich-Schäffer, 1854)
- Cephimallota crassiflavella Bruand, 1851
- Cephimallota tunesiella (Zagulajev, 1966)
- Ceratobia ratjadae Passerin d'Entreves, 1978
- Ceratuncus danubiella (Mann, 1866)
- Ceratuncus dzhungaricus Zagulajev, 1971
- Crassicornella agenjoi (Petersen, 1957)
- Dryadaula heindeli Gaedike & Scholz, 1998
- Elatobia fuliginosella (Lienig & Zeller, 1846)
- Eudarcia glaseri (Petersen, 1967)
- Eudarcia alberti (Amsel, 1957)
- Eudarcia leopoldella (O. G. Costa, 1836)
- Gaedikeia kokkariensis Sutter, 1998
- Infurcitinea albicomella (Stainton, 1851)
- Infurcitinea albulella (Rebel, 1935)
- Infurcitinea argentimaculella (Stainton, 1849)
- Infurcitinea atrifasciella (Staudinger, 1871)
- Infurcitinea captans Gozmany, 1960
- Infurcitinea finalis Gozmany, 1959
- Infurcitinea frustigerella (Walsingham, 1907)
- Infurcitinea gaedikei Baldizzone, 1984
- Infurcitinea italica (Amsel, 1954)
- Infurcitinea karadaghica Zagulajev, 1979
- Infurcitinea marcunella (Rebel, 1910)
- Infurcitinea minuscula Gozmany, 1960
- Infurcitinea monteiroi Amsel, 1957
- Infurcitinea parentii Petersen, 1964
- Infurcitinea peterseni Baldizzone, 1984
- Infurcitinea roesslerella (Heyden, 1865)
- Infurcitinea rumelicella (Rebel, 1903)
- Infurcitinea vartianae Petersen, 1962
- Ischnoscia borreonella (Milliere, 1874)
- Lichenotinea pustulatella (Zeller, 1852)
- Monopis crocicapitella (Clemens, 1859)
- Monopis imella (Hübner, 1813)
- Monopis laevigella (Denis & Schiffermuller, 1775)
- Monopis monachella (Hübner, 1796)
- Monopis nigricantella (Milliere, 1872)
- Monopis obviella (Denis & Schiffermuller, 1775)
- Monopis weaverella (Scott, 1858)
- Morophaga choragella (Denis & Schiffermuller, 1775)
- Morophaga morella (Duponchel, 1838)
- Myrmecozela ataxella (Chretien, 1905)
- Myrmecozela diacona Walsingham, 1907
- Myrmecozela lambessella Rebel, 1901
- Myrmecozela ochraceella (Tengstrom, 1848)
- Myrmecozela sordidella Zagulajev, 1975
- Nemapogon agenjoi Petersen, 1959
- Nemapogon clematella (Fabricius, 1781)
- Nemapogon cloacella (Haworth, 1828)
- Nemapogon granella (Linnaeus, 1758)
- Nemapogon hispanica Petersen & Gaedike, 1992
- Nemapogon inconditella (Lucas, 1956)
- Nemapogon nevadella (Caradja, 1920)
- Nemapogon nigralbella (Zeller, 1839)
- Nemapogon ruricolella (Stainton, 1849)
- Nemapogon variatella (Clemens, 1859)
- Neurothaumasia ankerella (Mann, 1867)
- Neurothaumasia ragusaella (Wocke, 1889)
- Niditinea fuscella (Linnaeus, 1758)
- Niditinea truncicolella (Tengstrom, 1848)
- Novotinea albarracinella Petersen, 1967
- Novotinea andalusiella Petersen, 1964
- Novotinea muricolella (Fuchs, 1879)
- Oinophila v-flava (Haworth, 1828)
- Opogona omoscopa (Meyrick, 1893)
- Opogona sacchari (Bojer, 1856)
- Pachyarthra mediterranea (Baker, 1894)
- Phereoeca lodli Vives, 2001
- Proterospastis merdella (Zeller, 1847)
- Proterospastis quadruplella (Caradja, 1920)
- Reisserita chrysopterella (Herrich-Schäffer, 1854)
- Reisserita haasi (Rebel, 1901)
- Reisserita parva Petersen & Gaedike, 1979
- Reisserita zernyi Petersen, 1957
- Rhodobates friedeli Petersen, 1987
- Rhodobates unicolor (Staudinger, 1870)
- Stenoptinea cyaneimarmorella (Milliere, 1854)
- Tenaga nigripunctella (Haworth, 1828)
- Tenaga rhenania (Petersen, 1962)
- Tinea basifasciella Ragonot, 1895
- Tinea columbariella Wocke, 1877
- Tinea dubiella Stainton, 1859
- Tinea flavescentella Haworth, 1828
- Tinea flavofimbriella (Chretien, 1925)
- Tinea lanella Pierce & Metcalfe, 1934
- Tinea messalina Robinson, 1979
- Tinea murariella Staudinger, 1859
- Tinea pellionella Linnaeus, 1758
- Tinea semifulvella Haworth, 1828
- Tinea translucens Meyrick, 1917
- Tinea trinotella Thunberg, 1794
- Tineola bisselliella (Hummel, 1823)
- Triaxomasia caprimulgella (Stainton, 1851)
- Triaxomera parasitella (Hübner, 1796)
- Trichophaga bipartitella (Ragonot, 1892)
- Trichophaga tapetzella (Linnaeus, 1758)

## Tischeriidae

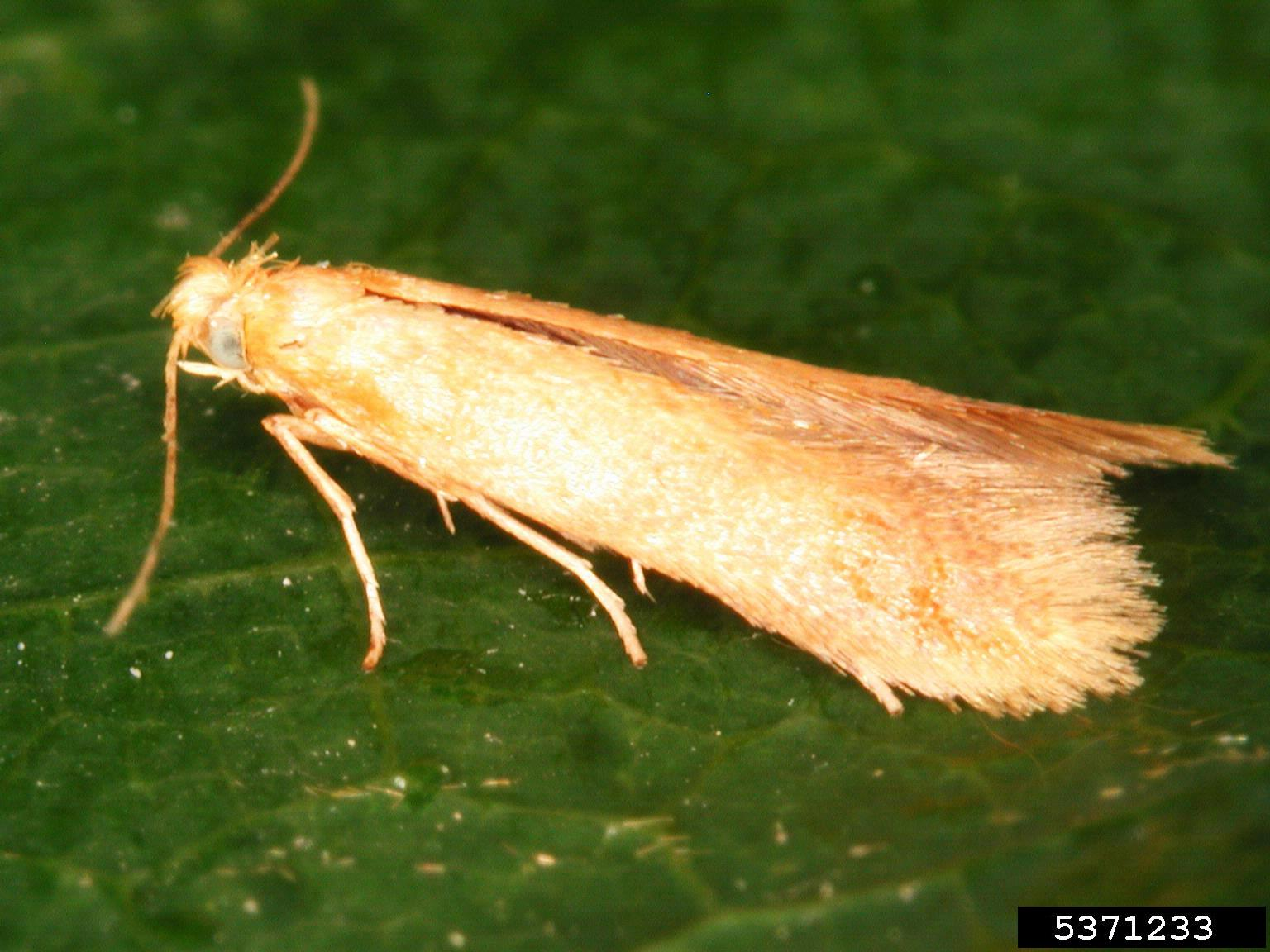
Un exemplar de Tischeria ekebladella.

Les Tischeriidae són una família d'arnes que tradicionalment comptavan amb un sól genus, Tischeria, però que actualment són reconeguts tres gèneres, estesos arreu del món incloent Amèrica del Sud (Davis, 1986), excepte Australasia (Puplesis i Diskus, 2003). Aquest és un dels candidats com a grup germà (vegeu també Palaephatoidea) del gruix de Lepidoptera, el Ditrysia (Davis, 1999; Wiegmann et al., 2002), i tenen un tipus de sistema reproductor femení monotrisià. Aquestes petites arnes són minadores de fulles a l'etapa d'eruga, que s'alimenten principalment de Fagaceae (Tischeria i Coptotriche), Asteraceae, i Malvaceae (Astrotischeria), i alguns també de Rhamnaceae, Tiliaceae, i Rosaceae.
Es reconeixen les següents a la Península Ibèrica:
- Coptotriche angusticollella (Duponchel, 1843)
- Coptotriche berberella (De Prins, 1984)
- Coptotriche gaunacella (Duponchel, 1843)
- Coptotriche marginea (Haworth, 1828)
- Tischeria decidua Wocke, 1876
- Tischeria dodonaea Stainton, 1858
- Tischeria ekebladella (Bjerkander, 1795)
- Tischeria ekebladoides Puplesis & Diskus, 2003

## Tortricidae

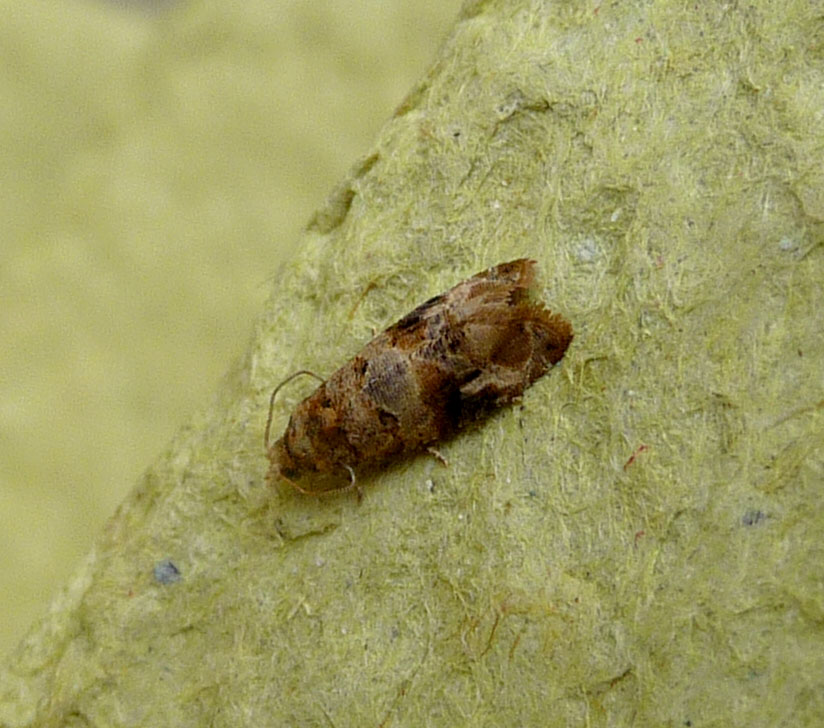
Lobesia botrana o corc del raïm

Els tortrícids (Tortricidae) són una família de lepidòpters glossats del clade Ditrysia. És una gran família amb 6.338 espècies descrites. Moltes d'elles són importants plagues agrícoles. Quan estan posades tenen un perfil bastant arrodonit a causa de la seva típica posició de repòs amb les ales plegades cap enrere.
A la Península Ibèrica podem trobar exemplars de:
- Acleris bergmanniana (Linnaeus, 1758)
- Acleris comariana (Lienig & Zeller, 1846)
- Acleris cristana (Denis & Schiffermuller, 1775)
- Acleris emargana (Fabricius, 1775)
- Acleris ferrugana (Denis & Schiffermuller, 1775)
- Acleris forsskaleana (Linnaeus, 1758)
- Acleris hastiana (Linnaeus, 1758)
- Acleris holmiana (Linnaeus, 1758)
- Acleris hyemana (Haworth, 1811)
- Acleris kochiella (Goeze, 1783)
- Acleris laterana (Fabricius, 1794)
- Acleris lipsiana (Denis & Schiffermuller, 1775)
- Acleris literana (Linnaeus, 1758)
- Acleris logiana (Clerck, 1759)
- Acleris notana (Donovan, 1806)
- Acleris permutana (Duponchel, 1836)
- Acleris quercinana (Zeller, 1849)
- Acleris rhombana (Denis & Schiffermuller, 1775)
- Acleris rufana (Denis & Schiffermuller, 1775)
- Acleris schalleriana (Linnaeus, 1761)
- Acleris sparsana (Denis & Schiffermuller, 1775)
- Acleris undulana (Walsingham, 1900)
- Acleris variegana (Denis & Schiffermuller, 1775)
- Acroclita subsequana (Herrich-Schäffer, 1851)
- Adoxophyes orana (Fischer v. Röslerstamm, 1834)
- Aethes ardezana (Muller-Rutz, 1922)
- Aethes beatricella (Walsingham, 1898)
- Aethes bilbaensis (Rossler, 1877)
- Aethes deaurana (Peyerimhoff, 1877)
- Aethes decimana (Denis & Schiffermuller, 1775)
- Aethes dilucidana (Stephens, 1852)
- Aethes fennicana (M. Hering, 1924)
- Aethes flagellana (Duponchel, 1836)
- Aethes francillana (Fabricius, 1794)
- Aethes hartmanniana (Clerck, 1759)
- Aethes kindermanniana (Treitschke, 1830)
- Aethes languidana (Mann, 1855)
- Aethes margaritana (Haworth, 1811)
- Aethes margarotana (Duponchel, 1836)
- Aethes mauritanica (Walsingham, 1898)
- Aethes moribundana (Staudinger, 1859)
- Aethes perfidana (Kennel, 1900)
- Aethes piercei Obraztsov, 1952
- Aethes rubiginana (Walsingham, 1903)
- Aethes rutilana (Hübner, 1817)
- Aethes sanguinana (Treitschke, 1830)
- Aethes scalana (Zerny, 1927)
- Aethes smeathmanniana (Fabricius, 1781)
- Aethes tesserana (Denis & Schiffermuller, 1775)
- Aethes tornella (Walsingham, 1898)
- Aethes triangulana (Treitschke, 1835)
- Aethes williana (Brahm, 1791)
- Agapeta angelana (Kennel, 1919)
- Agapeta hamana (Linnaeus, 1758)
- Agapeta zoegana (Linnaeus, 1767)
- Aleimma loeflingiana (Linnaeus, 1758)
- Ancylis achatana (Denis & Schiffermuller, 1775)
- Ancylis apicella (Denis & Schiffermuller, 1775)
- Ancylis badiana (Denis & Schiffermuller, 1775)
- Ancylis comptana (Frolich, 1828)
- Ancylis geminana (Donovan, 1806)
- Ancylis myrtillana (Treitschke, 1830)
- Ancylis obtusana (Haworth, 1811)
- Ancylis selenana (Guenee, 1845)
- Ancylis sparulana (Staudinger, 1859)
- Ancylis unculana (Haworth, 1811)
- Ancylis unguicella (Linnaeus, 1758)
- Aneuxanthis locupletana (Hübner, 1819)
- Aphelia viburniana (Denis & Schiffermuller, 1775)
- Aphelia paleana (Hübner, 1793)
- Aphelia peramplana (Hübner, 1825)
- Apotomis betuletana (Haworth, 1811)
- Apotomis turbidana Hübner, 1825
- Archips crataegana (Hübner, 1799)
- Archips oporana (Linnaeus, 1758)
- Archips podana (Scopoli, 1763)
- Archips rosana (Linnaeus, 1758)
- Archips xylosteana (Linnaeus, 1758)
- Argyroploce unedana Baixeras, 2002
- Argyrotaenia ljungiana (Thunberg, 1797)
- Aterpia anderreggana Guenee, 1845
- Avaria hyerana (Milliere, 1858)
- Bactra bactrana (Kennel, 1901)
- Bactra furfurana (Haworth, 1811)
- Bactra lancealana (Hübner, 1799)
- Bactra robustana (Christoph, 1872)
- Bactra venosana (Zeller, 1847)
- Barbara herrichiana Obraztsov, 1960
- Cacoecimorpha pronubana (Hübner, 1799)
- Celypha aurofasciana (Haworth, 1811)
- Celypha cespitana (Hübner, 1817)
- Celypha lacunana (Denis & Schiffermuller, 1775)
- Celypha rivulana (Scopoli, 1763)
- Celypha rufana (Scopoli, 1763)
- Celypha rurestrana (Duponchel, 1843)
- Celypha striana (Denis & Schiffermuller, 1775)
- Ceratoxanthis iberica Baixeras, 1992
- Choristoneura hebenstreitella (Muller, 1764)
- Choristoneura lafauryana (Ragonot, 1875)
- Clavigesta sylvestrana (Curtis, 1850)
- Clepsis agenjoi Obraztsov, 1950
- Clepsis consimilana (Hübner, 1817)
- Clepsis dumicolana (Zeller, 1847)
- Clepsis laetitiae Soria, 1997
- Clepsis neglectana (Herrich-Schäffer, 1851)
- Clepsis pallidana (Fabricius, 1776)
- Clepsis peritana (Clemens, 1860)
- Clepsis rogana (Guenee, 1845)
- Clepsis rurinana (Linnaeus, 1758)
- Clepsis senecionana (Hübner, 1819)
- Clepsis siciliana (Ragonot, 1894)
- Clepsis spectrana (Treitschke, 1830)
- Clepsis steineriana (Hübner, 1799)
- Clepsis unicolorana (Duponchel, 1835)
- Cnephasia alfacarana Razowski, 1958
- Cnephasia alticolana (Herrich-Schäffer, 1851)
- Cnephasia asseclana (Denis & Schiffermuller, 1775)
- Cnephasia bizensis Real, 1953
- Cnephasia chrysantheana (Duponchel, 1843)
- Cnephasia communana (Herrich-Schäffer, 1851)
- Cnephasia conspersana Douglas, 1846
- Cnephasia cupressivorana (Staudinger, 1871)
- Cnephasia delnoyana Groenen & Schreurs, 2012
- Cnephasia ecullyana Real, 1951
- Cnephasia fulturata Rebel, 1940
- Cnephasia genitalana Pierce & Metcalfe, 1922
- Cnephasia heinemanni Obraztsov, 1956
- Cnephasia hellenica Obraztsov, 1956
- Cnephasia laetana (Staudinger, 1871)
- Cnephasia longana (Haworth, 1811)
- Cnephasia microstrigana Razowski, 1958
- Cnephasia pasiuana (Hübner, 1799)
- Cnephasia sedana (Constant, 1884)
- Cnephasia stephensiana (Doubleday, 1849)
- Cnephasia incertana (Treitschke, 1835)
- Cochylidia heydeniana (Herrich-Schäffer, 1851)
- Cochylidia implicitana (Wocke, 1856)
- Cochylidia moguntiana (Rossler, 1864)
- Cochylidia rupicola (Curtis, 1834)
- Cochylimorpha agenjoi (Razowski, 1963)
- Cochylimorpha cultana (Lederer, 1855)
- Cochylimorpha decolorella (Zeller, 1839)
- Cochylimorpha discopunctana (Eversmann, 1844)
- Cochylimorpha elongana (Fischer v. Röslerstamm, 1839)
- Cochylimorpha hilarana (Herrich-Schäffer, 1851)
- Cochylimorpha jucundana (Treitschke, 1835)
- Cochylimorpha meridiana (Staudinger, 1859)
- Cochylimorpha peucedana (Ragonot, 1889)
- Cochylimorpha pyramidana (Staudinger, 1871)
- Cochylimorpha salinarida Groenen & Larsen, 2003
- Cochylimorpha santolinana (Staudinger, 1871)
- Cochylimorpha sparsana (Staudinger, 1879)
- Cochylimorpha straminea (Haworth, 1811)
- Cochylis atricapitana (Stephens, 1852)
- Cochylis dubitana (Hübner, 1799)
- Cochylis epilinana Duponchel, 1842
- Cochylis flaviciliana (Westwood, 1854)
- Cochylis hybridella (Hübner, 1813)
- Cochylis molliculana Zeller, 1847
- Cochylis nana (Haworth, 1811)
- Cochylis pallidana Zeller, 1847
- Cochylis posterana Zeller, 1847
- Cochylis roseana (Haworth, 1811)
- Cochylis salebrana (Mann, 1862)
- Commophila nevadensis Traugott-Olsen, 1990
- Corticivora piniana (Herrich-Schäffer, 1851)
- Crocidosema plebejana Zeller, 1847
- Cydia adenocarpi (Ragonot, 1875)
- Cydia amplana (Hübner, 1800)
- Cydia blackmoreana (Walsingham, 1903)
- Cydia conicolana (Heylaerts, 1874)
- Cydia coniferana (Saxesen, 1840)
- Cydia cosmophorana (Treitschke, 1835)
- Cydia duplicana (Zetterstedt, 1839)
- Cydia fagiglandana (Zeller, 1841)
- Cydia gilviciliana (Staudinger, 1859)
- Cydia ilipulana (Walsingham, 1903)
- Cydia interscindana (Moschler, 1866)
- Cydia intexta (Kuznetsov, 1962)
- Cydia medicaginis (Kuznetsov, 1962)
- Cydia microgrammana (Guenee, 1845)
- Cydia nigricana (Fabricius, 1794)
- Cydia oxytropidis (Martini, 1912)
- Cydia pomonella (Linnaeus, 1758)
- Cydia servillana (Duponchel, 1836)
- Cydia splendana (Hübner, 1799)
- Cydia strigulatana (Kennel, 1899)
- Cydia strobilella (Linnaeus, 1758)
- Cydia succedana (Denis & Schiffermuller, 1775)
- Cydia ulicetana (Haworth, 1811)
- Cydia vallesiaca (Sauter, 1968)
- Diceratura amaranthica Razowski, 1963
- Diceratura infantana (Kennel, 1899)
- Diceratura ostrinana (Guenee, 1845)
- Diceratura roseofasciana (Mann, 1855)
- Dichrorampha acuminatana (Lienig & Zeller, 1846)
- Dichrorampha alpinana (Treitschke, 1830)
- Dichrorampha cacaleana (Herrich-Schäffer, 1851)
- Dichrorampha chavanneana (de La Harpe, 1858)
- Dichrorampha distinctana (Heinemann, 1863)
- Dichrorampha eximia (Danilevsky, 1948)
- Dichrorampha iberica Kuznetsov, 1978
- Dichrorampha incursana (Herrich-Schäffer, 1851)
- Dichrorampha letarfensis Gibeaux, 1983
- Dichrorampha petiverella (Linnaeus, 1758)
- Dichrorampha plumbagana (Treitschke, 1830)
- Dichrorampha plumbana (Scopoli, 1763)
- Dichrorampha sedatana Busck, 1906
- Dichrorampha senectana Guenee, 1845
- Dichrorampha simpliciana (Haworth, 1811)
- Dichrorampha vancouverana McDunnough, 1935
- Ditula angustiorana (Haworth, 1811)
- Ditula joannisiana (Ragonot, 1888)
- Eana clercana (Joannis, 1908)
- Eana cottiana (Chretien, 1898)
- Eana incanana (Stephens, 1852)
- Eana nervana (Joannis, 1908)
- Eana nevadensis (Schawerda, 1929)
- Eana penziana (Thunberg, 1791)
- Eana argentana (Clerck, 1759)
- Eana osseana (Scopoli, 1763)
- Eana canescana (Guenee, 1845)
- Eana filipjevi (Real, 1953)
- Enarmonia formosana (Scopoli, 1763)
- Endothenia gentianaeana (Hübner, 1799)
- Endothenia marginana (Haworth, 1811)
- Endothenia nigricostana (Haworth, 1811)
- Endothenia oblongana (Haworth, 1811)
- Endothenia pauperculana (Staudinger, 1859)
- Epagoge grotiana (Fabricius, 1781)
- Epiblema cnicicolana (Zeller, 1847)
- Epiblema costipunctana (Haworth, 1811)
- Epiblema foenella (Linnaeus, 1758)
- Epiblema graphana (Treitschke, 1835)
- Epiblema hepaticana (Treitschke, 1835)
- Epiblema scutulana (Denis & Schiffermuller, 1775)
- Epiblema simploniana (Duponchel, 1835)
- Epiblema sticticana (Fabricius, 1794)
- Epichoristodes acerbella (Walker, 1864)
- Epinotia abbreviana (Fabricius, 1794)
- Epinotia brunnichana (Linnaeus, 1767)
- Epinotia cedricida Diakonoff, 1969
- Epinotia dalmatana (Rebel, 1891)
- Epinotia demarniana (Fischer v. Röslerstamm, 1840)
- Epinotia festivana (Hübner, 1799)
- Epinotia fraternana (Haworth, 1811)
- Epinotia immundana (Fischer v. Röslerstamm, 1839)
- Epinotia nanana (Treitschke, 1835)
- Epinotia nemorivaga (Tengstrom, 1848)
- Epinotia nisella (Clerck, 1759)
- Epinotia obraztsovi Agenjo, 1966
- Epinotia ramella (Linnaeus, 1758)
- Epinotia rubiginosana (Herrich-Schäffer, 1851)
- Epinotia solandriana (Linnaeus, 1758)
- Epinotia subocellana (Donovan, 1806)
- Epinotia subsequana (Haworth, 1811)
- Epinotia tenerana (Denis & Schiffermuller, 1775)
- Epinotia tetraquetrana (Haworth, 1811)
- Epinotia thapsiana (Zeller, 1847)
- Eucosma aemulana (Schlager, 1849)
- Eucosma albarracina Hartig, 1941
- Eucosma albidulana (Herrich-Schäffer, 1851)
- Eucosma albuneana (Zeller, 1847)
- Eucosma aspidiscana (Hübner, 1817)
- Eucosma cana (Haworth, 1811)
- Eucosma conterminana (Guenee, 1845)
- Eucosma cretaceana (Kennel, 1899)
- Eucosma cumulana (Guenee, 1845)
- Eucosma gonzalezalvarezi Agenjo, 1969
- Eucosma hohenwartiana (Denis & Schiffermuller, 1775)
- Eucosma lacteana (Treitschke, 1835)
- Eucosma obumbratana (Lienig & Zeller, 1846)
- Eucosma pupillana (Clerck, 1759)
- Eucosma rubescana (Constant, 1895)
- Eucosma sublucidana (Kennel, 1901)
- Eucosma urbana (Kennel, 1901)
- Eudemis profundana (Denis & Schiffermuller, 1775)
- Eugnosta lathoniana (Hübner, 1800)
- Eugnosta magnificana (Rebel, 1914)
- Eulia ministrana (Linnaeus, 1758)
- Eupoecilia ambiguella (Hübner, 1796)
- Eupoecilia angustana (Hübner, 1799)
- Exapate duratella Heyden, 1864
- Falseuncaria ruficiliana (Haworth, 1811)
- Fulvoclysia nerminae Kocak, 1982
- Grapholita funebrana Treitschke, 1835
- Grapholita janthinana (Duponchel, 1843)
- Grapholita molesta (Busck, 1916)
- Grapholita tenebrosana Duponchel, 1843
- Grapholita caecana Schlager, 1847
- Grapholita compositella (Fabricius, 1775)
- Grapholita coronillana Lienig & Zeller, 1846
- Grapholita fissana (Frolich, 1828)
- Grapholita gemmiferana Treitschke, 1835
- Grapholita internana (Guenee, 1845)
- Grapholita lunulana (Denis & Schiffermuller, 1775)
- Grapholita nebritana Treitschke, 1830
- Grapholita orobana Treitschke, 1830
- Gravitarmata margarotana (Heinemann, 1863)
- Gynnidomorpha alismana (Ragonot, 1883)
- Gynnidomorpha luridana (Gregson, 1870)
- Gynnidomorpha permixtana (Denis & Schiffermuller, 1775)
- Gynnidomorpha rubricana (Peyerimhoff, 1877)
- Gynnidomorpha vectisana (Humphreys & Westwood, 1845)
- Gypsonoma aceriana (Duponchel, 1843)
- Gypsonoma dealbana (Frolich, 1828)
- Gypsonoma gymnesiarum Rebel, 1934
- Gypsonoma minutana (Hübner, 1799)
- Gypsonoma oppressana (Treitschke, 1835)
- Hedya dimidiana (Clerck, 1759)
- Hedya nubiferana (Haworth, 1811)
- Hedya ochroleucana (Frolich, 1828)
- Hedya pruniana (Hübner, 1799)
- Hedya salicella (Linnaeus, 1758)
- Hysterophora maculosana (Haworth, 1811)
- Isotrias cuencana (Kennel, 1899)
- Isotrias hybridana (Hübner, 1817)
- Isotrias penedana Trematerra, 2013
- Isotrias stramentana (Guenee, 1845)
- Lathronympha balearici Diakonoff, 1972
- Lathronympha strigana (Fabricius, 1775)
- Lobesia artemisiana (Zeller, 1847)
- Lobesia bicinctana (Duponchel, 1844)
- Lobesia botrana (Denis & Schiffermuller, 1775)
- Lobesia helichrysana (Ragonot, 1879)
- Lobesia indusiana (Zeller, 1847)
- Lobesia limoniana (Milliere, 1860)
- Lobesia littoralis (Westwood & Humphreys, 1845)
- Lobesia porrectana (Zeller, 1847)
- Lobesia quaggana Mann, 1855
- Lobesia reliquana (Hübner, 1825)
- Lozotaenia cupidinana (Staudinger, 1859)
- Lozotaenia forsterana (Fabricius, 1781)
- Lozotaenia mabilliana (Ragonot, 1875)
- Lozotaeniodes cupressana (Duponchel, 1836)
- Lozotaeniodes formosana (Frolich, 1830)
- Metendothenia atropunctana (Zetterstedt, 1839)
- Neosphaleroptera nubilana (Hübner, 1799)
- Notocelia cynosbatella (Linnaeus, 1758)
- Notocelia incarnatana (Hübner, 1800)
- Notocelia roborana (Denis & Schiffermuller, 1775)
- Notocelia rosaecolana (Doubleday, 1850)
- Notocelia trimaculana (Haworth, 1811)
- Notocelia uddmanniana (Linnaeus, 1758)
- Olethreutes arcuella (Clerck, 1759)
- Olindia schumacherana (Fabricius, 1787)
- Orthotaenia undulana (Denis & Schiffermuller, 1775)
- Oxypteron exiguana (de La Harpe, 1860)
- Oxypteron polita (Walsingham, 1907)
- Oxypteron schawerdai (Rebel, 1936)
- Pammene albuginana (Guenee, 1845)
- Pammene amygdalana (Duponchel, 1842)
- Pammene argyrana (Hübner, 1799)
- Pammene aurana (Fabricius, 1775)
- Pammene cocciferana Walsingham, 1903
- Pammene fasciana (Linnaeus, 1761)
- Pammene juniperana (Milliere, 1858)
- Pammene luedersiana (Sorhagen, 1885)
- Pammene obscurana (Stephens, 1834)
- Pammene populana (Fabricius, 1787)
- Pammene salvana (Staudinger, 1859)
- Pammene spiniana (Duponchel, 1843)
- Pammene splendidulana (Guenee, 1845)
- Pammene suspectana (Lienig & Zeller, 1846)
- Pandemis cerasana (Hübner, 1786)
- Pandemis cinnamomeana (Treitschke, 1830)
- Pandemis corylana (Fabricius, 1794)
- Pandemis dumetana (Treitschke, 1835)
- Pandemis heparana (Denis & Schiffermuller, 1775)
- Paramesia alhamana (A. Schmidt, 1933)
- Paramesia gnomana (Clerck, 1759)
- Pelatea klugiana (Freyer, 1836)
- Pelochrista bleuseana (Oberthur, 1888)
- Pelochrista caecimaculana (Hübner, 1799)
- Pelochrista decolorana (Freyer, 1842)
- Pelochrista fusculana (Zeller, 1847)
- Pelochrista griseolana (Zeller, 1847)
- Pelochrista infidana (Hübner, 1824)
- Pelochrista modicana (Zeller, 1847)
- Pelochrista mollitana (Zeller, 1847)
- Pelochrista obscura Kuznetsov, 1978
- Pelochrista sordicomana (Staudinger, 1859)
- Pelochrista turiana (Zerny, 1927)
- Periclepsis cinctana (Denis & Schiffermuller, 1775)
- Phalonidia affinitana (Douglas, 1846)
- Phalonidia albipalpana (Zeller, 1847)
- Phalonidia contractana (Zeller, 1847)
- Phalonidia gilvicomana (Zeller, 1847)
- Phalonidia manniana (Fischer v. Röslerstamm, 1839)
- Phaneta pauperana (Duponchel, 1843)
- Phiaris micana (Denis & Schiffermuller, 1775)
- Phiaris predotai (Hartig, 1938)
- Phiaris umbrosana (Freyer, 1842)
- Philedone gerningana (Denis & Schiffermuller, 1775)
- Philedonides seeboldiana (Rossler, 1877)
- Phtheochroa cymatodana (Rebel, 1927)
- Phtheochroa duponchelana (Duponchel, 1843)
- Phtheochroa ecballiella Huemer, 1990
- Phtheochroa frigidana (Guenee, 1845)
- Phtheochroa gracillimana (Rebel, 1910)
- Phtheochroa inopiana (Haworth, 1811)
- Phtheochroa ochrobasana (Chretien, 1915)
- Phtheochroa rectangulana (Chretien, 1915)
- Phtheochroa rugosana (Hübner, 1799)
- Phtheochroa schreibersiana (Frolich, 1828)
- Phtheochroa simoniana (Staudinger, 1859)
- Phtheochroa syrtana Ragonot, 1888
- Piniphila bifasciana (Haworth, 1811)
- Pristerognatha fuligana (Denis & Schiffermuller, 1775)
- Propiromorpha rhodophana (Herrich-Schäffer, 1851)
- Pseudargyrotoza conwagana (Fabricius, 1775)
- Pseudococcyx mughiana (Zeller, 1868)
- Pseudococcyx posticana (Zetterstedt, 1839)
- Pseudococcyx tessulatana (Staudinger, 1871)
- Pseudococcyx turionella (Linnaeus, 1758)
- Ptycholoma lecheana (Linnaeus, 1758)
- Ptycholomoides aeriferana (Herrich-Schäffer, 1851)
- Retinia resinella (Linnaeus, 1758)
- Rhopobota naevana (Hübner, 1817)
- Rhopobota stagnana (Denis & Schiffermuller, 1775)
- Rhyacionia buoliana (Denis & Schiffermuller, 1775)
- Rhyacionia duplana (Hübner, 1813)
- Rhyacionia maritimana Prose, 1981
- Rhyacionia pinicolana (Doubleday, 1849)
- Rhyacionia pinivorana (Lienig & Zeller, 1846)
- Selania capparidana (Zeller, 1847)
- Selania leplastriana (Curtis, 1831)
- Selania resedana (Obraztsov, 1959)
- Selenodes karelica (Tengstrom, 1875)
- Sparganothis pilleriana (Denis & Schiffermuller, 1775)
- Spatalistis bifasciana (Hübner, 1787)
- Sphaleroptera alpicolana (Frolich, 1830)
- Spilonota ocellana (Denis & Schiffermuller, 1775)
- Syndemis musculana (Hübner, 1799)
- Thiodia citrana (Hübner, 1799)
- Thiodia couleruana (Duponchel, 1834)
- Thiodia lerneana (Treitschke, 1835)
- Thiodia trochilana (Frolich, 1828)
- Thiodiodes seeboldi (Rossler, 1877)
- Tortricodes alternella (Denis & Schiffermuller, 1775)
- Tortrix viridana Linnaeus, 1758
- Xerocnephasia rigana (Sodoffsky, 1829)
- Zeiraphera griseana (Hübner, 1799)
- Zeiraphera isertana (Fabricius, 1794)

## Yponomeutidae

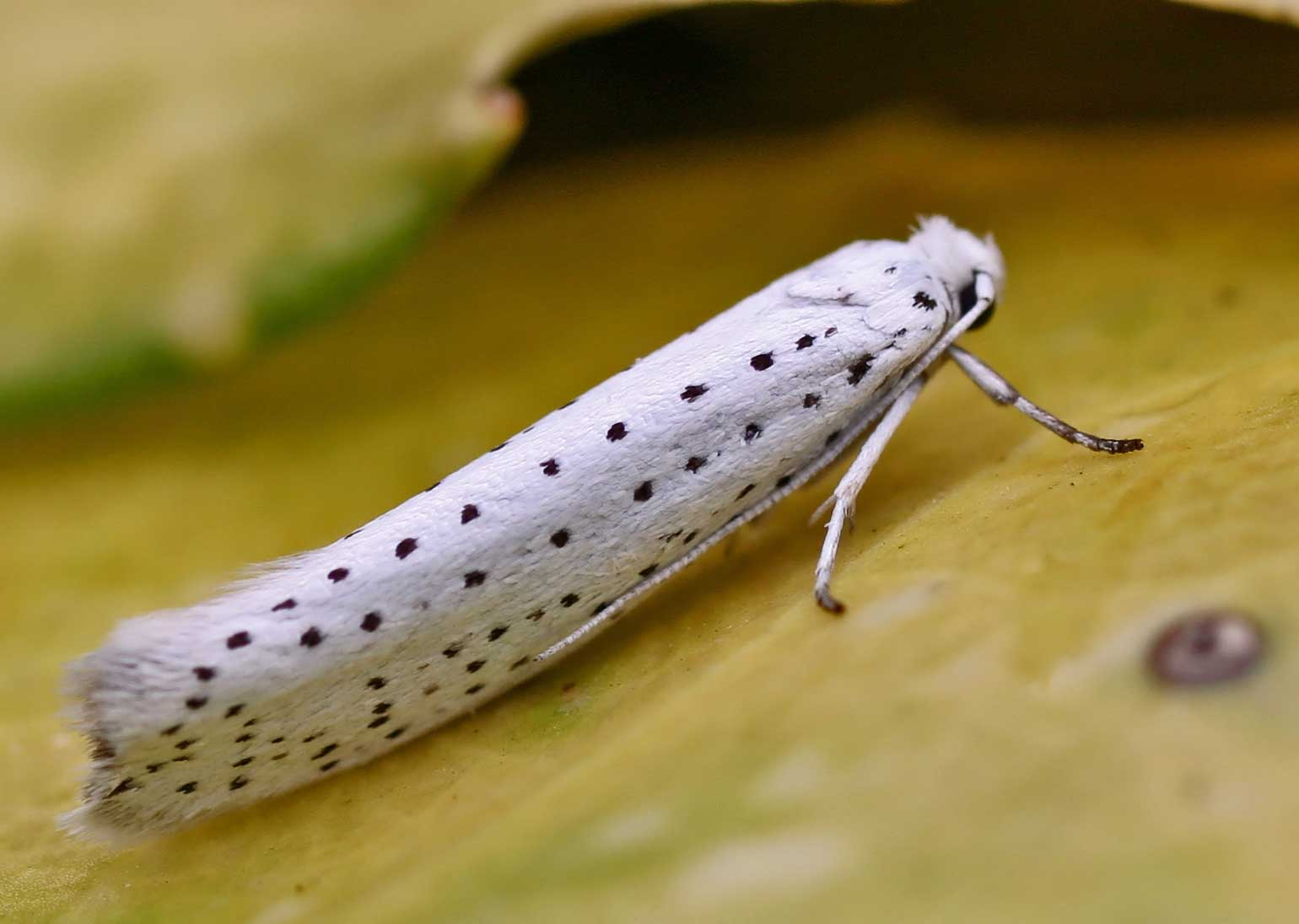
Yponomeuta evonymella

Les Yponomeutidae són una família de lepidòpters ditrisis pertanyent a la superfamilia Yponomeutoidea, amb unes 600 espècies, la majoria en els tròpics. Les arnes són arnes de mida petita a mitjana que varien en envergadura d'ales, des de 8 a 31 mm. Les ales són llargues, sovint amb serrells a les vores posteriors dels reeixits. El color sol ser blanc, gris pàl·lid o suau, sovint amb moltes taques fosques.
A la península Ibèrica podem trobar exemplars de:
- Banghaasia ildefonsella Friese, 1960
- Cedestis gysseleniella Zeller, 1839
- Cedestis subfasciella (Stephens, 1834)
- Kessleria fasciapennella (Stainton, 1849)
- Kessleria saxifragae (Stainton, 1868)
- Kessleria brachypterella Huemer & Tarmann, 1992
- Kessleria brevicornuta Huemer & Tarmann, 1992
- Kessleria diabolica Huemer & Tarmann, 1992
- Ocnerostoma friesei Svensson, 1966
- Ocnerostoma piniariella Zeller, 1847
- Paradoxus osyridellus Stainton, 1869
- Parahyponomeuta egregiella (Duponchel, 1839)
- Paraswammerdamia albicapitella (Scharfenberg, 1805)
- Paraswammerdamia nebulella (Goeze, 1783)
- Pseudoswammerdamia combinella (Hübner, 1786)
- Scythropia crataegella (Linnaeus, 1767)
- Swammerdamia caesiella (Hübner, 1796)
- Swammerdamia compunctella Herrich-Schäffer, 1855
- Swammerdamia pyrella (Villers, 1789)
- Yponomeuta cagnagella (Hübner, 1813)
- Yponomeuta evonymella (Linnaeus, 1758)
- Yponomeuta malinellus Zeller, 1838
- Yponomeuta padella (Linnaeus, 1758)
- Yponomeuta plumbella (Denis & Schiffermuller, 1775)
- Yponomeuta rorrella (Hübner, 1796)
- Yponomeuta sedella Treitschke, 1832
- Zelleria hepariella Stainton, 1849
- Zelleria oleastrella (Milliere, 1864)
- Zelleria plumbeella Staudinger, 1871

## Ypsolophidae

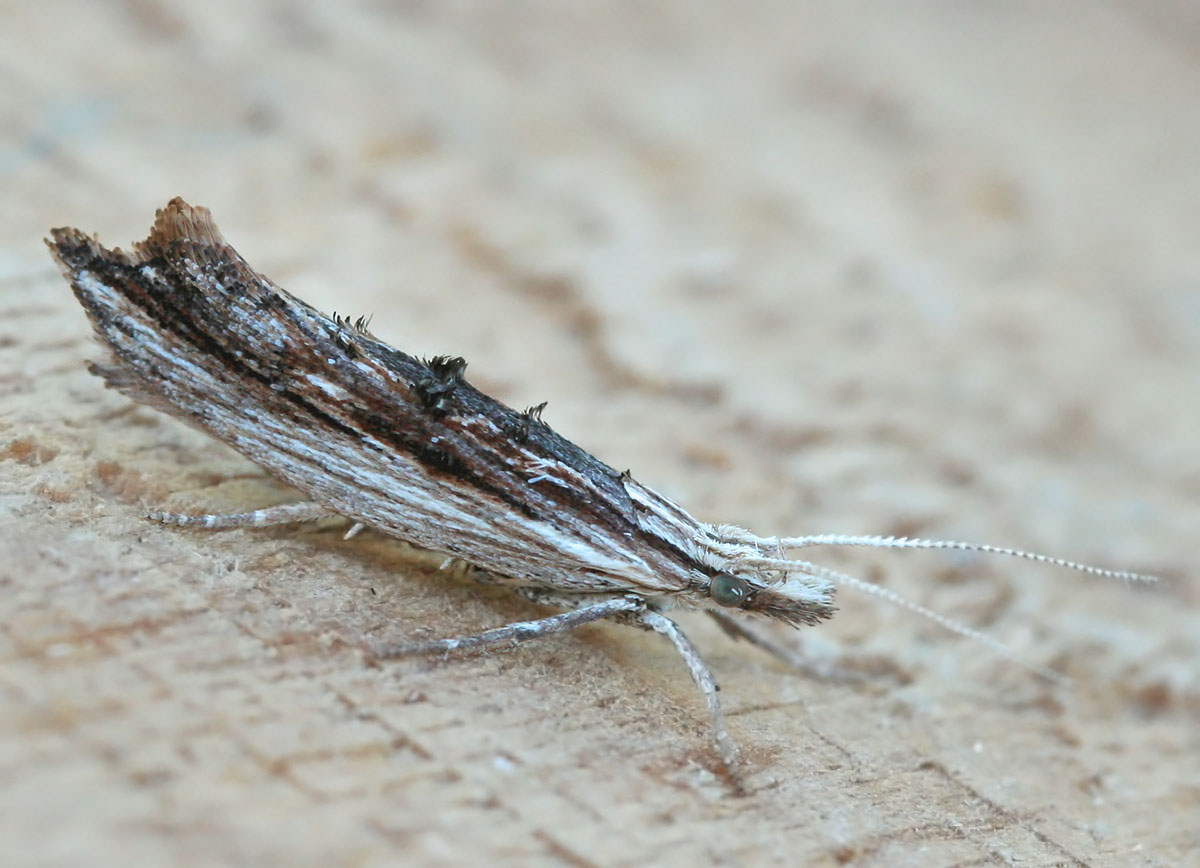
Ypsolopha scabrella

Les Ipsolophidae són una família d'arnes amb unes 160 espècies. Són inclosos en el Plutellidae per molts autors.
A la península Ibèrica podem trobar exemples de:
- Ochsenheimeria bubalella (Hübner, 1813)
- Ochsenheimeria taurella (Denis & Schiffermuller, 1775)
- Ochsenheimeria vacculella Fischer von Röslerstamm, 1842
- Phrealcia eximiella (Rebel, 1899)
- Ypsolopha asperella (Linnaeus, 1761)
- Ypsolopha blandella (Christoph, 1882)
- Ypsolopha cajaliella Vives, 2003
- Ypsolopha dentella (Fabricius, 1775)
- Ypsolopha excisella (Lederer, 1855)
- Ypsolopha fractella (Chretien, 1915)
- Ypsolopha horridella (Treitschke, 1835)
- Ypsolopha instabilella (Mann, 1866)
- Ypsolopha lucella (Fabricius, 1775)
- Ypsolopha mucronella (Scopoli, 1763)
- Ypsolopha nemorella (Linnaeus, 1758)
- Ypsolopha parenthesella (Linnaeus, 1761)
- Ypsolopha persicella (Fabricius, 1787)
- Ypsolopha scabrella (Linnaeus, 1761)
- Ypsolopha sequella (Clerck, 1759)
- Ypsolopha sylvella (Linnaeus, 1767)
- Ypsolopha trichonella (Mann, 1861)
- Ypsolopha ustella (Clerck, 1759)
- Ypsolopha vittella (Linnaeus, 1758)

## Zygaenidae

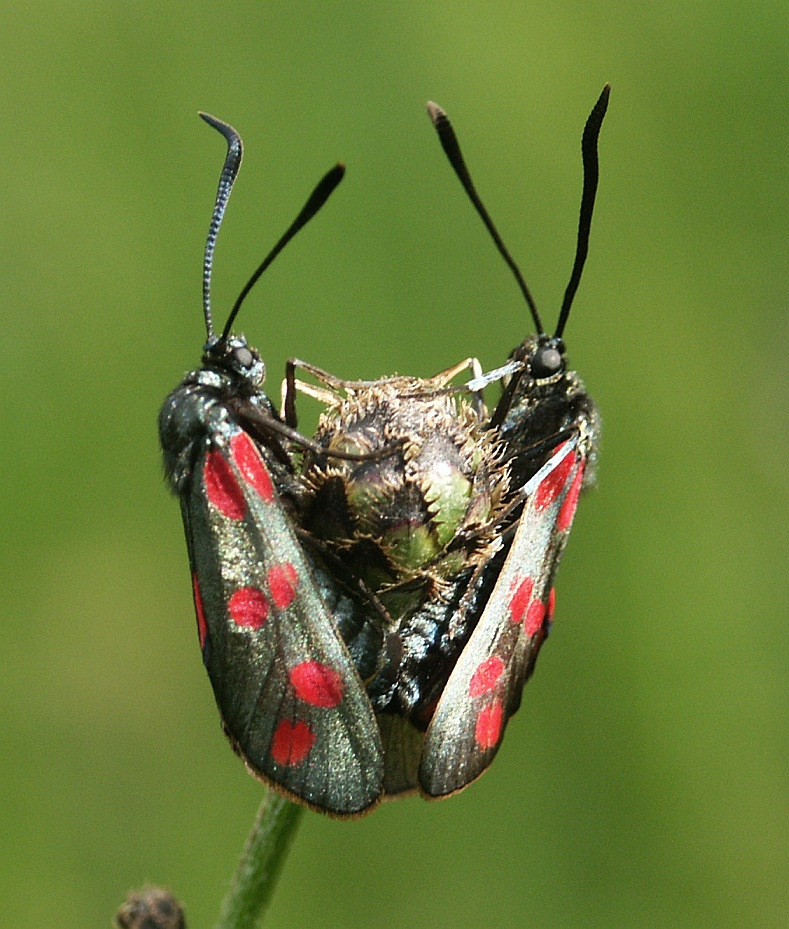
Zygaena filipendulae

Les Zygaenidae són una família de lepidòpters heteròcers. Inclouen unes 1.000 espècies en tot el món. Són d'activitat diürna. Les erugues són rabassudes i estan recobertes d'una pilositat curta i poc espessa. La coloració vistosa és deguda a l'àcid cianhídric que acumulen durant l'etapa larval gràcies a l'alimentació i que l'utilitzen com a defensa.
A la península Ibèrica podem trobar exemplars de:
- Adscita geryon (Hübner, 1813)
- Adscita jordani (Naufock, 1921)
- Adscita schmidti (Naufock, 1933)
- Adscita statices (Linnaeus, 1758)
- Adscita bolivari (Agenjo, 1937) (EN)
- Adscita mannii (Lederer, 1853)
- Aglaope infausta (Linnaeus, 1767)
- Jordanita hispanica (Alberti, 1937)
- Jordanita globulariae (Hübner, 1793)
- Jordanita vartianae (Malicky, 1961)
- Jordanita subsolana (Staudinger, 1862)
- Jordanita budensis (Ad. & Au. Speyer, 1858)
- Jordanita notata (Zeller, 1847)
- Rhagades pruni (Denis & Schiffermuller, 1775)
- Rhagades predotae (Naufock, 1930)
- Zygaena carniolica (Scopoli, 1763)
- Zygaena fausta (Linnaeus, 1767)
- Zygaena hilaris Ochsenheimer, 1808
- Zygaena occitanica (Villers, 1789)
- Zygaena contaminei Boisduval, 1834
- Zygaena purpuralis (Brunnich, 1763)
- Zygaena sarpedon (Hübner, 1790)
- Zygaena anthyllidis Boisduval, 1828
- Zygaena ephialtes (Linnaeus, 1767)
- Zygaena exulans (Hohenwarth, 1792)
- Zygaena filipendulae (Linnaeus, 1758)
- Zygaena ignifera Korb, 1897
- Zygaena lavandulae (Esper, 1783)
- Zygaena lonicerae (Scheven, 1777)
- Zygaena loti (Denis & Schiffermuller, 1775)
- Zygaena nevadensis Rambur, 1858
- Zygaena osterodensis Reiss, 1921
- Zygaena rhadamanthus (Esper, 1789)
- Zygaena romeo Duponchel, 1835
- Zygaena transalpina (Esper, 1780)
- Zygaena trifolii (Esper, 1783)
- Zygaena viciae (Denis & Schiffermuller, 1775)